# 岡崎市
岡崎市（おかざきし）は、愛知県のほぼ中央に位置する市。中核市、中枢中核都市、指定されている。隣接する豊田市とともに西三河地域の中心都市である。1916年（大正5年）市制施行。
徳川家康が生誕した岡崎城の復興天守がある。また、八丁味噌の発祥地として知られる。

## 概要

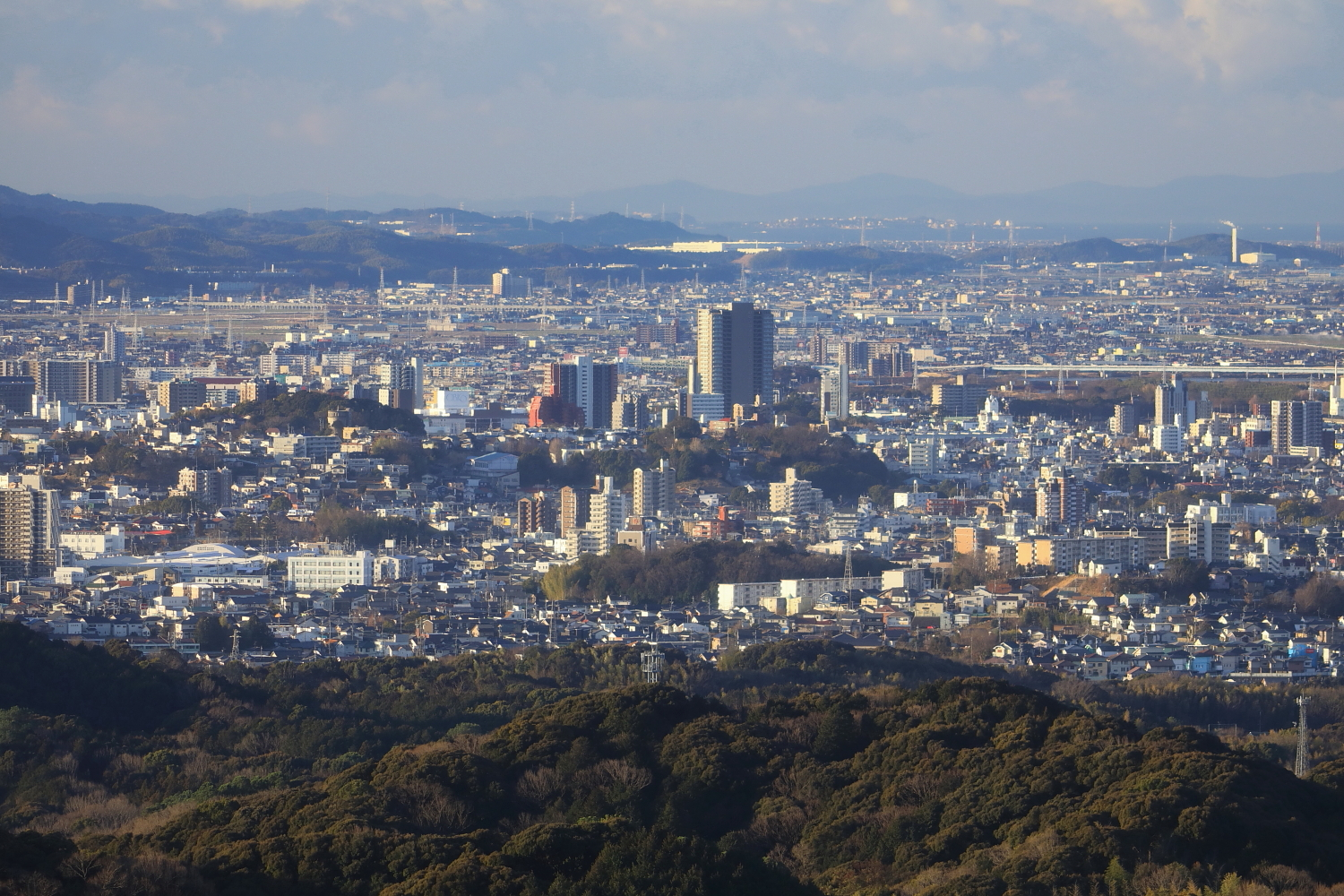
村積山展望台から見た岡崎市街

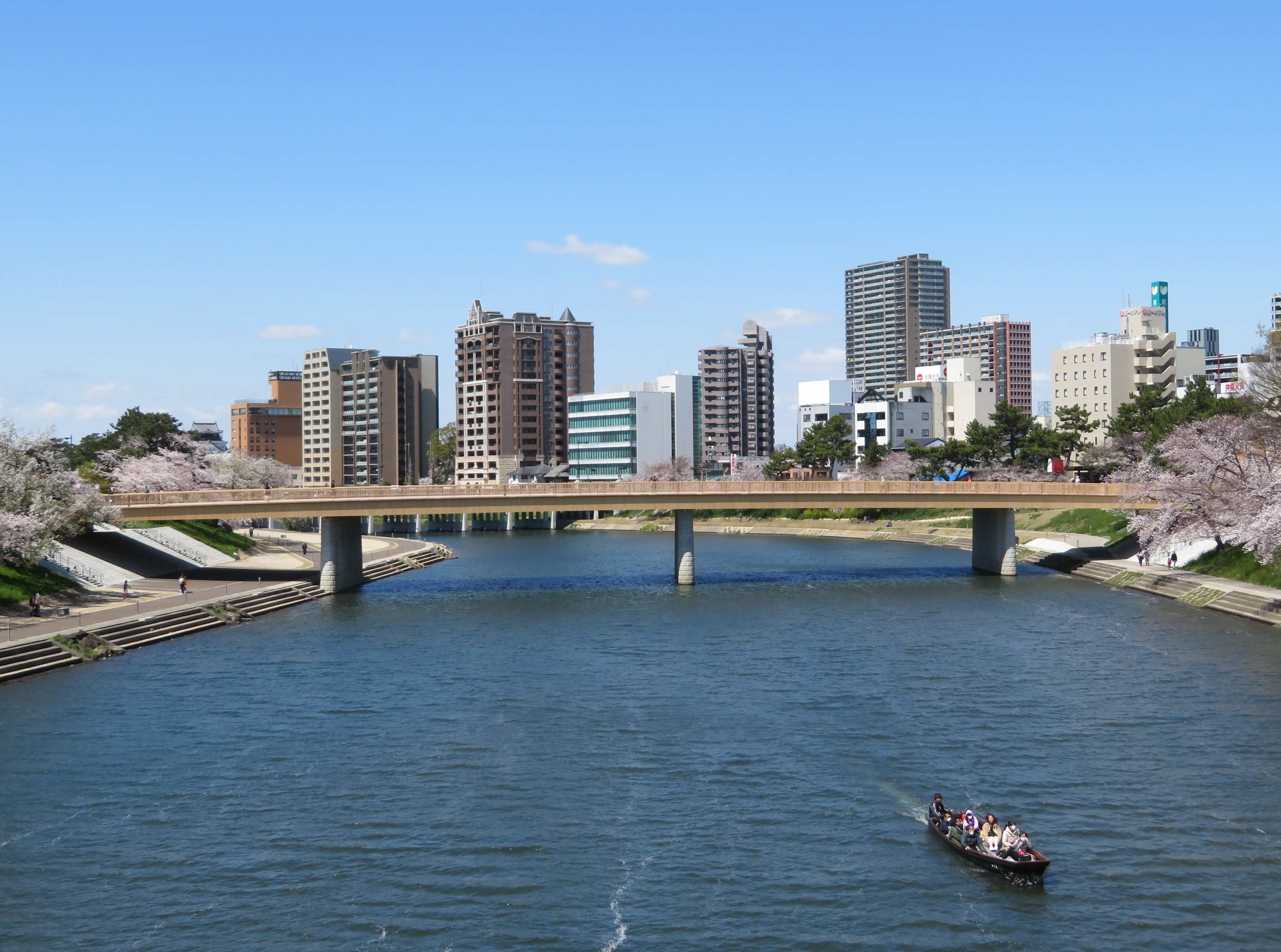
岡崎市中心市街地を流れる乙川。

研究教育施設や史跡が多く、市の規模に比しては文教都市の色が濃い。中世の鎌倉街道や江戸時代の東海道の宿場町でもある岡崎宿、および岡崎城の城下町として栄えた。廃藩置県の際に一時存在した額田県の県庁所在地であり、岡崎城がその庁舎となっていた。中心部は旧額田郡で、一部に旧碧海郡の地域も含まれる。
足利氏族でもある細川氏、仁木氏、戸崎氏のほか、江戸幕府を開いた徳川家康の生誕地でもある。伝統地場産業には八丁味噌、花火、石製品などが知られる。
現在は中京圏（名古屋都市圏）に属する名古屋市の衛星都市であり、昼夜間人口比率は93.9%と流入人口より流出人口のほうが大きく上回っている。中京工業地帯に含まれ、三菱自動車工業やアイシン（トヨタグループの自動車部品メーカー）などの自動車関連工場が集まる。

### 名称

#### 市名の発音
共通語では「おかざき」と発音されるが、当市民をはじめとした地元民は、「川崎」と同じように「おかざき」と平板に発音する。人名（姓）の場合は「おかざき」と発音して区別する。岡崎が舞台となったNHK連続テレビ小説『純情きらり』や、大河ドラマの『徳川家康』の中でも放映開始当初は「おかざき」と発音していたが、途中から平板な発音に改められた。2016年には、NHKにおいて平板な発音が「地元放送局アクセント」として正式に許容されるようになった。

## 地理

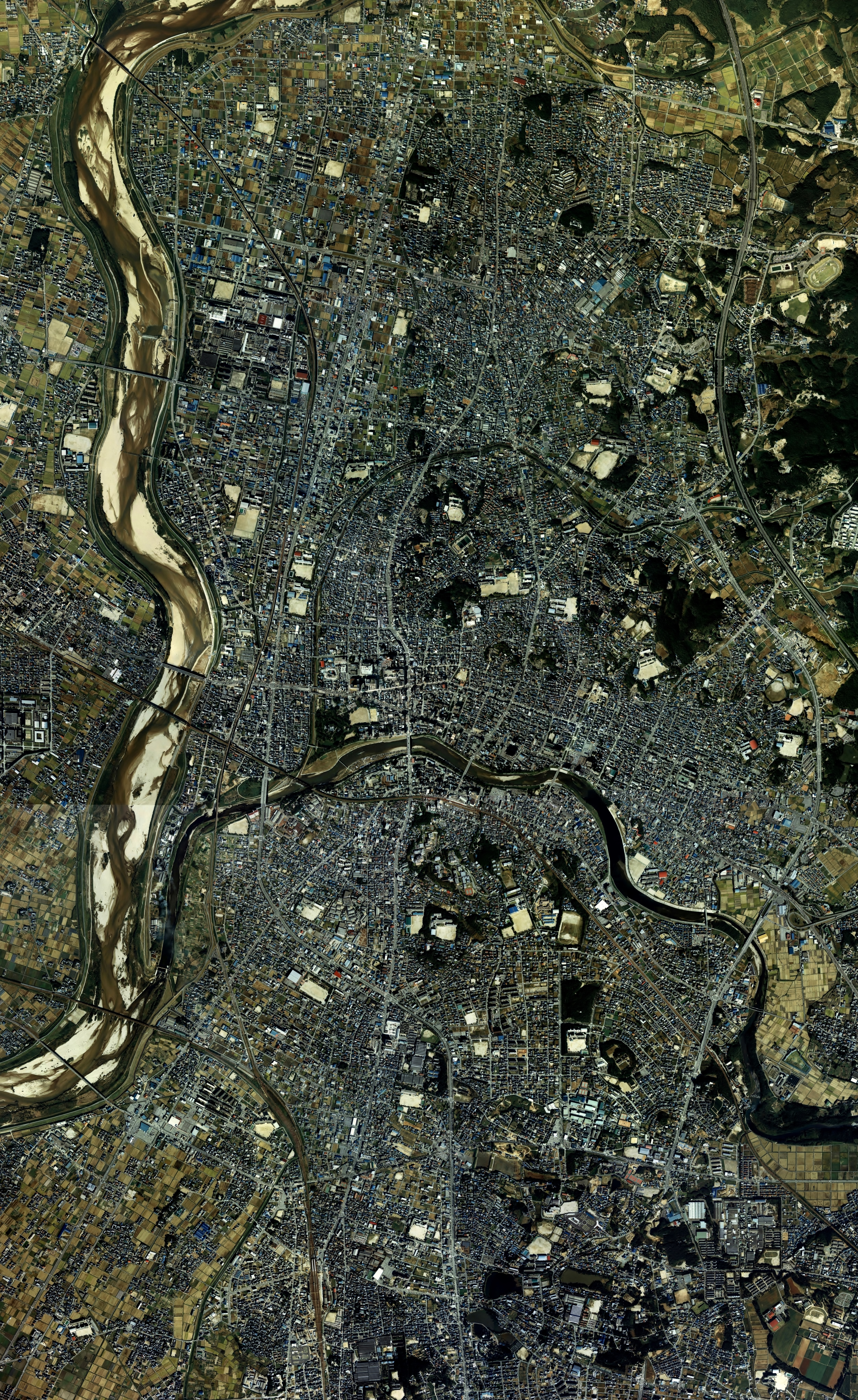
岡崎市中心部周辺の空中写真。市街地の西を矢作川が南流する。1987年撮影の26枚を合成作成。
。

### 位置
岡崎市は愛知県の中央部にあり、中央高地に連なる美濃三河高原と岡崎平野の接点に位置する。
中京圏の中心都市名古屋市から約35キロメートルの距離にあり、市内を東西に国道1号、南北に国道248号及び国道473号が通っている。また東名高速道路岡崎インターチェンジや、新東名高速道路岡崎東インターチェンジといった広域交通網の拠点のほか、主要地方道等の愛知県道も多くあり、市内各所で渋滞が発生している。鉄道は、市内を東西に抜けるJR東海道線及び名鉄名古屋本線と岡崎駅から豊田市方面へ結び、名鉄三河線や愛知高速交通東部丘陵線、JR中央線と接続する愛知環状鉄道線の計3路線、16駅が設置されている。名鉄の東岡崎駅周辺が市内中心部であり、JRの岡崎駅は中心部から離れた場所に位置している。
面積は387.24平方キロメートルで豊田市、新城市に次ぎ愛知県内3位。なお、岡崎市内には活断層や推定活断層は見つかっていない。

### 地形
中央アルプスの大川入山に発する矢作川が市内を南北に流れ、東西に流れる乙川など、市内に20本程流れる河川の全てが矢作川の支流である。
岡崎市内には、この豊富な水を利用した大規模工場や水田地帯が多くある。多数の河川により形成された沖積平野上に市の中心市街があり、市の東部は美濃三河高原を構成する山地となっている。最高峰は標高789mの本宮山であるが、平野部にも丘陵が点在しており市内の標高差が700メートル以上ある変化に富んだ地形となっている。市域の約60%が森林であり、その豊かな自然環境から自然公園法に基づき南部の桑谷山周辺が三河湾国定公園に、東部の本宮山及び巴山周辺が本宮山県立自然公園にそれぞれ指定されている。また岡崎市の中心部には岡崎城があり、城を中心とした岡崎公園は桜の名所としても有名である。

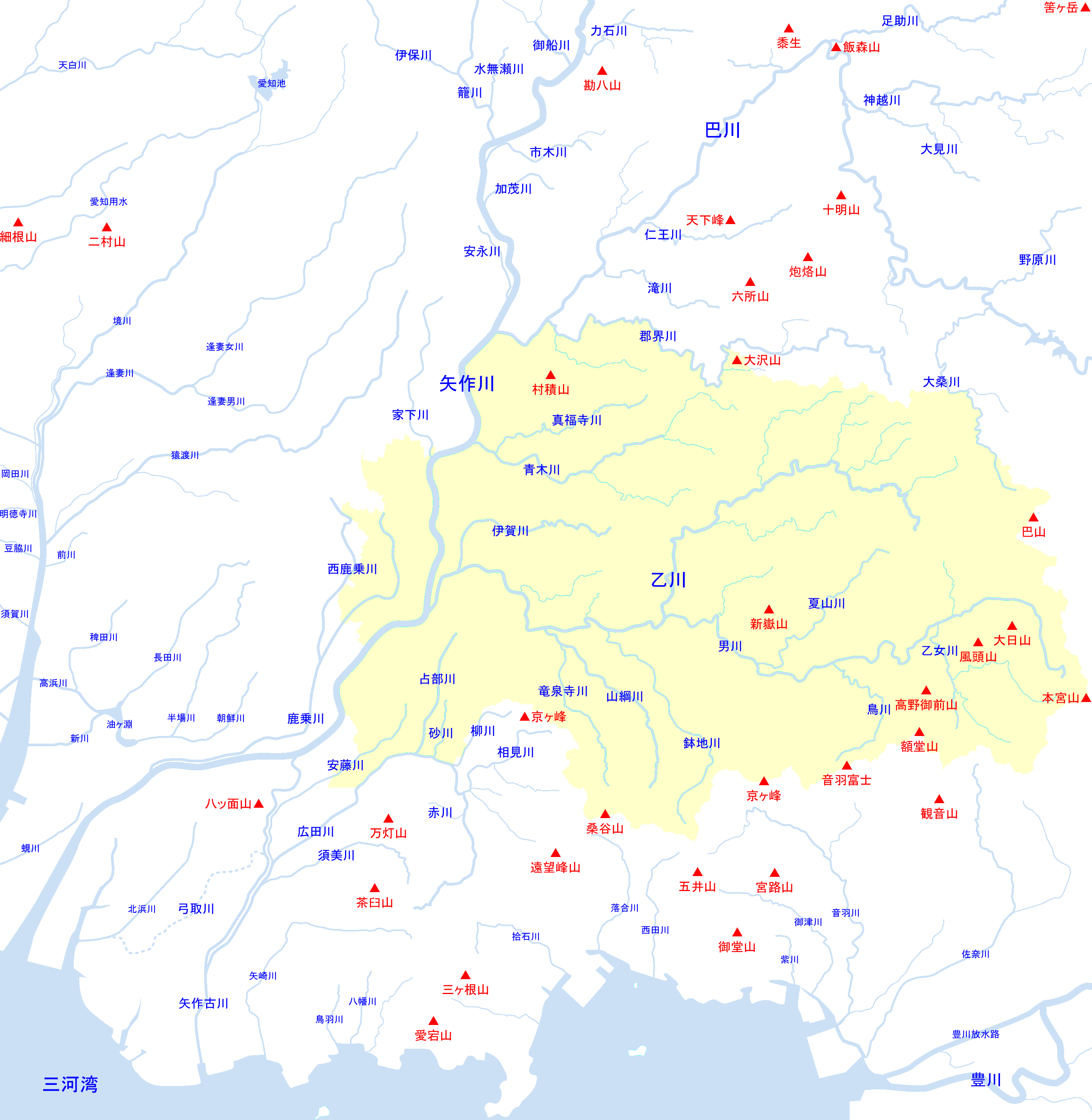
岡崎市周辺の地理

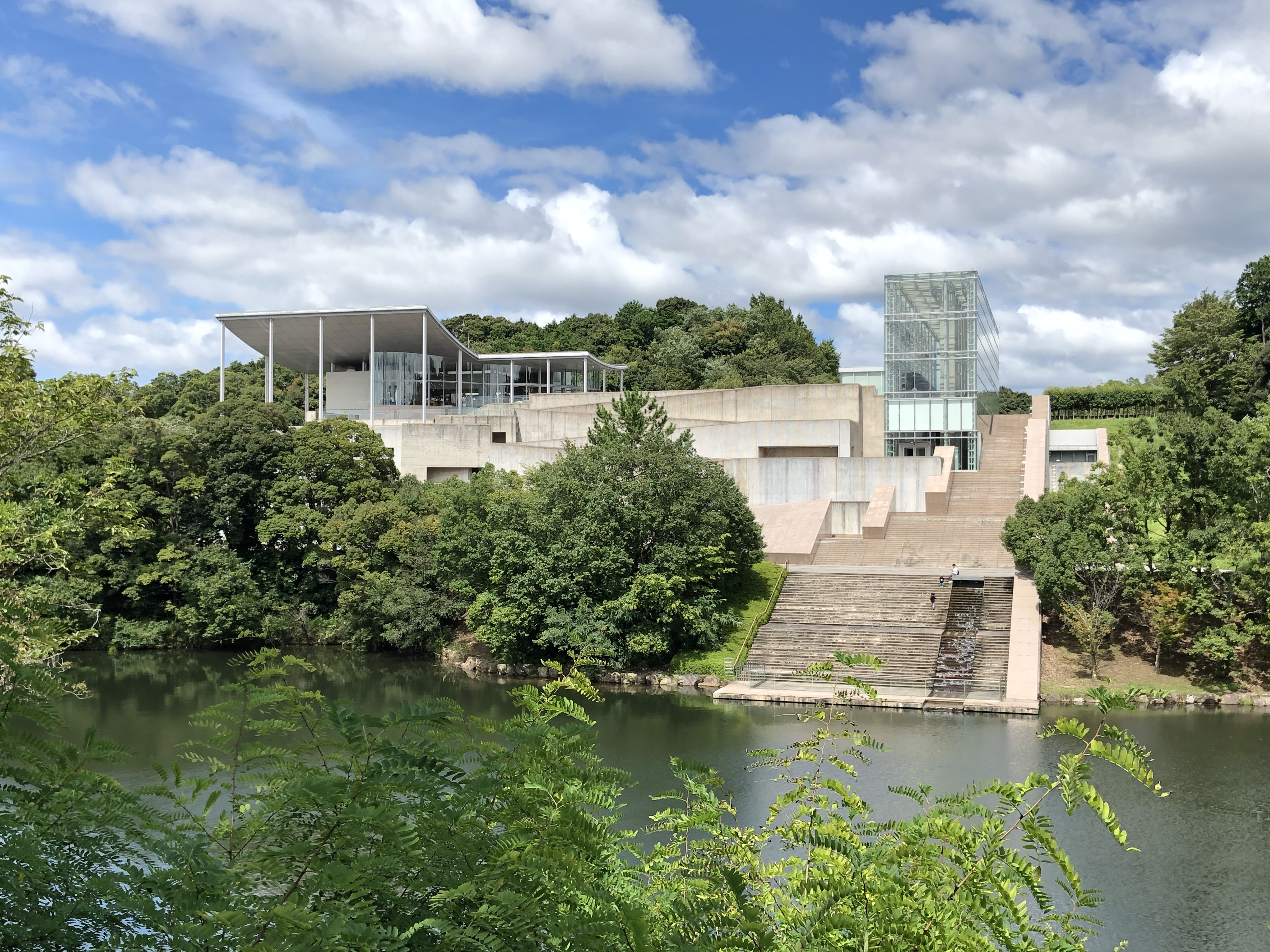
岡崎中央総合公園
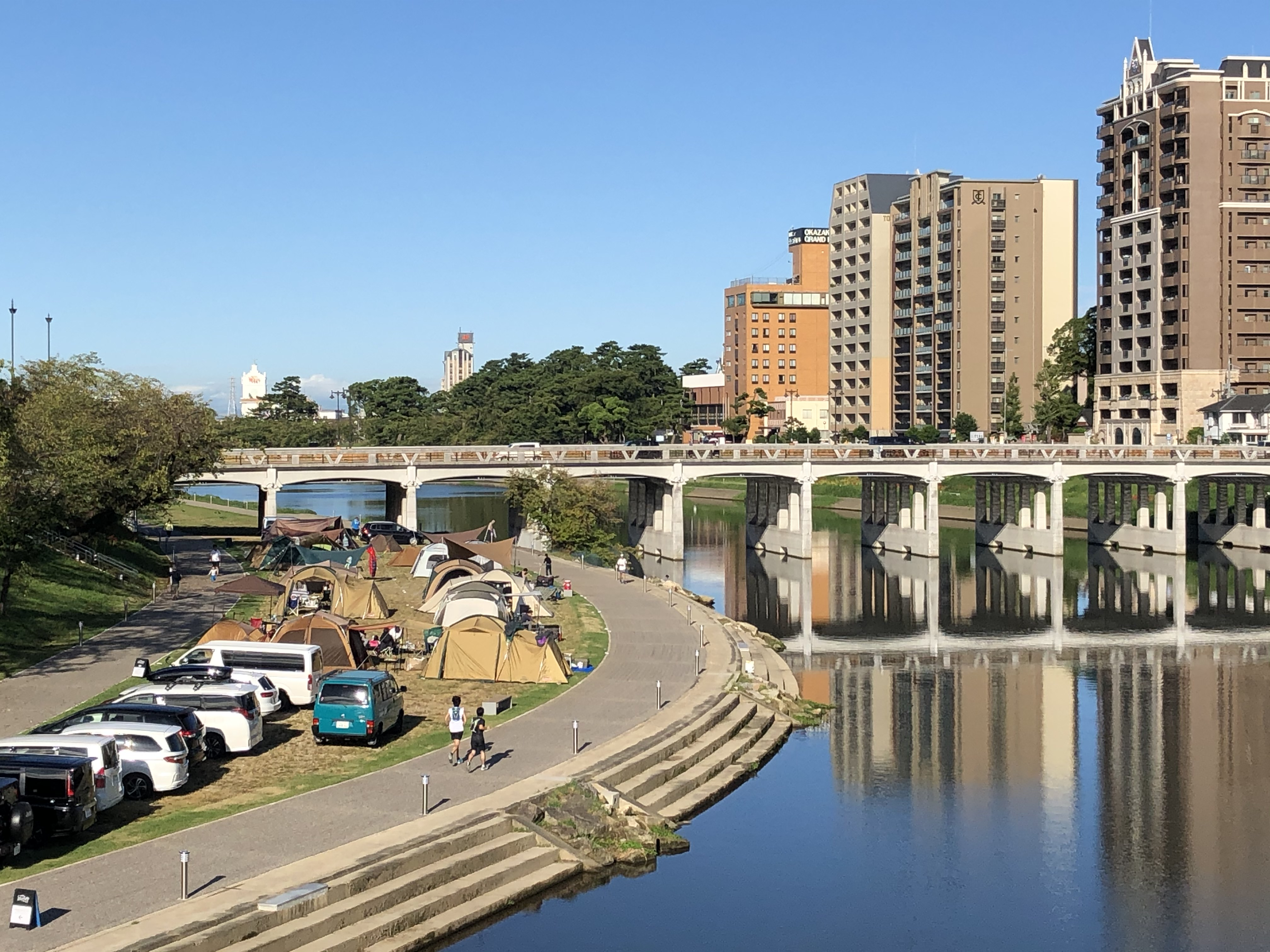
乙川に架かる殿橋

### 気候
太平洋側気候で、特に平野部は温暖で冬でも雪が降ることはほとんどない。
1991年から2020年の30年の平年値で、年平均気温は15.5℃、8月の平均日最高気温は32.7℃、1月の平均日最低気温は-0.7℃、年間降水量は1507.6mmである。
| 要素        | 観測値  | 観測年月日                                          |
| ----------- | ------- | --------------------------------------------------- |
| 最高気温    | 39.3℃   | 2018年（平成30年）7月23日                           |
| 最低気温    | -7.6℃   | 1999年（平成11年）2月4日、1985年（昭和60年）1月31日 |
| 日降水量    | 268.0mm | 2023年（令和5年）6月2日                             |
| 1時間降水量 | 146.5mm | 2008年（平成20年）8月29日                           |

| 岡崎市（1991年 - 2020年）の気候 | 岡崎市（1991年 - 2020年）の気候 | 岡崎市（1991年 - 2020年）の気候 | 岡崎市（1991年 - 2020年）の気候 | 岡崎市（1991年 - 2020年）の気候 | 岡崎市（1991年 - 2020年）の気候 | 岡崎市（1991年 - 2020年）の気候 | 岡崎市（1991年 - 2020年）の気候 | 岡崎市（1991年 - 2020年）の気候 | 岡崎市（1991年 - 2020年）の気候 | 岡崎市（1991年 - 2020年）の気候 | 岡崎市（1991年 - 2020年）の気候 | 岡崎市（1991年 - 2020年）の気候 | 岡崎市（1991年 - 2020年）の気候 |
| 月                              | 1月                             | 2月                             | 3月                             | 4月                             | 5月                             | 6月                             | 7月                             | 8月                             | 9月                             | 10月                            | 11月                            | 12月                            | 年                              |
| ------------------------------- | ------------------------------- | ------------------------------- | ------------------------------- | ------------------------------- | ------------------------------- | ------------------------------- | ------------------------------- | ------------------------------- | ------------------------------- | ------------------------------- | ------------------------------- | ------------------------------- | ------------------------------- |
| 最高気温記録 °C （°F）          | 17.2 (63)                       | 21.6 (70.9)                     | 24.7 (76.5)                     | 29.5 (85.1)                     | 33.0 (91.4)                     | 37.4 (99.3)                     | 39.3 (102.7)                    | 39.0 (102.2)                    | 37.8 (100)                      | 32.2 (90)                       | 26.1 (79)                       | 23.1 (73.6)                     | 39.3 (102.7)                    |
| 平均最高気温 °C （°F）          | 9.1 (48.4)                      | 10.2 (50.4)                     | 14.1 (57.4)                     | 19.6 (67.3)                     | 24.2 (75.6)                     | 27.1 (80.8)                     | 31.0 (87.8)                     | 32.7 (90.9)                     | 29.0 (84.2)                     | 23.3 (73.9)                     | 17.4 (63.3)                     | 11.6 (52.9)                     | 20.8 (69.4)                     |
| 日平均気温 °C （°F）            | 4.1 (39.4)                      | 5.0 (41)                        | 8.6 (47.5)                      | 13.8 (56.8)                     | 18.6 (65.5)                     | 22.3 (72.1)                     | 26.2 (79.2)                     | 27.4 (81.3)                     | 23.9 (75)                       | 17.9 (64.2)                     | 11.8 (53.2)                     | 6.4 (43.5)                      | 15.5 (59.9)                     |
| 平均最低気温 °C （°F）          | −0.7 (30.7)                     | 0.0 (32)                        | 3.1 (37.6)                      | 8.1 (46.6)                      | 13.3 (55.9)                     | 18.2 (64.8)                     | 22.5 (72.5)                     | 23.3 (73.9)                     | 19.7 (67.5)                     | 13.2 (55.8)                     | 6.5 (43.7)                      | 1.4 (34.5)                      | 10.7 (51.3)                     |
| 最低気温記録 °C （°F）          | −7.6 (18.3)                     | −7.6 (18.3)                     | −4.7 (23.5)                     | −1.9 (28.6)                     | 3.1 (37.6)                      | 8.9 (48)                        | 15.1 (59.2)                     | 14.8 (58.6)                     | 7.8 (46)                        | 2.3 (36.1)                      | −1.7 (28.9)                     | −6.5 (20.3)                     | −7.6 (18.3)                     |
| 降水量 mm （inch）              | 53.7 (2.114)                    | 60.9 (2.398)                    | 115.8 (4.559)                   | 123.6 (4.866)                   | 139.4 (5.488)                   | 177.1 (6.972)                   | 181.4 (7.142)                   | 117.9 (4.642)                   | 223.5 (8.799)                   | 177.1 (6.972)                   | 80.2 (3.157)                    | 57.2 (2.252)                    | 1,507.6 (59.354)                |
| 平均月間日照時間                | 172.0                           | 165.5                           | 191.5                           | 193.5                           | 194.2                           | 136.7                           | 164.8                           | 210.8                           | 159.6                           | 162.2                           | 162.8                           | 167.4                           | 2,081                           |
| 出典1：気象庁                   |                                 |                                 |                                 |                                 |                                 |                                 |                                 |                                 |                                 |                                 |                                 |                                 |                                 |
| 出典2：気象庁                   |                                 |                                 |                                 |                                 |                                 |                                 |                                 |                                 |                                 |                                 |                                 |                                 |                                 |

### 地域

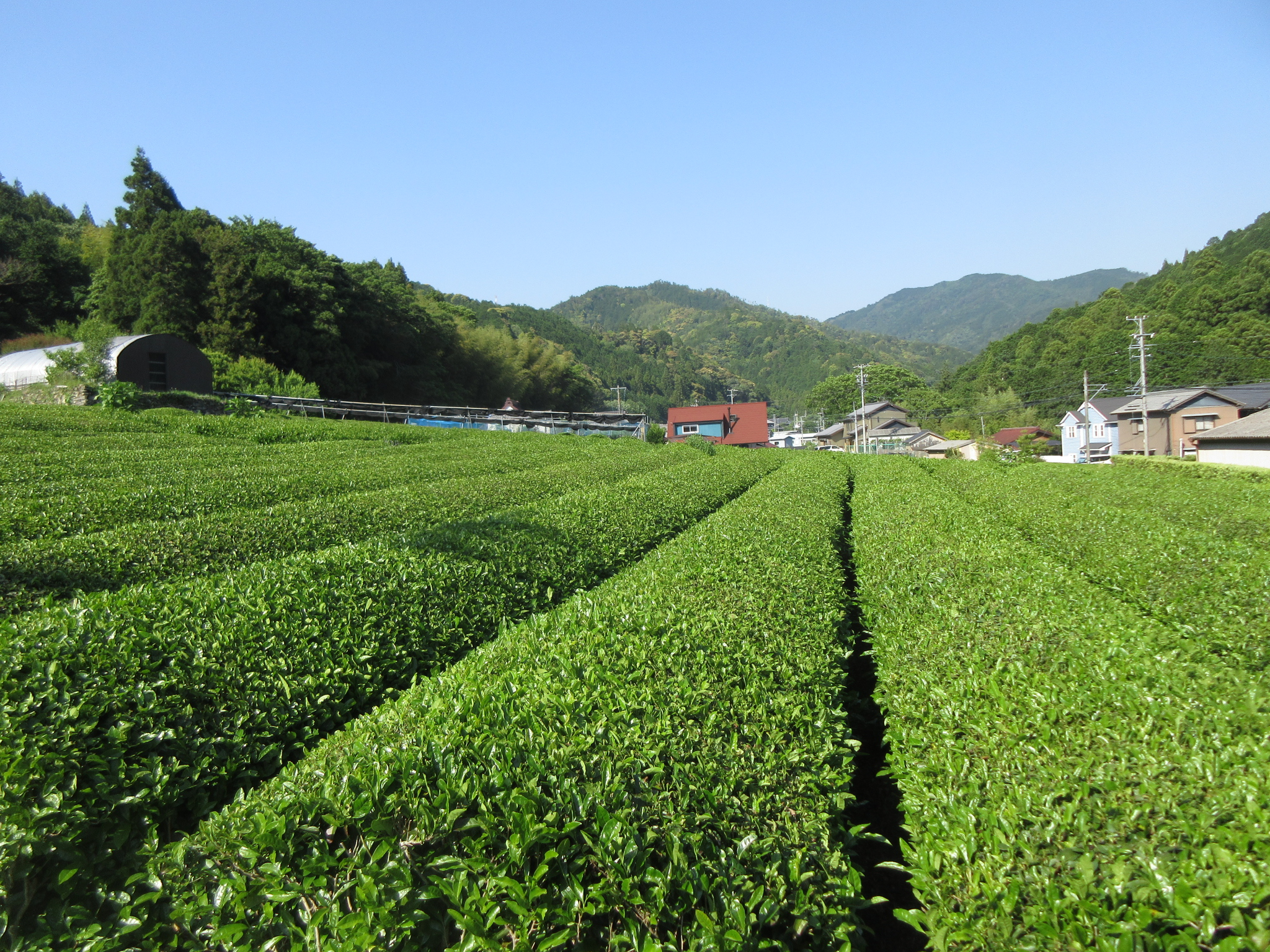
旧額田地区

#### 地名
市内の町名

#### 住宅地形成
隣接する豊田市にはトヨタ自動車の中枢機能があり、当市周辺にはトヨタ自動車関連企業が多いため、近年は住宅地を次々と造成しベッドタウンとしての性格が強くなりつつある。

### 人口
| |                                        |  |
| 岡崎市と全国の年齢別人口分布（2005年） | 岡崎市の年齢・男女別人口分布（2005年） |  |
| ■紫色 ― 岡崎市 ■緑色 ― 日本全国 | ■青色 ― 男性 ■赤色 ― 女性              |  |
| 岡崎市（に相当する地域）の人口の推移 \| 1970年（昭和45年） \| 219,092人 \| \| \| 1975年（昭和50年） \| 243,156人 \| \| \| 1980年（昭和55年） \| 271,243人 \| \| \| 1985年（昭和60年） \| 294,406人 \| \| \| 1990年（平成2年） \| 316,334人 \| \| \| 1995年（平成7年） \| 332,136人 \| \| \| 2000年（平成12年） \| 345,997人 \| \| \| 2005年（平成17年） \| 363,807人 \| \| \| 2010年（平成22年） \| 372,357人 \| \| \| 2015年（平成27年） \| 381,051人 \| \| \| 2020年（令和2年） \| 384,654人 \| \| |                                        |  |
| 総務省統計局 国勢調査より |                                        |  |
| 1970年（昭和45年） | 219,092人                              |  |
| 1975年（昭和50年） | 243,156人                              |  |
| 1980年（昭和55年） | 271,243人                              |  |
| 1985年（昭和60年） | 294,406人                              |  |
| 1990年（平成2年） | 316,334人                              |  |
| 1995年（平成7年） | 332,136人                              |  |
| 2000年（平成12年） | 345,997人                              |  |
| 2005年（平成17年） | 363,807人                              |  |
| 2010年（平成22年） | 372,357人                              |  |
| 2015年（平成27年） | 381,051人                              |  |
| 2020年（令和2年） | 384,654人                              |  |

1920年の人口は約3万8500人で、名古屋市（約43万人）、豊橋市（約6万5000人）に次ぐ愛知県第3位だった。「平成の大合併」では、岡崎市は人口の少ない中山間地域である額田地区の併合にとどまった一方、豊田市が複数の町村と合併し、大きく拡大した。その結果、2016年2月15日に公表された国勢調査結果では、名古屋市、豊田市に次いで、愛知県第3位の人口となった。
2021年の人口は約38万4000人であったが、2030年まで増加傾向が続くとの推計がなされている。人口の分布としては、市域の4割を占める東部の山間地帯にあたる額田地区（旧額田郡額田町）の人口が8,551人と少なく、平野部に人口が集中している。

### 隣接自治体
愛知県
- 豊川市
- 豊田市
- 安城市
- 西尾市
- 蒲郡市
- 新城市
- 額田郡：幸田町

## 歴史

### 原始・古代

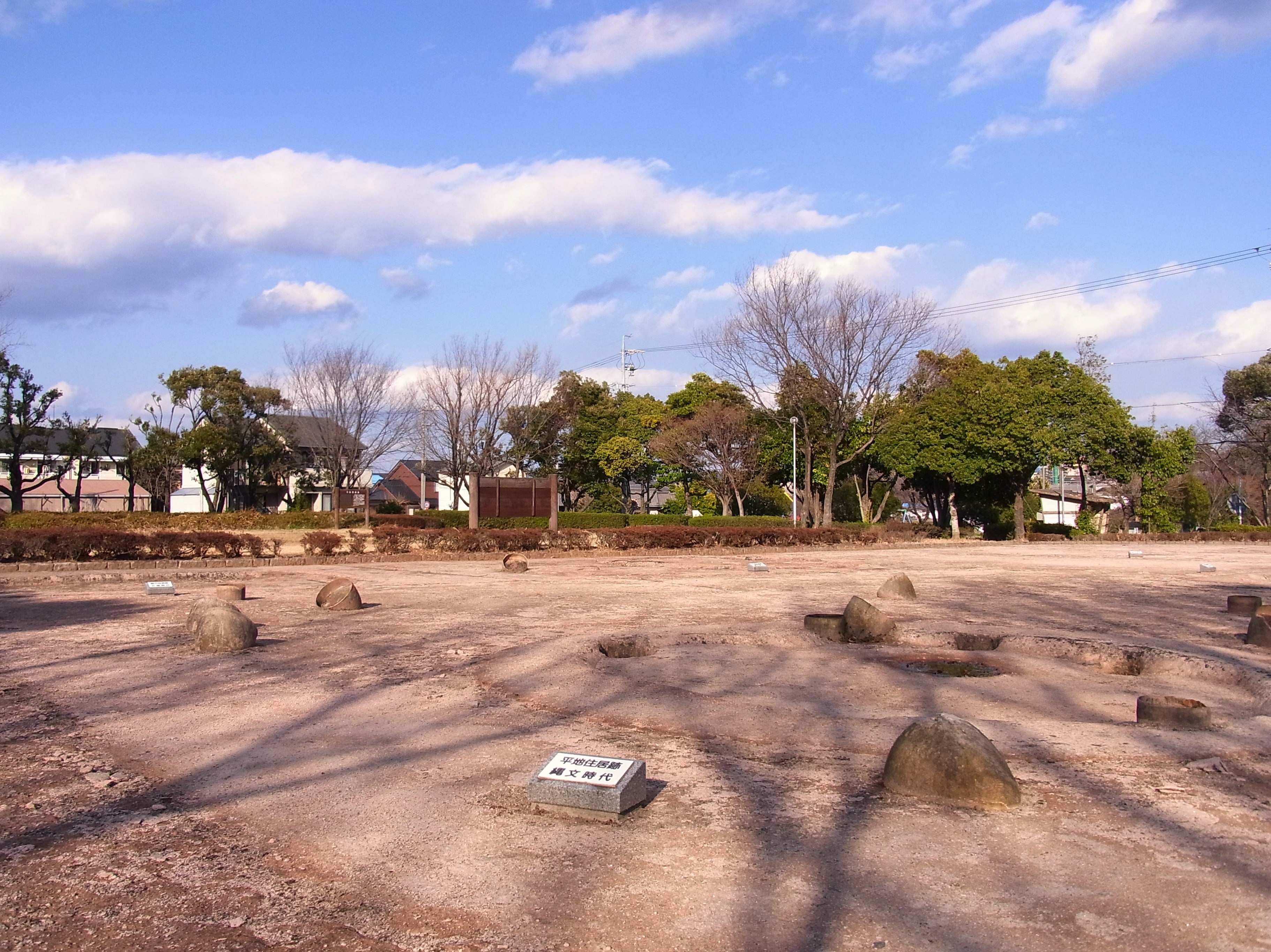
真宮遺跡

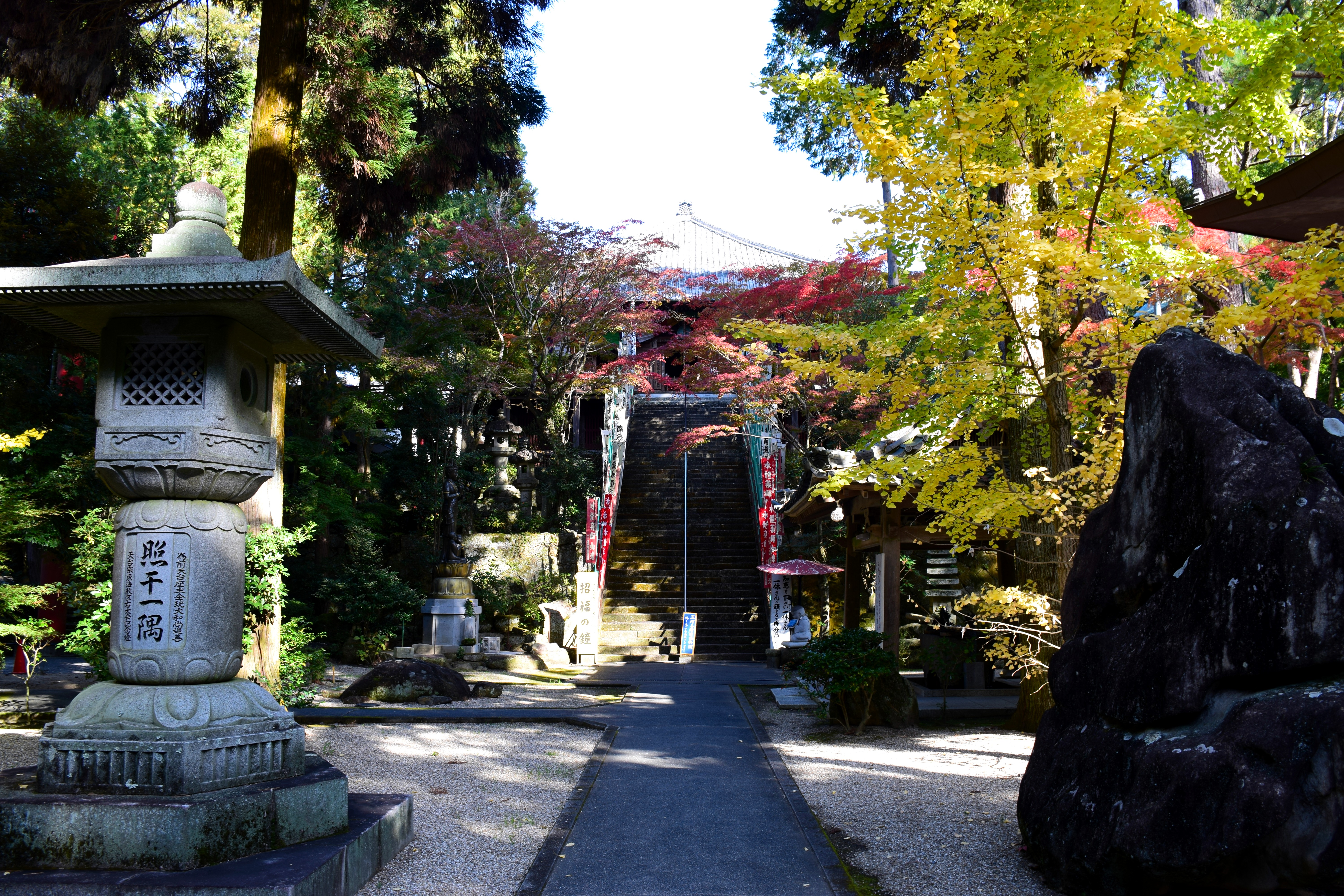
真福寺

矢作川や乙川流域の肥大な平野部に位置し、温暖な気候のこの地域には、旧石器時代から人々が生活していた。仁木八幡宮遺跡や美合の五本松遺跡等が旧石器時代の遺跡である。また額田地区の西牧野遺跡は旧石器時代から江戸時代にかけての複合遺跡である。国の史跡となっている六名の真宮遺跡は、縄文時代から鎌倉時代までの土器片や遺構、土器棺などが多く発掘されている複合遺跡であり、官衙跡ともいわれる。
古墳時代には、当初安城周辺に比して小さな勢力しか存在しなかった。のちに大きな権力を有する豪族が現れ、4世紀後半には比較的大きな帆立貝形古墳である於新造古墳が西阿知和に作られ、4世紀末には、直径100メートル以上の、当時の三河地方では最大級となる甲山第1号墳が六供に作られた。また景行天皇皇子である五十狭城入彦皇子墓として宮内庁から治定されている和志山古墳などの前方後円墳も現れ、ヤマト王権勢力下となっていたことが伺われる。同じく景行天皇皇子であるヤマトタケルの東夷征伐に関わる伝承も、矢作神社の由緒など、市内に多く伝わる。飛鳥時代に入ると、6世紀に物部守屋の子・真福が願主となり三河最古寺院真福寺が築かれ、7世紀には物部氏氏寺とされる巨大古代寺院北野廃寺や、同寺と同笵の瓦が使用された丸山廃寺が建立された。また同時期に岩津古墳群や宇頭古墳群なども作られた。702年（大宝2年）には、持統天皇が壬申の乱の功労をねぎらうため村積山を訪れたが、同山山頂にも物部氏建立と伝わる村積神社が鎮座する。
8世紀中頃に、新城（仁木）郷、鴨田郷、位賀（伊賀）郷、額田郷、麻津郷、六名郷、大野郷、駅家郷（山綱）の額田八郷及び碧海郡の駅家郷（宇頭）や谷部郷（本郷）、鷲取郷（北野）、河内郷（上和田・下和田）、碧海郷（青野）などができた。また927年成立の延喜式では、三河国三駅として山綱駅家や宇頭の鳥捕駅などが挙げられている。

### 中世

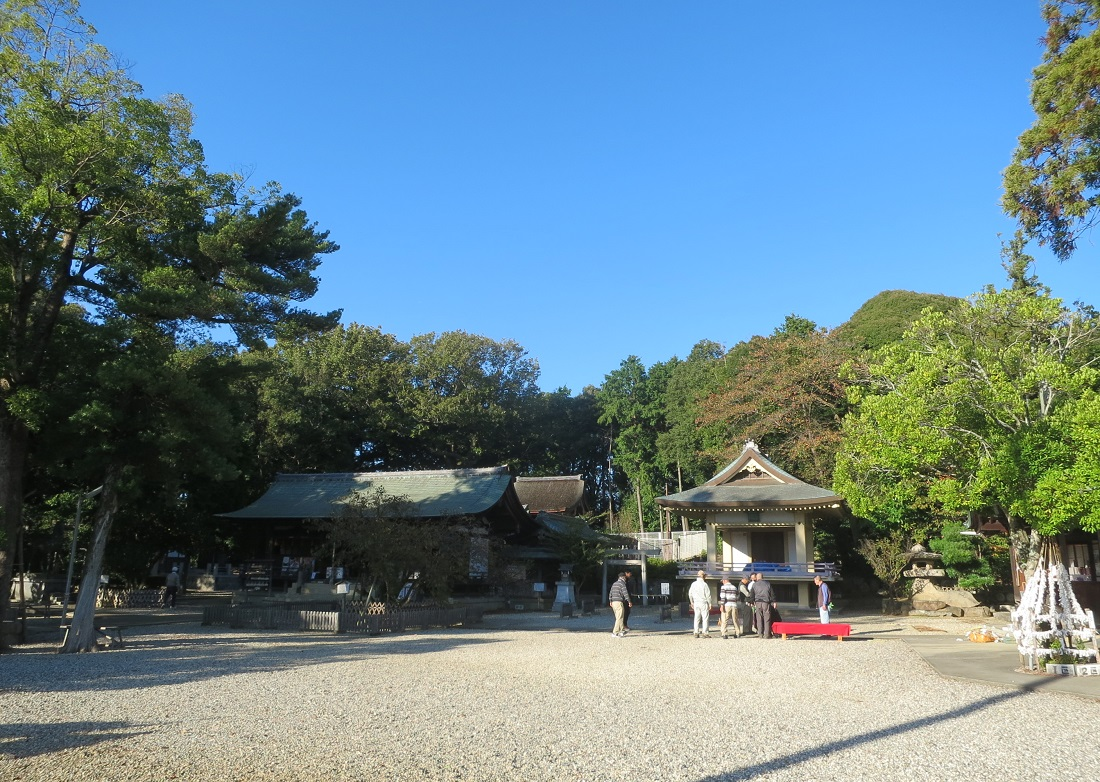
上地八幡宮

古代の物部氏に代わり、中世になると藤原氏の勢力が当地でも伸長した。11世紀の平安時代後期に藤原南家の藤原季綱が三河守になると、郡司となった兄弟の藤原季兼が岡崎に移り住み、開発領主として荘園開発を進め勢力を伸ばした。季兼の子藤原季範は額田冠者を名乗り、その三女由良御前は、鎌倉幕府を開いた源頼朝の母となった。また、季範の養女（実孫）は、足利氏宗家初代当主足利義康の妻である。
鎌倉時代には三河は関東御分国となり、三河守を務めた、季範の養子で頼朝の弟の源範頼が、上地八幡宮を創建した。鎌倉街道沿いの明大寺の地には矢作東宿（矢作宿）が設置され栄えた。また、滝山寺は初代将軍源頼朝の従兄寛伝（季範の孫）が住職を務めるなどし、幕府の庇護を受けた。13世紀に季範の玄孫にあたる足利氏宗家第三代足利義氏が、承久の乱の恩賞として額田郡を領有し、鎌倉幕府の三河守護等として矢作東宿に拠点を構えて以降、足利氏や、足利氏系氏族、足利氏家臣などが代々三河守護を務めた。足利氏系の細川氏及び仁木氏が現在の市内細川町及び仁木町にそれぞれ置かれたほか、吉良氏、一色氏、今川氏といった足利氏支流が西三河に分立されて足利氏の第二の拠点となった。1335年に中先代の乱の混乱の中足利直義が甥の千寿王や成良親王とともに矢作に逃れ、1336年の矢作川の戦いでは、三河の足利一族が矢作東宿に集まった。
室町時代になると幕府御料所として栄え、多くの奉公衆が置かれた。また、義氏により本堂が建立された滝山寺や、将軍足利義満により建立された天恩寺等が幕府の庇護を受けた。幕府を二分する観応の擾乱が起きると、三河の足利一族の間でも争いがなされた。三河守護を務めていた高氏一族は乱でほぼ滅亡し、乱後に将軍足利尊氏から菅生郷の寄進を受けた高氏出身の尼僧明阿により、一族の菩提所として現籠田町に総持尼寺が開かれ、門前町が発展した。特に15世紀の室町時代中期から大きな発展を見せ、三河守護仁木氏の守護代だった西郷氏が明大寺や龍頭山（現岡崎城）に城や砦を築くとともに、矢作川に北野から矢作にわたる堤防を作り、幾筋にも分流していた矢作川を、一筋の流れにまとめた。

### 戦国・安土桃山時代

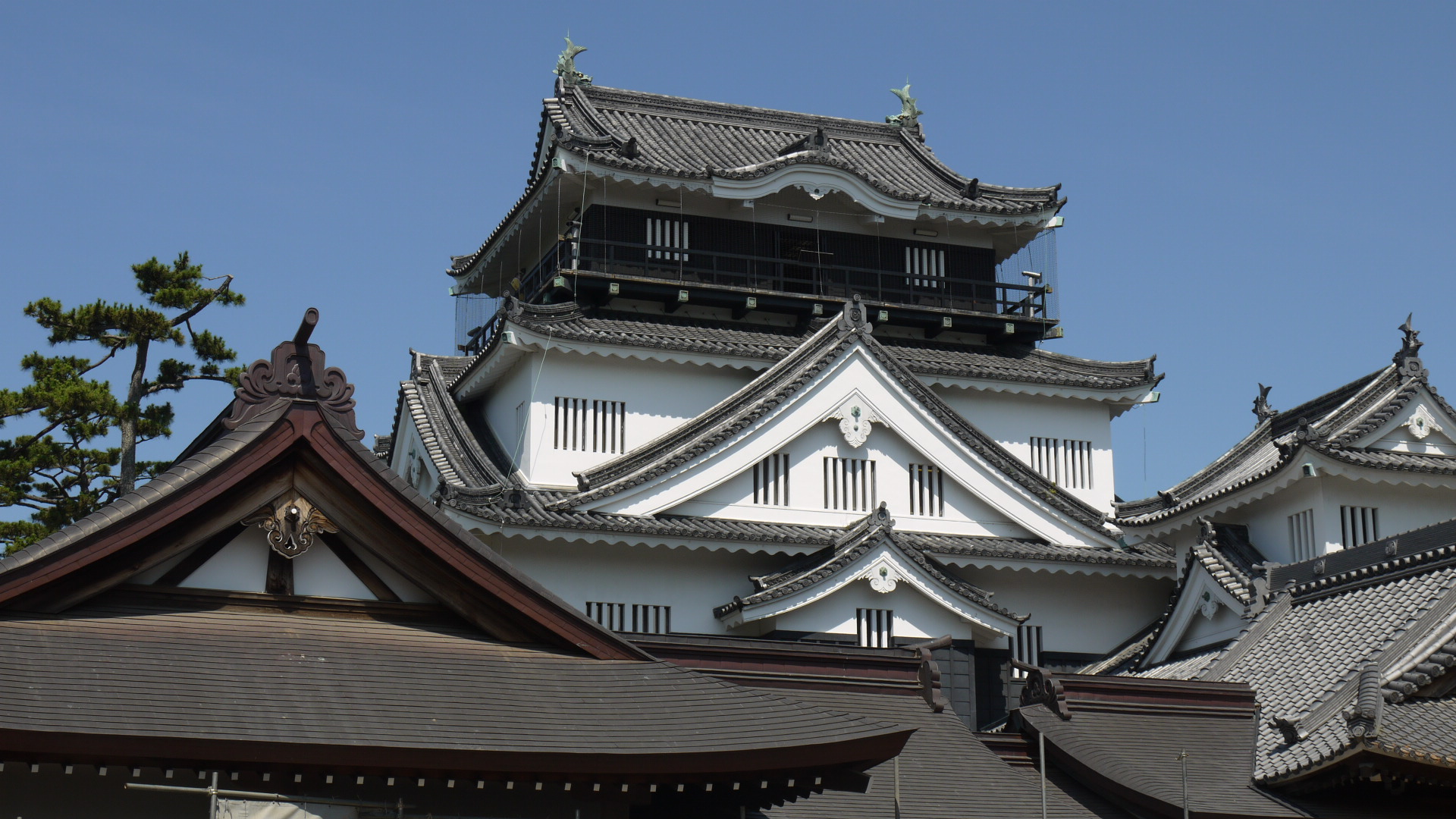
日本百名城の岡崎城

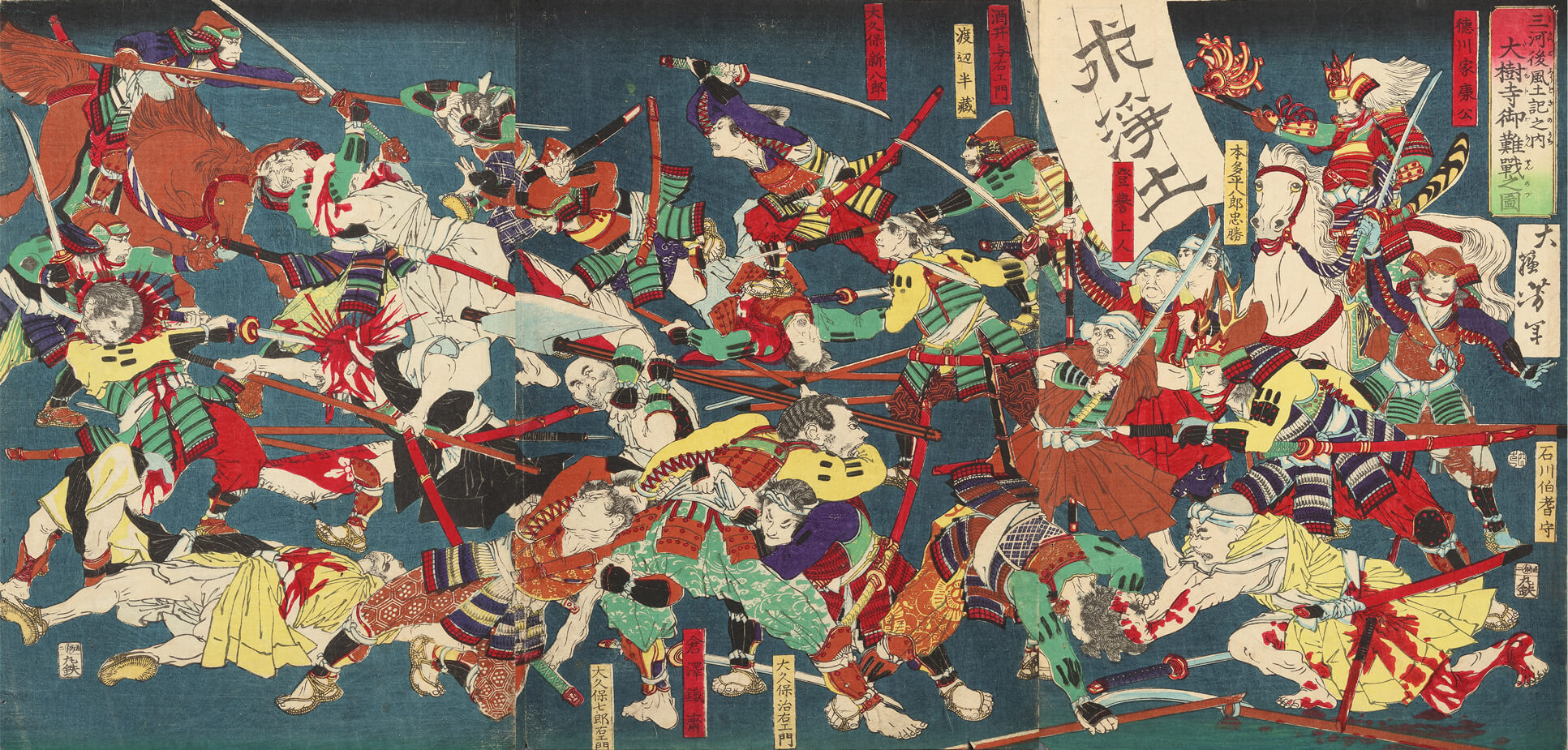
桶狭間の戦い直後の徳川家康の大樹寺での戦いを描いた浮世絵

室町時代後期頃になると、六代将軍足利義教により三河守護一色義貫が殺され、代わって細川氏が守護に就いたものの、他地に先駆け内戦状態となった。
岩津城を本拠とした国人領主松平氏第三代松平信光は、保久城主山下氏を滅ぼしたのち、井ノ口の砦を拠点として発生した額田郡一揆を幕府政所執事伊勢貞親被官として平定し力を伸ばした。応仁の乱では、三河への復権を狙う一色氏を、三河守護細川成之とともに破り、戦国時代に岡崎城や安祥城を獲得し、南部まで勢力を伸ばした。
その後三河守護が置かれない状態となり、信光の後は、当初鴨田に分立されていた四代松平親忠が、井田野の戦いで挙母城主中条氏らを破り、鴨田の館跡に大樹寺を建立するなどした。五代松平長親は、三河に侵攻してきた今川氏親家臣の北条早雲を井田野で破ったとされる。
1524年（大永4年）、松平宗家七代松平清康が、山中城の岡崎松平家を攻略し、安城岡崎を兼領する。そして明大寺の岡崎城から龍頭山の砦に拠点を移し、1531年（享禄4年）には龍頭山の砦を整備・拡張し、岡崎城（別名、竜城、竜ヶ城）とした。清康の死後、松平氏が今川氏の庇護下に入ると、市域は今川と織田の抗争の前線となり（小豆坂の戦い）、多くの城が作られた。
桶狭間の戦いで今川義元が戦死した後、第九代松平元康は、大樹寺で住職の登誉天室に諭されたのち、生誕の地岡崎城に戻って旧家臣団を再編成し、やがて今川氏から独立、徳川家康と改名する。以後織田信長の盟友として勢力を拡大した。1564年（永禄7年）には、針崎町の勝鬘寺等を拠点に起きた三河一向一揆を、馬頭原の戦いでの勝利などにより平定した。武田信玄の侵攻に備えるため、1570年（元亀元年）に家康の拠点が浜松城に移ったのちも、岡崎城は長男松平信康（徳川信康）が城主を務めるなどし、長篠の戦いでは、岡崎城から出発した家康らが、片寄の天恩寺を経て長篠城に向かった。また、本能寺の変に伴う伊賀越えの際には、畿内から逃れた家康が岡崎城に帰還した。
1590年（天正18年）、家康が関東移封により多くの三河武士とともに江戸に移ると、豊臣家臣・田中吉政が岡崎城に入った。吉政は家康に対する抑えとして城を拡張し、石垣や城壁などを用いた近世城郭にふさわしいものに整備したが、秀吉の死後家康に接近し、関ヶ原の戦いでは家康側についた。また、城下町の整備も積極的に行われ、岡崎の郊外を通っていた東海道が岡崎城下町の中心を通るように変更され、現在の岡崎城の原型が造られた。

### 近世

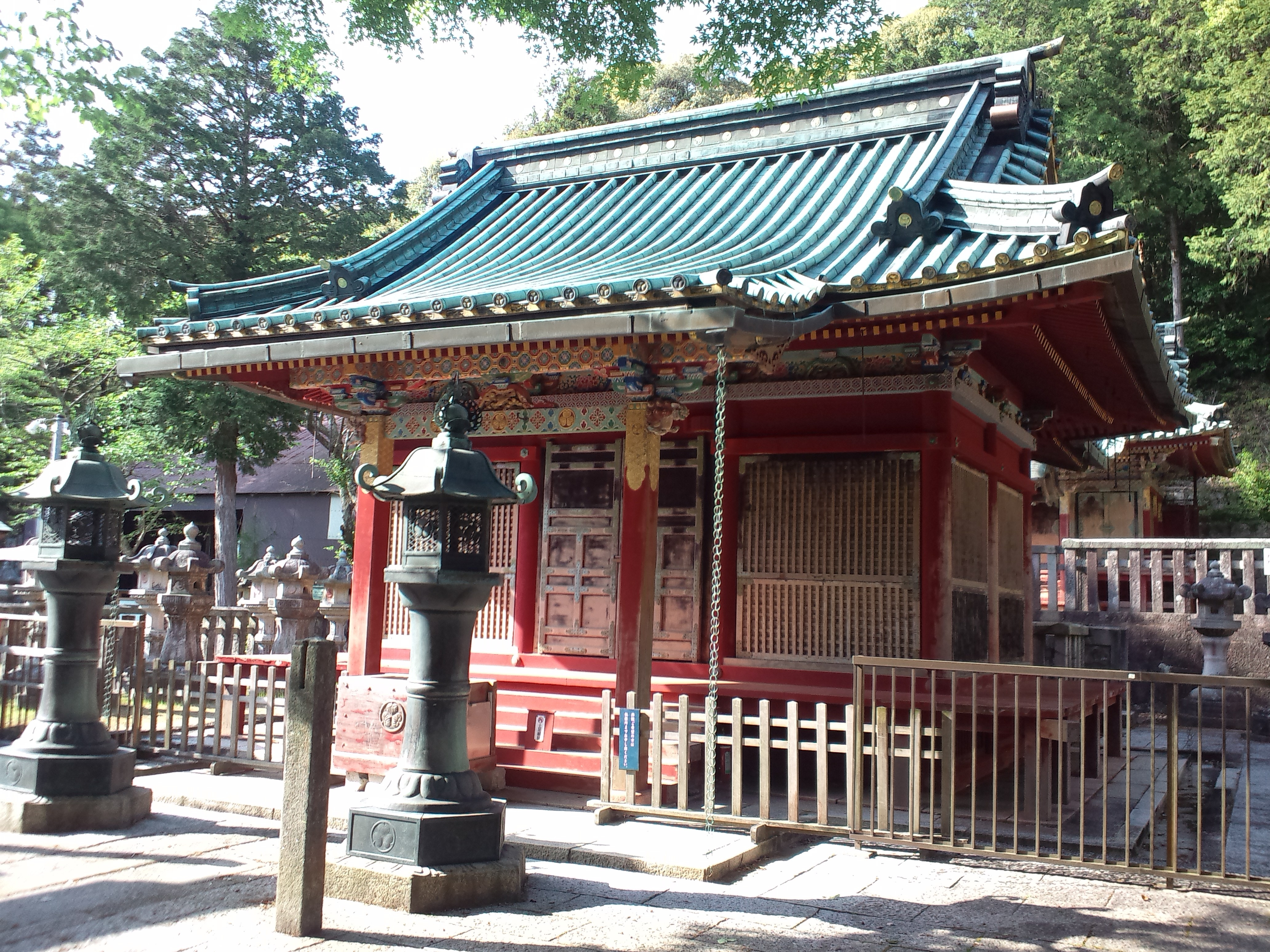
日本三大東照宮の1つ
滝山東照宮

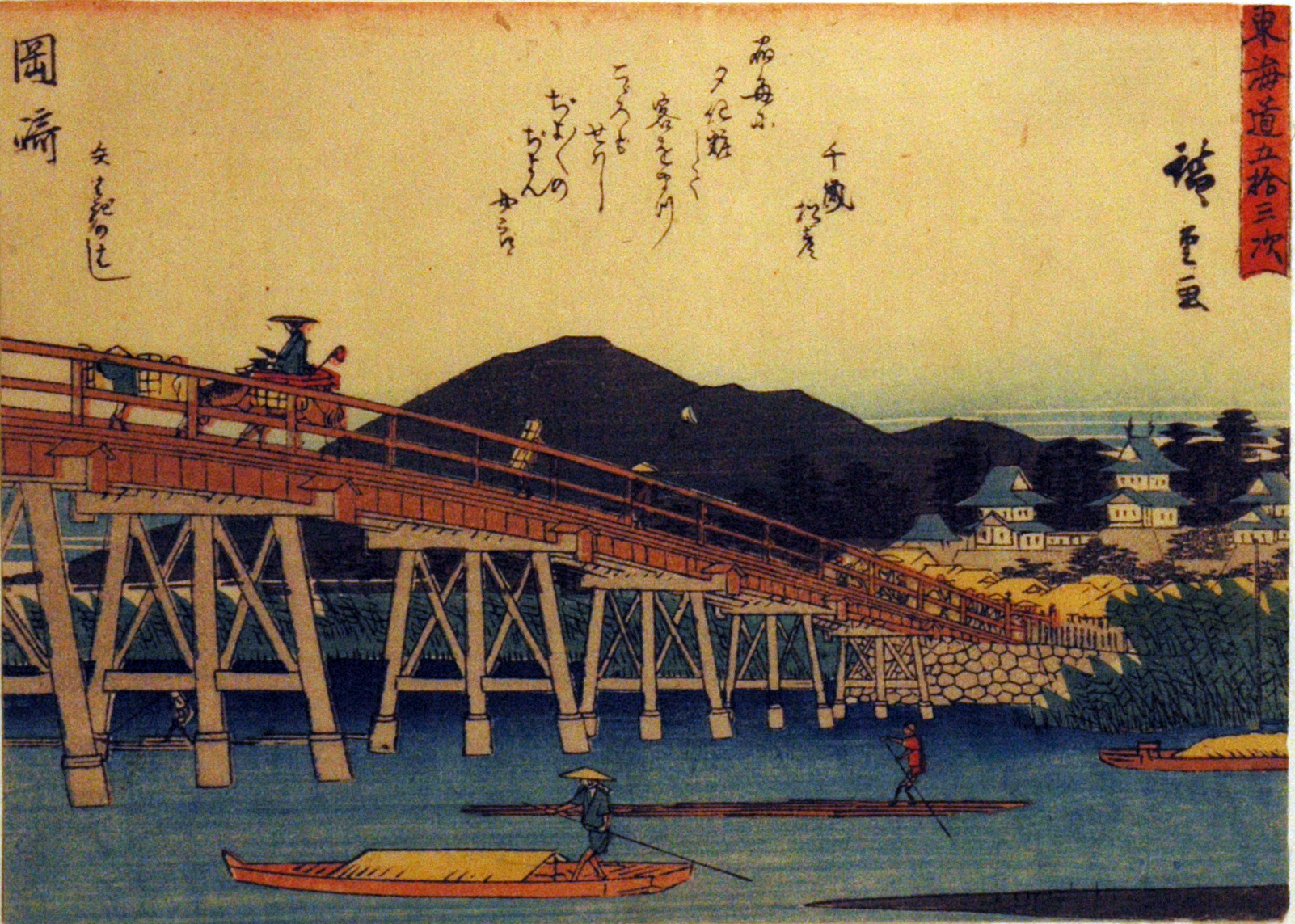
東海道岡崎宿

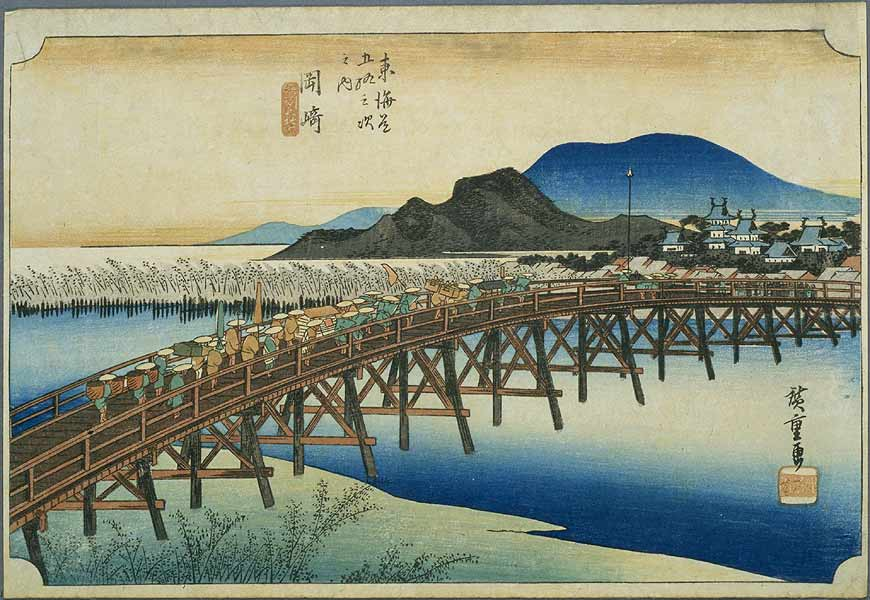
当時、日本最長の矢作橋

江戸時代に入ると、岡崎藩が立藩され、徳川家康誕生の地として別格の扱いを受けるようになった。家康の死に際しては、大樹寺の住職が立ち会い、死後大樹寺に位牌が納められた。第3代将軍の徳川家光は家康への尊敬心が強かったとされ、滝山東照宮の創建、伊賀八幡宮及び六所神社の改築などを行い、現在いずれも国の重要文化財となっている。東海道沿線には岡崎宿、藤川宿の2宿が置かれ、宿場町が栄えた。また、「五万石でも岡崎様は、お城下まで舟が着く」と謡われているように、矢作川と乙川の合流地点にある岡崎は水運の要衝であり、矢作川には当時としては日本最長の矢作橋が架けられる程であった。
岡崎藩初代藩主の本多康重は、東海道の整備、城下町の建設などに尽力し、「岡崎の27曲がり」といわれる多数のクランク状の道が整備された。これは、普段の生活では影響は無い曲がり角が、敵軍の急襲の際には進攻の妨げとなるように設計されたものである。また、江戸中期には矢作川沿いの農村で綿作が盛んに行なわれるようになり、三河木綿が特産品として生産されるようになった。
歴代岡崎藩主は全て名門譜代大名から選ばれ、老中を務めた水野忠之や松平康福、本多忠民など、江戸幕府の要職者を輩出した。歴代藩主が幕閣に入ったことや臨時課役による出費で、岡崎藩の財政は悪く、第6代藩主の水野忠辰が幽閉されるなど度々藩政の混乱を招いた。幕末に岡崎藩主を務めた本多忠民は、徳川家康の側近徳川四天王であった岡崎出身の本多忠勝系本多氏宗家第15代であったが、戊辰戦争で徳川方には付かず明治新政府軍に与したため、脱藩浪士との対立が起きた。最後の藩主となった次の本多忠直は、明治維新後岡崎藩知事を務めた。
岡崎の地は岡崎藩の他にも、南部には三河中島藩や、大岡越前として有名な大岡忠相から始まる西大平藩が、北部には大給松平家が支配した奥殿藩がそれぞれ置かれ、奥殿藩第8代藩主の松平乗謨は老中や陸軍総裁を務めた。また、藩の他に、直轄領や幕府官僚の知行、徳川家菩提寺の大樹寺領を始めとした多数の寺社領が配置され、徳川家康出身地として広義の幕府領として扱われた。

### 近現代

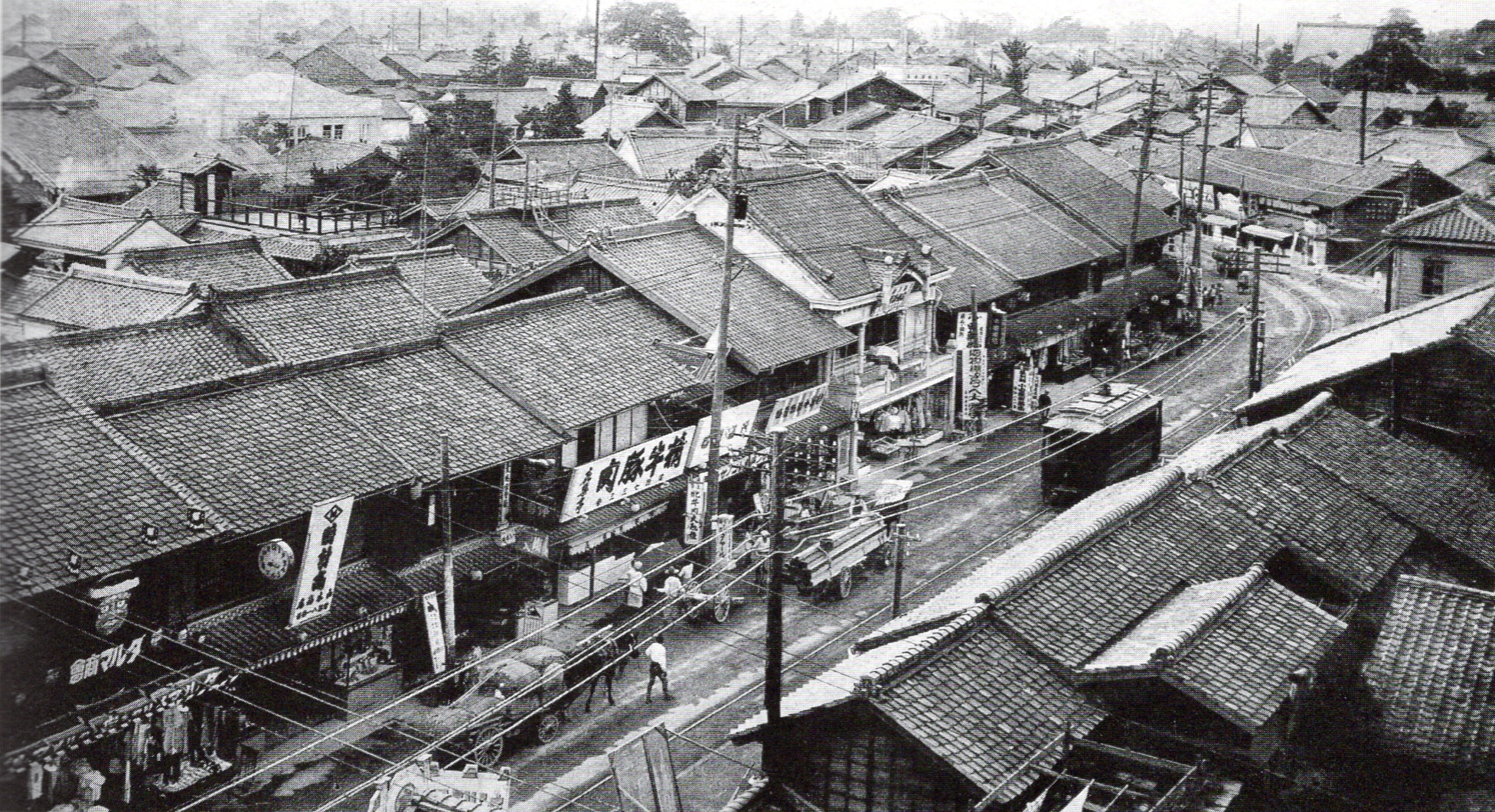
昭和初期の本町通り

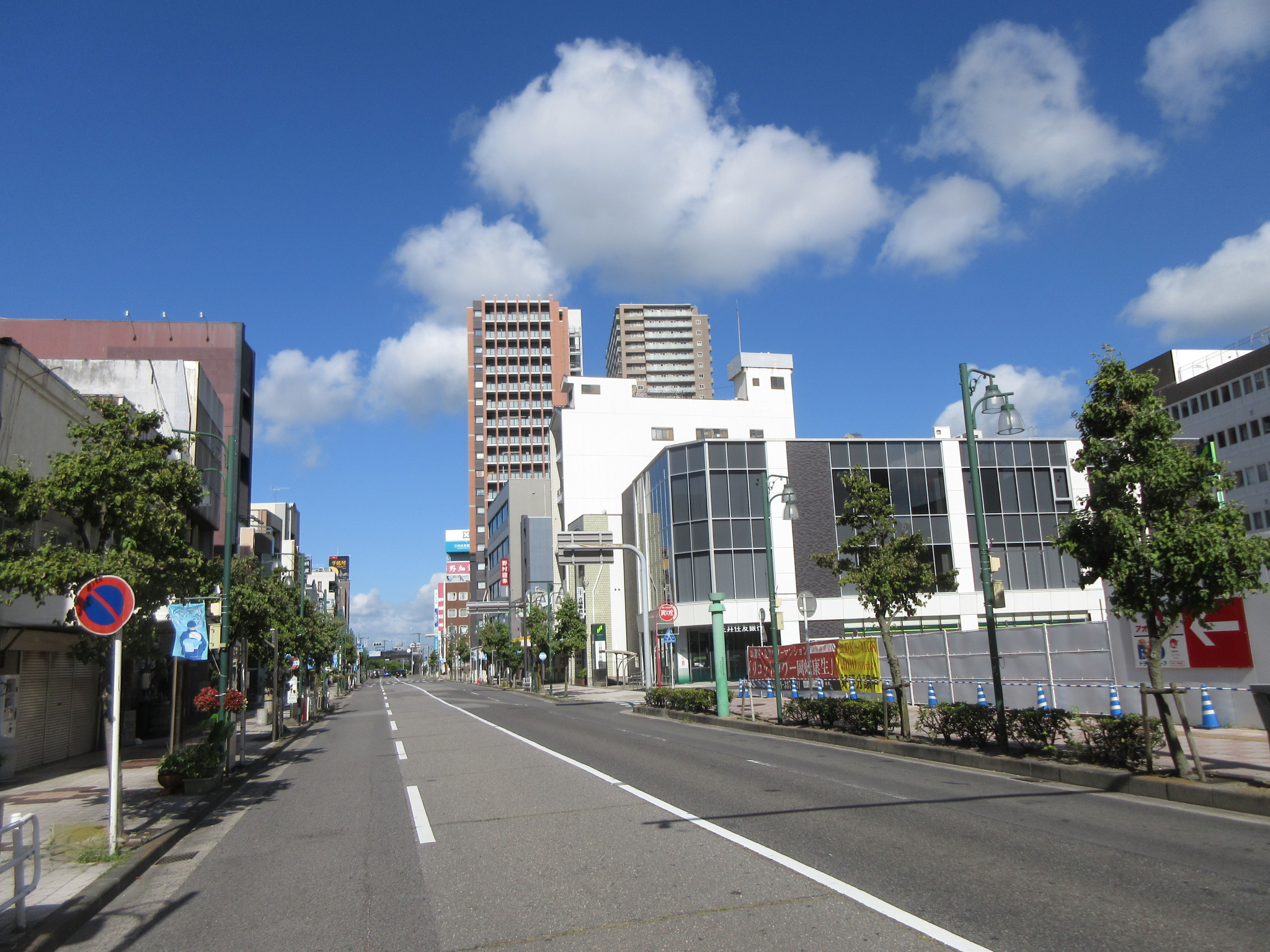
西康生通り

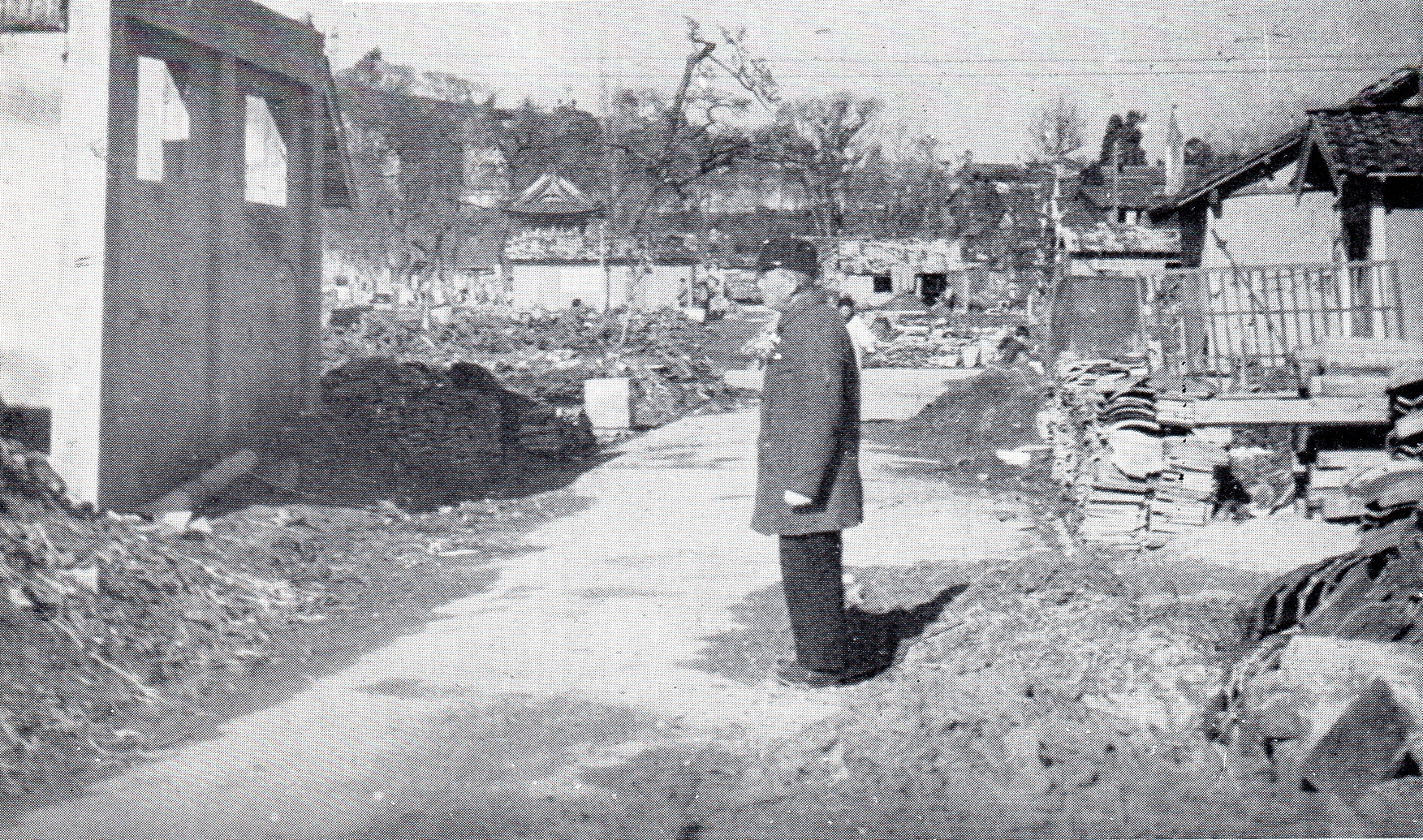
岡崎空襲後の岡崎市街

明治の世になると、廃藩置県により岡崎藩が岡崎県となり、岡崎県、次いで額田県の県庁が置かれた。8世紀から伝わる伝統の三河木綿を引き継いだ水車動力のガラ紡、官営愛知紡績所が操業し、国鉄東海道本線、名鉄岡崎市内線、西尾線、名古屋本線、挙母線が開通し、岡崎の近代化を一層促進した。岡崎は西三河の中心都市として栄え、西三河中から学生が集まる愛知県立第二中学校（現・愛知県立岡崎高等学校）、愛知第二師範学校（現・愛知教育大学）、岡崎町立高等女学校（現・愛知県立岡崎北高等学校）なども置かれた。
1916年（大正5年）7月1日に市制を施行し、愛知県3番目、全国では67番目の市として岡崎市が誕生した。人口が多かったことから、太平洋戦争時、 1942年（昭和17年）2月1日から大都市部で行われた味噌と醤油の配給制度の適用対象地となった（県下では名古屋市、豊橋市、一ノ宮市、半田市、瀬戸市も同日から実施）。同時に衣料品にも点数切符制が導入された。
また、岡崎海軍航空隊が置かれたことなどから、1945年（昭和20年）7月20日に空襲を受け、市街地の大部分が焼失した（岡崎空襲）。市内を走る路面電車の車庫が燃えたため、急遽京都から車両を調達したこともあった。また、資材供出のために西尾線は休止された。太平洋戦争末期には、全国4番目の高等師範学校として岡崎高等師範学校（現名古屋大学教育学部）が設置された。
戦後、休止中の西尾線のうち岡崎駅前 - 福岡町間が福岡線として再開したが、モータリゼーションの流れに押され1962年に名鉄岡崎市内線、挙母線とともに廃線となった。その後、国鉄岡多線が開通し、トヨタ自動車の自動車輸送やユニチカ岡崎工場向けの原料輸送が行われた。
1970年（昭和45年）に三菱自動車工業が北野町に大規模な開発センター兼工場を設置するなど、当市にも工業化の波が押し寄せてきた。それに伴い、康生地区への大型商業施設の進出も激化した。1971年（昭和46年）4月10日には「岡崎ショッピングセンター・レオ」（核店舗は松坂屋岡崎店）が、1972年（昭和47年）10月5日には「セントラルパークビル・セルビ」が、1973年（昭和48年）4月には「名鉄サンリバー」が完成。1976年（昭和51年）6月1日には「岡崎シビコ」（核店舗はジャスコ岡崎店）が開店した。その後、1998年(平成10年)にジャスコ岡崎店が撤退して岡崎シビコは専門店のみとなり、上記の商業施設のうちそれ以外の３施設は2011年(平成23年)までにいずれも閉店・取り壊され、商業の中心地は康生から名鉄東岡崎駅周辺や国道248号線沿線に移り分散したものの、今日にいたる間に西三河地方屈指の商圏が形成され、同地方随一の商業都市として発展した。2025年(令和7年)11月には本宿町に「三井アウトレットパーク岡崎」が開業予定で、周辺地域のさらなる発展が見込まれる。

### 市名の由来
岡崎という地名は、もともとは中世に明大寺町にあったとされる明大寺城や矢作宿が、竜美ヶ丘のある丘陵の出崎にあったことから名付けられたものとされる。その後、西郷氏により明大寺から菅生郷に城が移され、岡崎という地名が拡張されて用いられるようになったものと考えられる。初めて岡崎という地名が確認できるのは、1484年作成の上宮寺「門徒次第之事」にある「オカサキ」との記述である。『三河国名所図会』には、「岡崎は享禄（1528年-1531年）以来の名號にして、其以前は菅生郷なり」、と記載されているため、1531年（享禄4年）に松平清康が龍頭山砦を岡崎城と命名した以降、使われていると思われる。

### 年表

#### 古代
- 702年（大宝2年） - 持統天皇が村積山を訪れる。
- 1336年（建武2年） - 矢作川の戦い。
- 1452年（享徳元年） - 西郷稠頼、龍頭山砦を築く。
- 1524年（大永4年） - 松平清康が、龍頭山砦（岡崎城）入城。
- 1531年（享禄4年） - 松平清康、龍頭山砦を拡張して岡崎城とする。
- 1542年（天文11年） - 徳川家康、岡崎城に生まれる、第一次小豆坂の戦い。
- 1548年（天文17年） - 第二次小豆坂の戦い。
- 1601年（慶長6年） - 東海道五十三次が定められ、岡崎宿（岡崎城下）と藤川宿が置かれる。
- 1615年（元和元年） - 岡崎藩が成立。
- 1638年（寛永15年） - 深溝藩が藩庁を移転、中島藩となる。
- 1672年（寛文12年） - 中島藩が下野烏山へ移封、廃藩となる。
- 1707年（宝永4年） - 大給藩が藩庁を移転、奥殿藩となる。
- 1748年（寛延元年） - 大岡忠相、西大平藩を設立し、西大平陣屋が設けられる。
- 1806年（文化3年） - 奥殿藩が藩庁を移転、田野口藩となる。

#### 明治以降
- 1871年（明治4年） - 廃藩置県で額田県に属する。
- 1872年（明治5年） - 額田県が廃止され、それ以降は愛知県に属する。
- 1888年（明治21年）9月1日 - 岡崎駅が開業。
- 1889年（明治22年）10月1日 - 岡崎町が成立。
- 1892年（明治25年）11月15日 - 岡崎商業会議所が設立される。県下で2番目、全国で16番目の設立であった[47]。
- 1916年（大正5年）7月1日 - 市制施行（愛知県下3番目、全国67番目）。「岡崎市歌」（初代、作詞・作曲：鳥居忱）を制定。
- 1923年（大正12年）8月8日 - 東岡崎駅が開業。
- 1937年（昭和12年）6月18日 - 2代目「岡崎市歌」（作詞：北原白秋、作曲：山田耕筰）を発表。
- 1944年（昭和19年）12月7日 - 東南海地震により死者9人、負傷者29人の被害[48]。
- 1945年（昭和20年）
  - 1月13日 - 三河地震により死者29人、負傷者22人の被害[48]。
  - 4月1日 - 岡崎高等師範学校が設立される。
  - 7月19日 - 岡崎空襲により死者280名[49]、被災戸数約7,500戸の被害を出す。
- 1946年（昭和21年）10月21日 - 昭和天皇が岡崎郵便局などに行幸（昭和天皇の戦後巡幸の一環）[50]。
- 1948年（昭和23年）8月 - 第1回「観光夏まつり」開催。
- 1950年（昭和25年）1月 - 第1回「岡崎市民駅伝競走大会」開催。
- 1954年（昭和29年）10月25日 - 県立愛知病院が結核専門病院として開院する。
  - 4月10日 - 第1回「家康まつり」開催（現在の「家康行列」）[45]。
- 1959年（昭和34年）
  - 4月5日 - 岡崎城の天守閣が復興する。一般公開開始[45]。
  - 9月26日 - 伊勢湾台風により死者27名、負傷者128名、家屋全壊986戸、家屋半壊2,503戸、床上浸水５戸、床下浸水212戸の被害[48]。
- 1962年（昭和37年）
  - 4月1日 - 「岡崎市歌を定める条例」において2代目市歌の制定告示が行われる。
  - 6月17日 - 名鉄岡崎市内線が全線廃止。
- 1963年（昭和38年）4月1日 - 「岡崎博 -花と産業科学大博覧会-」が開幕[45]。
- 1964年（昭和39年）11月22日 - 第1回「造形おかざきっ子展」が籠田公園で開催される。
- 1967年（昭和42年）6月22日 - 岡崎市民会館が竣工。
- 1968年（昭和43年）4月24日 - 東名高速道路岡崎インターチェンジ開通。
- 1969年（昭和44年）11月22日 - 第1回「岡崎市民マラソン」開催。
- 1972年（昭和47年）8月11日 - 岡崎市美術館が竣工[45]。
- 1975年（昭和50年）4月22日 - 分子科学研究所が愛知教育大学の旧図書館を仮庁舎として設立される。
- 1976年（昭和51年）
  - 4月26日 - 岡多線の旅客営業開始。
  - 7月1日 - 岡崎市体育館の完成式開催[51]。
  - 11月8日 - 岡崎商工会議所が明大寺町兎ヶ入（現在の町名は竜美南）に新築移転。
- 1978年（昭和53年）11月4日 - 第1回「岡崎まつり」開催（11月5日まで）[52]。
- 1980年（昭和55年）3月1日 - 岡崎市竜美丘会館がオープン。
- 1987年（昭和62年）3月21日 - 市制70周年記念事業である「葵博 岡崎 '87」が開幕。
- 1988年（昭和63年）
  - 1月31日 - 岡多線が愛知環状鉄道に転換。
  - 3月13日 - JR西岡崎駅が開業。
- 1991年（平成3年）4月15日 - 岡崎中央総合公園が開園。
- 1996年（平成8年）
  - 4月20日 - おかざき農遊館が開館。
  - 7月6日 - 岡崎市美術博物館が会館。
- 2002年（平成14年）4月22日 - 岡崎市シビックセンターが開館（隣接する岡崎地方合同庁舎と合わせて「岡崎シビックプラザ」と呼ばれる）。
- 2003年（平成15年）4月1日 - 中核市に移行（県下3番目、全国31番目）。
- 2006年（平成18年）
  - 11月4日 - 第1回「岡崎ジャズストリート」開催（11月5日まで）。
- 2007年（平成19年）7月17日 - 「まちバス」が運行開始。
- 2008年（平成20年）
  - 8月28日 - 平成20年8月末豪雨が発生。1時間に146.5ミリの雨量を記録する。
  - 11月1日 - 岡崎市図書館交流プラザ（通称「りぶら」）が開館。
- 2013年（平成25年）
  - 4月1日 - 岡崎活性化本部開設。
  - 8月10日 - 「あいちトリエンナーレ2013」が開催される。
- 2014年（平成26年）
  - 3月28日 - 東名高速道路岡崎IC（岡崎インター西交差点）から衣浦トンネルを結ぶ都市計画道路衣浦岡崎線（25.7キロ）が全面開通[53]。
- 2015年（平成27年）6月7日 - 六ツ美悠紀斎田100周年記念お田植えまつりが開催。
- 2016年（平成28年）2月13日 - 新東名高速道路岡崎東インターチェンジ、岡崎サービスエリア供用開始。
- 2020年（令和2年）3月9日 - 岡崎市が51%出資する地域新電力会社「株式会社岡崎さくら電力」が設立[54]。

### 自治体の変遷
- 1889年（明治22年）10月1日 - 町村制施行に伴い、額田郡30町村から岡崎町が成立。
- 1902年（明治35年）9月23日 - 額田郡男川村の一部（大字欠）を編入。
- 1906年（明治39年）5月1日 - 額田郡三島村および乙見村の一部（大字稲熊、大字小呂）と新設合併し、改めて岡崎町が発足。
- 1914年（大正3年）10月1日 - 額田郡広幡町を編入。
- 1916年（大正5年）7月1日 - 市制を施行し、岡崎市となる。
- 1928年（昭和3年）9月1日 - 額田郡岡崎村・美合村・男川村および常磐村の一部（大字箱柳）を編入。
- 1955年（昭和30年）
  - 2月1日 - 額田郡岩津町・福岡町・河合村・常磐村・藤川村・本宿村・山中村・竜谷村を編入。
  - 4月1日 - 碧海郡矢作町を編入。
- 1960年（昭和35年）1月1日 - 旧矢作町の一部（宇頭茶屋町・尾崎町・柿碕町・河野町・橋目町の一部）を安城市へ編入[注 1]。
- 1962年（昭和37年）10月15日 - 碧海郡六ツ美町を編入。
- 2006年（平成18年）1月1日 - 額田郡額田町を編入。

## 行政

### 市長
- 市長：内田康宏（2024年10月21日就任、通算3期目）

歴代市長
| 代    | 氏名       | 就任                       | 退任                       | 備考         |
| ----- | ---------- | -------------------------- | -------------------------- | ------------ |
| 1     | 千賀又市   | 1916年（大正05年）10月14日 | 1918年（大正07年）07月12日 | 任期中に死去 |
| 2-4   | 本多敏樹   | 1918年（大正07年）12月17日 | 1922年（大正11年）12月0日  |              |
| 2-4   | 本多敏樹   | 1922年（大正11年）12月06日 | 1926年（大正15年）12月0日  |              |
| 2-4   | 本多敏樹   | 1926年（大正15年）12月06日 | 1930年（大正15年）12月05日 |              |
| 5     | 小野庄造   | 1930年（昭和05年）12月12日 | 1931年（昭和06年）12月08日 | 辞職         |
| 6     | 小瀧喜七郎 | 1933年（昭和08年）01月16日 | 1935年（昭和10年）11月23日 | 辞職         |
| 7-9   | 菅野経三郎 | 1935年（昭和10年）12月23日 | 1939年（昭和14年）12月22日 |              |
| 7-9   | 菅野経三郎 | 1940年（昭和15年）02月22日 | 1944年（昭和19年）02月0日  |              |
| 7-9   | 菅野経三郎 | 1944年（昭和19年）02月22日 | 1946年（昭和21年）11月01日 | 辞職         |
| 10-12 | 竹内京治   | 1947年（昭和22年）04月05日 | 1951年（昭和26年）04月04日 |              |
| 10-12 | 竹内京治   | 1951年（昭和26年）04月23日 | 1955年（昭和30年）04月22日 |              |
| 10-12 | 竹内京治   | 1955年（昭和30年）04月30日 | 1959年（昭和34年）04月29日 |              |
| 13-15 | 太田光二   | 1959年（昭和34年）05月02日 | 1963年（昭和38年）05月01日 |              |
| 13-15 | 太田光二   | 1963年（昭和38年）05月02日 | 1967年（昭和42年）05月01日 |              |
| 13-15 | 太田光二   | 1967年（昭和42年）05月02日 | 1971年（昭和46年）05月01日 |              |
| 16-18 | 内田喜久   | 1971年（昭和46年）05月02日 | 1975年（昭和50年）05月01日 |              |
| 16-18 | 内田喜久   | 1975年（昭和50年）05月02日 | 1979年（昭和54年）05月01日 |              |
| 16-18 | 内田喜久   | 1979年（昭和54年）05月02日 | 1980年（昭和55年）06月30日 | 辞職         |
| 19-23 | 中根鎭夫   | 1980年（昭和55年）08月17日 | 1984年（昭和59年）08月16日 |              |
| 19-23 | 中根鎭夫   | 1984年（昭和59年）08月17日 | 1988年（昭和63年）08月16日 |              |
| 19-23 | 中根鎭夫   | 1988年（昭和63年）08月17日 | 1992年（平成04年）08月16日 |              |
| 19-23 | 中根鎭夫   | 1992年（平成04年）08月17日 | 1996年（平成08年）08月16日 |              |
| 19-23 | 中根鎭夫   | 1996年（平成08年）08月17日 | 2000年（平成12年）08月16日 |              |
| 24-26 | 柴田紘一   | 2000年（平成12年）09月10日 | 2004年（平成16年）09月09日 |              |
| 24-26 | 柴田紘一   | 2004年（平成16年）09月12日 | 2008年（平成20年）09月11日 |              |
| 24-26 | 柴田紘一   | 2008年（平成20年）10月05日 | 2012年（平成24年）10月04日 |              |
| 27-28 | 内田康宏   | 2012年（平成24年）10月21日 | 2016年（平成28年）10月20日 |              |
| 27-28 | 内田康宏   | 2016年（平成28年）10月21日 | 2020年（令和02年）10月20日 |              |
| 29    | 中根康浩   | 2020年（令和02年）10月21日 | 2024年（令和06年）10月20日 |              |
| 30    | 内田康宏   | 2024年（令和06年）10月21日 |                            |              |

### 市政機関
市役所
- 岡崎市役所 （十王町二丁目9番地）

| 総合政策部       | 企画課、秘書課、広報課、地域創生課                                                                                                  |
| 財務部           | 財政課、行政経営課、市民税課、資産税課、納税課                                                                                      |
| 総務部           | 総務文書課、人事課、契約課、情報政策課、庁舎車両管理室                                                                              |
| 市民生活部       | 自治振興課、安全安心課、防災課、市民課、 岡崎支所、大平支所、東部支所、岩津支所、矢作支所、六ツ美支所、額田支所、消費生活センター   |
| 社会文化部       | 文化振興課、スポーツ振興課、男女共同参画課、国際課、市民協働推進課、 中央図書館、美術博物館、岡崎地域文化広場、美術館、市民センター |
| 福祉部           | 地域福祉課、総務課、障がい福祉課、長寿課、介護保険課、国保年金課、医療助成室、 福祉の村                                             |
| 保健部           | 保健企画課、生活衛生課、健康増進課、動物総合センター                                                                                |
| こども部         | こども育成課、家庭児童課、保育課 |
| 環境部           | 環境政策課、環境保全課、廃棄物対策課、ごみ対策課、 八帖クリーンセンター、中央クリーンセンター、総合検査センター                     |
| 経済振興部       | 商工労政課、観光推進課、農務課、林務課、農業支援センター                                                                            |
| 都市整備部       | 都市計画課、まちづくりデザイン課、拠点整備課、乙川リバーフロント推進課、 市街地整備課、公園緑地課                                   |
| 土木建設部       | 事業調査課、土木管理課、道路維持課、道路建設課、河川課、農地整備課                                                                  |
| 建築部           | 建築指導課、建築課、施設保全課、住宅課                                                                                              |
| 市民病院         | 岡崎市民病院、看護専門学校 |
| 消防本部         | 消防本部 |
| 上下水道局       | 総務課、サービス課、水道工事課、水道浄水課、下水施設課、下水工事課                                                                  |
| 会計管理者       | 会計課 |
| 議会事務局       | 総務課、議事課 |
| 教育委員会事務局 | 総務課、学校給食センター、施設課、学校指導課、社会教育課、 総合学習センター、少年自然の家、教育相談センター                         |
| 監査委員事務局   | 監査委員事務局 |
| 農業委員会事務局 | 農業委員会 |

支所
| 名称       | 建物                                   | 住所                  |
| ---------- | -------------------------------------- | --------------------- |
| 岡崎支所   | 岡崎市シビックセンター                 | 羽根町字貴登野15番地  |
| 大平支所   | 大平市民センター                       | 大平町字皿田6番地     |
| 東部支所   | 東部市民センター                       | 山綱町字天神2番地9    |
| 岩津支所   | 岡崎市北部地域交流センター・なごみん   | 西蔵前町字季平45番地1 |
| 矢作支所   | 岡崎市西部地域交流センター・やはぎかん | 矢作町字尊所45番地1   |
| 六ツ美支所 | 六ツ美市民センター                     | 下青野町字天神64番地  |
| 額田支所   | 額田センター（2018年2月13日供用開始）  | 樫山町字山ノ神21番地1 |

行政機構
- 公益社団法人岡崎シルバー人材センター（十王町二丁目9）
- 一般社団法人岡崎パブリックサービス（朝日町三丁目17）[注 2]
- 一般社団法人岡崎市観光協会（康生通東二丁目47）
- 一般財団法人岡崎市公益協会（両町一丁目43）
- 公益財団法人岡崎市体育協会（六名本町7）
- 公益財団法人岡崎市学校給食協会（岡町字中御給28番地）
- 一般財団法人岡崎市母子寡婦福祉会（明大寺町字義路一丁目4）
- 社会福祉法人岡崎市社会福祉協議会（朝日町三丁目2）
- 社会福祉法人岡崎市福祉事業団（美合町字下長根二丁目1）
- 岡崎市土地開発公社（十王町二丁目9）

### 市歌
作詞は北原白秋、作曲は山田耕筰であり、1937年6月29日に発表、1962年4月には条例によって正式に市歌と定められた。あまり歌われる機会はない。

### 財政
2019年度（平成31年度）当初予算案
| 会計名   | 予算額              | 前年度対比 |
| -------- | ------------------- | ---------- |
| 一般会計 | 1,300億2,000万円    | 5.3％増    |
| 特別会計 | 689億7,521万2千円   | 6.3％増    |
| 企業会計 | 607億9,695万3千円   | 14.7％増   |
| 全会計   | 2,597億9,216万5千円 | 7.6％増    |

### 広域行政
- 岡崎市中央クリーンセンター（板田町字西流石2番地1）
- 岡崎市八帖クリーンセンター（八帖南町立島2番地1）
- 岡崎市リサイクルプラザ（高隆寺町字阿世保5番地）
- あいち三河農業協同組合（幸田町と共同運営）
- 公益財団法人岡崎幸田勤労者共済会

## 議会

### 県議会
2023年愛知県議会議員選挙
- 選挙区：岡崎市及び額田郡選挙区
- 定数：5人
- 投票日：2023年4月9日
- 当日有権者数：338,651人
- 投票率：37.80％（岡崎市37.08％、幸田町44.63％）

| 候補者名 | 当落 | 年齢 | 所属党派   | 新旧別 | 得票数   |
| -------- | ---- | ---- | ---------- | ------ | -------- |
| 中根義高 | 当   | 50   | 自由民主党 | 現     | 31,512票 |
| 鈴木雅登 | 当   | 52   | 立憲民主党 | 現     | 23,844票 |
| 山口健   | 当   | 54   | 無所属     | 現     | 22,834票 |
| 園山康男 | 当   | 58   | 無所属     | 現     | 20,009票 |
| 新海正春 | 当   | 71   | 自由民主党 | 現     | 19,659票 |
| 近藤潔   | 落   | 56   | 参政党     | 新     | 7,086票  |

2019年愛知県議会議員選挙
- 選挙区：岡崎市及び額田郡選挙区
- 定数：5人
- 投票日：2019年4月7日
- 当日有権者数：340,330人（岡崎市307,951人、幸田町32,379人）[58]
- 投票率：39.44%（岡崎市38.81%、幸田町45.46%）[58]

| 候補者名   | 当落 | 年齢 | 所属党派   | 新旧別 | 得票数   |
| ---------- | ---- | ---- | ---------- | ------ | -------- |
| 中根義高   | 当   | 46   | 自由民主党 | 現     | 32,373票 |
| 西久保長史 | 当   | 64   | 無所属     | 現     | 26,420票 |
| 新海正春   | 当   | 67   | 自由民主党 | 現     | 20,556票 |
| 園山康男   | 当   | 54   | 無所属     | 現     | 18,561票 |
| 鈴木雅登   | 当   | 48   | 無所属     | 現     | 16,717票 |
| 木全昭子   | 落   | 70   | 日本共産党 | 新     | 12,207票 |
| 横山あゆ美 | 落   | 58   | 諸派       | 新     | 4,887票  |

2015年愛知県議会議員選挙
- 選挙区：岡崎市及び額田郡選挙区
- 定数：5人
- 投票日：2015年4月12日
- 当日有権者数：325,138人（岡崎市295,159人、幸田町29,979人）[59]
- 投票率：39.42%（岡崎市38.74%、幸田町46.13%）[59]

| 候補者名   | 当落 | 年齢 | 所属党派   | 新旧別 | 得票数   |
| ---------- | ---- | ---- | ---------- | ------ | -------- |
| 西久保長史 | 当   | 60   | 民主党     | 現     | 28,809票 |
| 中根義高   | 当   | 42   | 自由民主党 | 現     | 25,105票 |
| 園山康男   | 当   | 50   | 維新の党   | 元     | 17,926票 |
| 新海正春   | 当   | 63   | 自由民主党 | 新     | 17,683票 |
| 鈴木雅登   | 当   | 44   | 維新の党   | 現     | 17,080票 |
| 梅村順一   | 落   | 56   | 自由民主党 | 新     | 16,605票 |
| 楢原伸一   | 落   | 59   | 無所属     | 新     | 2,265票  |

2012年愛知県議会議員補欠選挙
- 選挙区：岡崎市選挙区
- 定数：2人
- 投票日：2012年10月21日
- 当日有権者数：292,680人
- 投票率：57.50%

| 候補者名 | 当落 | 年齢 | 所属党派   | 新旧別 | 得票数   |
| -------- | ---- | ---- | ---------- | ------ | -------- |
| 中根義高 | 当   | 40   | 自由民主党 | 新     | 64,827票 |
| 鈴木雅登 | 当   | 42   | 無所属     | 新     | 35,206票 |
| 梅村順一 | 落   | 54   | 自由民主党 | 新     | 30,186票 |
| 中川博登 | 落   | 34   | 無所属     | 新     | 25,680票 |

### 衆議院
- 選挙区：愛知12区（岡崎市、西尾市）
- 任期：2024年10月27日 - 2028年10月26日
- 投票日：2024年10月27日
- 当日有権者数：442,431人（岡崎市309,870人、西尾市132,561人）[60]
- 投票率：58.05%（岡崎市56.45%、西尾市61.8%）

| 当落 | 候補者名 | 年齢 | 所属党派     | 新旧別 | 得票数    | 重複 |
| ---- | -------- | ---- | ------------ | ------ | --------- | ---- |
| 当   | 重徳和彦 | 53   | 立憲民主党   | 前     | 126,940票 | ○    |
|      | 青山周平 | 47   | 自由民主党   | 前     | 86,025票  |      |
|      | 中川博登 | 46   | 日本維新の会 | 新     | 28,489票  | ○    |
|      | 関久一   | 73   | 日本共産党   | 新     | 10,118票  |      |

## 出先機関・施設

### 国家機関
| - 愛知労働局 - 岡崎労働基準監督署（羽根町字北乾地50番地1） - 岡崎公共職業安定所（羽根町字北乾地50番地1） - 日本年金機構 岡崎年金事務所（朝日町三丁目9） - 中部地方整備局 - 岡崎国道維持出張所（岡町字西神馬崎北側9-1） - 豊橋河川事務所岡崎出張所（上里二丁目8-12） 国税庁 - 名古屋国税局 岡崎税務署（羽根町字北乾地50番地1） 自衛隊 - 自衛隊愛知地方協力本部 岡崎地域事務所（羽根町字北乾地50番地1） | - 東海農政局 岡崎統計・情報センター（羽根町字北乾地50番地1） - 名古屋法務局岡崎支局（羽根町字北乾地50番地1） - 名古屋矯正管区 - 岡崎医療刑務所（上地四丁目24番地16） - 名古屋刑務所 岡崎拘置支所（明大寺町字道城ヶ入34番地1） 検察庁 - 名古屋地方検察庁岡崎支部（羽根町字北乾地50番地1） - 岡崎区検察庁（同） 裁判所 - 名古屋地方裁判所 岡崎支部（明大寺町字奈良井3） - 名古屋家庭裁判所 岡崎支部（同） - 岡崎簡易裁判所（同） 弁護士会 - 愛知県弁護士会 西三河支部（明大寺町字道城ヶ入34番地10） |

### 県政機関

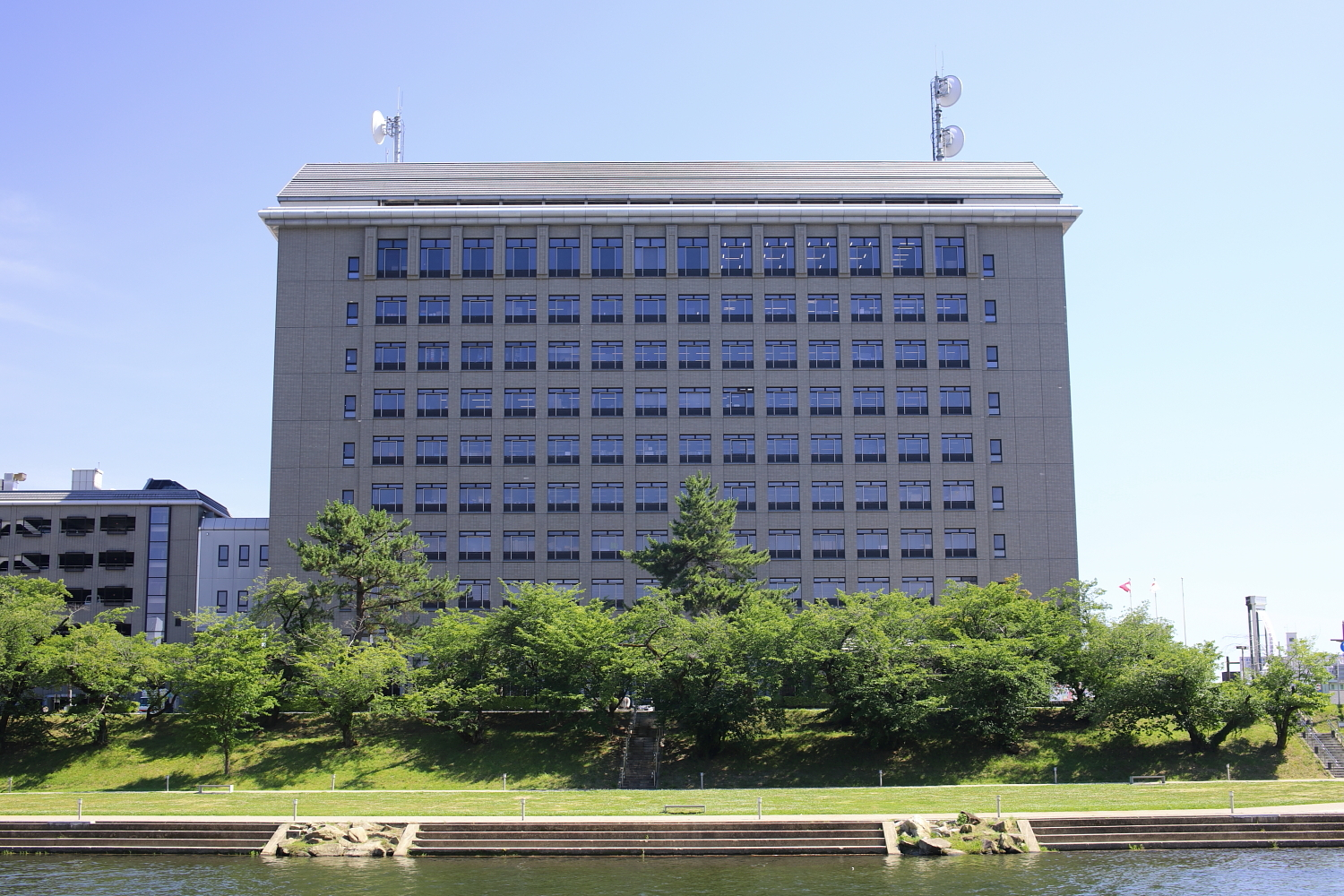
愛知県西三河総合庁舎
（2022年（令和4年）6月）

- 愛知県 西三河総合庁舎（明大寺本町一丁目4）
  - 西三河県民事務所
  - 西三河県税事務所[注 5]
  - 西三河農林水産事務所
  - 西三河教育事務所
  - 西三河建設事務所
  - 西三河福祉相談センター

|  | - 公益財団法人矢作川水源基金（明大寺本町一丁目4） - 公益財団法人愛知教育文化振興会（明大寺町字馬場東62） - 一般財団法人愛知県交通安全協会 岡崎自動車学校（不吹町14） - 一般財団法人愛知県建築住宅センター 岡崎事務所（上和田町字城前18） |

### 施設

#### 警察
- 愛知県岡崎警察署（針崎町字太夫縄手45）

#### 消防
本部
- 岡崎市消防本部

消防署
- 中消防署（朝日町3-4）
  - 北分署（井ノ口町字楼65）
  - 花園出張所（仁木町字川越254）
- 東消防署（岡町字下河原25-4）
  - 南分署（中田町2-2）
  - 青野出張所（下青野町字宮東49）
  - 額田出張所（樫山町字山ノ神21-12）
  - 本宿出張所（本宿町字西片山30-1）
  - 形埜出張所（鍛埜町字中切22-6））
- 西消防署（暮戸町字元社口42）

#### 医療・福祉
- 病院は岡崎市内の2次救急医療機関が4つある。
  - 愛知医科大学メディカルセンター　
  - 藤田医科大学岡崎医療センター　
  - 宇野病院　
  - 岡崎南病院

- 愛知県へき地医療支援機構（欠町栗宿18）

- 岡崎市民病院
- 愛知県立愛知病院
- 公衆衛生センター
- はるさき検診センター
- 岡崎歯科総合センター
- 岡崎市福祉の村
- 岡崎市保健所
- 岡崎市総合子育て支援センター
- 岡崎市教育相談センター
- 高年者センター岡崎
- 岡崎市中央地域福祉センター
- 岡崎市北部地域福祉センター
- 岡崎市南部地域福祉センター
- 岡崎市東部地域福祉センター
- 岡崎市西部地域福祉センター

#### 文化施設
- 岡崎市立中央図書館
- 岡崎市美術博物館
- 岡崎市美術館
- 岡崎市郷土館
- 岡崎市立額田図書館
- おかざき世界子ども美術博物館

#### 交流施設
- 岡崎シビックプラザ
- 岡崎市民会館
- 岡崎市竜美丘会館
- 岡崎市せきれいホール
- 岡崎市社会福祉センター
- 岡崎市総合学習センター
- 甲山閣
- 道の駅藤川宿
- 岡崎市少年自然の家
- 岡崎市こども自然遊びの森 わんPark
- 愛知県青年の家
- 愛知県野外教育センター
- ぬかた会館
- おかざき農遊館
- ふれあいドーム岡崎
- 岡崎市図書館交流プラザ
- 岡崎市北部地域交流センター・なごみん
- 岡崎市南部地域交流センター・よりなん
- 岡崎市西部地域交流センター・やはぎかん
- 岡崎市東部地域交流センター・むらさきかん
- 岡崎市地域交流センター六ツ美分館・悠紀の里
- 岡崎市六ツ美市民センター
- 岡崎市額田センター

- 産業人材支援センター
- 桑谷キャンプ場
- シャクナゲの里

#### 墓園
都市計画墓園
- 岡崎墓園

#### 運動施設
- 岡崎中央総合公園
- 同総合体育館
- 岡崎市民球場
- 岡崎市体育館
- 岡崎市龍北総合運動場
- 岡崎げんき館
- 岡崎市六ツ美体育館
- 岡崎市井田体育館
- 岡崎市矢作体育館
- 岡崎市花園体育センター

## 対外関係

### 姉妹都市・提携都市

#### 海外
2020年7月現在、岡崎市には日本国外に2つの姉妹都市、1つの友好都市がある。
姉妹都市
| 都市名               | 国名             | 地域名                     | 提携年月日 |
| -------------------- | ---------------- | -------------------------- | --- |
| ウッデバラ市         | スウェーデン王国 | ヴェストライェータランド県 | 1968年（昭和43年）9月17日 - 姉妹都市提携。スウェーデンで姉妹都市提携先を探していたところ、駐日スウェーデン大使館からウッデバラ市を紹介されたのが始まり。花崗岩産地としての共通性がある。 |
| ニューポートビーチ市 | アメリカ合衆国   | カリフォルニア州           | 1984年（昭和59年）11月27日 - 姉妹都市提携。英語圏での姉妹都市提携先を模索。両市のロータリークラブの交流や、中学生使節団のニューポートビーチ訪問を契機に交流が始まる。                    |

友好都市
| 都市名     | 国名           | 地域名       | 提携年月日 |
| ---------- | -------------- | ------------ | --- |
| 呼和浩特市 | 中華人民共和国 | 内蒙古自治区 | 1987年（昭和62年）8月10日 - 友好都市提携。1985年（昭和60年）に呼和浩特市長がアジアロバ2頭を岡崎市に寄贈したのが契機。 |

フレンドシップ相手国
2005年に開催された愛知万博で、愛知県内の市町村（名古屋市を除く）が120の万博公式参加国をそれぞれ「一市町村一国フレンドシップ事業」として、フレンドシップ相手国として迎え入れた。
- アルゼンチン共和国
- ザンビア共和国
- スウェーデン王国
- マダガスカル共和国

#### 国内
2020年7月現在、岡崎市には日本国内の都市交流先として、2つの親善都市、2つの「ゆかりのまち」、1つの観光交流都市がある。
提携都市
| 都市名         | 都道府県 | 地方名            | 提携年月日 |
| -------------- | -------- | ----------------- | --- |
| 石垣市         | 沖縄県   | 九州地方 南西諸島 | 1969年（昭和44年）2月 - 親善都市提携。 太平洋戦争中、石垣島の大浜飛行場（戦後は旧石垣空港として使用。沖縄の旧日本軍施設も参照）に駐屯していた岡崎出身の海軍将兵たちが戦後「八重桜会」を結成、「戦争中お世話になったお礼に」として1964年（昭和39年）に大浜小学校に童話集を贈呈。以後、八重桜会の仲介で岡崎市の奥殿小学校と石垣市の大浜・平真・明石小学校が姉妹校提携を行うなど交流が進み、自治体間の親善都市提携に至る。提携当時、石垣市は米国統治下（琉球政府）にあった。                           |
| 福山市         | 広島県   | 中国地方          | 1971年（昭和46年）11月9日 - 親善都市提携。 岡崎市議会議員が福山市へ行政視察に赴いた際に、福山市議会議長から親善都市提携を提案される。両市の間には「市制施行日が同じである」「面積・人口がほぼ等しい」「岡崎生まれの徳川家康と初代福山藩主・水野勝成が従兄弟である」「戦災復興都市である」「自然を保護し、緑を守り明るいまちづくりをめざしている」といった共通性やゆかりがあることが挙げられている。岡崎市立井田小学校と福山市立鞆小学校の姉妹校提携、観光行事への相互参加などの交流が行われている。 |
| 茅ヶ崎市       | 神奈川県 | 関東地方          | 1983年（昭和58年）7月1日 - ゆかりのまち提携。 江戸時代の名町奉行として知られる大岡忠相の縁。大岡家の知行地は茅ヶ崎市域にあったが、忠相が加増を受けて大名となり、西大平（岡崎市大平町）に陣屋を置いた（西大平藩も参照）。 |
| 佐久市         | 長野県   | 中部地方          | 1983年（昭和58年）7月1日 - 旧臼田町とゆかりのまち提携。 江戸時代末期、奥殿藩主松平乗謨（明治維新後に大給恒に改名）が本拠地を奥殿陣屋（岡崎市奥殿町）から龍岡城（提携当時は臼田町）に移した縁（龍岡藩も参照）。 |
| 不破郡関ケ原町 | 岐阜県   | 中部地方          | 1983年（昭和58年）7月1日 - ゆかりのまち提携。 岡崎に生まれた徳川家康にとって重要な戦いであった、関ヶ原の戦いの地であることから。相互の祭事に特産品を出品するなどの交流がある。 |
| 常滑市         | 愛知県   | 中部地方          | 1997年（平成9年）3月27日 災害時応援協定締結。 |
| 金沢市         | 石川県   | 中部地方          | 2007年（平成19年）10月18日 - 観光交流都市提携。 2008年（平成20年）の東海北陸自動車道全線開通を控えて、金沢市から観光による交流実施の提案を受ける。ともに城下町であり、徳川家康の孫である珠姫が加賀藩主前田利常の正室であることも歴史的な縁とする。 |

## 経済
| 岡崎商工会議所 |  | 西三河総合庁舎から見た中心業務地区（CBD） |
| 岡崎商工会議所 |  | 西三河総合庁舎から見た中心業務地区（CBD） |

### 第一次産業

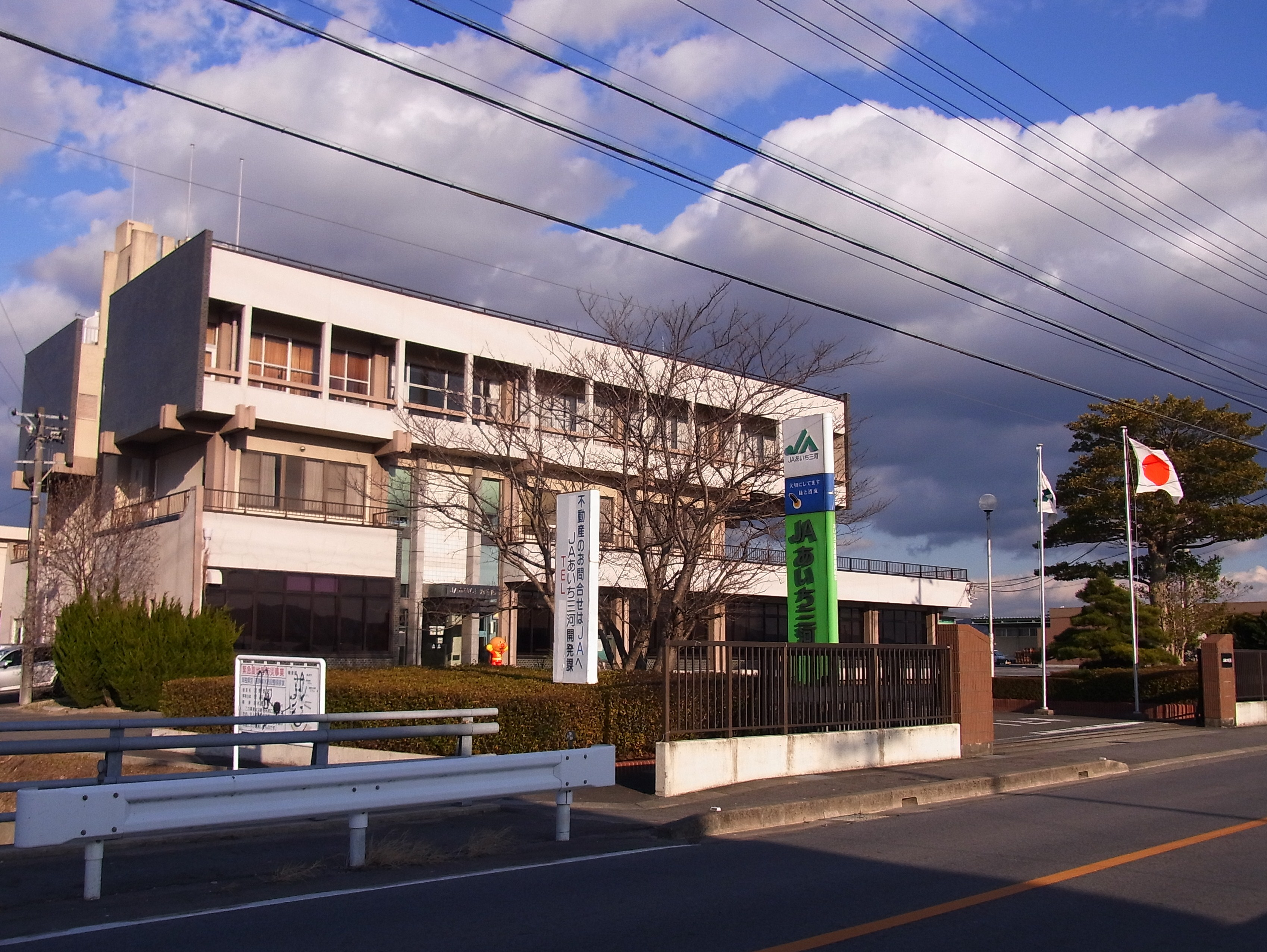
JAあいち三河

#### 農業
農業協同組合
- あいち三河農業協同組合（JAあいち三河）

### 第二次産業

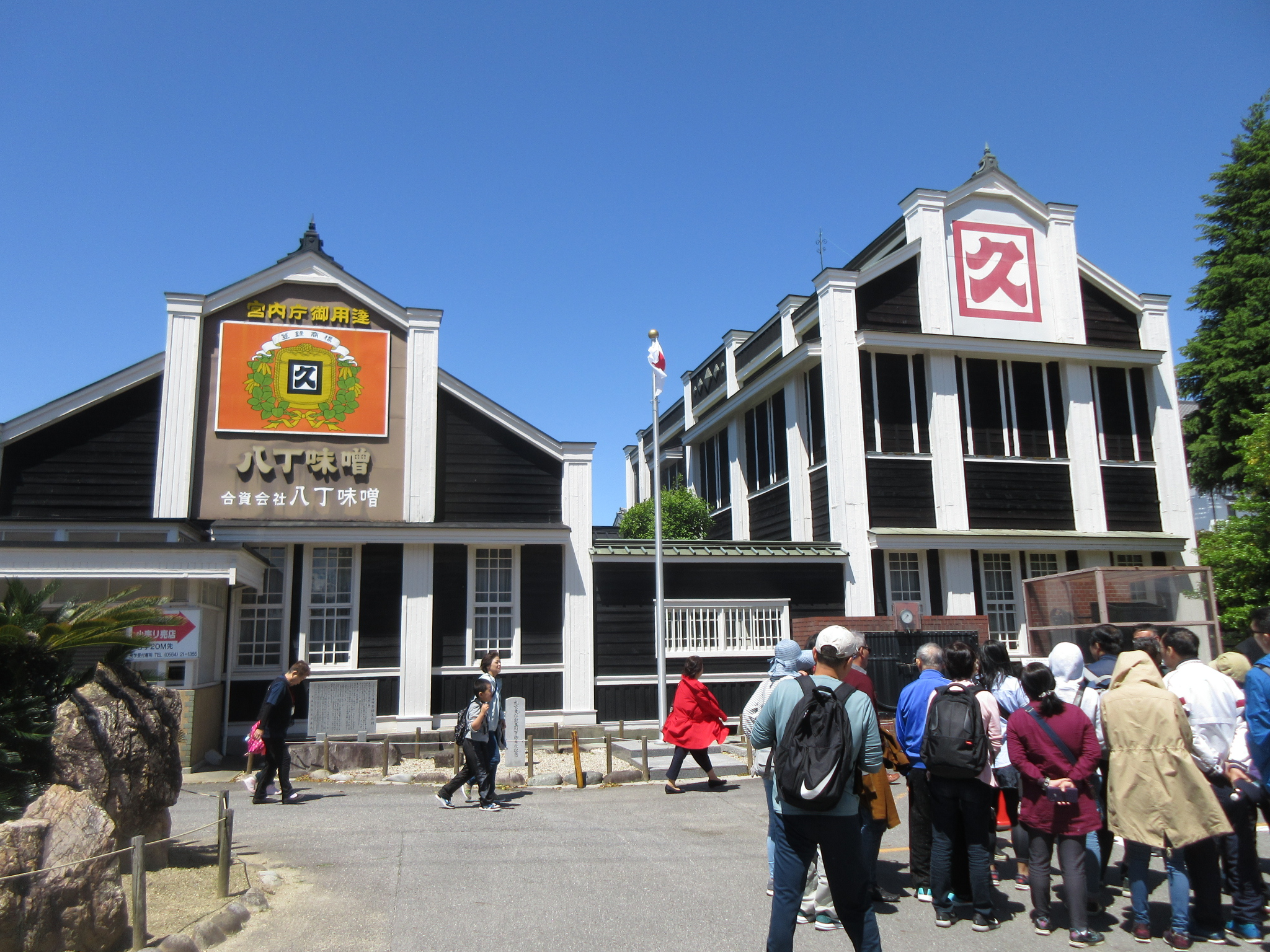
カクキュー

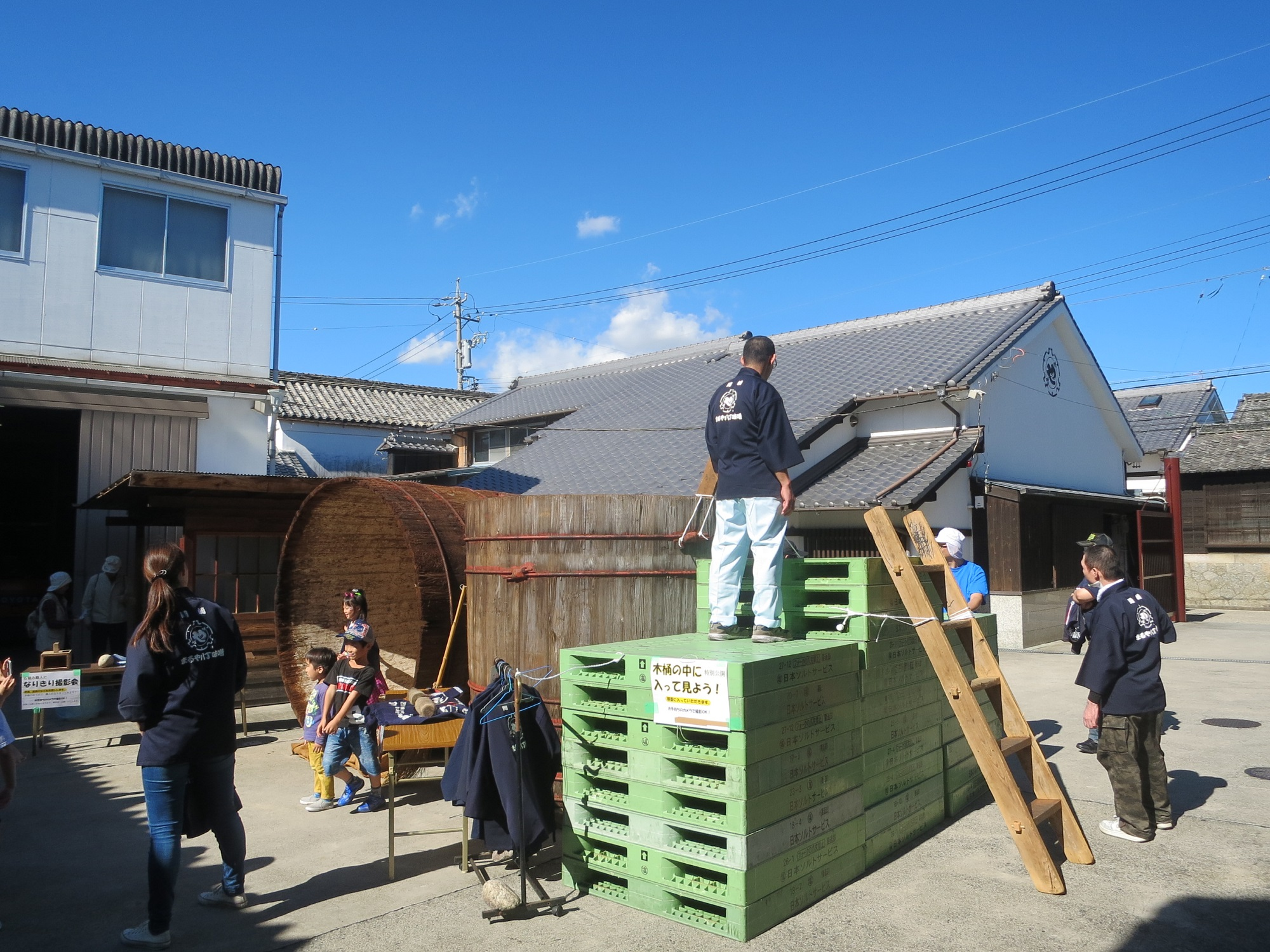
まるや八丁味噌

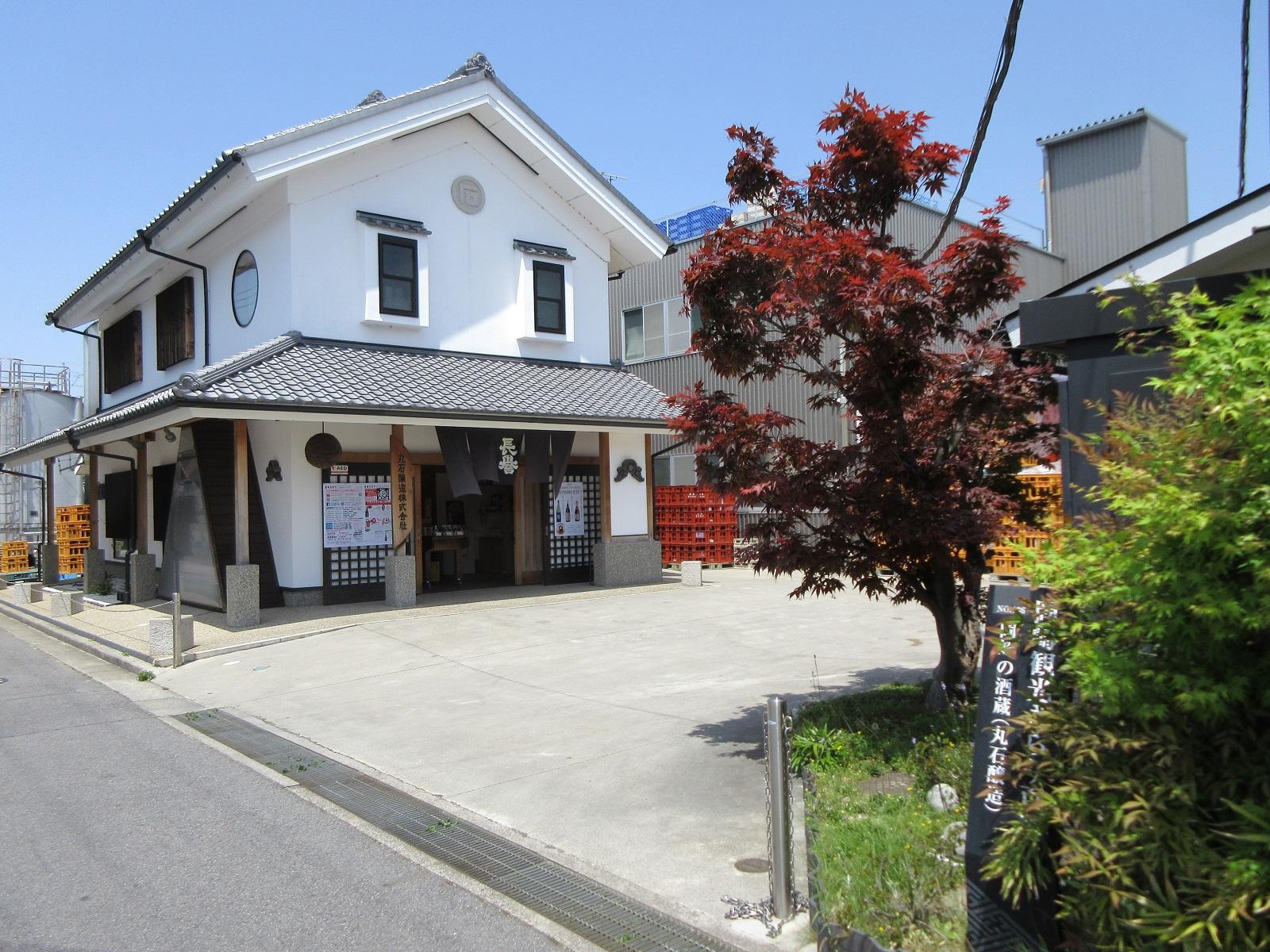
丸石醸造

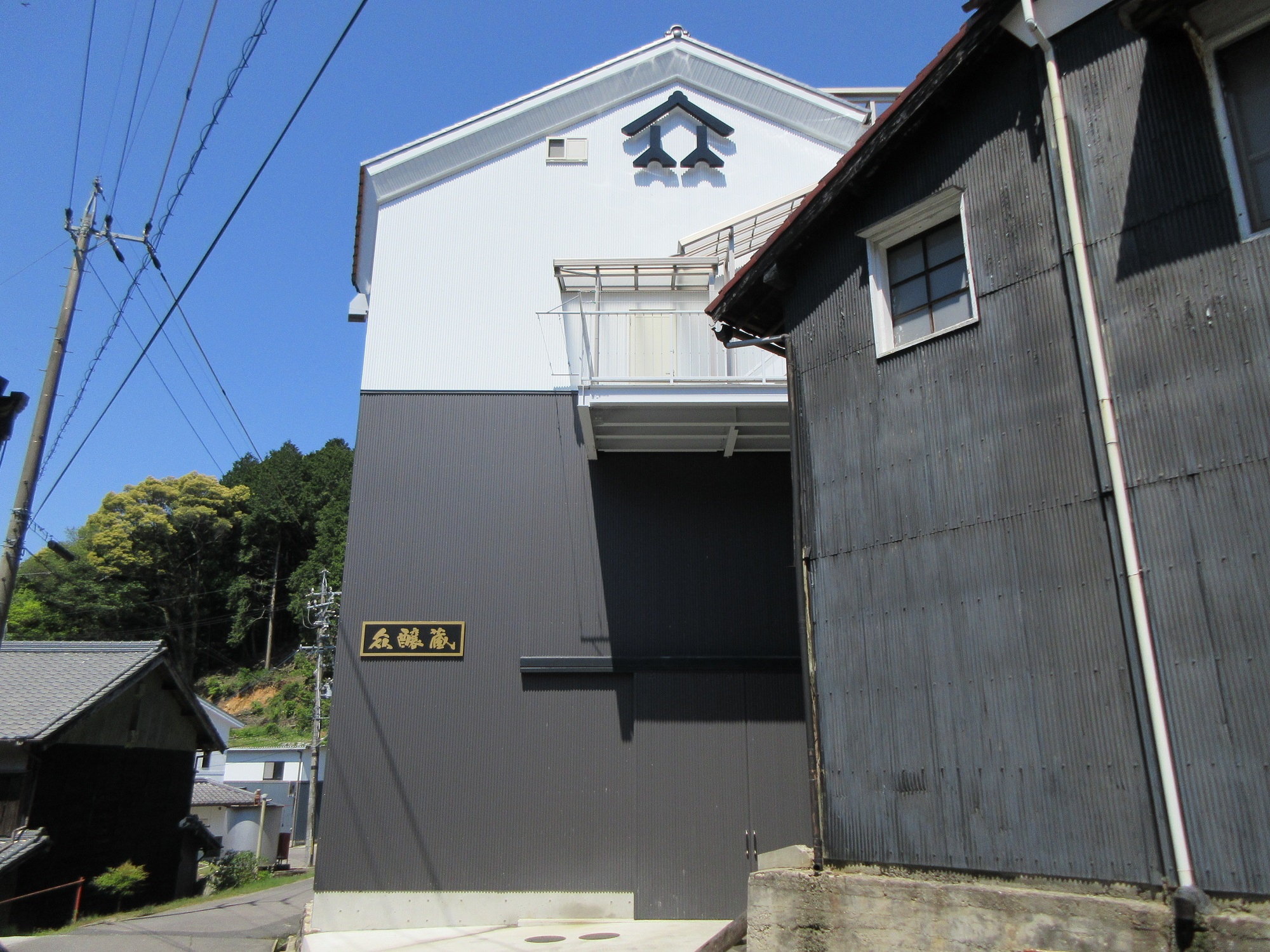
柴田酒造場

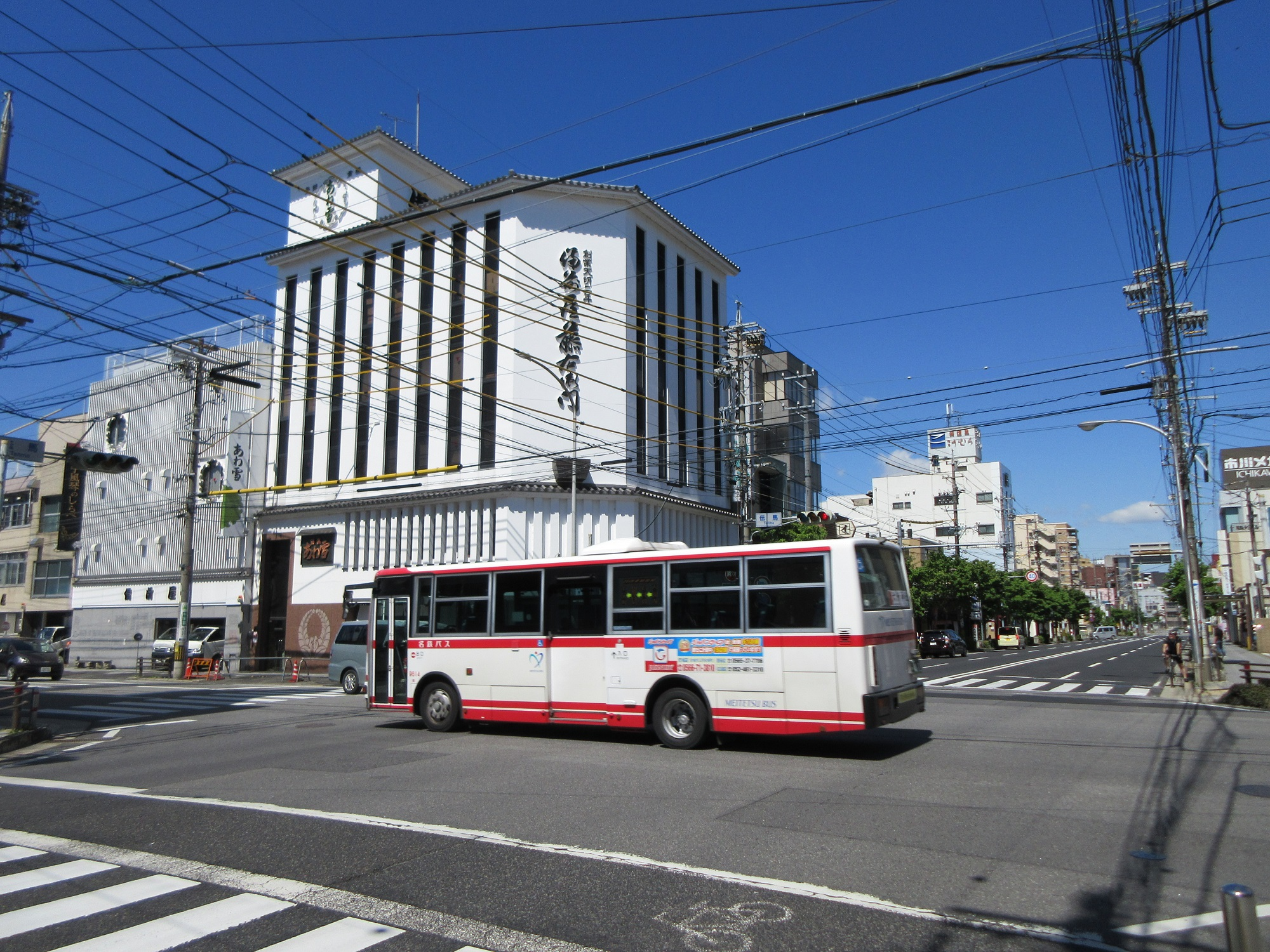
備前屋

#### 工業

##### 拠点を置く企業
市外に本社がある企業
| 企業名                       | 事業所名       | 所在地   |
| ---------------------------- | -------------- | -------- |
| アイシン                     | 岡崎工場       | 岡町     |
| アイシン                     | 岡崎東工場     | 大幡町   |
| 愛知時計電機                 | 岡崎工場       | 岡町     |
| デンソーエレクトロニクス     | 岡崎工場       | 真福寺町 |
| 岩谷瓦斯                     | 岡崎工場       | 大門     |
| カネ美食品                   | 岡崎工場       | 高橋町   |
| 刈谷紙器                     | 岡崎工場       | 福桶町   |
| 川本製作所                   | 岡崎工場       | 橋目町   |
| ジェイテクト                 | 岡崎工場       | 市場町   |
| ジェイテクト                 | 花園工場       | 真福寺町 |
| スタンレー電気               | 岡崎製作所     | 牧平町   |
| スリーボンドファインケミカル | 岡崎工場       | 上衣文町 |
| 高木製作所                   | 岡崎工場       | 牧平町   |
| 東海紙器                     | 岡崎工場       | 羽栗町   |
| 東レ                         | 岡崎工場       | 矢作町   |
| 豊田鉄工                     | 額田工場       | 中伊西町 |
| トヨトミ                     | 額田工場       | 樫山町   |
| 豊臣機工                     | 額田工場       | 樫山町   |
| 中川ヒューム管工業           | 岡崎工場       | 美合町   |
| 日清紡メカトロニクス         | 美合工機事業所 | 美合町   |
| 日本エステル                 | 岡崎工場       | 日名北町 |
| 日本タッパーウェア           | 岡崎製作所     | 牧平町   |
| FUJI                         | 岡崎工場       | 恵田町   |
| 藤田螺子工業                 | 岡崎工場       | 舞木町   |
| マキタ                       | 岡崎工場       | 合歓木町 |
| マルヤス工業                 | 岡崎工場       | 橋目町   |
| マルヤス工業                 | 日名工場       | 大門     |
| 三菱自動車工業               | 岡崎製作所     | 橋目町   |
| ユニチカ                     | 岡崎事業所     | 日名北町 |

市内に本社がある企業
| 企業名                     | 創業       | 所在地               |
| -------------------------- | ---------- | -------------------- |
| 葵商店                     | 1957年2月  | 牧平町（本社）       |
| 葵商店                     | 1957年2月  | 大幡町（岡崎工場）   |
| エラステック               | 1947年4月  | 岡町                 |
| 太田油脂                   | 1902年4月  | 福岡町               |
| オチアイネクサス           | 1900年     | 真福寺町（本社）     |
| オチアイネクサス           | 1900年     | 矢作町（矢作工場）   |
| オリバー                   | 1967年8月  | 薮田                 |
| カクキュー                 | 1645年     | 八帖町               |
| クラタ産業                 | 1937年4月  | 羽栗町               |
| 栄屋乳業                   | 1946年     | 東牧内町             |
| 三龍社                     | 1897年6月  | 上六名町             |
| CDS                        | 1980年2月  | 舞木町               |
| 柴田酒造場                 | 1830年     | 保久町               |
| セキソー                   | 1954年6月  | 日名北町（本社）     |
| セキソー                   | 1954年6月  | 岡町（葵工場）       |
| 髙木化学研究所             | 1949年4月  | 大幡町               |
| 東海光学                   | 1939年3月  | 恵田町               |
| 東レ・モノフィラメント     | 1963年4月  | 昭和町               |
| 豊興工業                   | 1958年2月  | 鉢地町               |
| 豊田バンモップス           | 1947年9月  | 舞木町               |
| 中田屋                     | 1922年     | 能見通               |
| 永田や仏壇店               | 1901年     | 上六名               |
| 中村科学工業               | 1943年5月  | 北野町               |
| 丹羽鉄工所                 | 1919年6月  | 渡町（本社）         |
| 丹羽鉄工所                 | 1919年6月  | 中伊西町（額田工場） |
| 備前屋                     | 1782年     | 伝馬通（本社）       |
| 備前屋                     | 1782年     | 根石町（根石工場）   |
| フタバ産業                 | 1945年11月 | 橋目町（本社）       |
| フタバ産業                 | 1945年11月 | 在家町（六ッ美工場） |
| フタバ産業                 | 1945年11月 | 高橋町（高橋工場）   |
| ブラザー印刷               | 1951年2月  | 柱町                 |
| 丸石醸造                   | 1690年     | 中町                 |
| マルサンアイ               | 1952年3月  | 仁木町               |
| まるや八丁味噌             | 1337年     | 八帖町               |
| 三井ミーハナイト・メタル   | 1964年2月  | 岡町                 |
| 三菱自動車エンジニアリング | 1977年8月  | 橋目町               |
| リコーエレメックス         | 1938年4月  | 井田町               |
| レッドバロン               | 1972年1月  | 藤川町               |
| ドミー                     | 1941年6月  | 大平町               |

石工団地
花崗町の石屋町通りは日本の石材加工品の三大産地と謳われたが、効率化と粉塵・騒音問題の解決のため、1967年（昭和42年）3月、上佐々木町に岡崎石工団地（岡崎石工団地協同組合）が作られた。全国初の石工団地であった。1976年（昭和51年）には稲熊町に石の公園団地（協同組合岡崎石製品工場公園団地）が形成された。イメージキャラクターは「石丸団吉」。

### 第三次産業

#### 商業
- アピタ岡崎北店

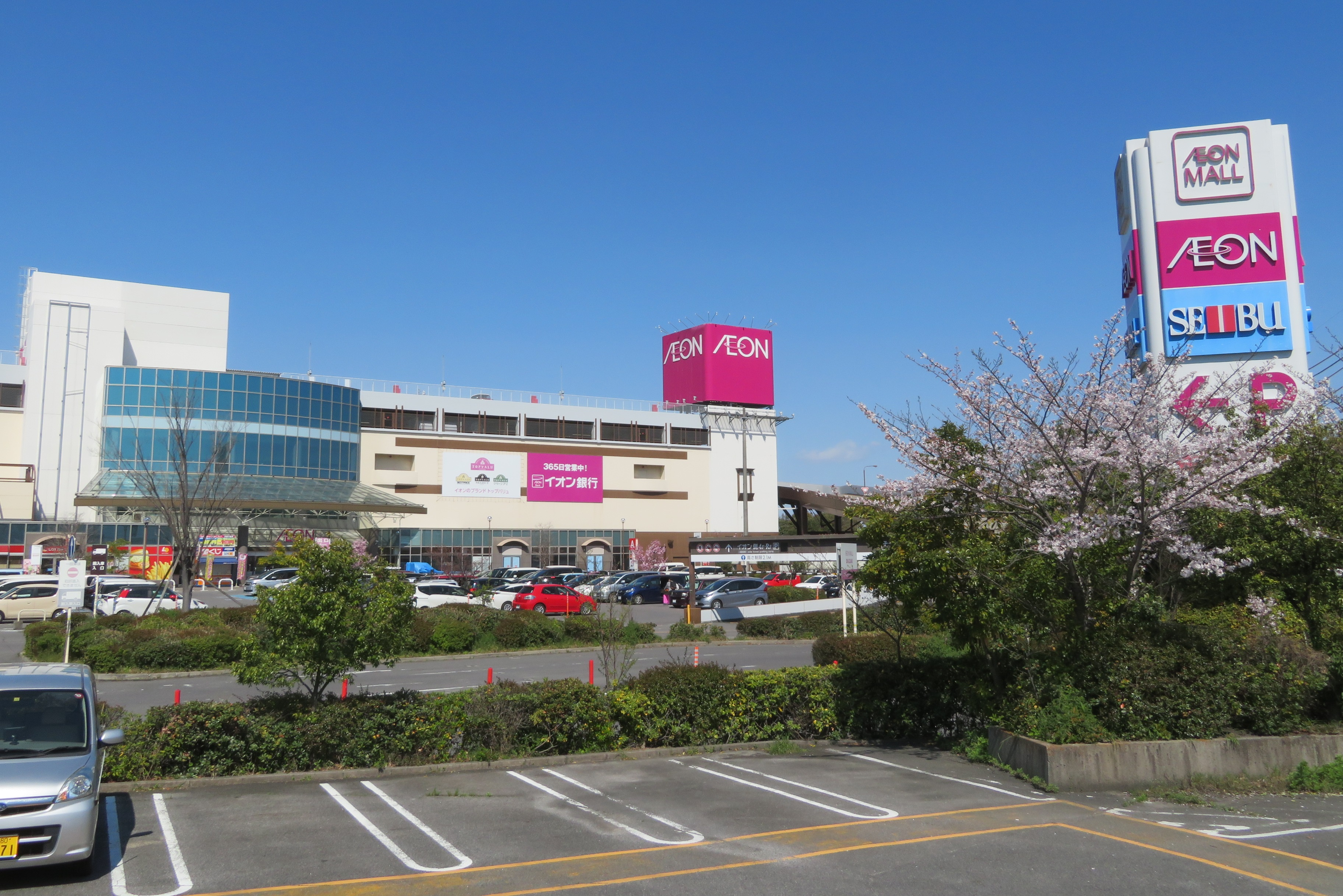
イオンモール岡崎
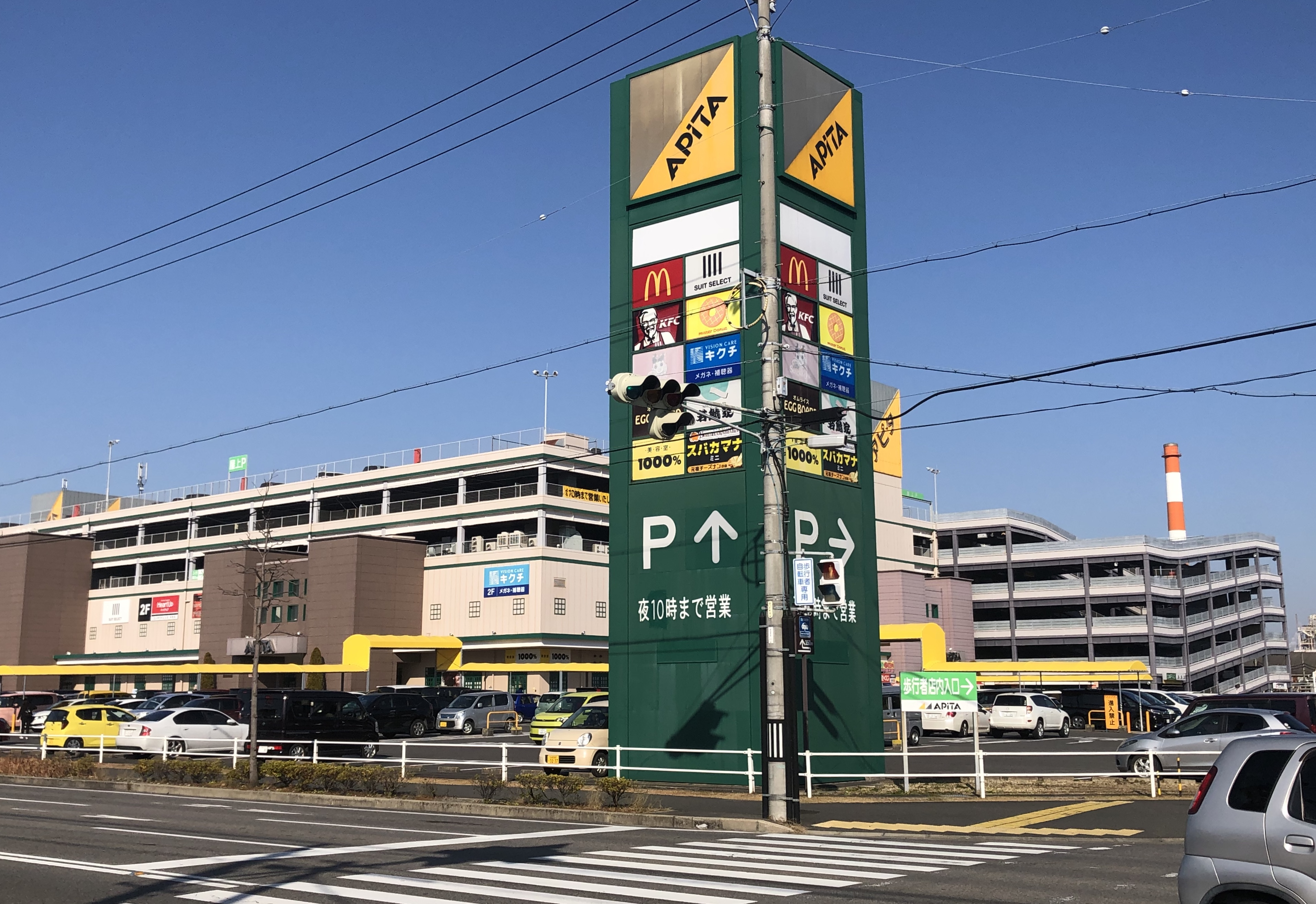
アピタ岡崎北店
  - イオン岡崎南店
- イオンタウン岡崎美合
- ウイングタウン岡崎
- エルエルタウン
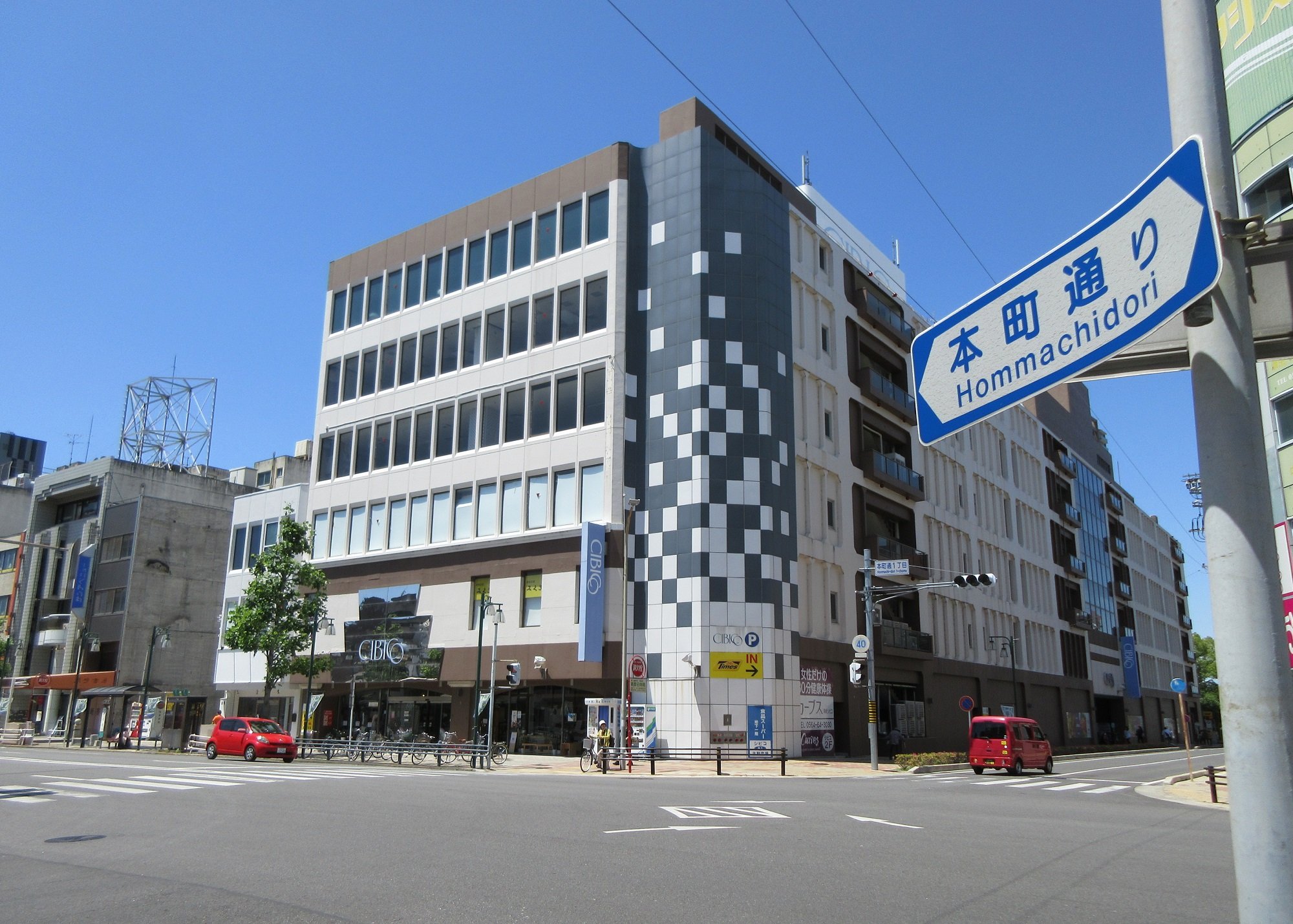
岡崎シビコ
- オト リバーサイドテラス
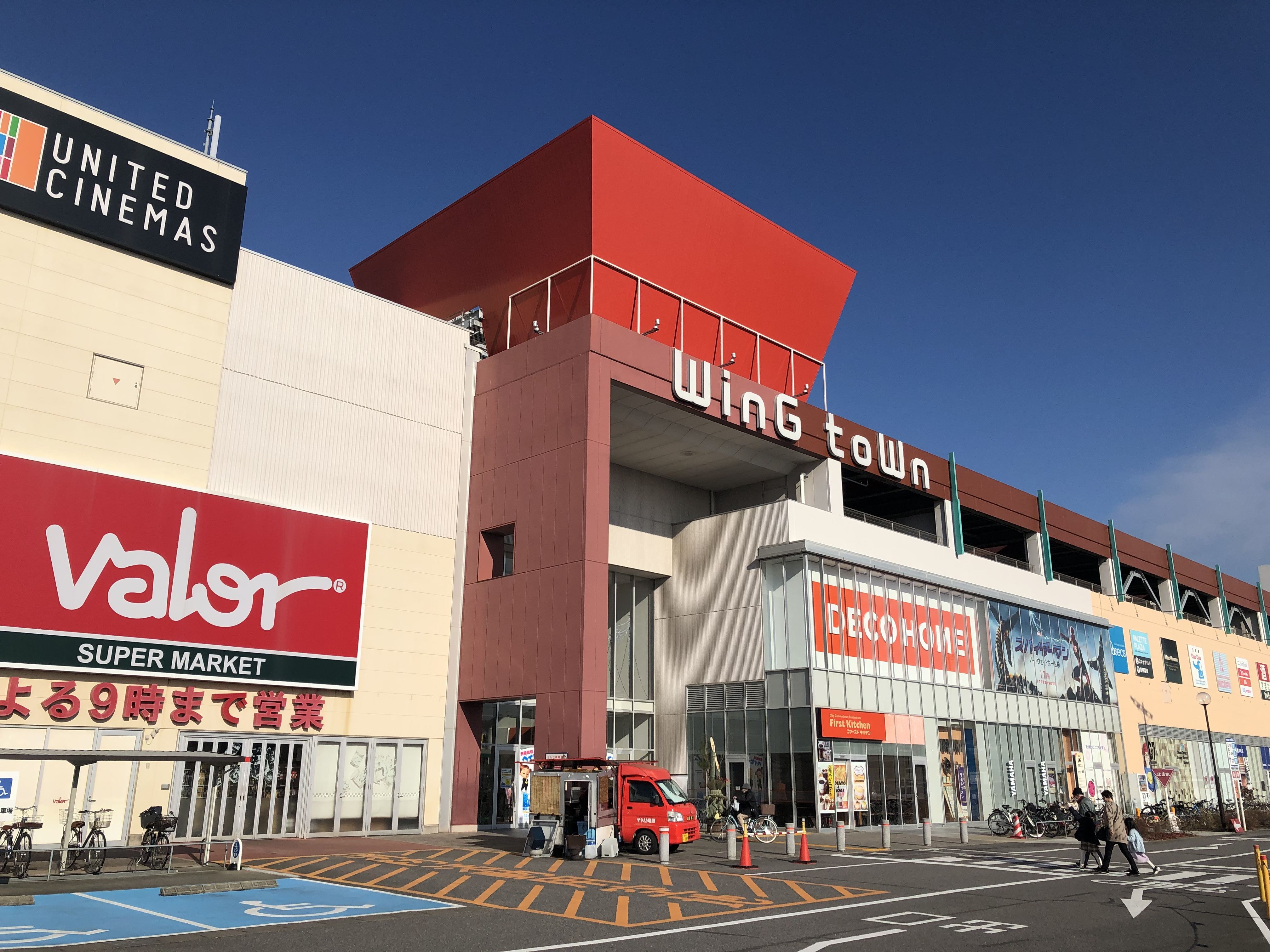
コムタウン
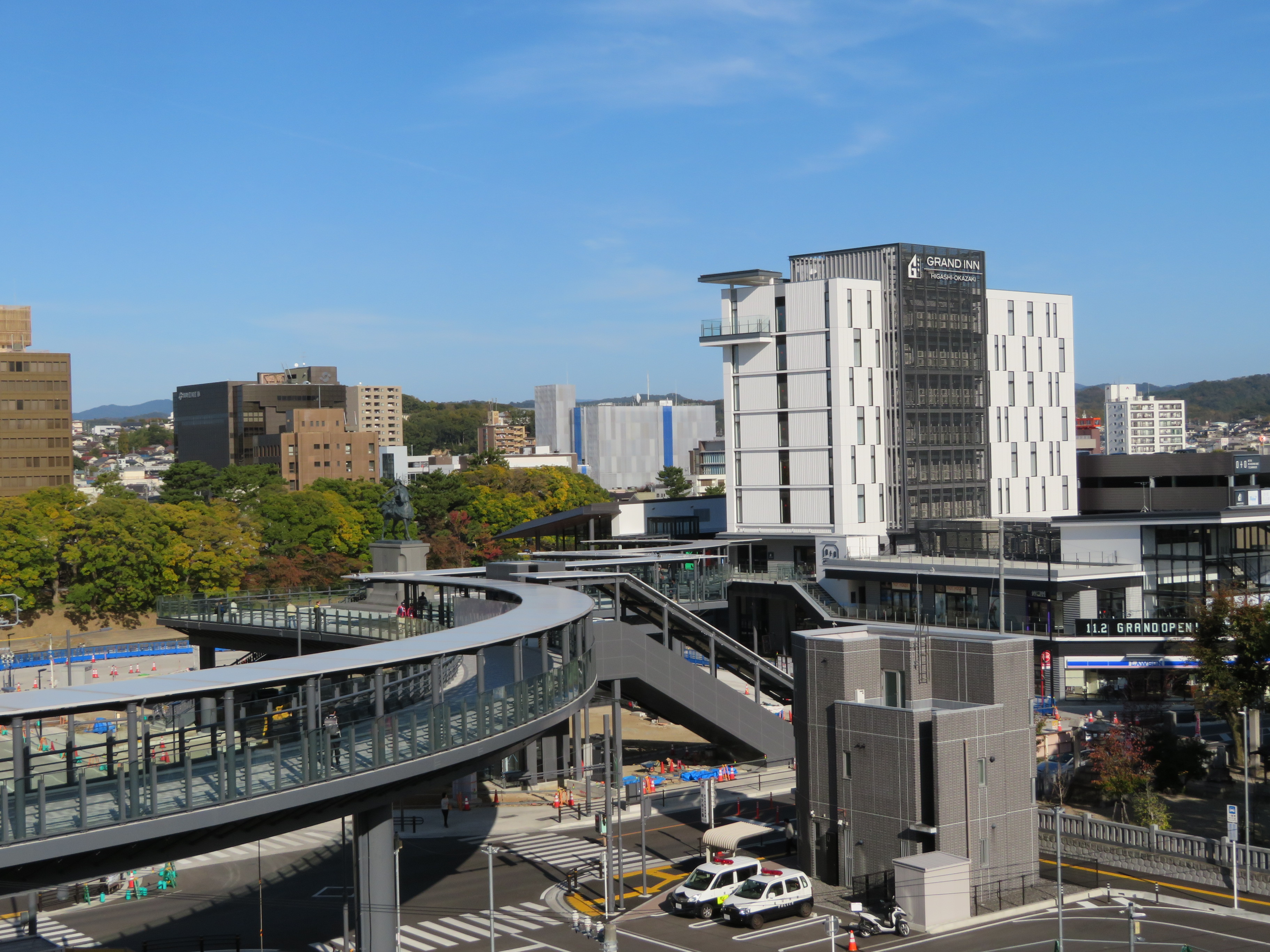
オト リバーサイドテラス

- 西友岡崎店

- ドミー
- マグフーズ
- ヤマナカアルテ岡崎北店
- レスパ
- オーワ
- グランドギャラリー
- レッドバロン
- 岡崎サービスエリア
- 道の駅藤川宿
- 愛知環状鉄道

- イオンモール岡崎
- アピタ岡崎北店
- 岡崎シビコ
- ウイングタウン岡崎
- オト リバーサイドテラス

### 拠点を置く主要企業
- 日本通運　 名古屋フォワーディング支店  岡崎航空営業所

### 金融機関
- 三井住友銀行岡崎支店
- 三井住友信託銀行岡崎支店
- 三菱UFJ銀行岡崎支店・北岡崎支店
- 大和証券岡崎支店
- 野村證券岡崎支店
- いちよし証券岡崎支店
- SMBC日興証券岡崎支店
- 岡地証券岡崎支店
- 野畑証券
- 三十三銀行岡崎支店
- 十六銀行

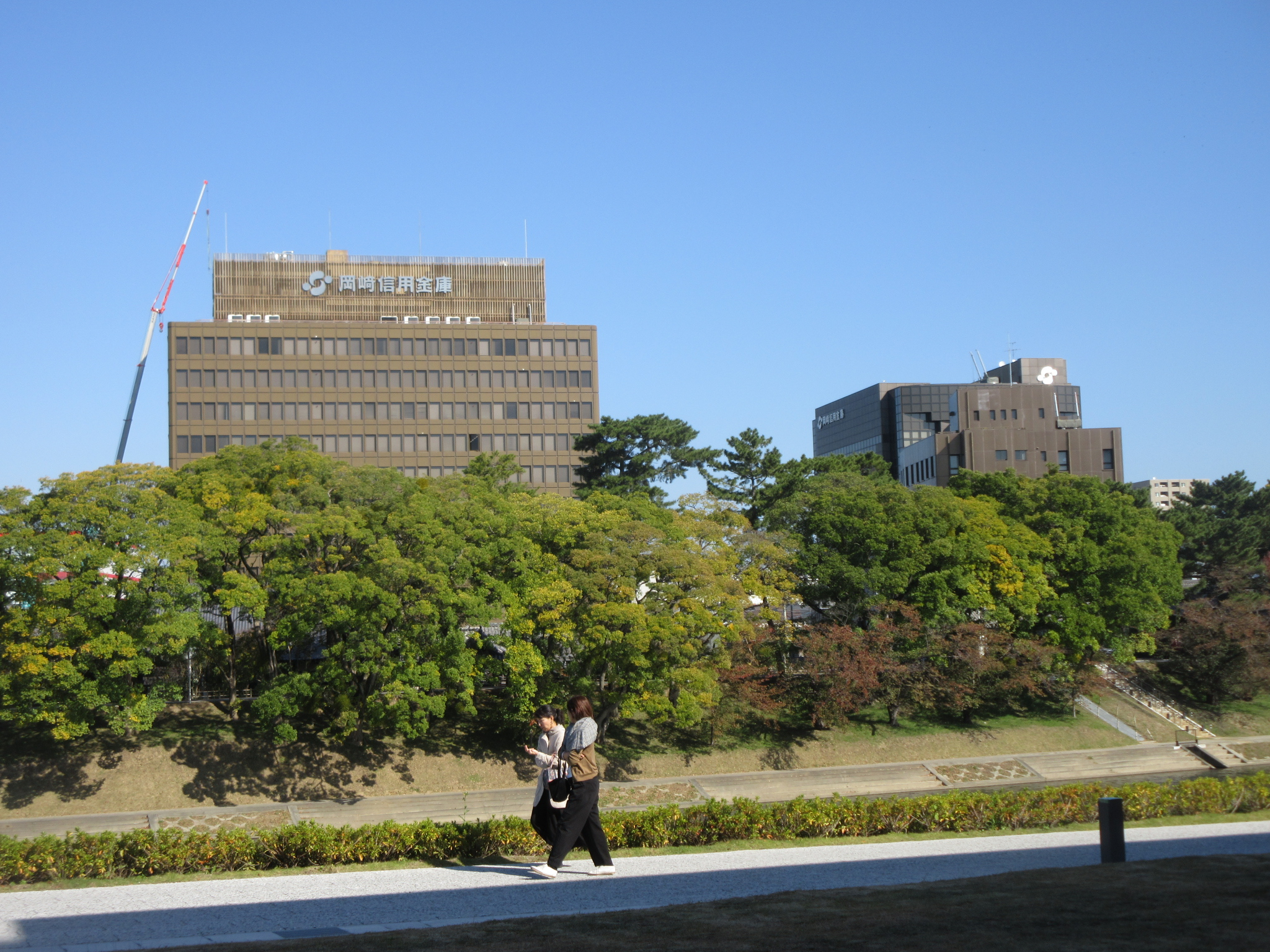
岡崎信用金庫

- あいち銀行岡崎支店/岡崎南支店・岡崎中央支店
- 岡崎信用金庫
- 東海労働金庫岡崎支店
- 碧海信用金庫
- 西尾信用金庫
- 大垣共立銀行

## 情報・生活

### マスメディア

#### 新聞・雑誌社
- 東海愛知新聞 本社
- 日本石材工業新聞 本社
- 岡崎ホームニュース 岡崎営業所（株式会社中日総合サービスが制作）
- 中日新聞 岡崎支局
- 朝日新聞 岡崎支局
- 毎日新聞 岡崎支局
- 読売新聞 岡崎支局
- 中部経済新聞 三河支局
- 建設通信新聞 三河支局
- 株式会社リバーシブル（2021年12月2日付で倒産）[75]

#### 放送局
- 株式会社エフエム岡崎 本社
- ミクスネットワーク株式会社 本社（ケーブルテレビ局）
- NHK名古屋放送局 岡崎支局
- CBCテレビ 岡崎支社
- 名古屋テレビ放送 岡崎支社
- テレビ愛知 三河支社

テレビ放送は受信場所の地形に応じて瀬戸デジタルタワーまたは同市内（旧額田町の本宮山山頂）の豊橋中継局からの電波を受信している。なお、名鉄本宿駅付近では、本宿中継局の電波を受信している場合もある。

### ライフライン

#### 電力
- 中部電力
  - 本市を担当する中部電力パワーグリッドの営業所は、岡崎市にある岡崎営業所である[76]。

#### ガス
- 東邦ガス[77]

#### 上下水道
- 愛知県企業庁
  - 明治用水

上水道
- 仁木浄水場
- 男川浄水場
- 六供浄水場

下水道
- 流域下水道（愛知県の矢作川浄化センターへ）

#### 電信
- 西日本電信電話（NTT西日本）- NTT西日本-東海岡崎支店（NTTビジネスソリューションズ）

市外局番
本市の市外局番は市内全域で0564（岡崎MA）が用いられる。なお、隣接する幸田町も本市と同じく0564が用いられる。

#### 処理施設
- ごみ：中央クリーンセンター、八帖クリーンセンター
- 火葬場：岡崎市斎場（指定管理者運営）

## 教育・研究機関
- 自然科学研究機構
- 愛知県立農業大学校
- 岡崎女子大学・岡崎女子短期大学
- 愛知産業大学
- 愛知学泉大学

### 大学・短大
- 総合研究大学院大学 岡崎キャンパス（分子科学研究所・基礎生物学研究所・生理学研究所）
- 愛知学泉大学 岡崎キャンパス
  - 愛知学泉短期大学 岡崎キャンパス
- 愛知産業大学
  - 愛知産業大学短期大学
- 岡崎女子大学
  - 岡崎女子短期大学
- 人間環境大学
- 藤田医科大学（付属病院の岡崎医療センターが所在）
- 愛知医科大学（メディカルセンター）

### 専修学校
- 愛知県立農業大学校 岡崎キャンパス
- 愛知県立岡崎高等技術専門校
- 岡崎市立看護専門学校
- 三河歯科衛生専門学校
- 慈恵福祉保育専門学校

### 高等学校
- 愛知県立岡崎高等学校
- 愛知県立岡崎北高等学校
- 愛知県立岡崎西高等学校
- 愛知県立岡崎東高等学校
- 愛知県立岩津高等学校
- 愛知県立岡崎商業高等学校
- 愛知県立岡崎工科高等学校
- 岡崎城西高等学校
- 愛知産業大学三河高等学校
- 人間環境大学附属岡崎高等学校
- 光ヶ丘女子高等学校
- KTC中央高等学院 岡崎キャンパス（通信制）

### 中学校
- 愛知教育大学附属岡崎中学校

- 岡崎市立甲山中学校
- 岡崎市立美川中学校
- 岡崎市立南中学校
- 岡崎市立竜海中学校
- 岡崎市立葵中学校
- 岡崎市立城北中学校
- 岡崎市立福岡中学校

- 岡崎市立東海中学校
- 岡崎市立河合中学校
- 岡崎市立常磐中学校
- 岡崎市立岩津中学校
- 岡崎市立矢作中学校
- 岡崎市立六ツ美中学校
- 岡崎市立矢作北中学校

- 岡崎市立新香山中学校
- 岡崎市立竜南中学校
- 岡崎市立北中学校
- 岡崎市立六ツ美北中学校
- 岡崎市立額田中学校
- 岡崎市立翔南中学校

- 人間環境大学岡崎学園中学校（中高併設、2013年4月1日以降休校）

### 小学校
- 愛知教育大学附属岡崎小学校

- 岡崎市立梅園小学校
- 岡崎市立根石小学校
- 岡崎市立男川小学校
- 岡崎市立美合小学校
- 岡崎市立緑丘小学校
- 岡崎市立羽根小学校
- 岡崎市立岡崎小学校
- 岡崎市立六名小学校
- 岡崎市立三島小学校
- 岡崎市立竜美丘小学校
- 岡崎市立連尺小学校
- 岡崎市立広幡小学校
- 岡崎市立井田小学校
- 岡崎市立愛宕小学校
- 岡崎市立福岡小学校
- 岡崎市立竜谷小学校
- 岡崎市立藤川小学校

- 岡崎市立山中小学校
- 岡崎市立本宿小学校
- 岡崎市立生平小学校
- 岡崎市立秦梨小学校
- 岡崎市立常磐南小学校
- 岡崎市立常磐東小学校
- 岡崎市立常磐小学校
- 岡崎市立恵田小学校
- 岡崎市立奥殿小学校
- 岡崎市立細川小学校
- 岡崎市立岩津小学校
- 岡崎市立大樹寺小学校
- 岡崎市立大門小学校
- 岡崎市立矢作東小学校
- 岡崎市立矢作北小学校
- 岡崎市立矢作西小学校
- 岡崎市立矢作南小学校

- 岡崎市立六ツ美中部小学校
- 岡崎市立六ツ美北部小学校
- 岡崎市立六ツ美南部小学校
- 岡崎市立城南小学校
- 岡崎市立上地小学校
- 岡崎市立小豆坂小学校
- 岡崎市立北野小学校
- 岡崎市立六ツ美西部小学校
- 岡崎市立豊富小学校
- 岡崎市立夏山小学校
- 岡崎市立宮崎小学校
- 岡崎市立形埜小学校
- 岡崎市立下山小学校

### 特別支援学校
国立
- 愛知教育大学附属特別支援学校

公立
- 愛知県立岡崎盲学校
- 愛知県立岡崎聾学校
- 愛知県立岡崎特別支援学校
- 愛知県立みあい特別支援学校

### 研究機関
- 大学共同利用機関法人自然科学研究機構
  - 分子科学研究所
  - 基礎生物学研究所
  - 生理学研究所
  - 新分野創成センター
  - 岡崎共通研究施設
- 独立行政法人家畜改良センター岡崎牧場
- 愛知県畜産総合センター
- 岡崎市教育研究所

### その他の学校
- 三河サドベリースクール・シードーム（日本におけるサドベリー・スクールの学校、一般社団法人で運営している）

## 交通

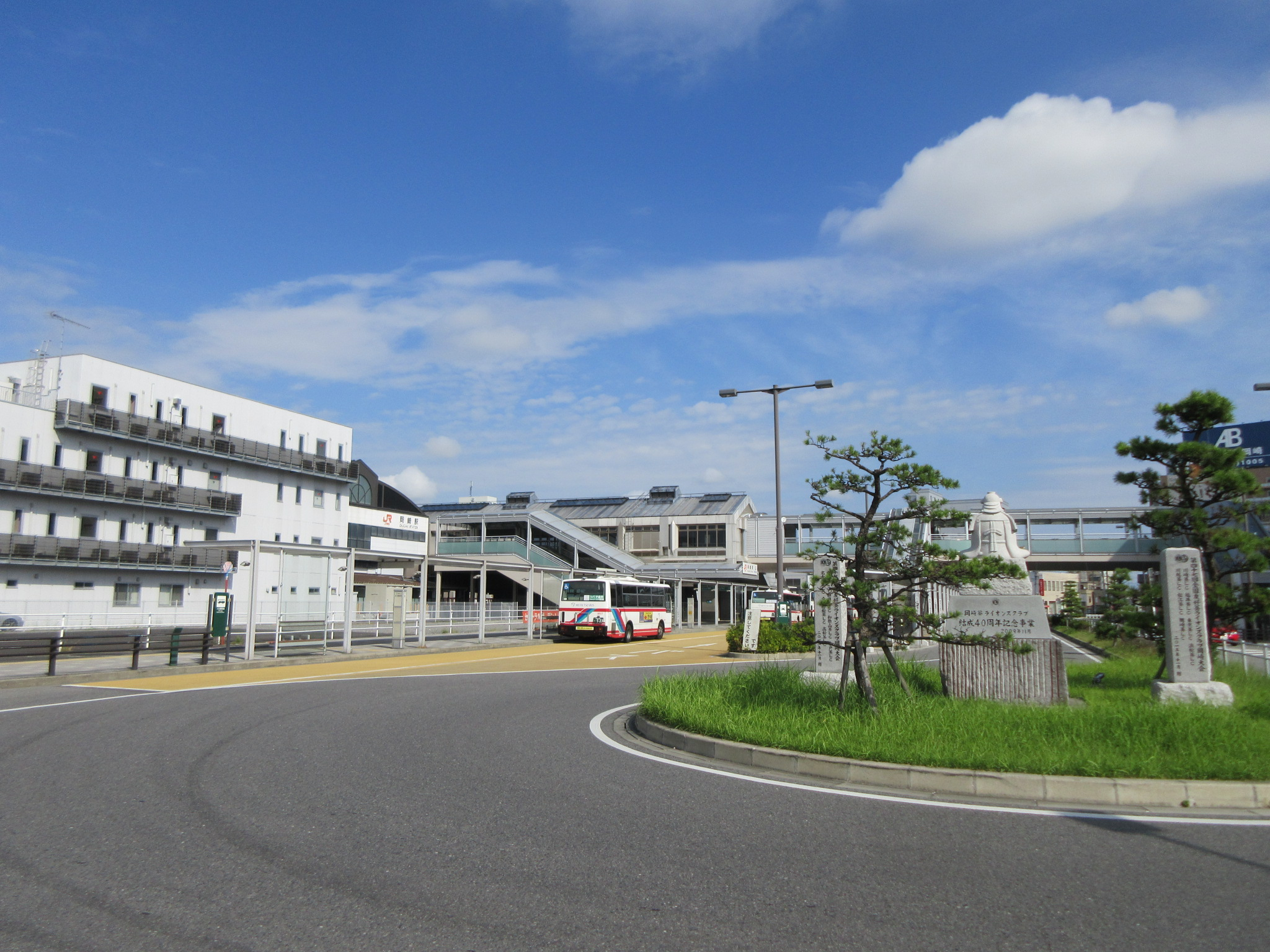
岡崎駅東口

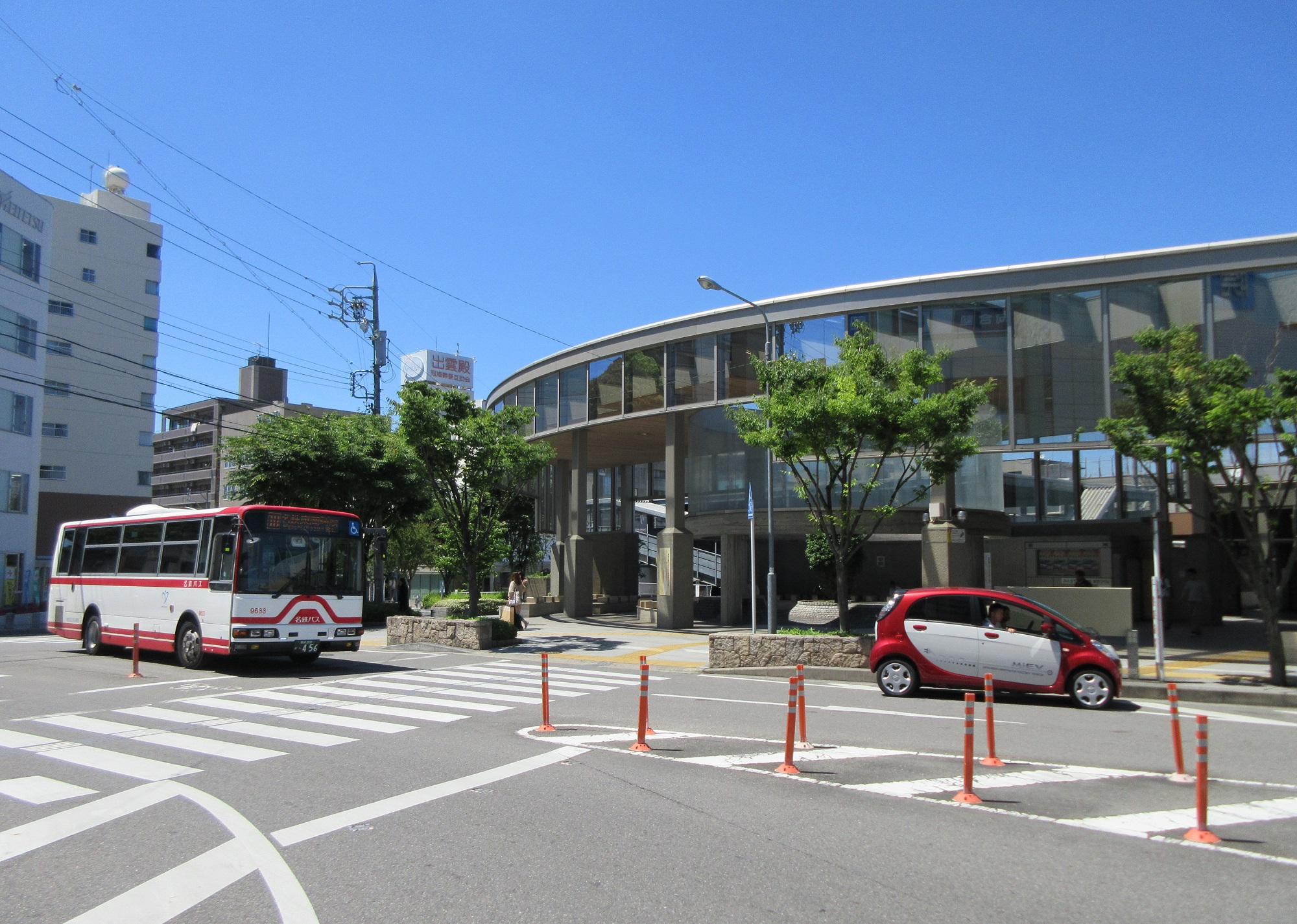
東岡崎駅南口

市西部を中心に鉄道網、バス路線網が発達している。また、代表的な道路として市の中心部を国道1号が貫く。

### 鉄道
市内には下記の3社3路線の鉄道網が敷設されており、JR東海の東海道線と名鉄名古屋本線により名古屋や豊橋にアクセス出来る。JTB時刻表には岡崎駅が本市の中心駅と記載される。しかし、市の南郊に位置するJRの岡崎駅に対して、名鉄の東岡崎駅は市役所や中心市街地に近く、実質的な市の中心駅として機能している。 東岡崎駅北口から市の中心地である康生町にかけて大手企業の支店が多数立地し、オフィス街を形成している。

#### 鉄道路線
東海旅客鉄道（JR東海）
- 東海道本線（東海道線）
  - 岡崎駅 - 西岡崎駅

名古屋鉄道（名鉄）
- 名古屋本線
  - 本宿駅 - 名電山中駅 - （舞木信号場） - 藤川駅 - 美合駅 - 男川駅 - 東岡崎駅- 岡崎公園前駅- 矢作橋駅 - 宇頭駅

愛知環状鉄道
- 愛知環状鉄道線
  - 岡崎駅 - 六名駅 - 中岡崎駅 - 北岡崎駅 - 大門駅 - 北野桝塚駅

#### 廃止路線
名古屋鉄道（名鉄）
- 西尾線（1959年11月25日廃止）
- 岡崎市内線（1962年6月17日廃止）
- 福岡線（1962年6月17日廃止）
- 挙母線（1973年3月4日廃止）

### バス

#### 路線バス
市内完結の路線のほか、豊田市、安城市、西尾市に通じる路線がある。かつては中部国際空港への路線もあったが、2019年8月5日から休止中である。岡崎駅〜東岡崎駅や東岡崎駅～大樹寺の路線など、市の中心部や中心部に近い場所では豊富な便数が確保されている。一方、山間部などの利用の少ない路線では、路線維持のため市が補助金を給付している。
主な系統は以下の通り。
名鉄バス（岡崎営業所）
- 岡崎市内の主な路線
  - 【快速】JR岡崎駅 - 名鉄東岡崎駅 - 図書館交流プラザ - 市役所口 - 市民病院 - 中央総合公園
    - ※「拠点快速 OKAZAKI EXPRESS」の愛称がある。

  - 福岡町 - JR岡崎駅 - 名鉄東岡崎駅
  - JR岡崎駅 - 名鉄東岡崎駅 - 大樹寺 - 奥殿陣屋／東名岩津／大門駅／滝団地
  - 名鉄東岡崎駅 - 大樹寺 - 川向
  - JR岡崎駅 - イオンモール岡崎
  - 名鉄東岡崎駅 - イオンモール岡崎
  - JR岡崎駅 - 光ヶ丘 - 名鉄東岡崎駅 - 図書館交流プラザ - 日名町
  - 名鉄東岡崎駅 - 竜美丘 - 名鉄東岡崎駅
  - 中央総合公園 - 市民病院 - 岡崎げんき館前 - 市役所口 - 名鉄東岡崎駅 - 緑丘 - 美合駅
  - 名鉄東岡崎駅 - 市役所口 - 岡崎げんき館前 - 洞町 - 市民病院 - 桜形
  - 名鉄東岡崎駅 - 市役所口 - 真伝吉祥1丁目
  - 名鉄東岡崎駅 - 市役所口 - 岡崎げんき館前 - 洞町 - 美合駅 - 緑丘 - JR岡崎駅
  - 北野北口 - 矢作橋駅 - 名鉄東岡崎駅
  - 北野北口 - 矢作橋駅 - 市役所口 - 岡崎げんき館前 - 市民病院 - 中央総合公園
  - 坂戸 / 西岡崎駅 - 矢作橋駅 - 名鉄東岡崎駅
  - 坂戸 - 矢作橋駅 - 市役所口 - 岡崎げんき館前 - 市民病院 - 中央総合公園
  - 北野北口 - 矢作橋駅 - 西岡崎駅
  - 大門駅 - 大樹寺 - 岡崎北高前 - 市民病院 - 中央総合公園
  - 名鉄東岡崎駅 - 中之郷 - JR岡崎駅(西口)
  - JR岡崎駅(西口) - 藤田医大岡崎医療センター
  - 市民病院 - 美合 - 羽栗 - 本宿駅
  - 本宿駅 - 額田センター（旧額田支所前） - 石原 - くらがり渓谷
  - 本宿駅 - 緑町 - 本宿駅
  - 額田センター - 市民病院
- 豊田市方面
  - 福岡町 - JR岡崎駅 - 名鉄東岡崎駅 - 大樹寺 - 三河上郷駅
    - ※ 路線名は「岡崎市内線」だが、豊田市に乗り入れている

  - 名鉄東岡崎駅 - 大樹寺 - 九久平 - 香嵐渓 - 足助
  - 名鉄東岡崎駅 - 岡崎北高前／大樹寺 - 上米河内 - 大沼
- 安城市方面
  - 名鉄東岡崎駅 - 矢作橋駅 - JR安城駅

名鉄東部交通（西尾営業所）
- 西尾市方面（2006年12月16日に名鉄バスより移管）
  - 東岡崎 - 岡崎駅西口 - 高須 - 中島 - 総合体育館西尾東高前 - 西尾市民病院 - 西尾
  - 東岡崎 - 岡崎駅西口 - 下青野 - 中島 - 室場 - 西尾
  - 藤田医大岡崎医療センター - 西尾

額田地域内交通（岡崎市）
- 下山地区線（ささゆりバス）（豊栄交通に運行委託）
  - 岡崎げんき館前・洞町・市民病院 - 豊田鉄工前 - 中伊 - 外山 - 保久 - 冨尾西 - 桃ヶ久保 - 北部診療所
- 形埜地区線（乙川バス）（岡東運輸に運行委託）
  - 南大須・鍛埜線
    - 右回り：桜形 → 南大須公民館 → 小屋沢上 → 下部上 → 大山上 → 法味上 → 須渕橋 → 鍛埜 → 大林 → 栃本団地 → 北部診療所 → 桜形
    - 左回り：桜形 → 北部診療所 → 栃本団地 → 大林 → 鍛埜 → 須渕橋 → 法味上 → 大山上 → 下部上 → 小屋沢上 → 南大須公民館 → 桜形

  - 切山・小久田線
    - 桜形 - 北部診療所 - 井口 - 小楠 - 赤田和中 - 空屋敷辻 - 大沢 - 切山横手辻 - 木挽沢 - 大ゾレ - 上一色平

  - 毛呂・井沢線
    - 桜形 - 北部診療所 - 井口 - 下毛呂 - 毛呂中 - 上毛呂 - うつぎ - 竹沢連橋 - 井沢公民館 - 若林 - 本郷入口 - 本郷
- 宮崎地区線（のってこバス）（西三交通に運行委託）
  - のってこ1号（大雨河地区）
    - 宮崎小学校 - 宮崎学区市民ホーム前 - 十王堂前 - ナカシバ電工前 - 雨山公民館 - 熱田神社 - 東河原口 - 東河原公民館前 - 高雲寺

  - のってこ2号（千万町地区）
    - 宮崎小学校 - 牧原バス停 - 宮崎学区市民ホーム前 - 明見バス停 - 木下公民館 - 小学校三叉路 - 千万町中 - 千万町上
- 豊富・夏山地区線（ほたるバス）（岡東運輸に運行委託）
  - 鳥川線
    - 星野医院 - 額田支所前 - 豊富小学校 - ハズノモト - 下辻 - 小デノ沢 - 宮前 - 市道

  - 夏山・鳥川線
    - 星野医院 - 額田支所前 - 豊富小学校 - ハズノモト - 下辻 - 小デノ沢 - 宮前 - 市道 - 鬼沢公民館 - 寺野（公民館入口） - 夏山橋 - 平針（観音堂）

#### 高速バス
東名ハイウェイバス
超特急・特急：東京駅 - 名古屋駅、急行：静岡駅 - 名古屋駅
- 超特急スーパーライナー：（豊川市・東名豊川） - 東名本宿 - 東名岡崎 - （豊田市・東名豊田）
- 特急東名ライナー・急行：（豊川市・東名音羽） - 東名本宿 - 東名岡崎 - 東名岩津 - （豊田市・東名上郷）

ドリームなごや号
- 新木場駅 - 東京駅八重洲南口（到着は日本橋口） - バスタ新宿 - （首都高速道路） - （東名高速道路） - 東岡崎駅南口 - 岡崎駅 - 三河安城駅（新幹線北口） - 名古屋駅（新幹線口）

### 道路

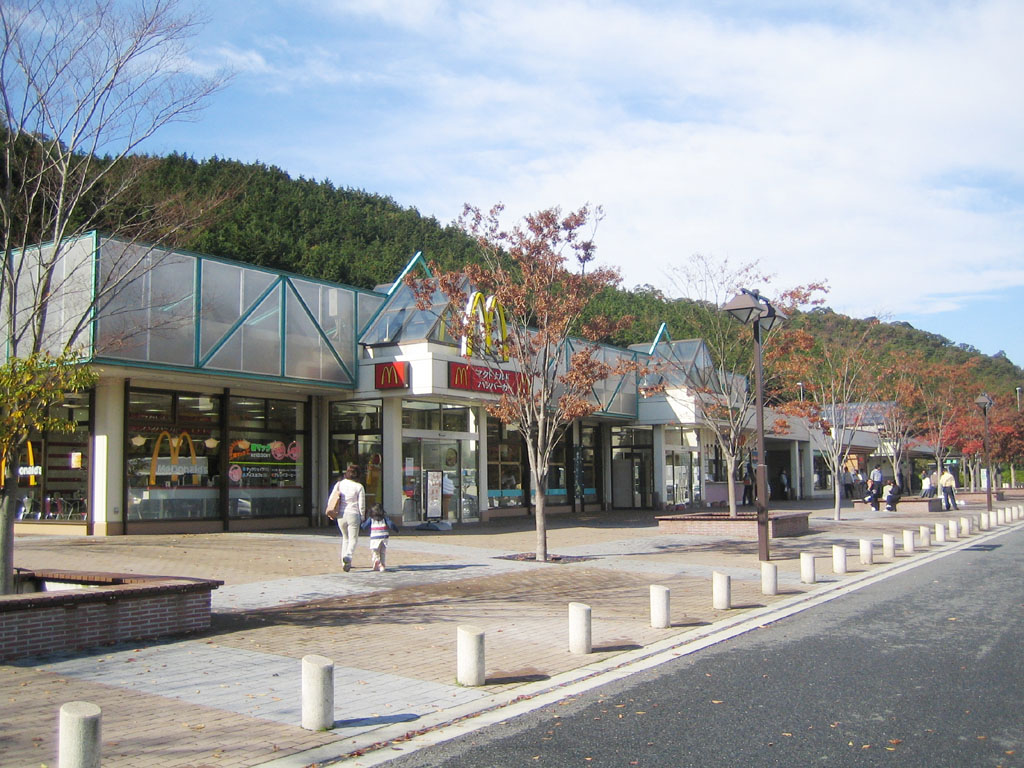
美合PA

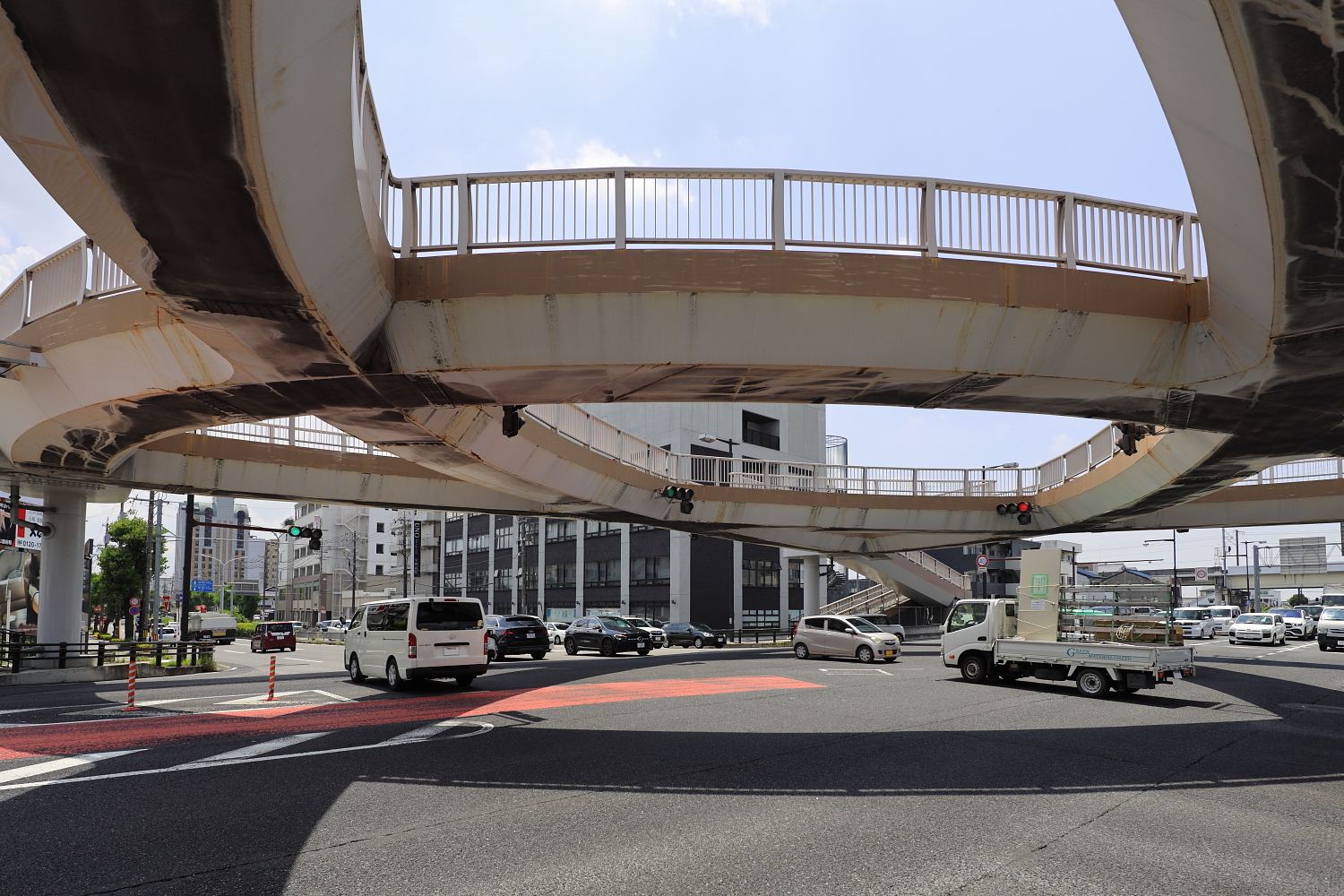
国道1号と国道248号の交点である八帖交差点

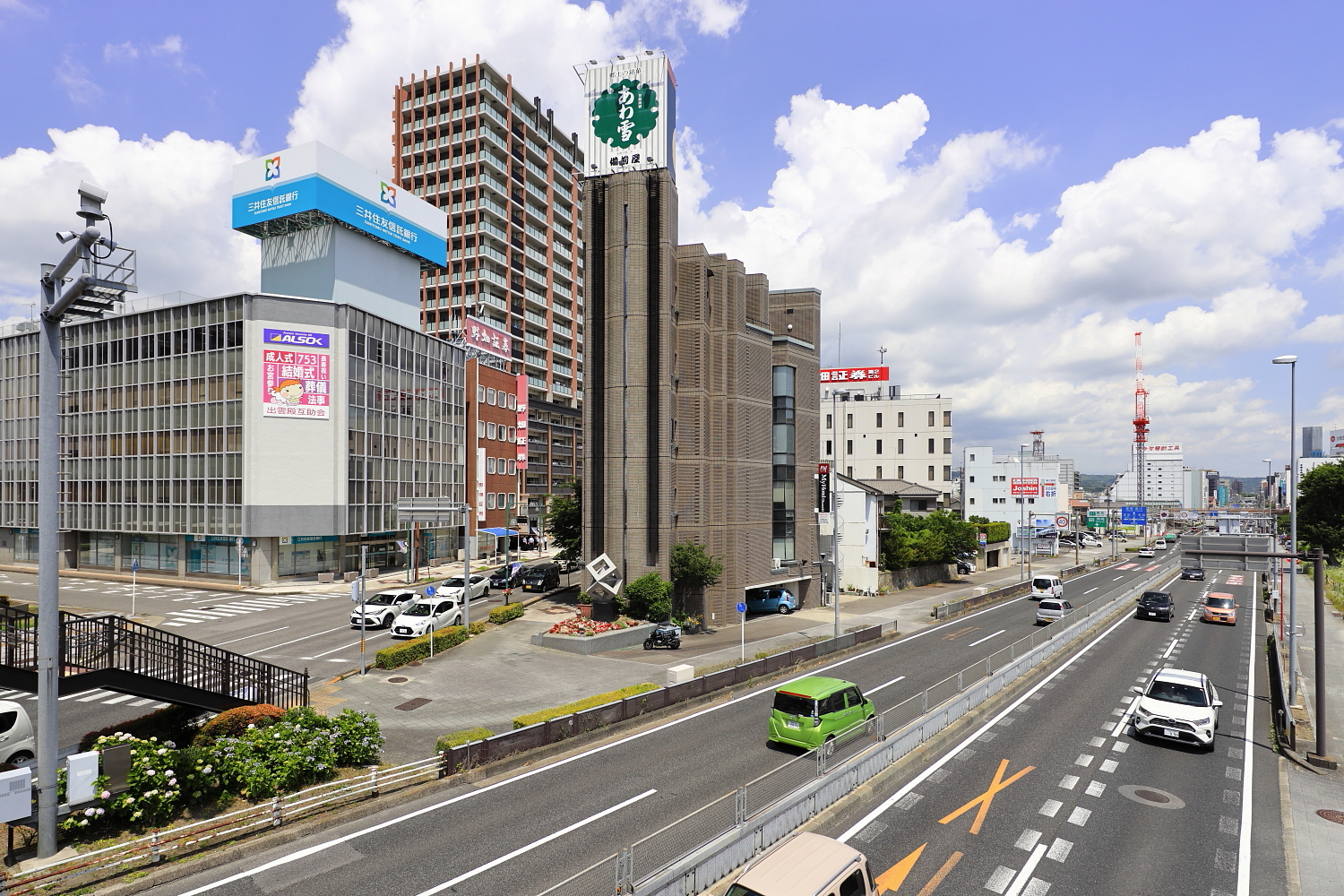
岡崎市中心部を通る国道1号（岡崎公園前）

#### 高速道路
中日本高速道路（NEXCO中日本）
- 東名高速道路
  - （豊川市）- (BS)本宿BS - (PA)美合PA - (19)岡崎IC/BS - (BS)岩津BS -（豊田市）
- 新東名高速道路
  - （豊川市）- (17)岡崎東IC - (SA)岡崎SA -（豊田市）

#### 国道
- 国道1号
- 国道248号
- 国道301号
- 国道473号

#### 県道
主要地方道
- 愛知県道26号岡崎環状線
- 愛知県道35号岡崎設楽線
- 愛知県道37号岡崎作手清岳線
- 愛知県道39号岡崎足助線
- 愛知県道43号岡崎碧南線
- 愛知県道44号岡崎西尾線
- 愛知県道47号岡崎半田線
- 愛知県道48号岡崎刈谷線
- 愛知県道56号名古屋岡崎線
- 愛知県道76号豊田安城線
- 愛知県道78号安城幸田線

一般県道
| - 愛知県道230号鴛鴨安城線 - 愛知県道239号岡崎豊明線 - 愛知県道290号矢作橋停車場線 - 愛知県道293号桜井岡崎線 - 愛知県道324号生平幸田線 - 愛知県道325号須美福岡線 - 愛知県道326号桑谷柱線 - 愛知県道327号市場福岡線 - 愛知県道328号本郷美合停車場線 - 愛知県道329号美合停車場線 - 愛知県道331号一色小久田線 - 愛知県道332号大代赤坂線 - 愛知県道333号切山夏山線 - 愛知県道334号千万町豊川線 | - 愛知県道335号南大須鴨田線 - 愛知県道336号蘭鍛埜線 - 愛知県道338号花沢桑原線 - 愛知県道339号長沢東蔵前線 - 愛知県道340号細川豊田線 - 愛知県道377号豊川片寄線 - 愛知県道382号足山田大代線 - 愛知県道477号東大見岡崎線 - 愛知県道478号岡崎停車場線 - 愛知県道479号熊味岡崎線 - 愛知県道480号美合幸田線 - 愛知県道483号岡崎幸田線 - 愛知県道525号蒲郡環状線（三河湾スカイライン） - 愛知県道527号本宮山作手白鳥線（本宮山スカイライン） |

#### 市内主要道路
市内の道路通称名
| - 青木橋通り（愛知県道39号岡崎足助線の一部） - 青野街道（愛知県道479号熊味岡崎線の一部） - 足助街道（愛知県道39号岡崎足助線の一部） - 安城街道（愛知県道47号岡崎半田線の一部） - 伊賀川桜堤 - 石屋町通り - 板屋通り - 井田坂通り（愛知県道39号岡崎足助線の一部） - 岩谷観音道 - 大沼街道（愛知県道335号南大須鴨田線の一部、愛知県道477号東大見岡崎線の一部） - 大門通り - 大給の里道（愛知県道338号花沢桑原線の一部） - 男川せせらぎ道（愛知県道37号岡崎作手清岳線の一部） - 小呂通り - 会議所通り - 樫山街道（国道473号の一部） - 春日通り - 木まち通り - 吉良道（愛知県道324号生平幸田線の一部） - きらり通り - グランドロード（愛知県道477号東大見岡崎線の一部） - 桜井道（愛知県道44号岡崎西尾線の一部） - 師範通り - 市民会館通り - 城見通り - 城門通り - 真福寺道 - 総門通り - 瀧山寺参道 - 竹千代通り - 龍城通り（国道1号の一部） - 竜美丘会館通り - 竜美丘ポプラ通り - 作手街道（愛知県道35号岡崎設楽線の一部） | - 出会いの小径 - 天下の道 - 電車通り（愛知県道39号岡崎足助線の一部、愛知県道483号岡崎幸田線の一部、愛知県道478号岡崎停車場線の全線） - 伝馬通り - 東海道 - 道根往還 - 土呂西尾道（愛知県道43号岡崎碧南線の一部） - 土呂通り - 長瀬北通り（愛知県道26号岡崎環状線の一部） - 長瀬南通り（愛知県道26号岡崎環状線の一部） - 西康生通り - 西郡道 - 能見通り（愛知県道39号岡崎足助線の一部） - 鉢地峠道（国道473号の一部） - 八幡通り - 八帖往還通り - 八丁蔵通り - 馬頭道（愛知県道480号美合幸田線の一部、愛知県道328号本郷美合停車場線の全線、愛知県道329号美合停車場線の全線） - 東岡崎駅前通り（愛知県道477号東大見岡崎線の一部） - 東康生通り - 平針街道（愛知県道56号名古屋岡崎線の一部） - 別院前通り - 保母道（愛知県道324号生平幸田線の一部） - 本町通り（愛知県道39号岡崎足助線の一部） - 松葉通り - 緑丘通り（愛知県道326号桑谷柱線の一部） - 六名通り（愛知県道293号桜井岡崎線の一部） - モダン道路（愛知県道477号東大見岡崎線の一部） - 門前通り - 八千代通り - 竜東メーンロード（愛知県道26号岡崎環状線の一部） - 竜北メーンロード（愛知県道26号岡崎環状線の一部） - 竜南メーンロード（愛知県道48号岡崎刈谷線の一部） - 連尺通り |

主な林道
- 桑谷蒲郡線
- 大入線
- 久保田釜石線
- 古部才栗線
- 寺野木下線
- 桜形木下線
- 鍛埜桜形線
- 保母線
- 小久田岩下線

- 大重線
- 源見線
- 入道倉線
- 上ノ平線
- 戸沢線
- 石原河原線
- 宮西線
- 中部線
- 古貝津線

主な緑道
- 柿田川緑道
- 太陽緑道
- 中央緑道
- 馬頭緑道

- 六名東緑道
- 村積山自然緑道
- 明治川緑道

主な坂道
当市では1983年（昭和58年）に坂道の愛称を募集した。坂の多い地形である。
- 伊賀浄水坂（いがじょうすいざか）
- 井田坂（いだざか）
- 沢蟹坂（さわがにざか）
- 茶臼坂（ちゃうすざか）
- 道城坂（どうじょうざか）
- 灯台坂（とうだいざか）
- 努力坂（どりょくざか）

- 蛭坂（ひるざか）
- 法丈坂（ほうじょうざか）
- みかえり坂（みかえりざか）
- みのざか（みのざか）
- 耳取坂（みみとりざか）
- 六地蔵坂（ろくじぞうざか）

### ナンバープレート
「岡崎」ナンバー
従来、自動車のナンバープレートは、管轄する自動車検査登録事務所ごとに表示される地域名が決まり、当市を含む西三河自動車検査登録事務所管内では「三河」ナンバーが使用されていた。
国土交通省が2004年11月、新たな地域名表示ナンバープレート、いわゆるご当地ナンバーの導入についての要綱を取りまとめたことを受け、当市・額田郡幸田町・額田郡額田町の3市町は、2005年2月24日から3月6日に「岡崎」ナンバー導入に関するアンケートを実施した。結果、賛成意見が約7割に上ったため、国土交通省に申請することになった。
同年7月29日に認可が下り、2006年10月10日より当市および額田郡幸田町に使用の本拠の位置を置く自動車に対して交付されるナンバープレートには「岡崎」と記されることになった。

## 観光

### 名所･旧跡
主な城郭
- 岡崎城：市史跡[80]（日本100名城）
- 阿知波城（雨山砦跡及び雨山合戦地）：市史跡[81]
- 井田城址
- 百々城址
- 土呂城址・土呂御坊跡
- 日近城址：市史跡
- 保久城主山下家墓所：市史跡
- 山中城址：市史跡

主な神社
- 滝山東照宮
- 伊賀八幡宮
- 岡崎天満宮
- 六所神社
- 龍城神社
- 菅生神社
- 徳王稲荷社金刀比羅社
- 岩津天満宮
- 和志取神社
- 矢作神社
- 上地八幡宮
- 土呂八幡宮
- 山中八幡宮
- 須賀神社
- 夏山八幡宮
- 保久八幡宮
- 石座神社
- 日吉神社
- 大川神明宮
- 宮崎神社
- 八剱神社
- 中之郷神社
- 糟目犬頭神社
- 稲前神社
- 長瀬八幡宮
- 若宮八幡宮
- 謁播神社

主な寺院
主な史跡
- 奥殿陣屋
- 西大平陣屋
- 大平一里塚：国の史跡
- 土呂陣屋跡・土呂陣屋の大松：市天然記念物
- 真宮遺跡：国の史跡
- 五十狭城入彦皇子墓（和志山古墳）：宮内庁管理

- 太夫塚古墳：県史跡
- 岩津第1号古墳：県史跡
- 神明宮第1号古墳：県史跡
- 北野廃寺跡：国の史跡
- 小豆坂古戦場：市史跡
- 藤川宿：東海道37番目の宿場町（歴史国道）

### 観光スポット

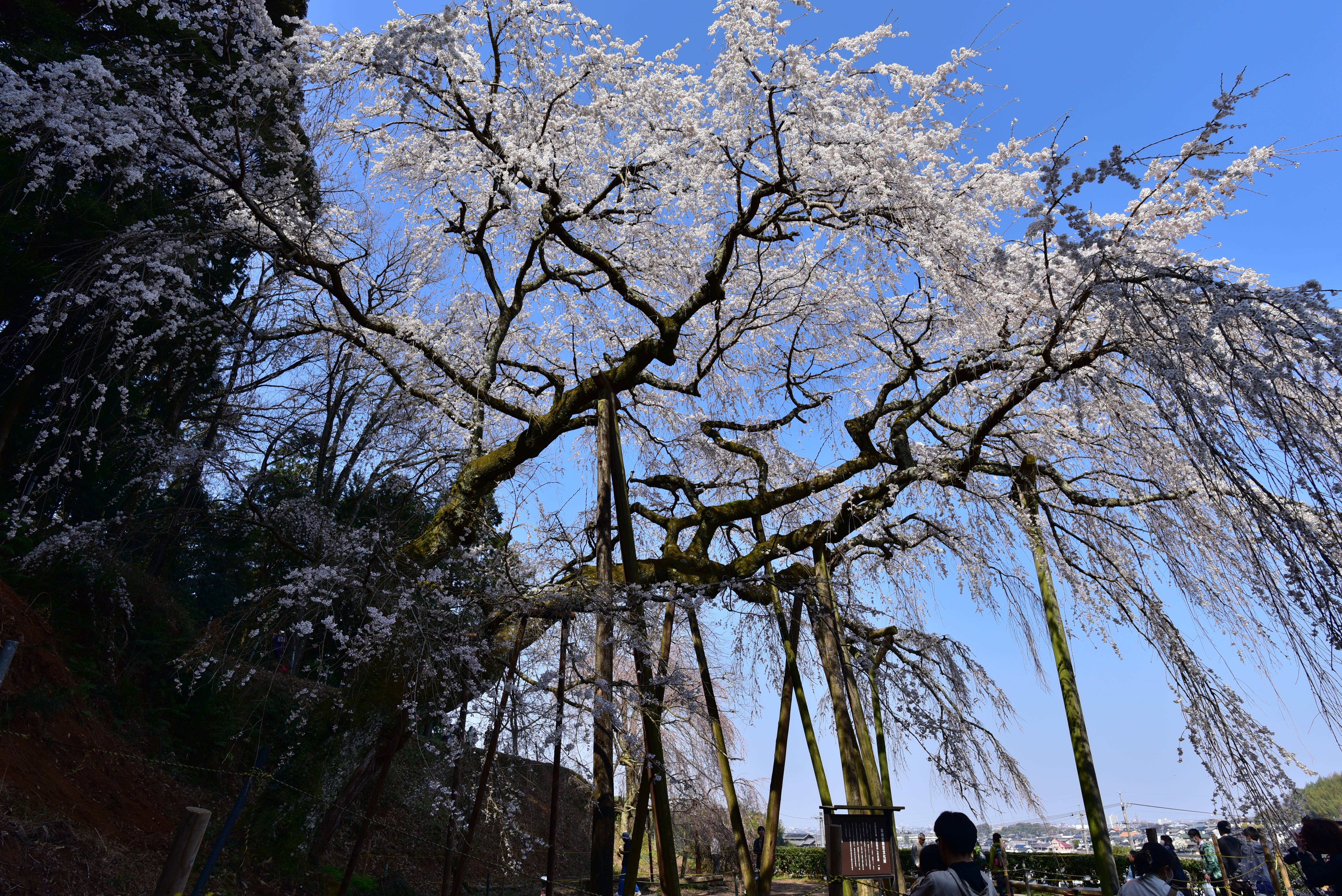
奥山田のしだれ桜

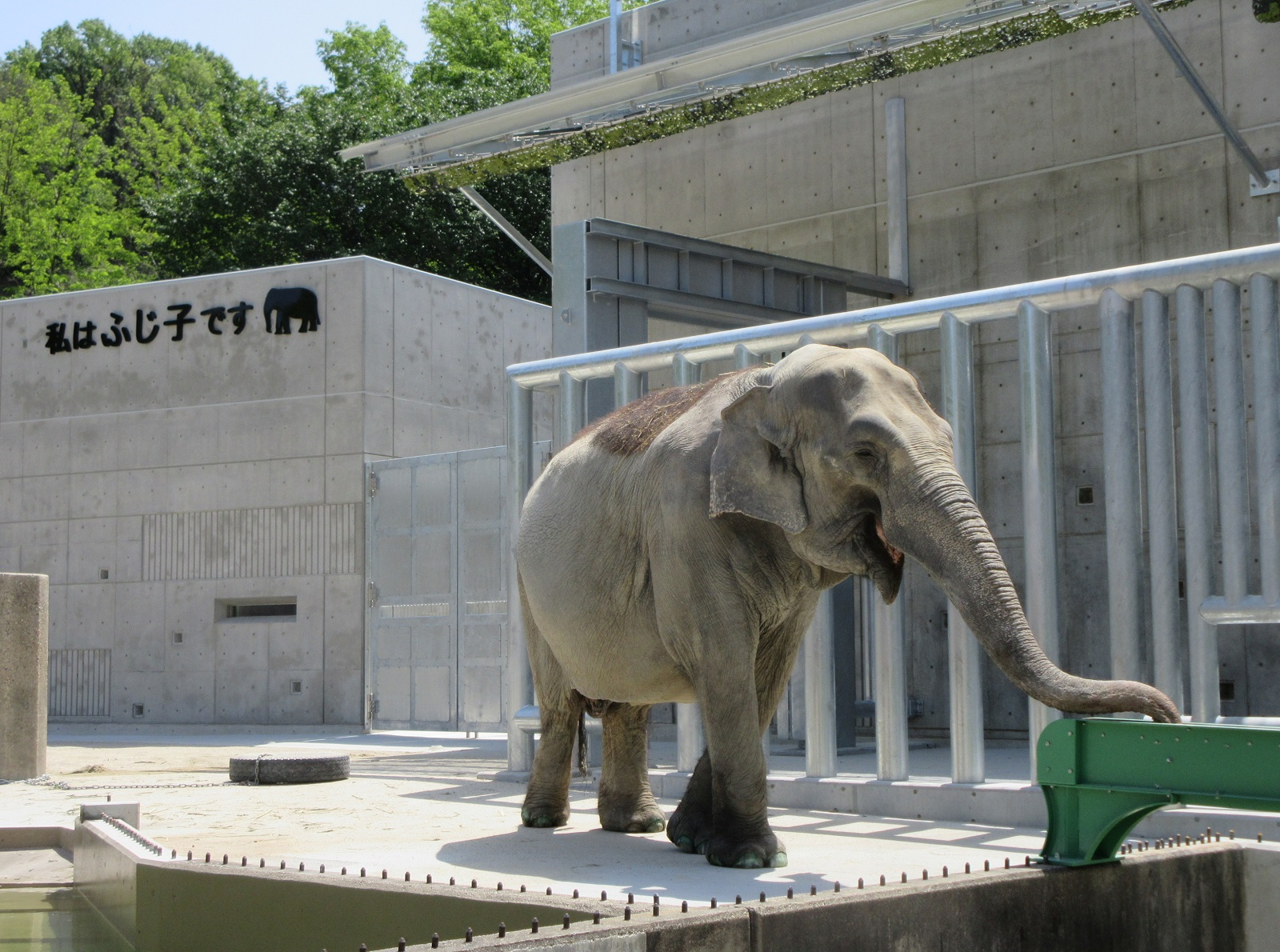
東公園動物園

#### 自然
- 岡崎ゲンジボタル発生地：国天然記念物
- 村積山自然緑道
- かおれ渓谷
- 奥山田のしだれ桜
- 旧桑谷山荘
- 西郡道
- 三河湾スカイライン
- くらがり渓谷
- 巴山

#### 公園
都市公園
- 岡崎城公園
- 岡崎市東公園 - 東公園動物園
- 岡崎市南公園
- 岡崎中央総合公園
- 籠田公園
- 史跡真宮遺跡公園[82]

- 村積山自然公園[82]
- 矢作橋河川緑地[82]
- 中央緑道[82]
- 明治川緑道[82]
- 太陽緑道[82]

自然公園
- 三河湾国定公園[83]
- 本宮山県立自然公園[83]
- 北山湿地

### 岡崎観光伝道師
市の知名度向上、誘客促進、移住促進誘客による消費増を目的に、市ゆかりの著名人に委嘱される。2025年時点で5組の人物・団体が任命されている。
- 東海オンエア - 2016年8月4日任命。6人組YouTuberグループ。
- H△G - 2018年7月3日任命。6人組音楽グループ。
- 佐野勇斗 - 2019年6月25日任命。俳優、歌手、M!LKメンバー。
- オカザえもん - 2020年3月19日伝道師研修生に任命、2021年4月伝道師に昇格。ゆるキャラ。
- 青木源太 - 2023年4月29日任命。フリーアナウンサー。

## 文化・名物

### 文化財

#### 建築物

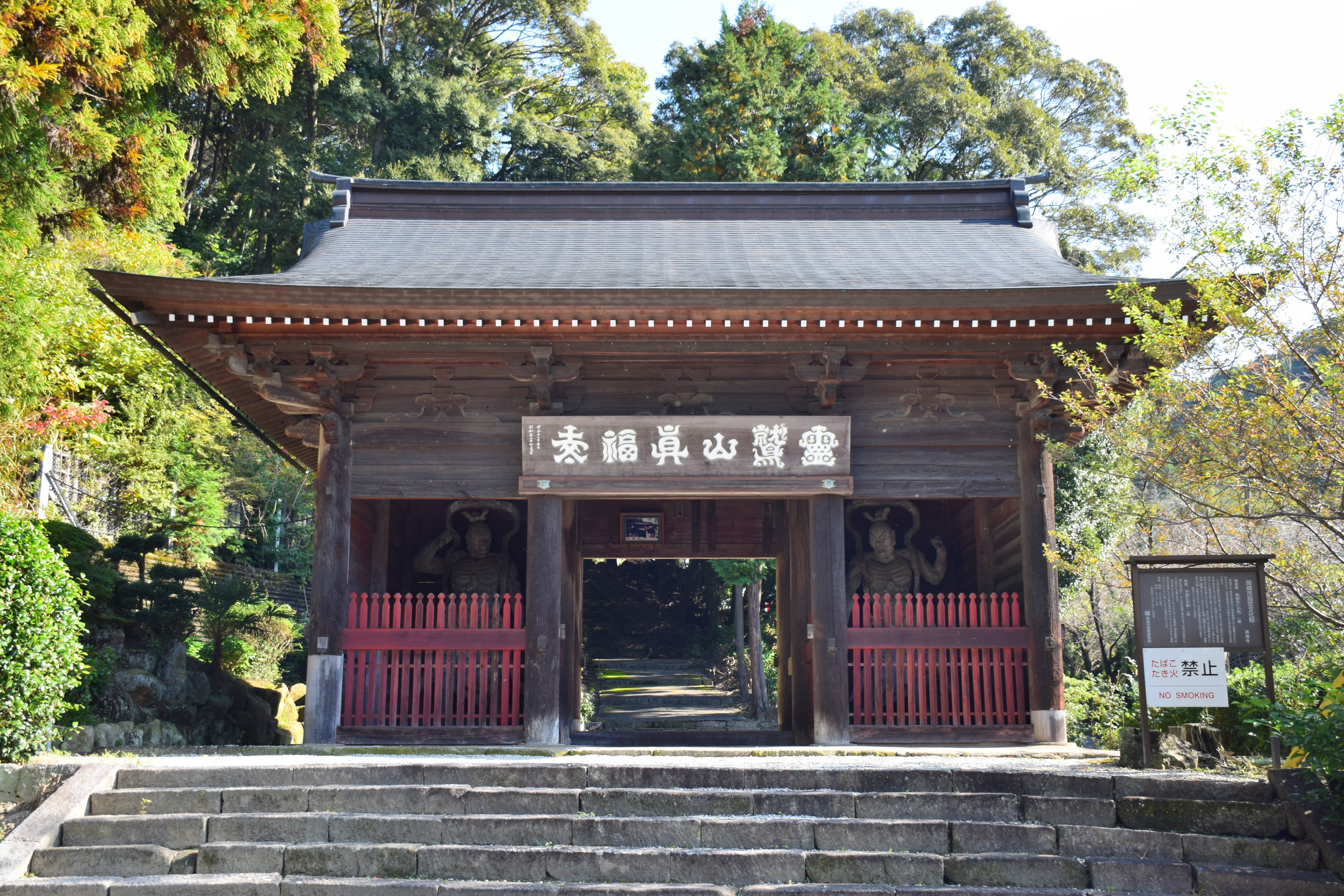
真福寺仁王門 （2016年（平成28年）11月）
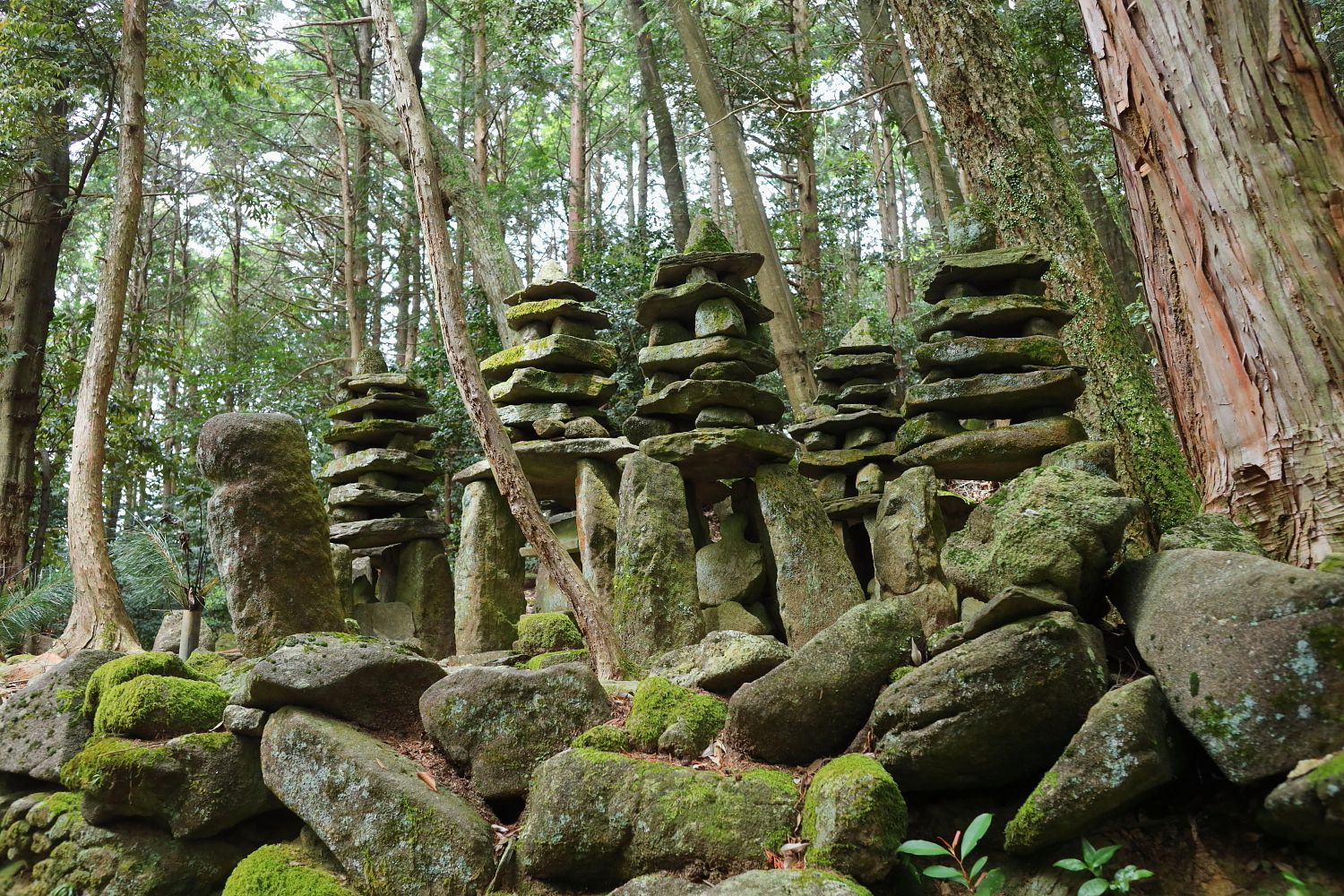
切越八面塔 （2022年（令和4年）5月）
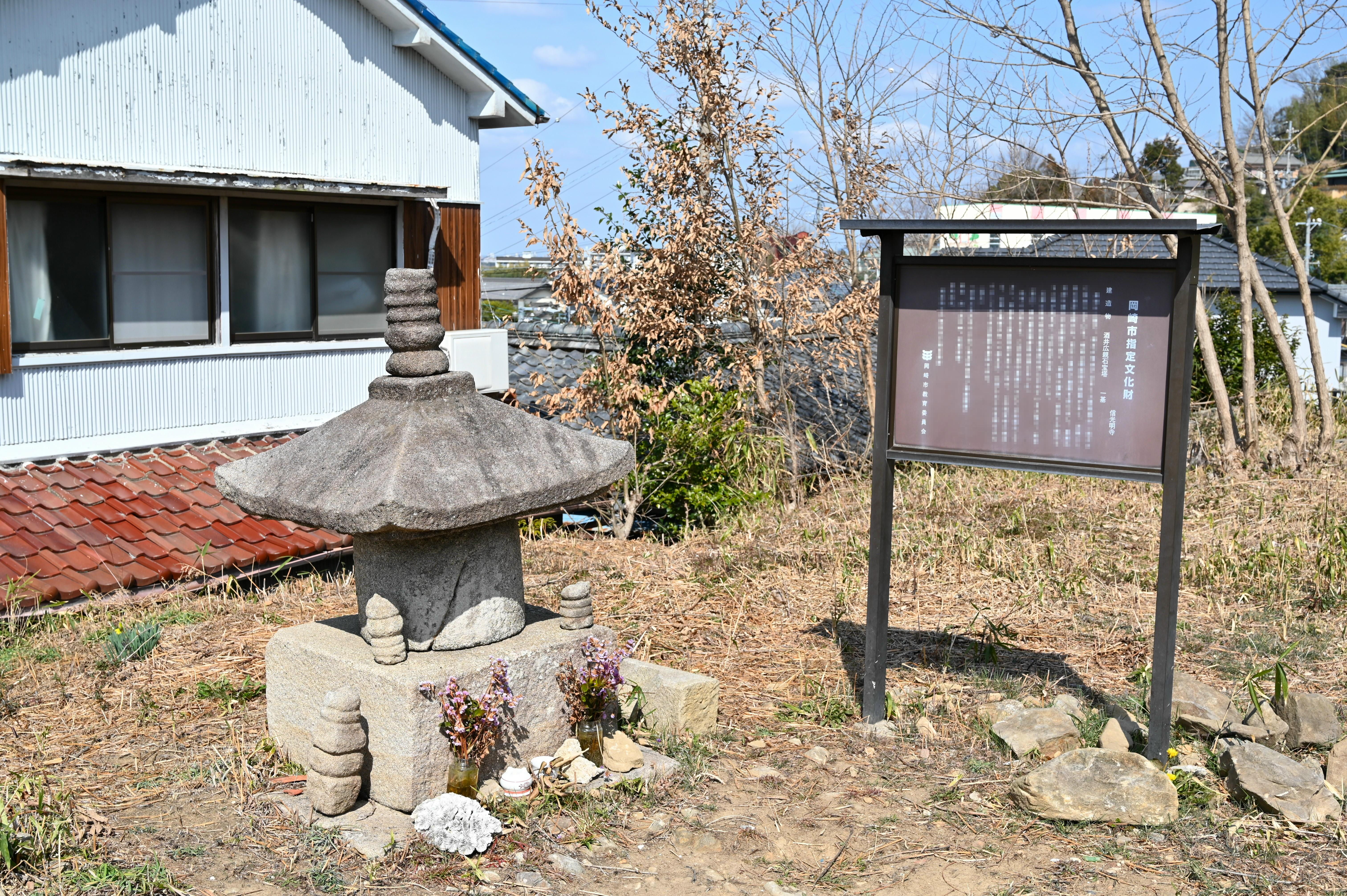
酒井広親石宝塔 （2021年（令和3年）2月）
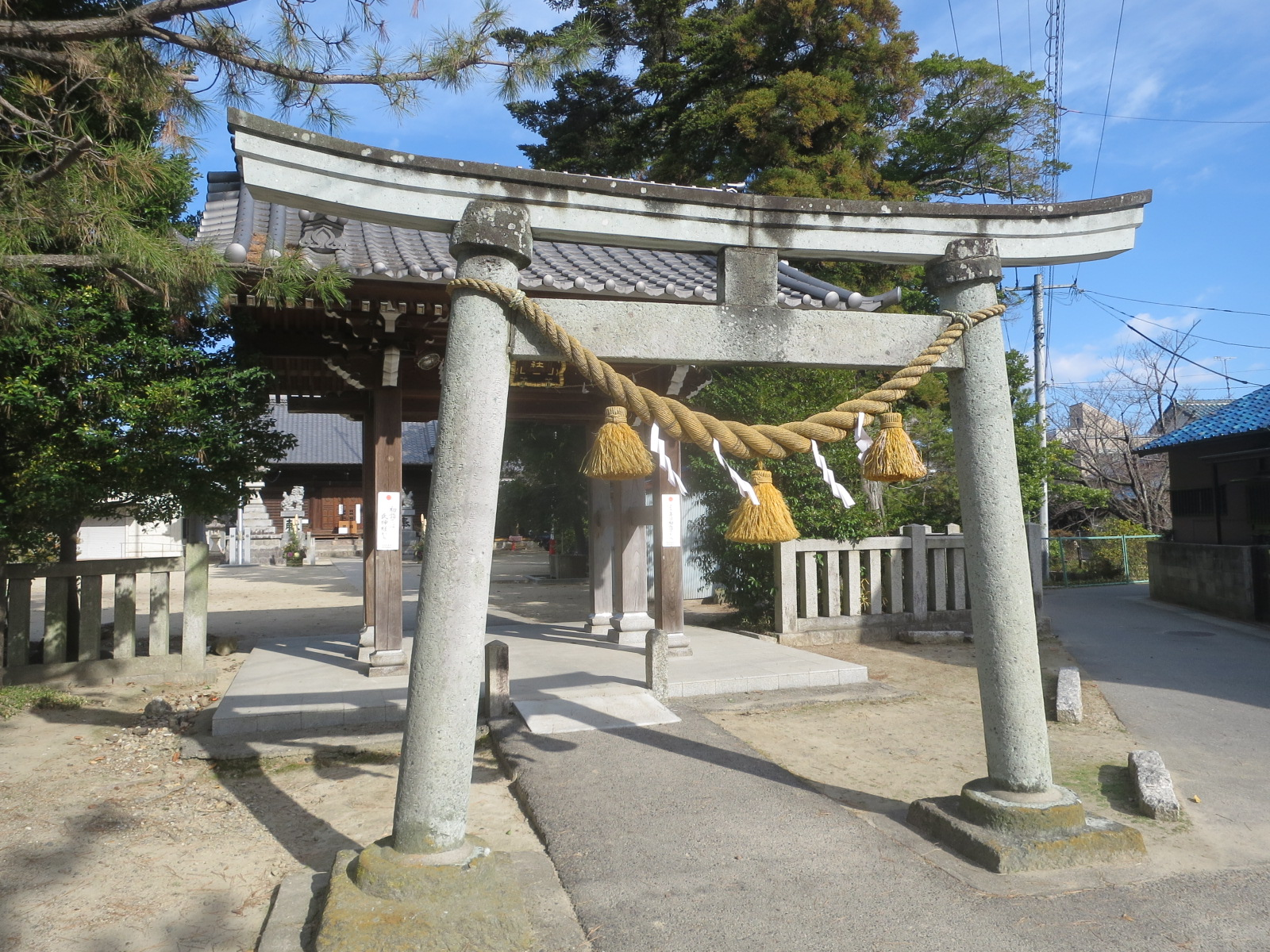
犬頭神社石鳥居 （2017年（平成29年）1月）
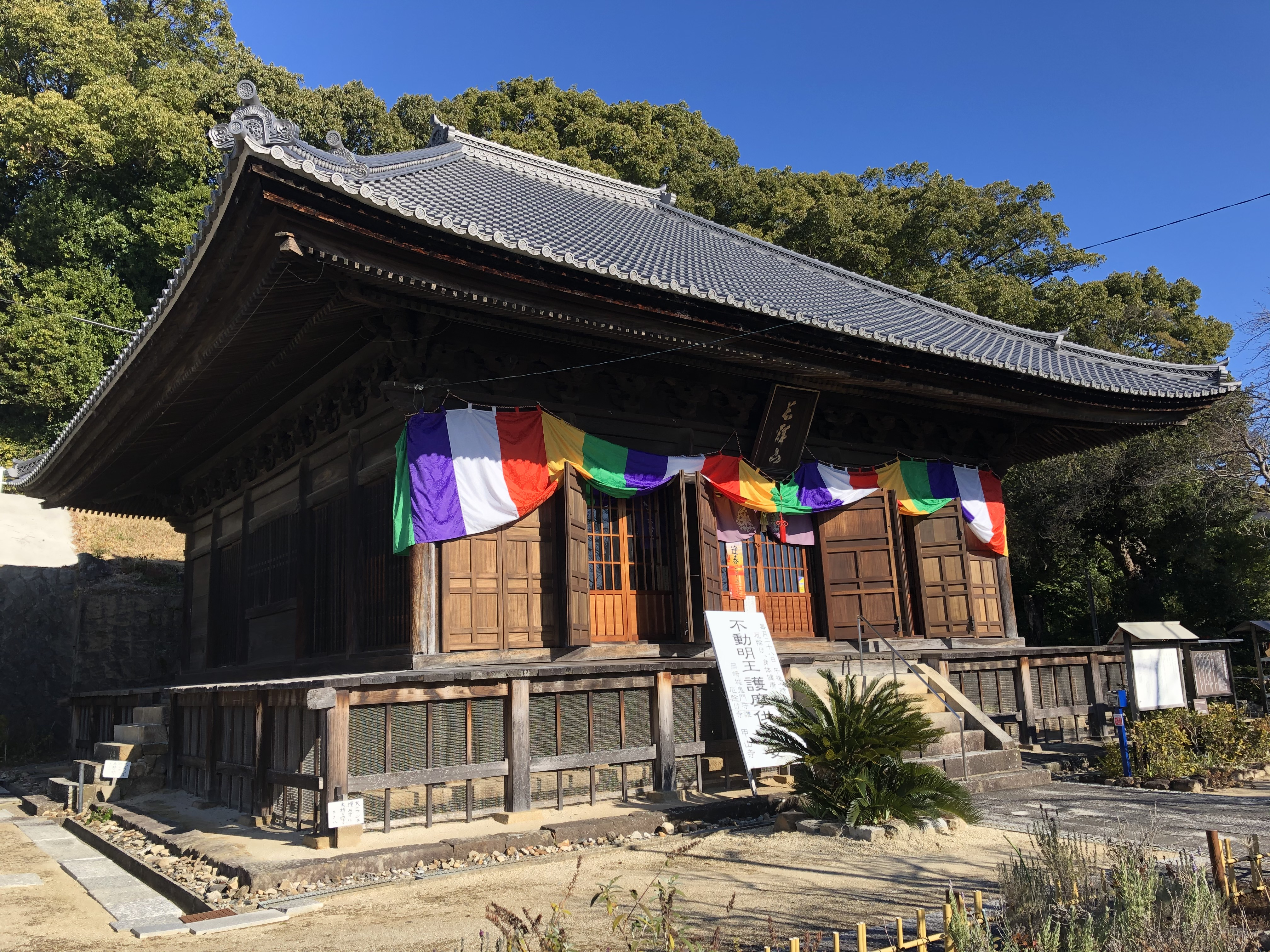
甲山寺本堂（護摩堂） （2022年（令和4年）1月）
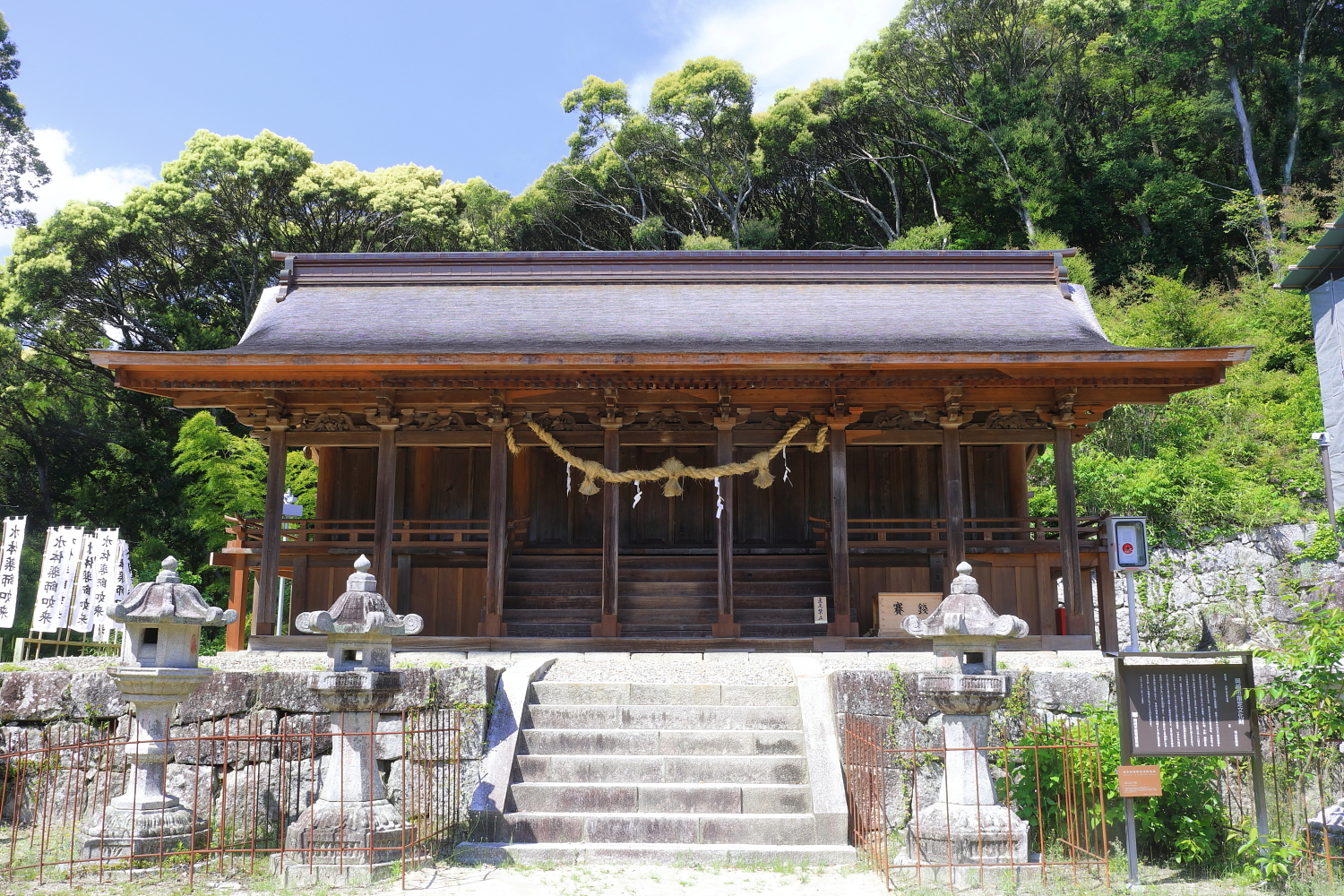
日吉山王社本殿 （2022年（令和4年）5月）
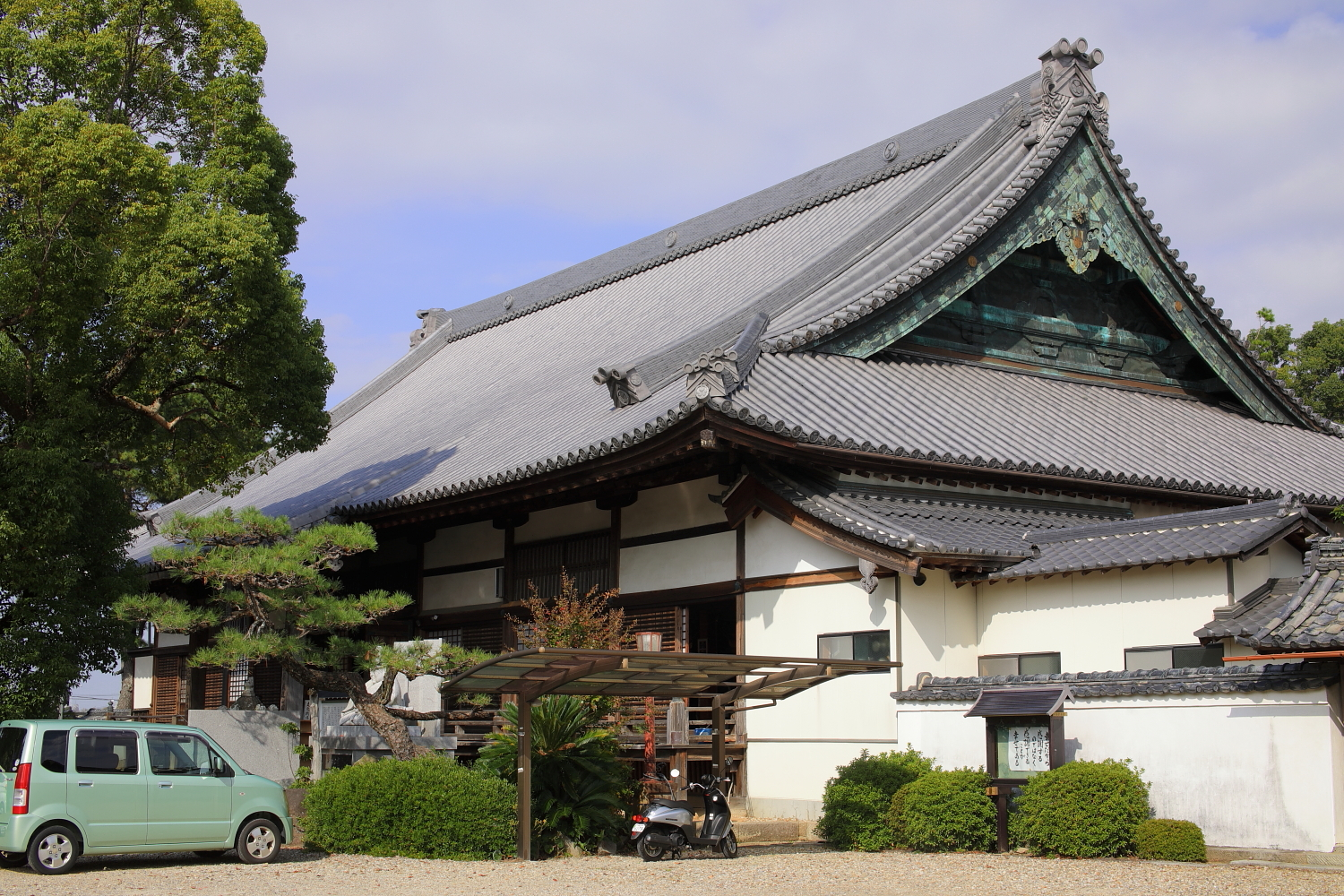
大樹寺本堂 （2019年（令和元年）11月）

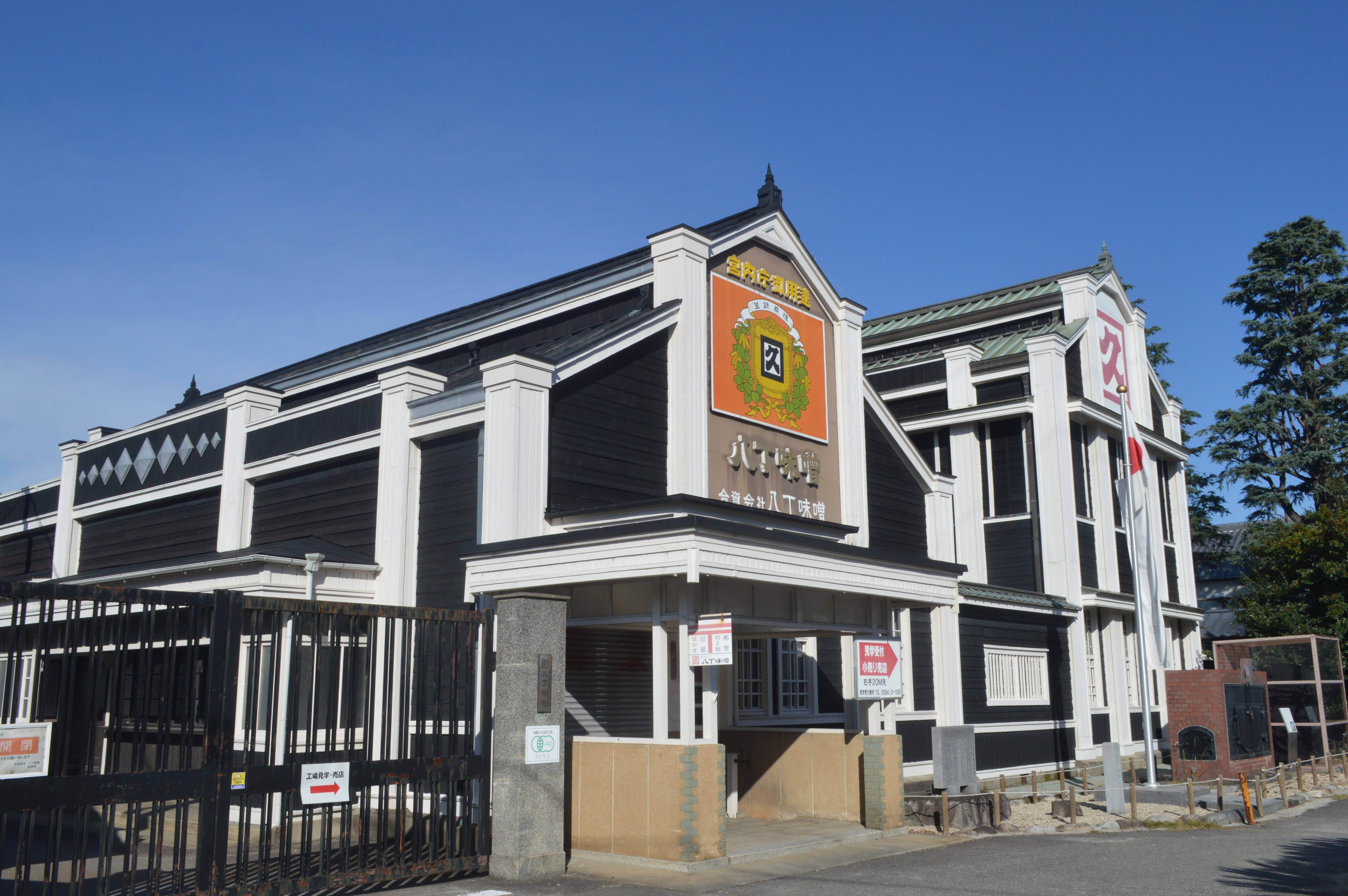
八丁味噌本社事務所 （2019年（令和元年）12月）
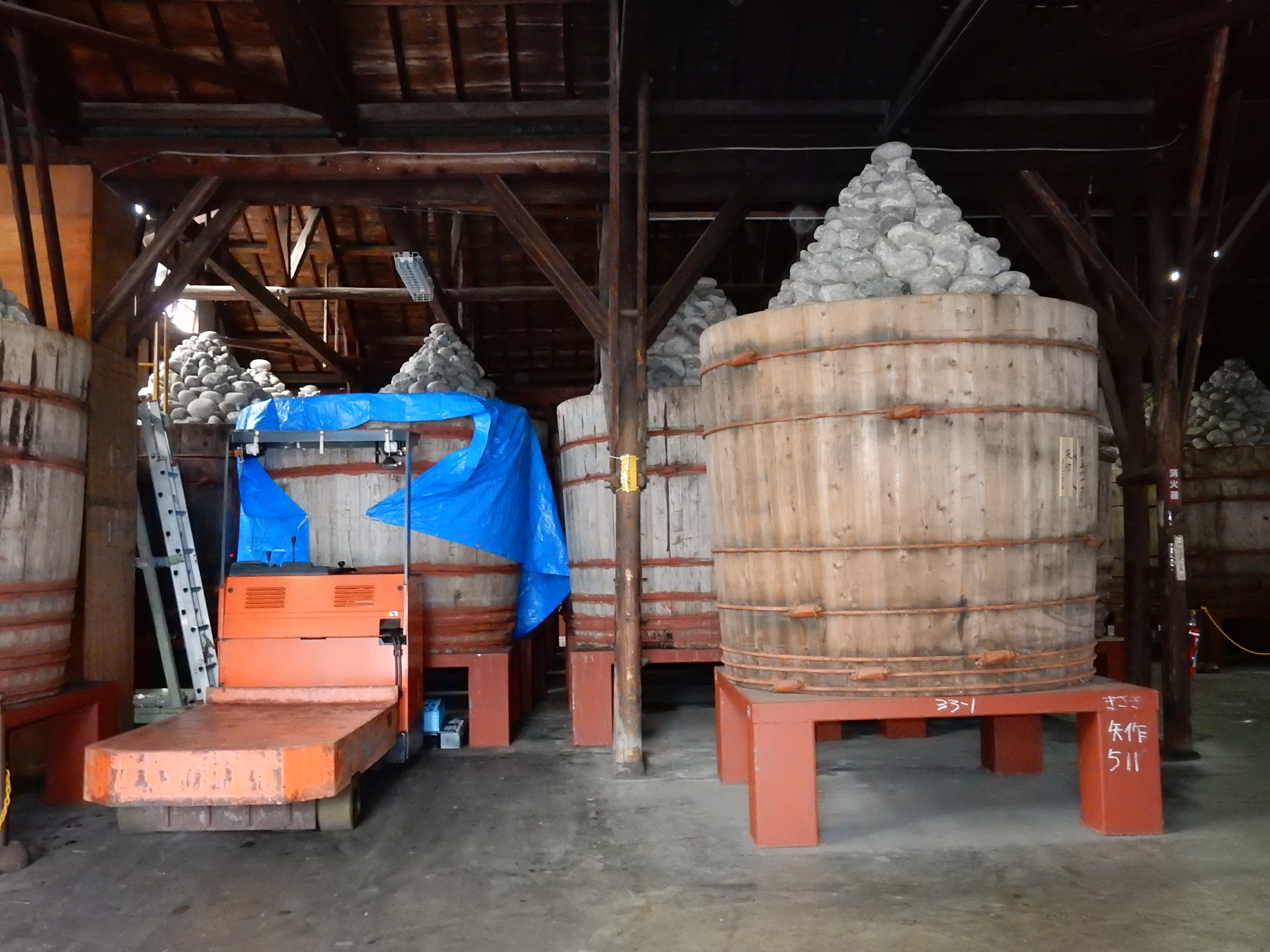
八丁味噌蔵（史料館） （2015年（平成27年）9月）
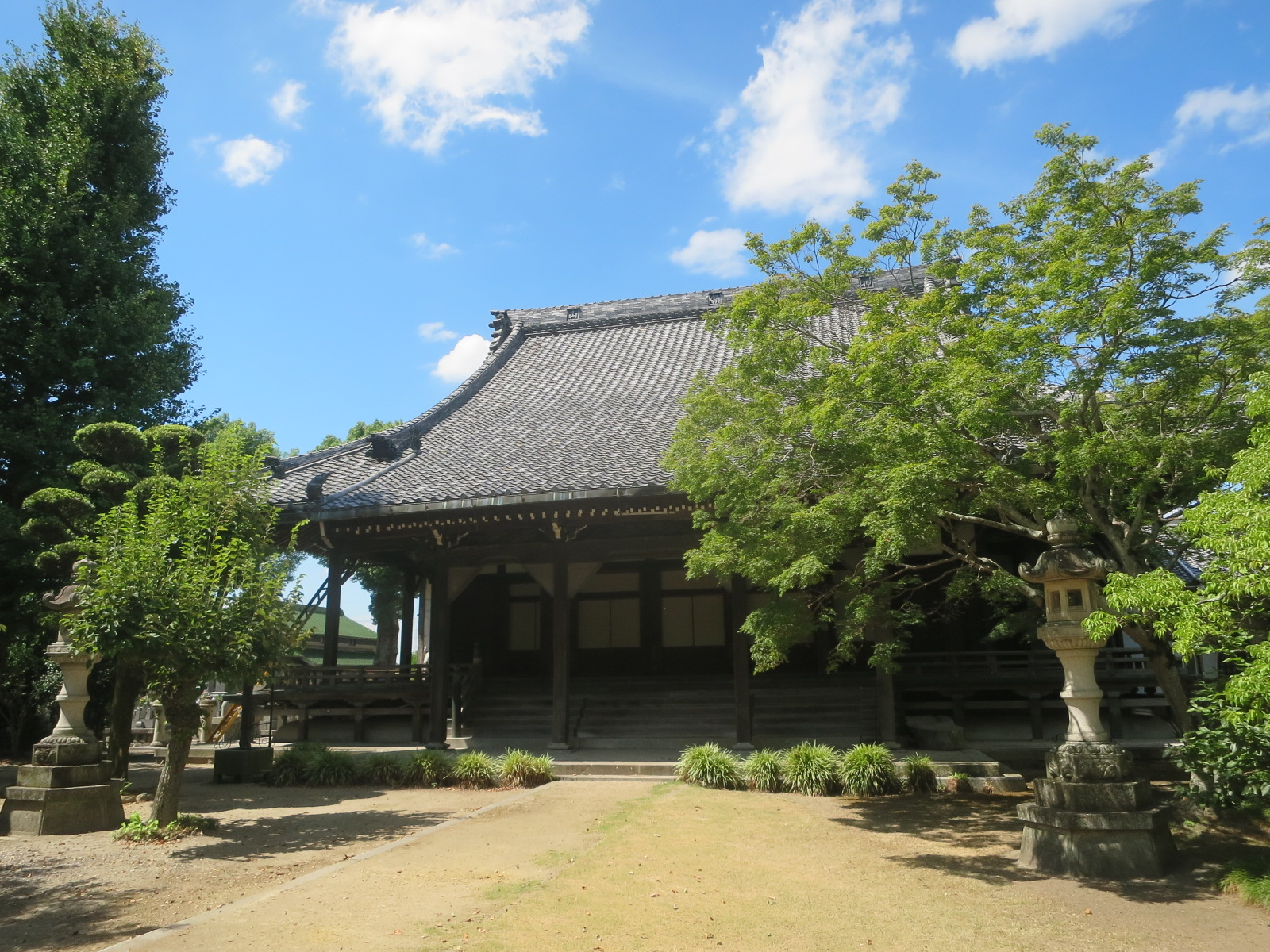
本光寺本堂 （2016年（平成28年）9月）
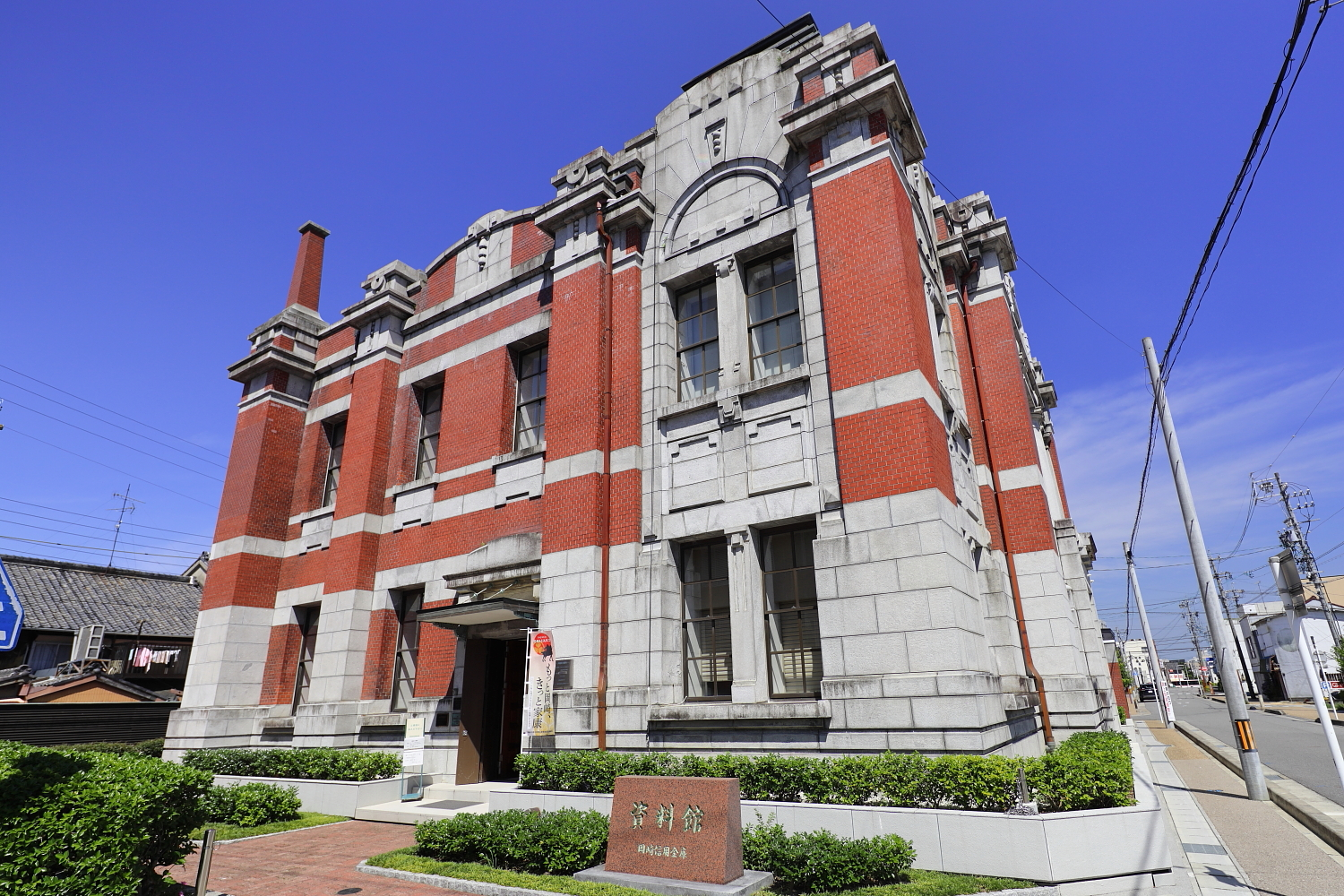
岡崎信用金庫資料館 （2007年（平成19年）4月）
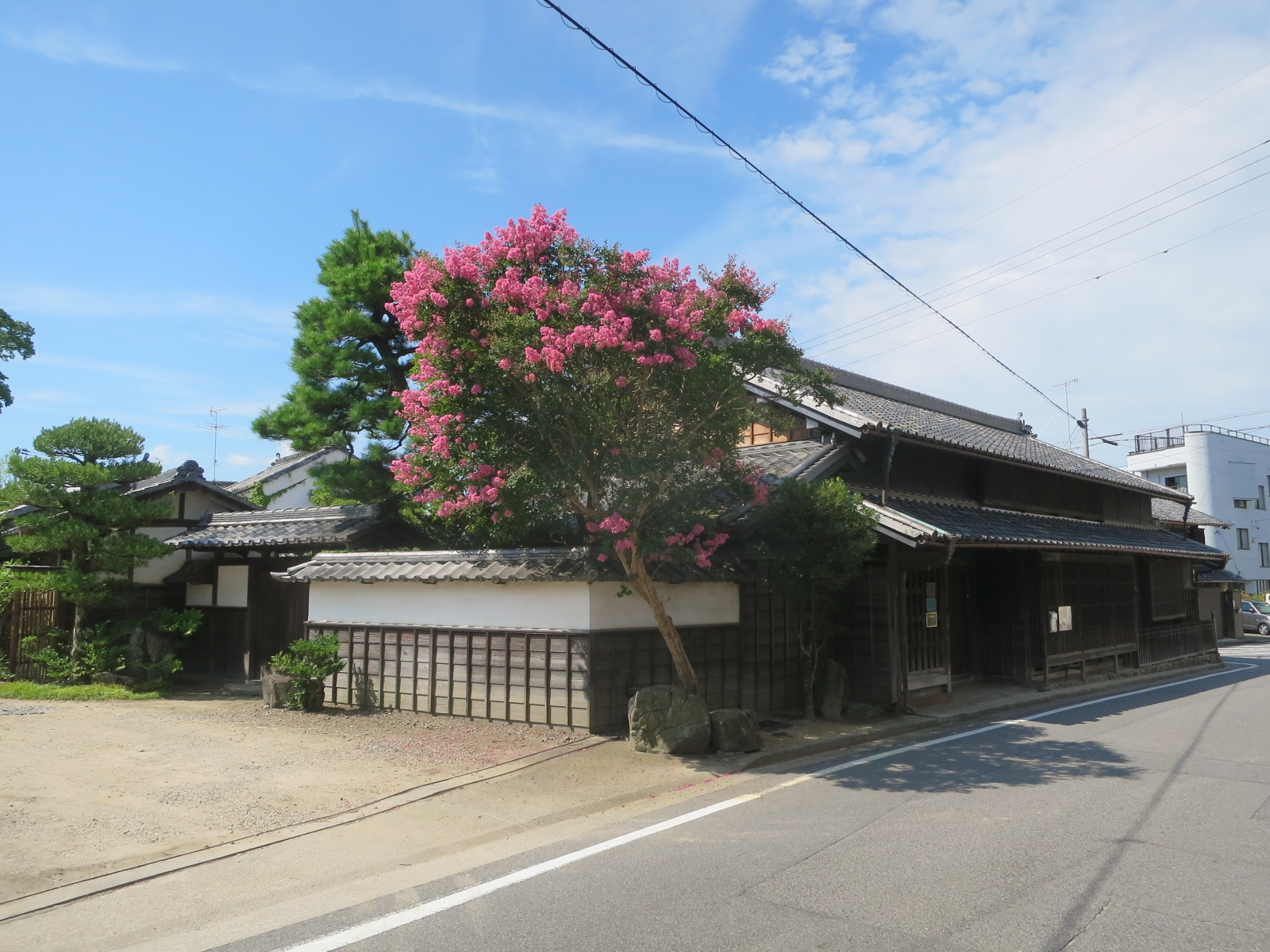
旧石原家住宅主屋 （2016年（平成28年）7月）
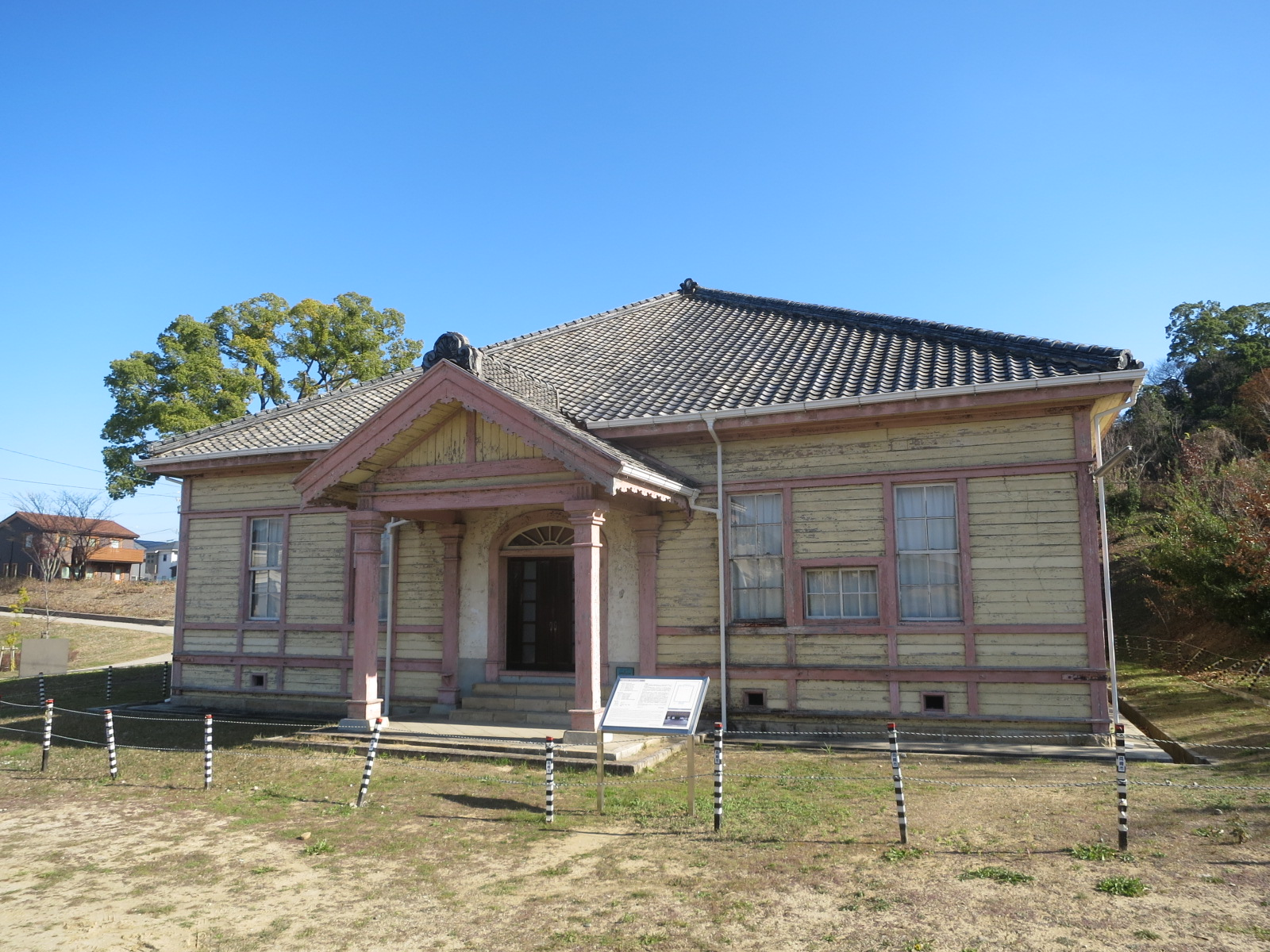
旧愛知県第二尋常中学校講堂 （2015年（平成27年）12月）
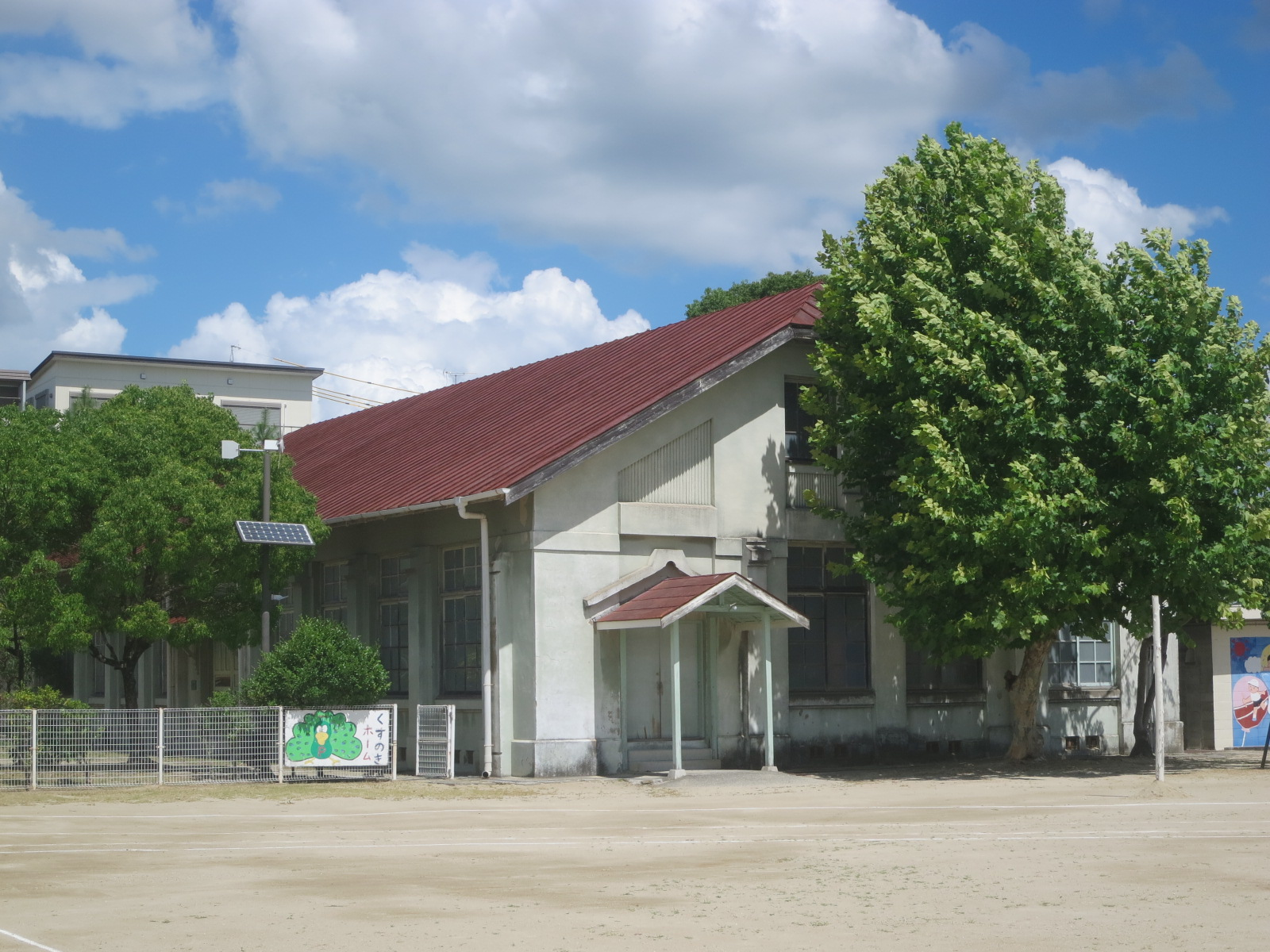
旧愛知県岡崎師範学校武道場 （2016年（平成28年）9月）
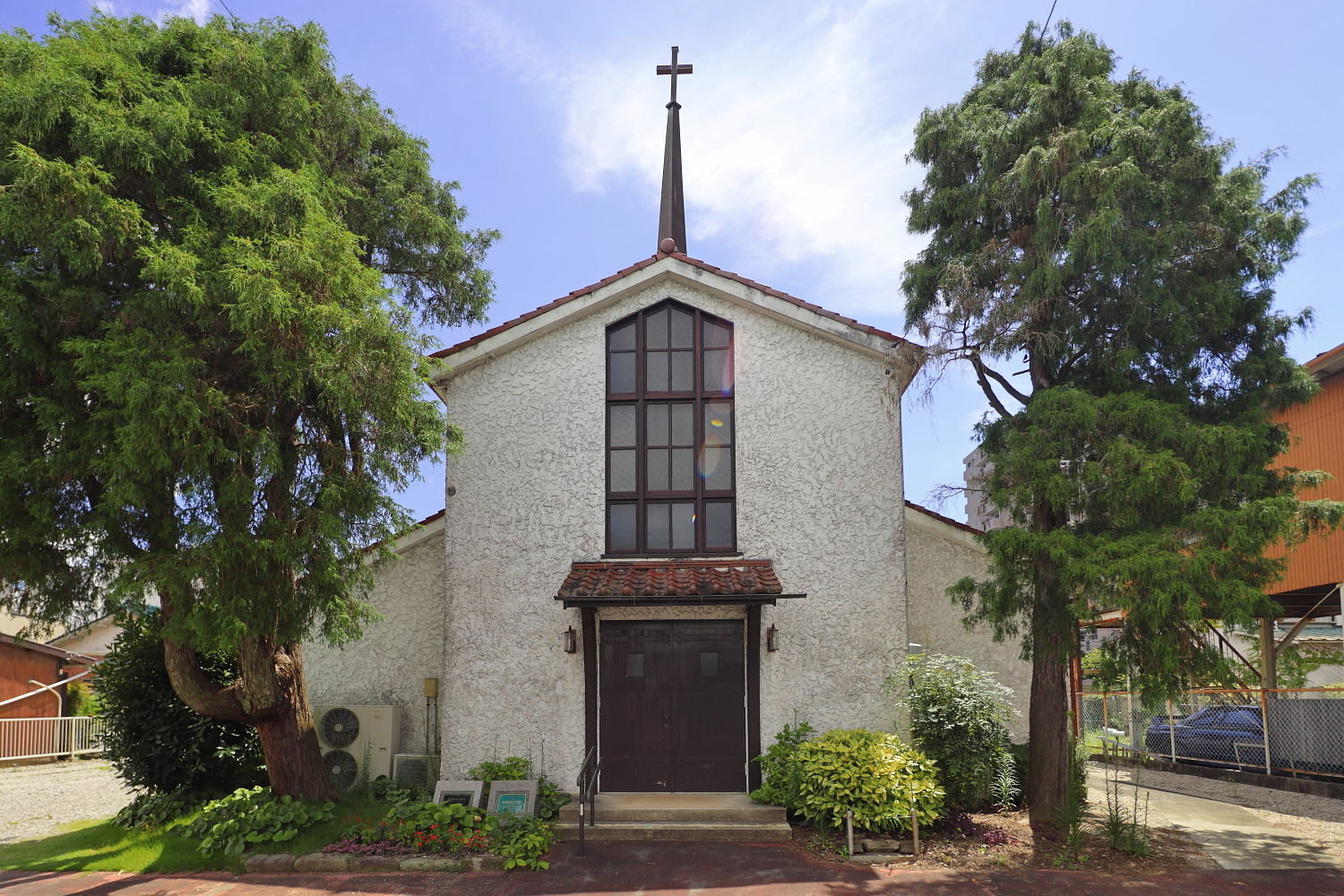
日本福音ルーテル岡崎教会教会堂 （2022年（令和4年）7月）
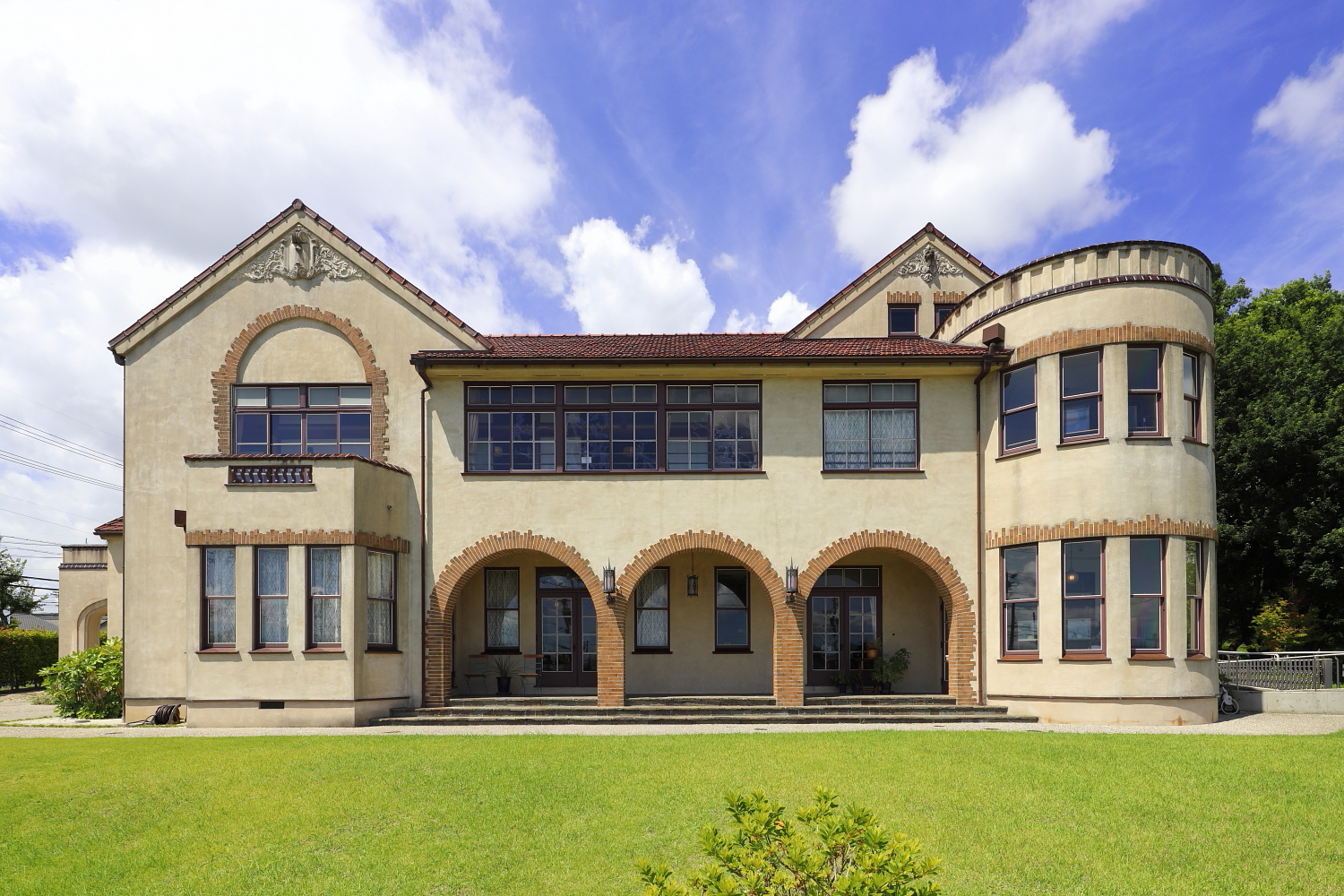
旧本多家住宅主屋 （2016年（平成28年）9月）
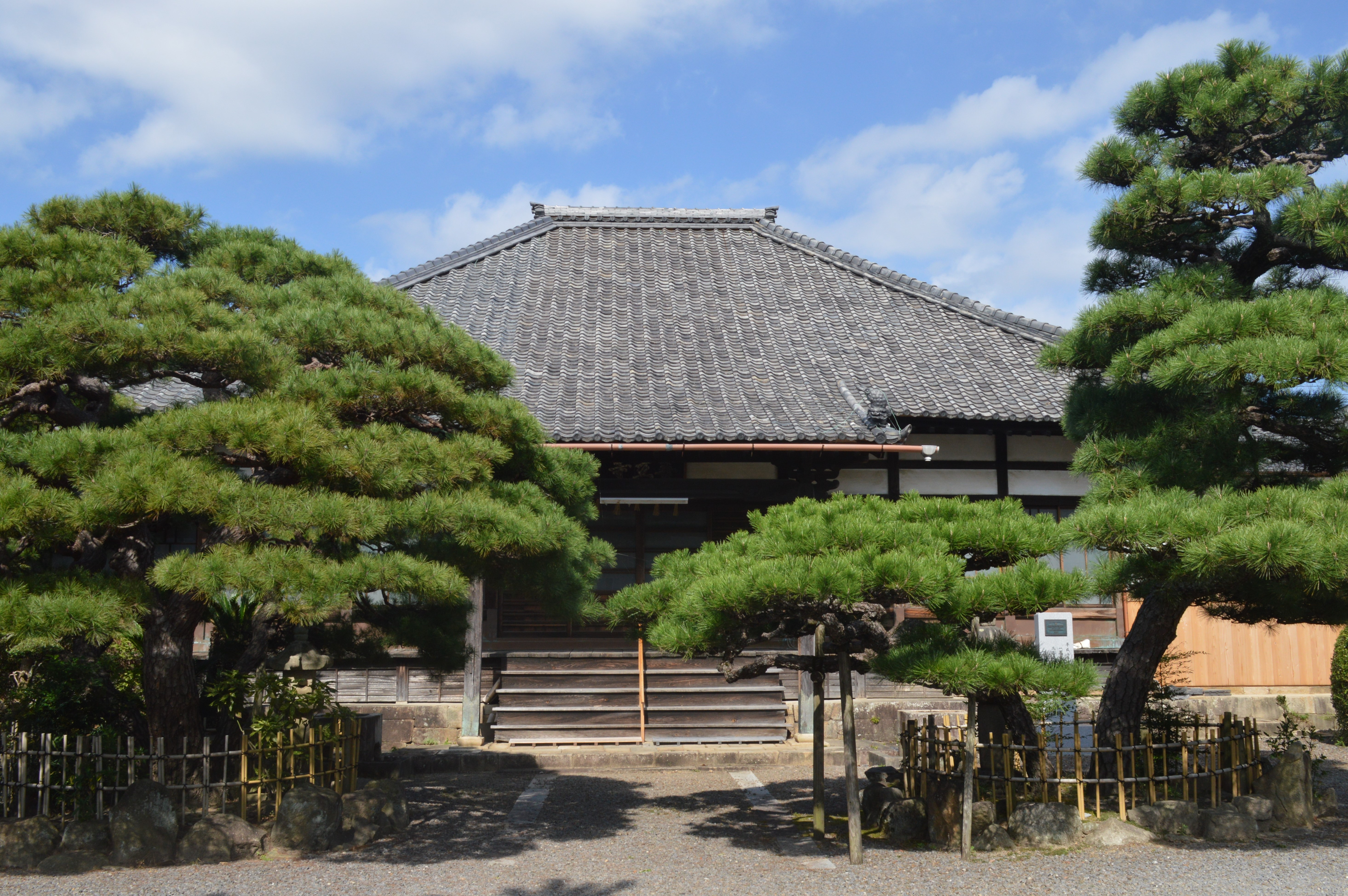
善立寺本堂 （2020年（令和2年）10月）
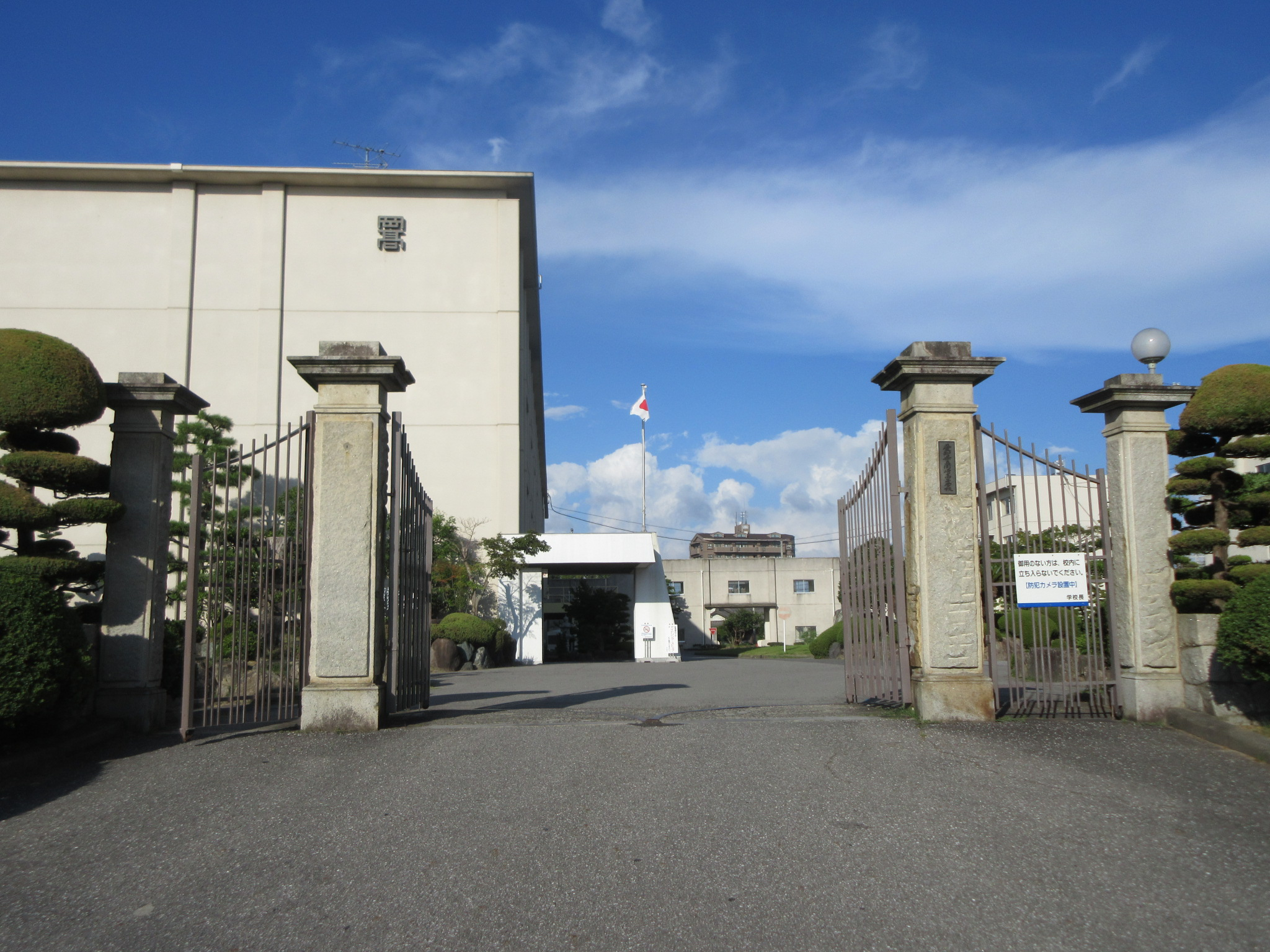
愛知県立岡崎高等学校正門門柱 （2017年（平成29年）8月）
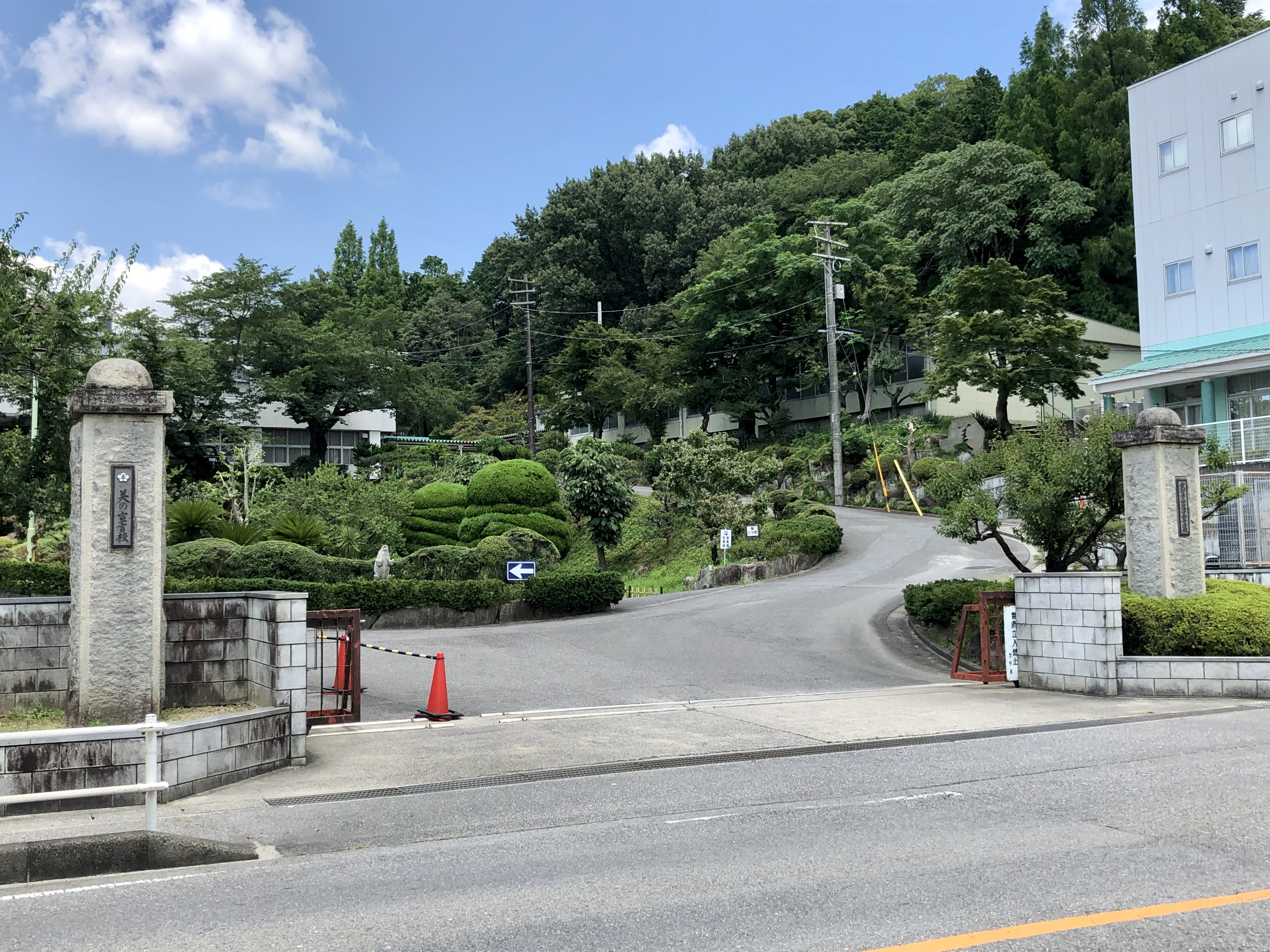
愛知県立岩津高等学校正門旧門柱 （2020年（令和2年）7月）
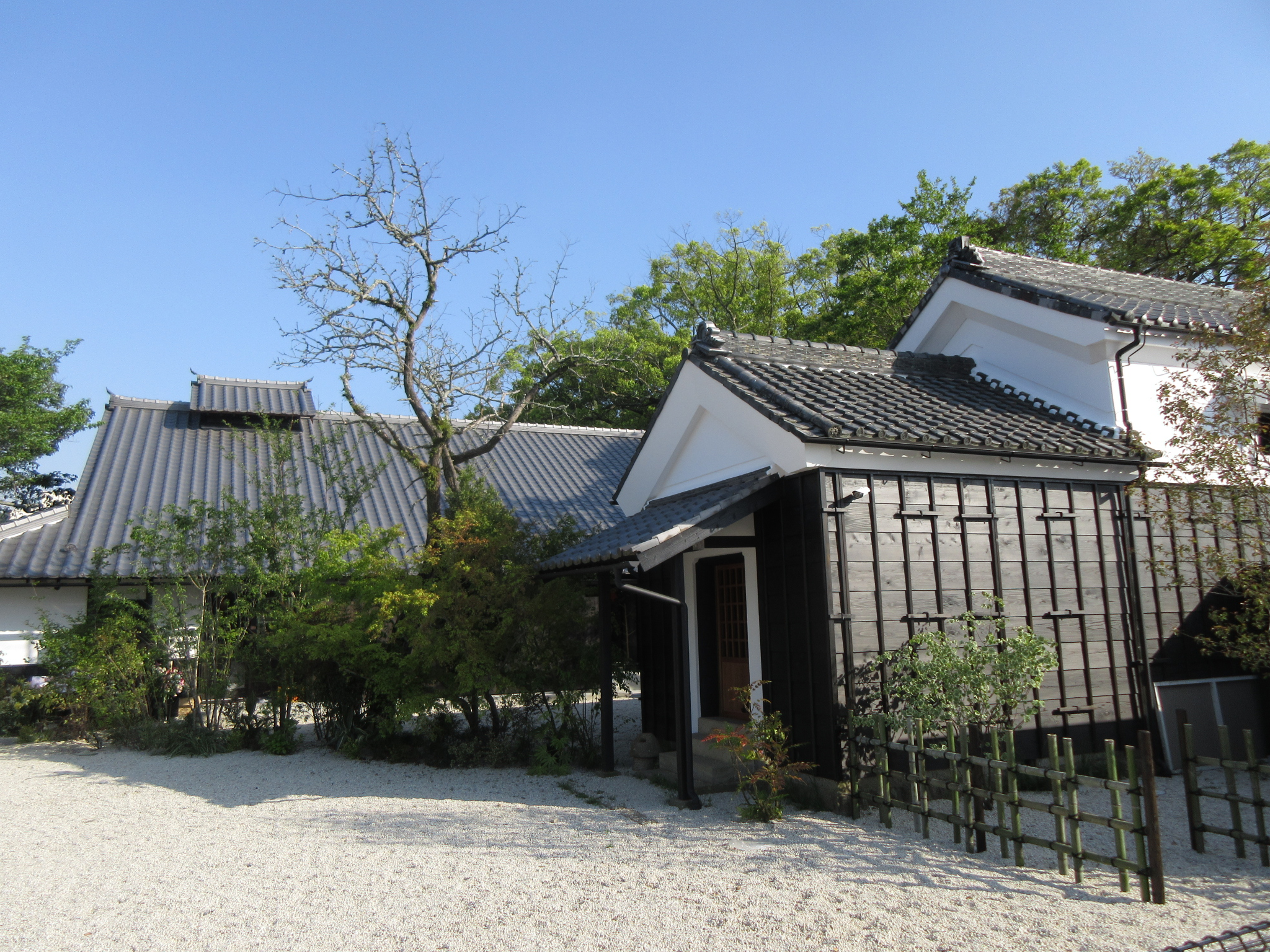
冨田家住宅木南舎、同土蔵 （2019年（令和元年）5月）

国の重要文化財
| 指定名称                                                                      | 所有者・管理者 | 指定年月日                 | 所在地   | 備考                           |
| ----------------------------------------------------------------------------- | -------------- | -------------------------- | -------- | ------------------------------ |
| 滝山寺三門                                                                    | 滝山寺         | 1901年（明治34年）3月27日  | 滝町     |                                |
| 妙源寺柳堂（附 厨子1基及び須弥壇1具、棟札）                                   | 妙源寺         | 1903年（明治36年）4月15日  | 大和町   |                                |
| 信光明寺観音堂（附 棟札）                                                     | 信光明寺       | 1904年（明治37年）2月18日  | 岩津町   | 棟札は岡崎市美術博物館。       |
| 大樹寺多宝塔（附 棟札）                                                       | 大樹寺         | 1904年（明治37年）2月18日  | 鴨田町   |                                |
| 滝山寺本堂                                                                    | 滝山寺         | 1904年（明治37年）2月18日  | 滝町     |                                |
| 天恩寺仏殿                                                                    | 天恩寺         | 1907年（明治40年）5月27日  | 片寄町   |                                |
| 天恩寺山門                                                                    | 天恩寺         | 1907年（明治40年）5月27日  | 片寄町   |                                |
| 八幡宮本殿                                                                    | 上地八幡宮     | 1926年（大正15年）4月19日  | 上地町   |                                |
| 八幡宮本殿（附 棟札）                                                         | 土呂八幡宮     | 1931年（昭和6年）1月19日   | 福岡町   |                                |
| 伊賀八幡宮本殿、幣殿、拝殿、透塀、御供所、随身門、神橋、鳥居（附 宮殿、棟札） | 伊賀八幡宮     | 1933年（昭和8年）1月23日   | 伊賀町   |                                |
| 六所神社本殿、幣殿、拝殿、神供所、楼門（附 厨子、棟札）                       | 六所神社       | 1935年（昭和10年）5月13日  | 明大寺町 |                                |
| 滝山東照宮本殿、拝殿、幣殿、中門、鳥居、水屋（附 厨子、石柵、棟札、銅燈籠）   | 滝山東照宮     | 1953年（昭和28年）11月14日 | 滝町     |                                |
| 旧額田郡公会堂及物産陳列所（附 門柱、棟札、銘札）                             | 岡崎市         | 1999年（平成11年）12月1日  | 朝日町   | 棟札、銘札は岡崎市美術博物館。 |

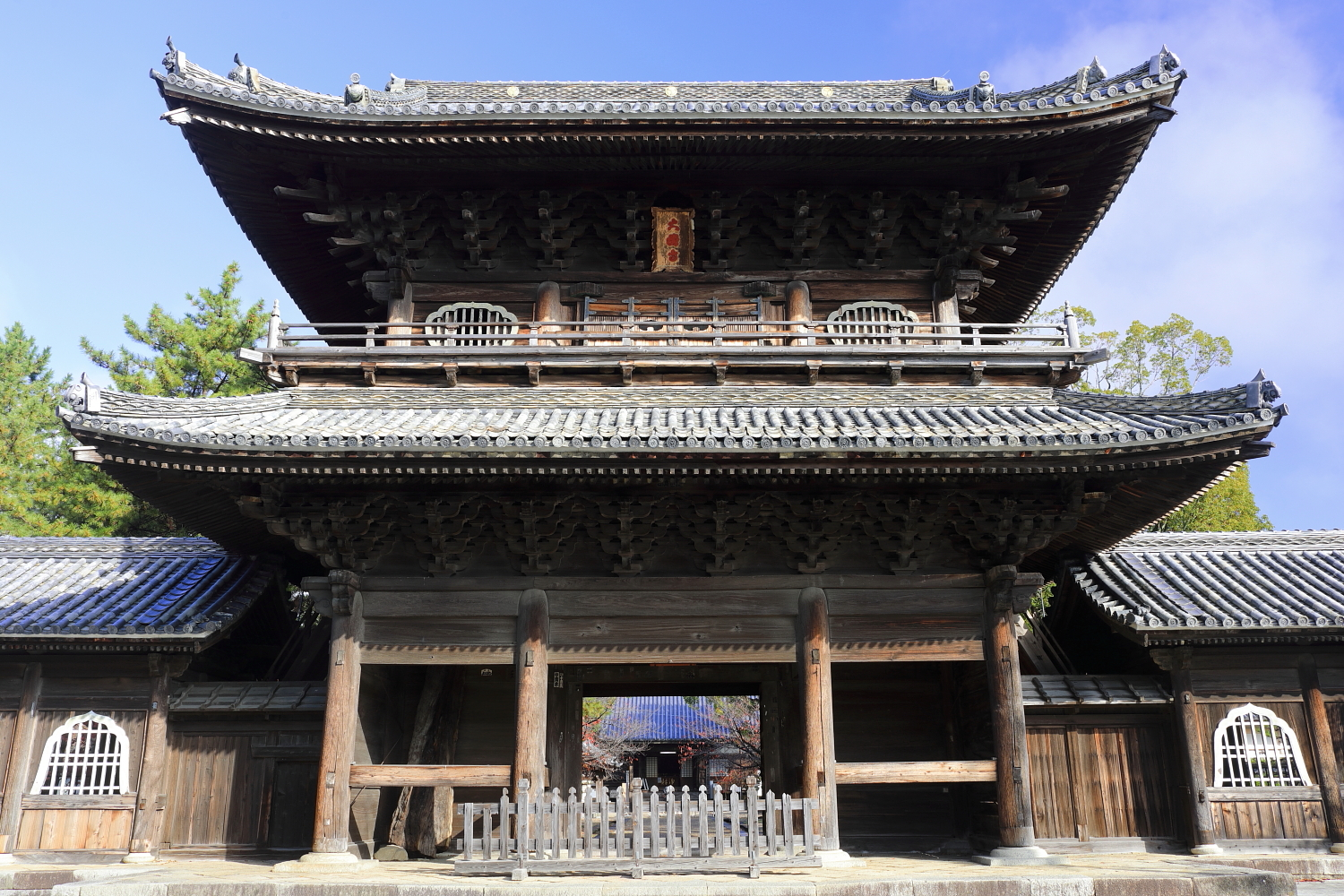
大樹寺三門 （2019年（令和元年）11月）
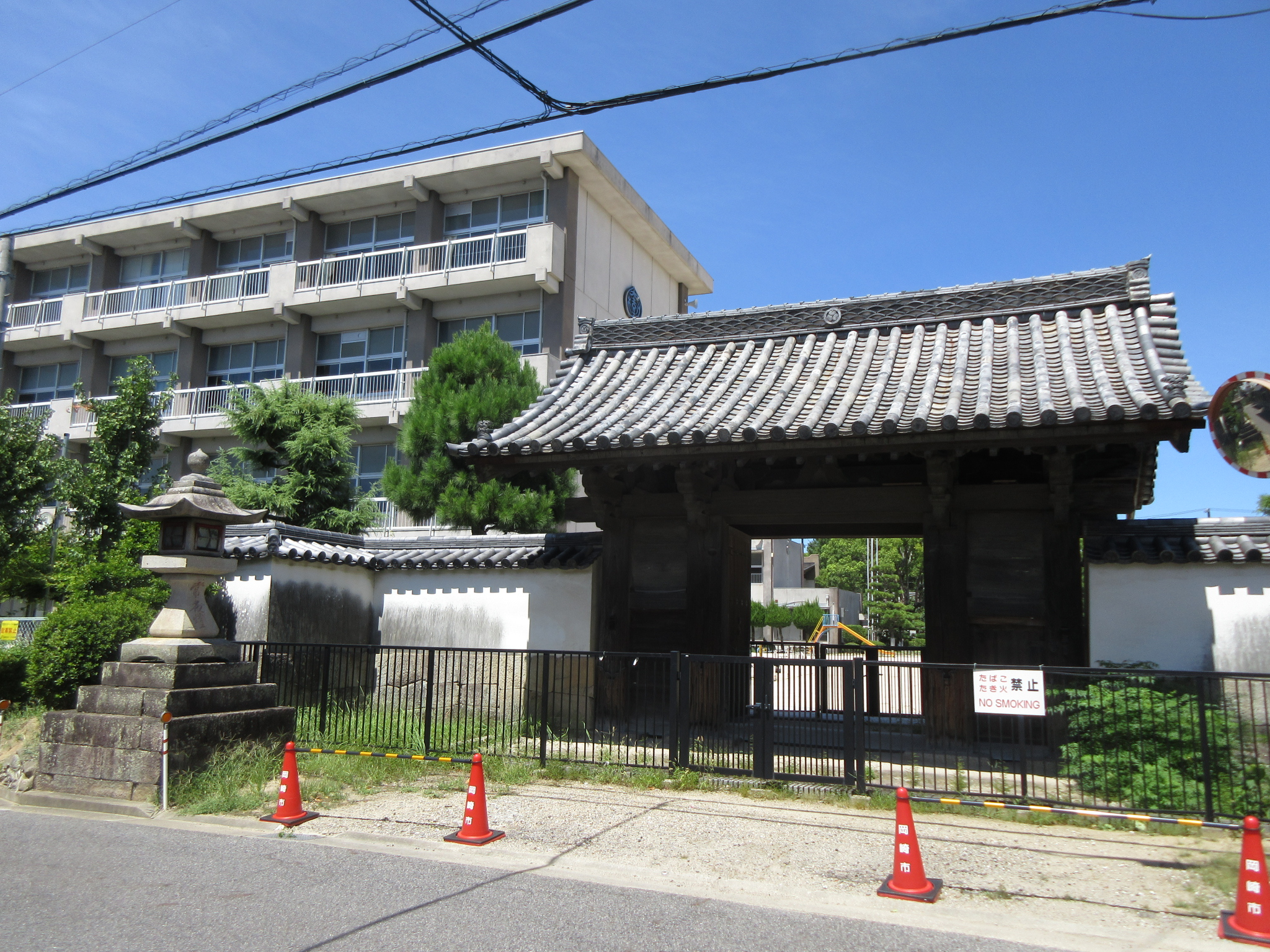
大樹寺総門 （2018年（平成30年）8月）
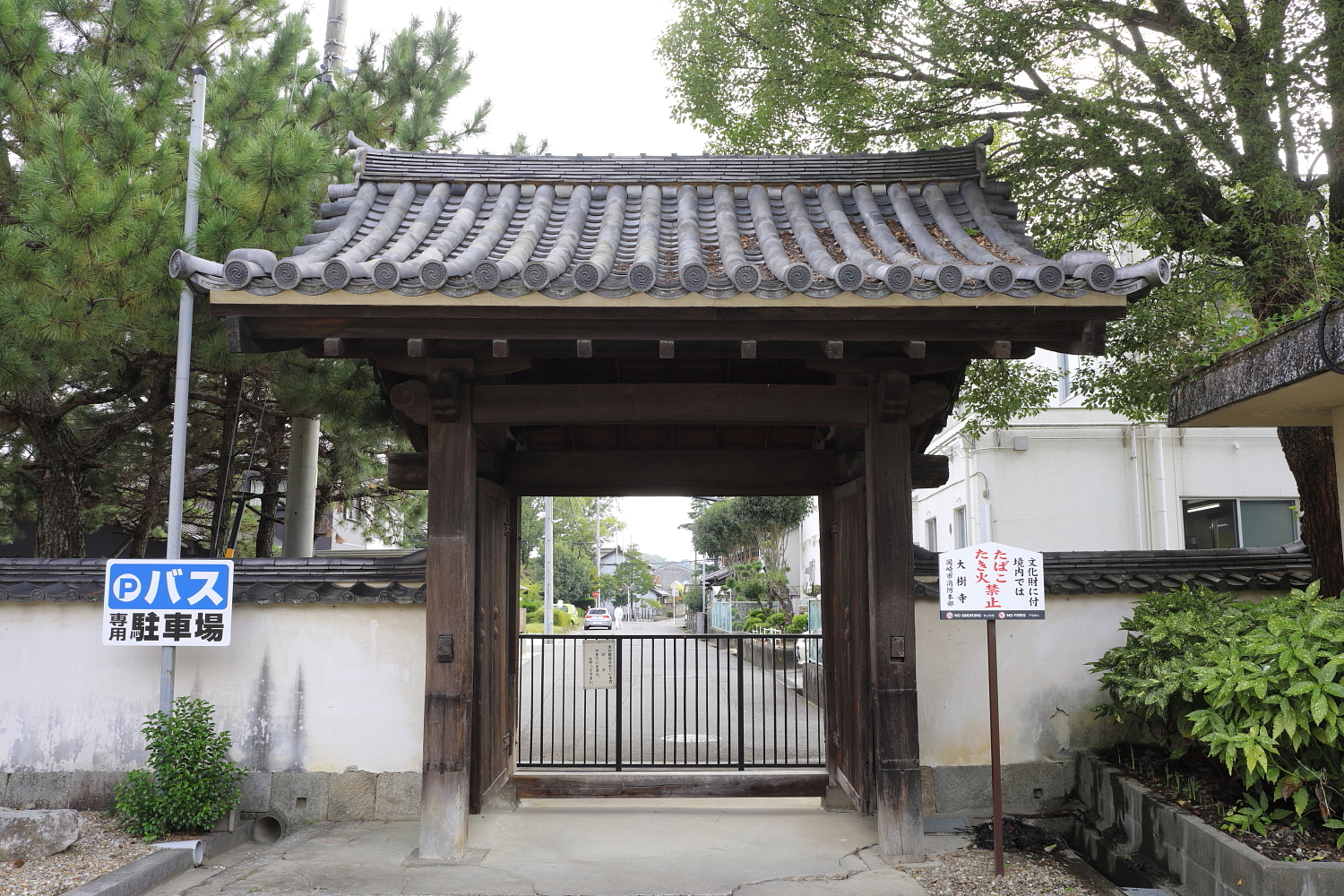
大樹寺裏二門 （2019年（令和元年）11月）
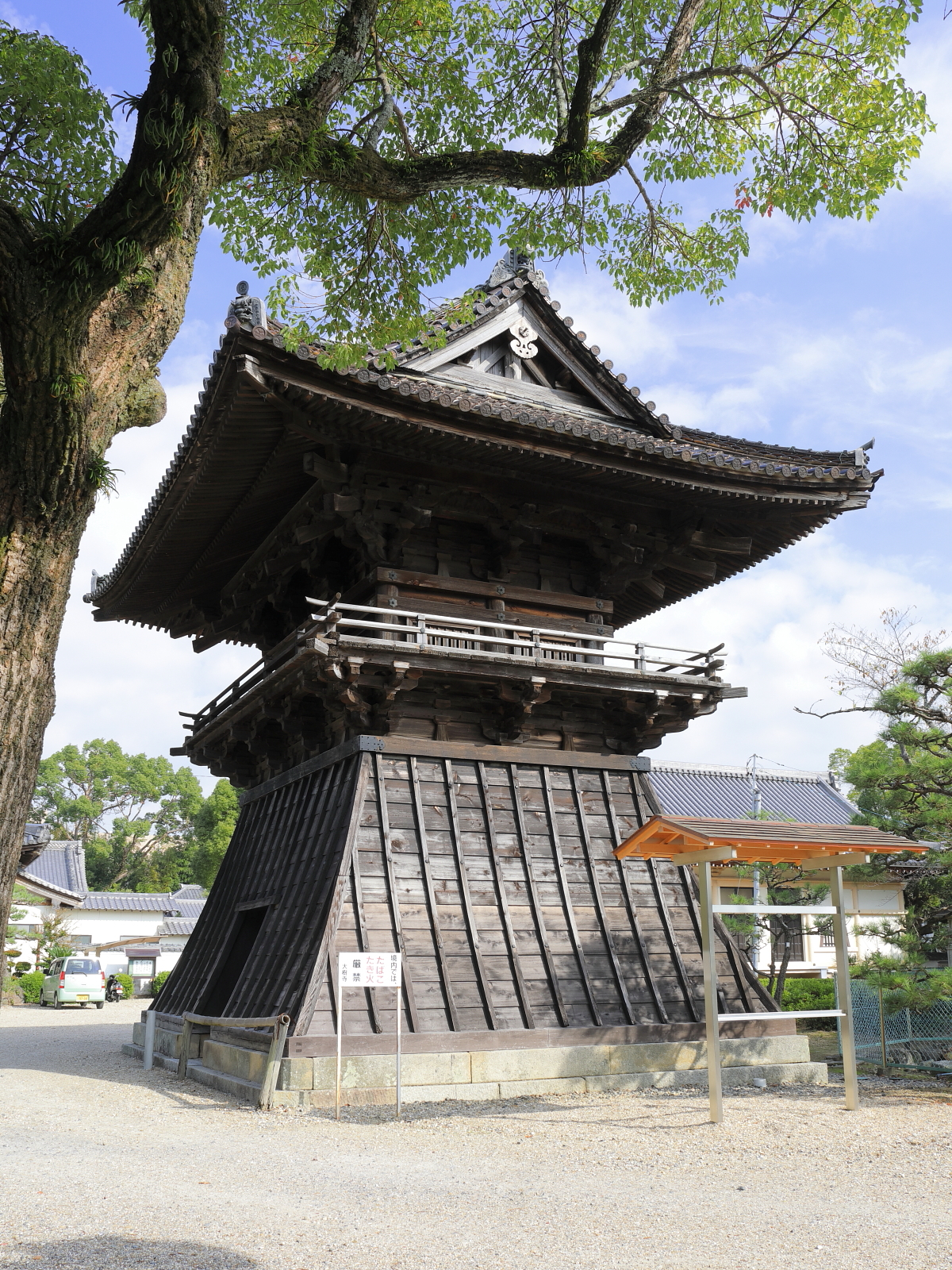
大樹寺鐘楼 （2019年（令和元年）11月）

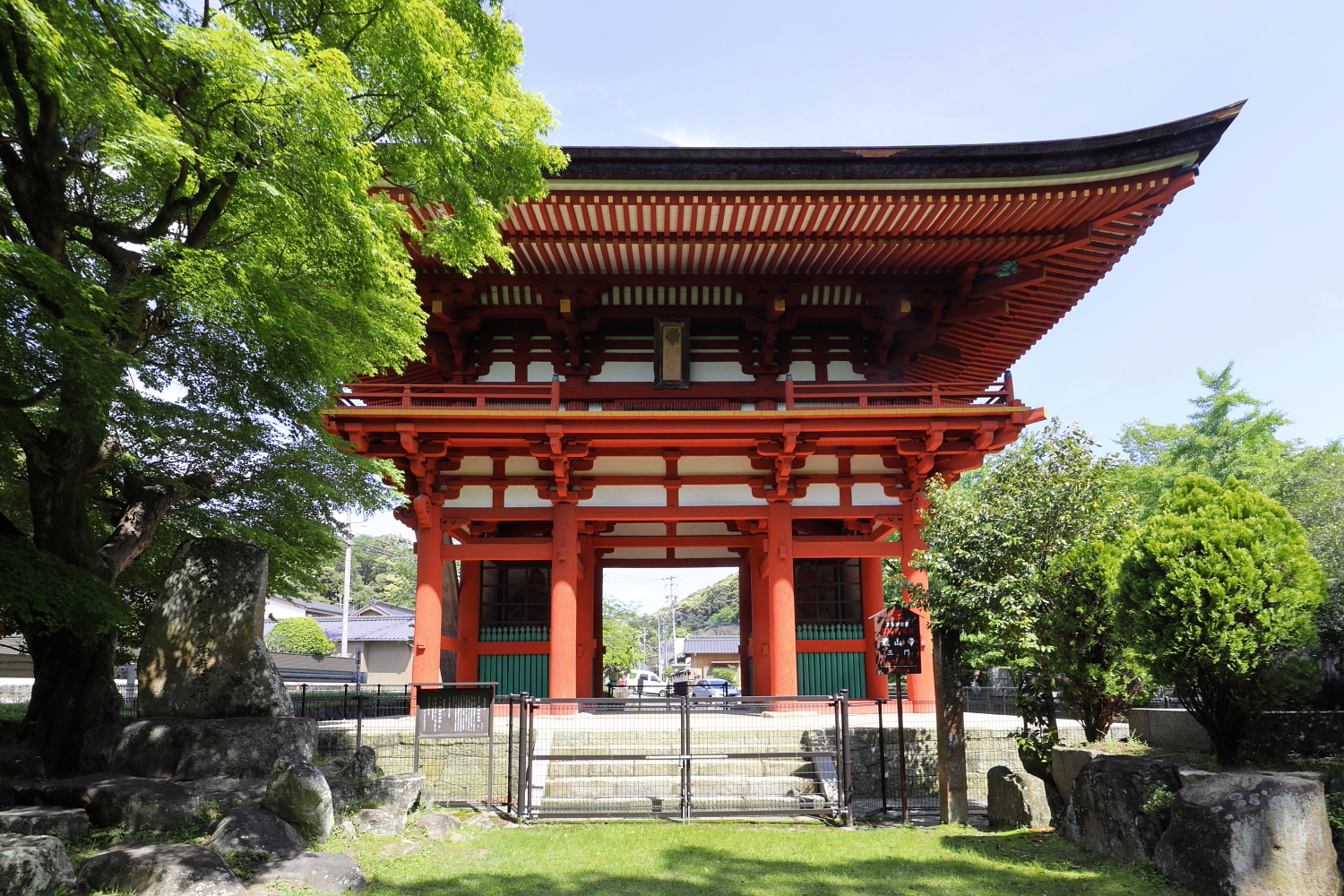
滝山寺三門 （2022年（令和4年）5月）
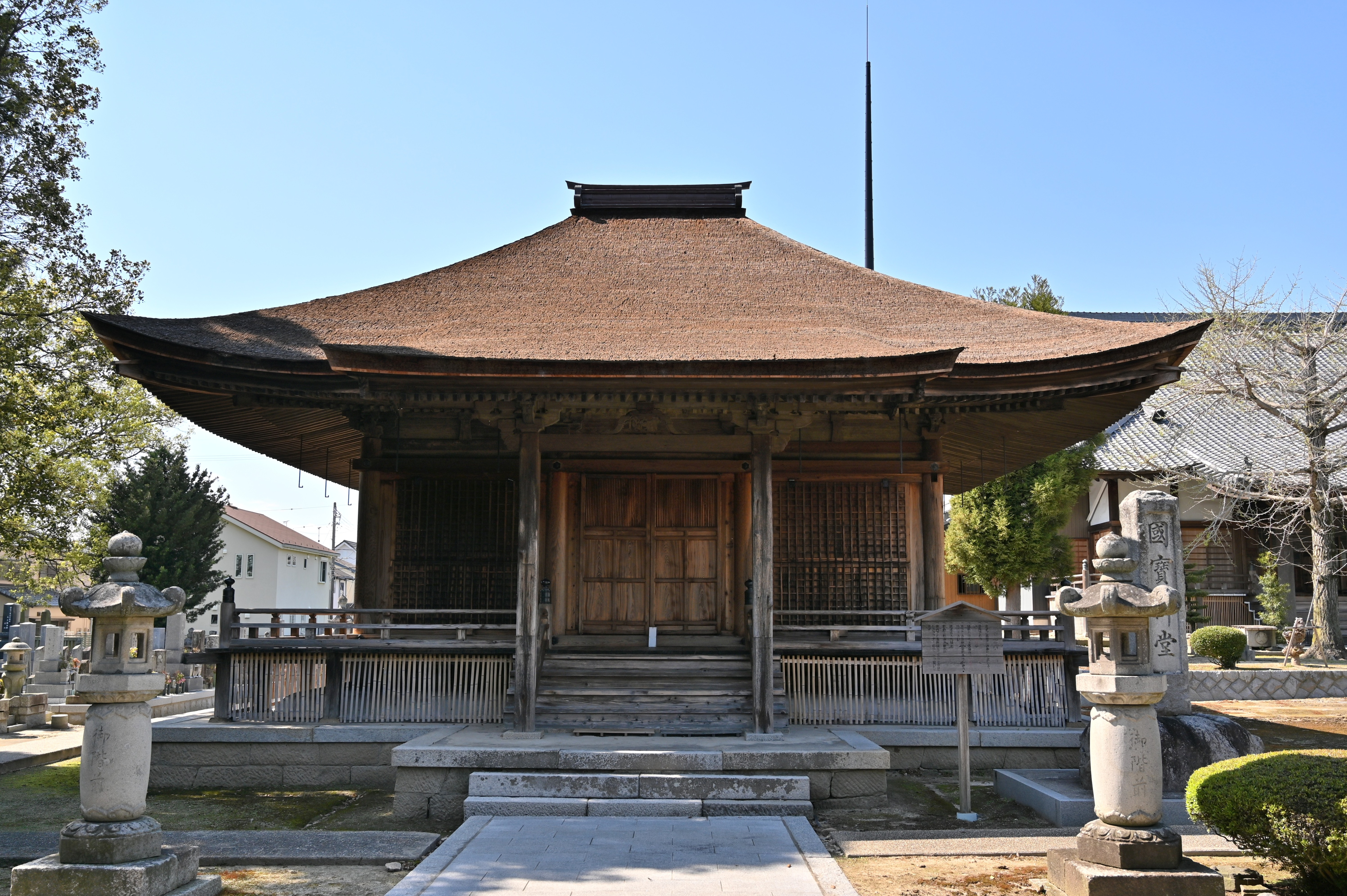
妙源寺柳堂 （2020年（令和2年）4月）
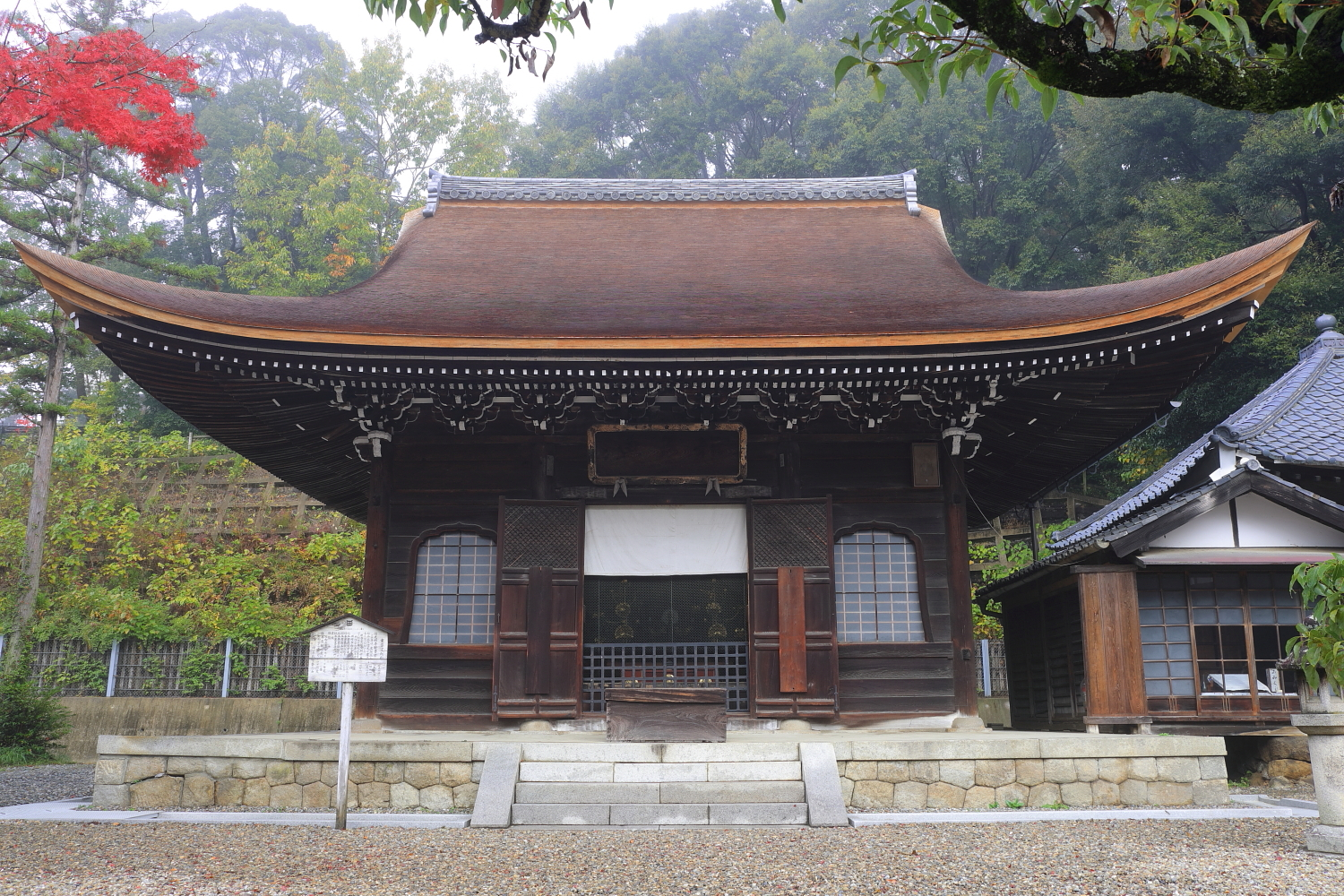
信光明寺観音堂 （2019年（令和元年）11月）
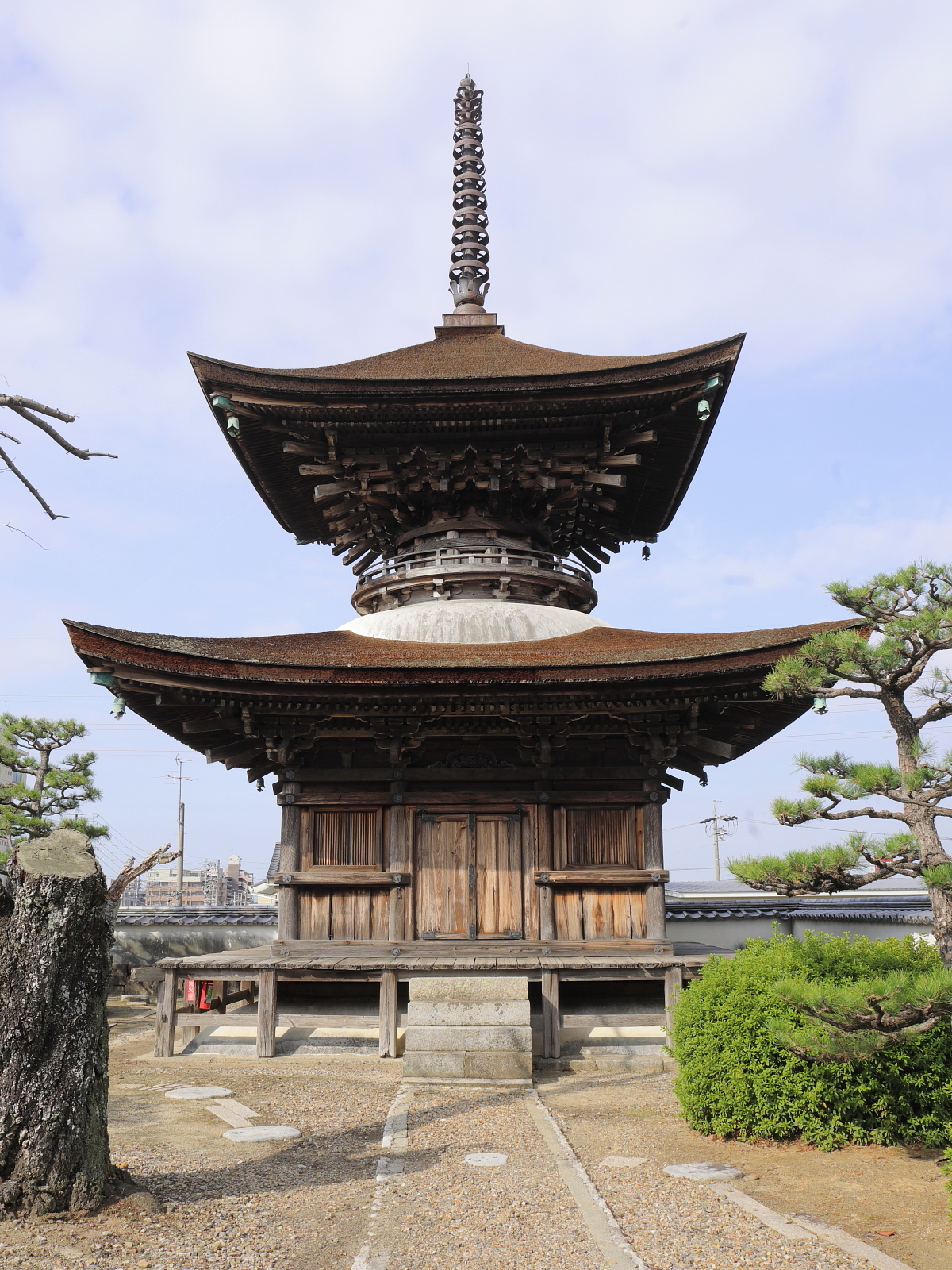
大樹寺多宝塔 （2019年（令和元年）11月）
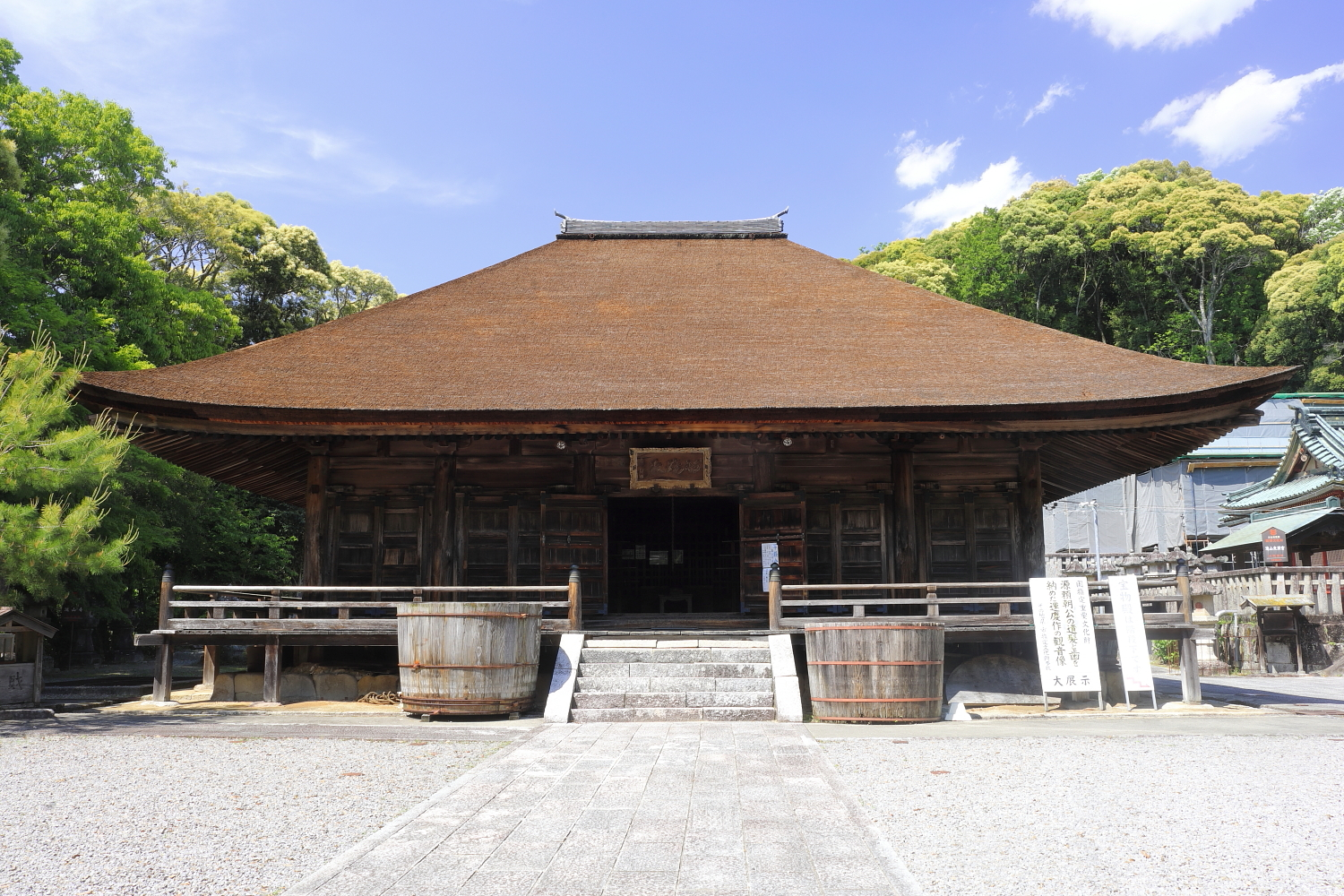
滝山寺本堂 （2022年（令和4年）5月）
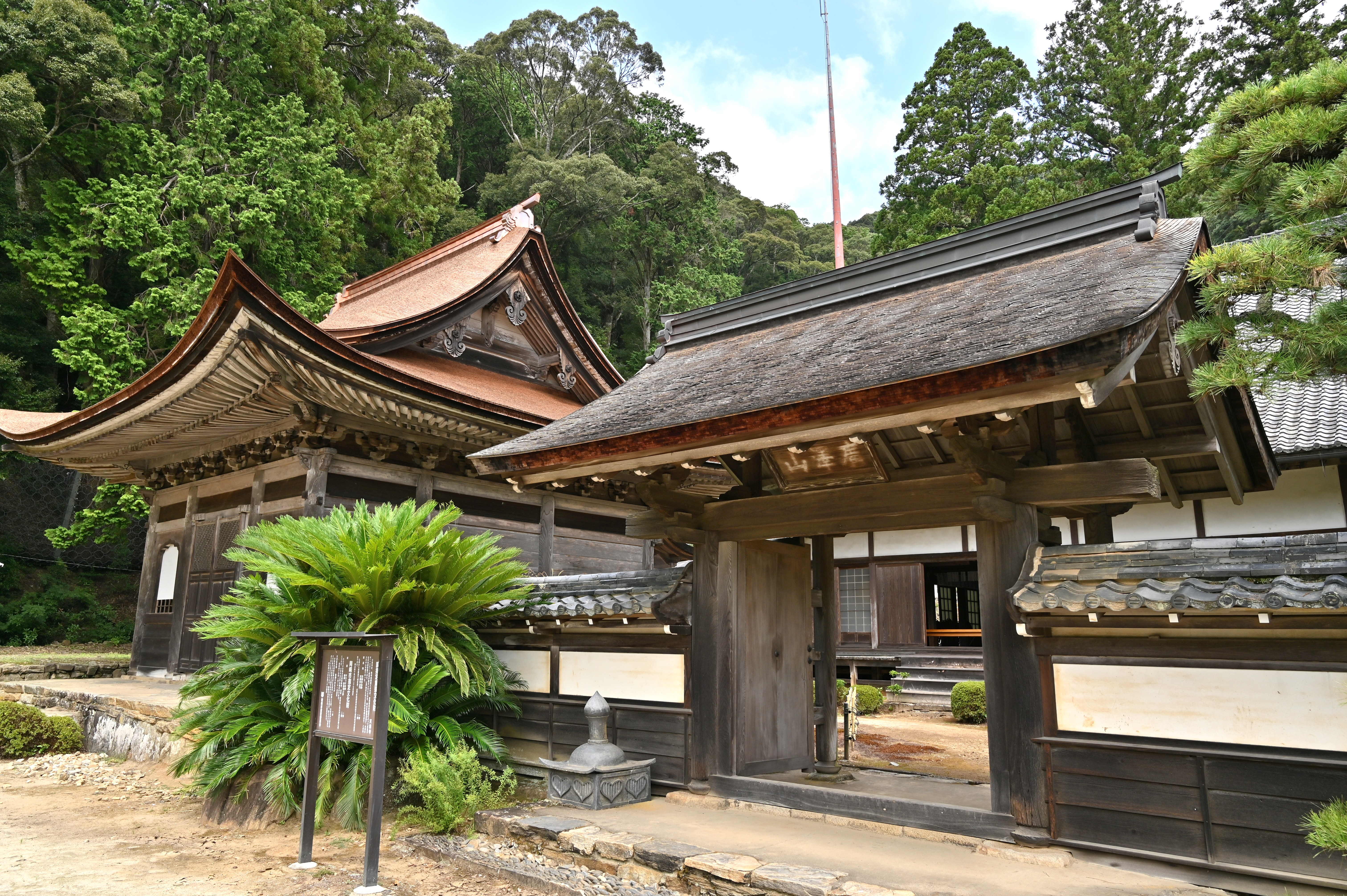
天恩寺仏殿及び山門 （2020年（令和2年）8月）
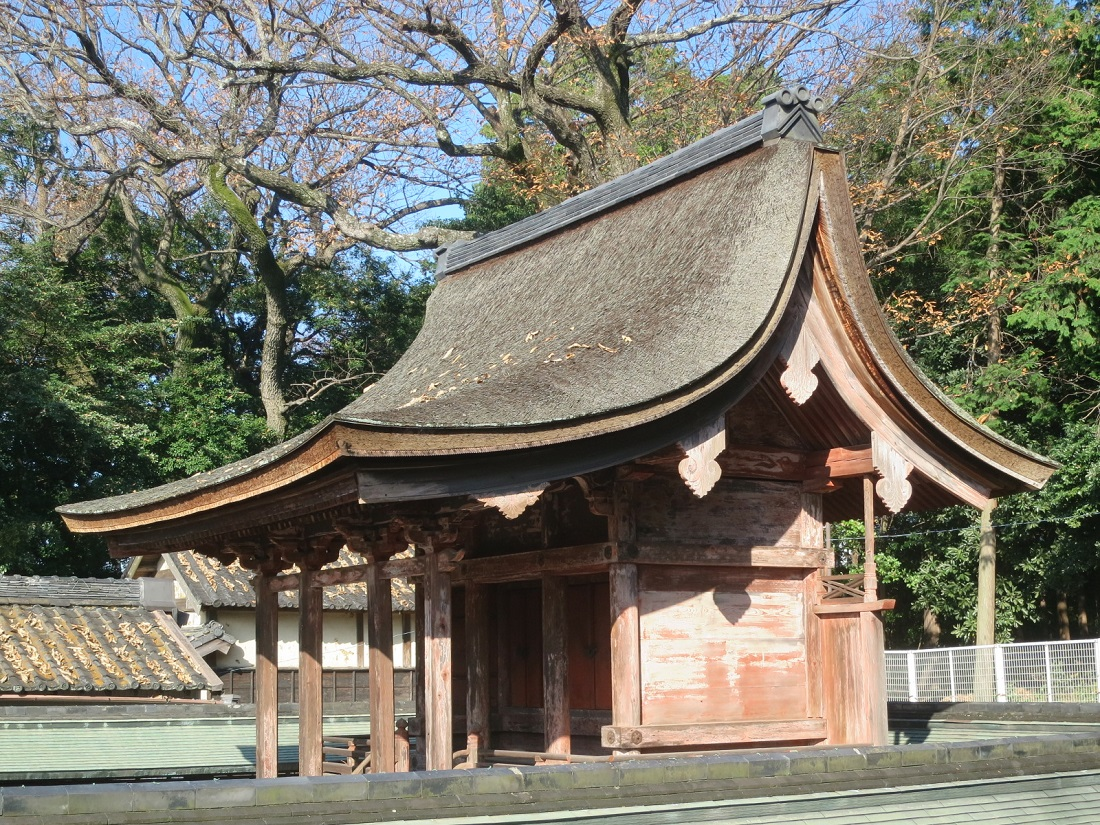
上地八幡宮本殿 （2015年（平成27年）12月）
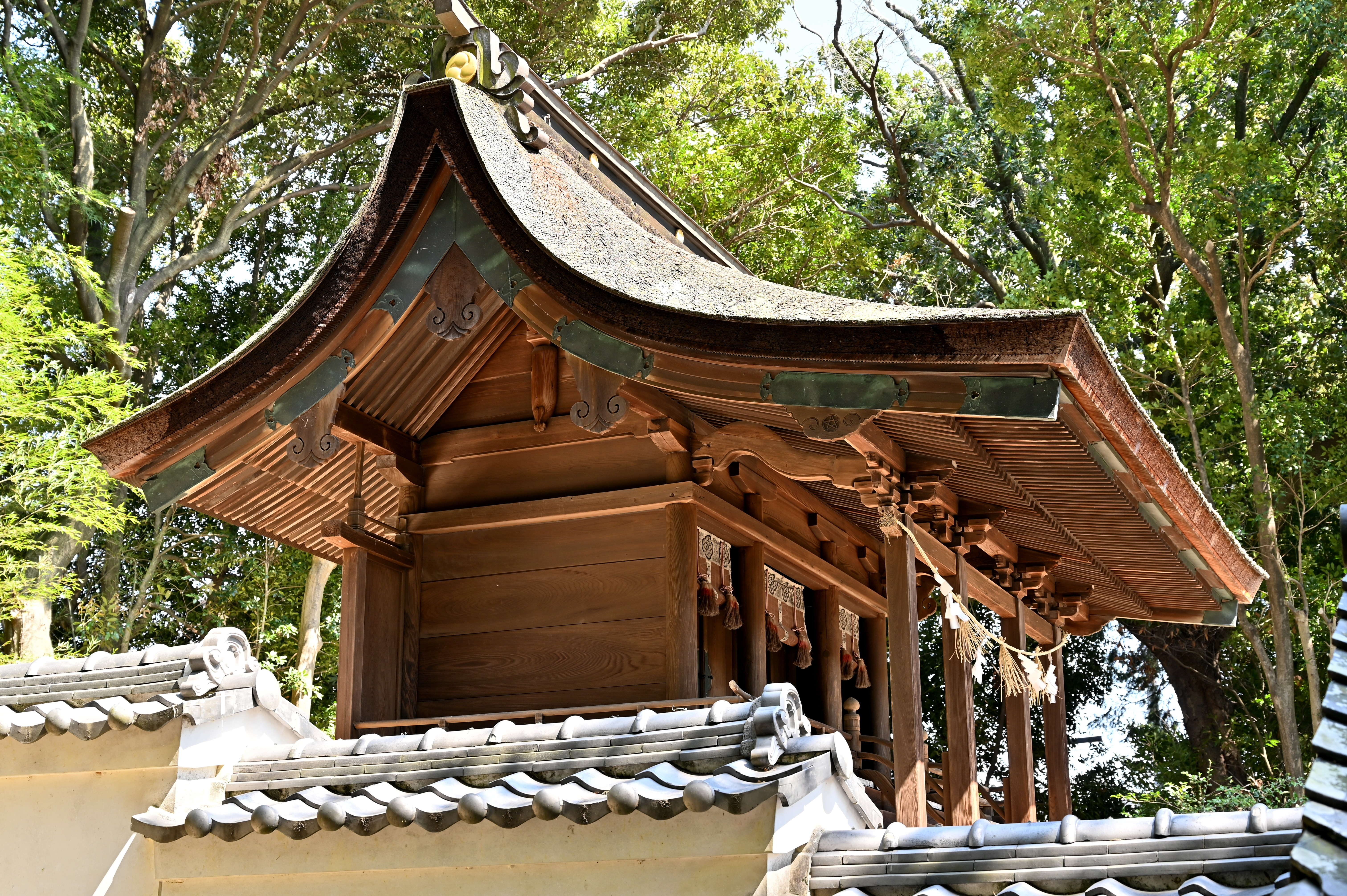
土呂八幡宮本殿 （2020年（令和2年）4月）
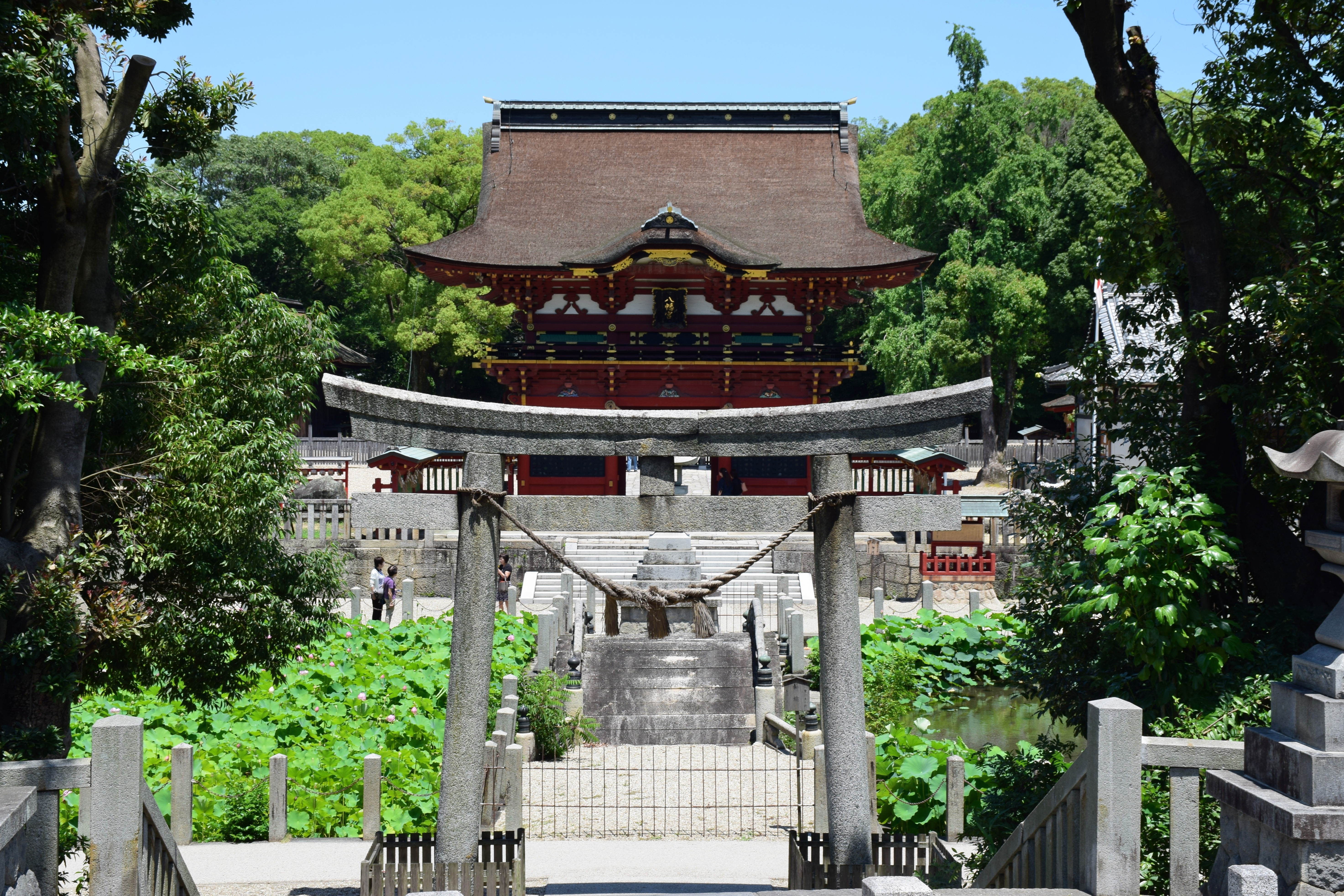
伊賀八幡宮鳥居、神橋及び随身門 （2016年（平成28年）7月）
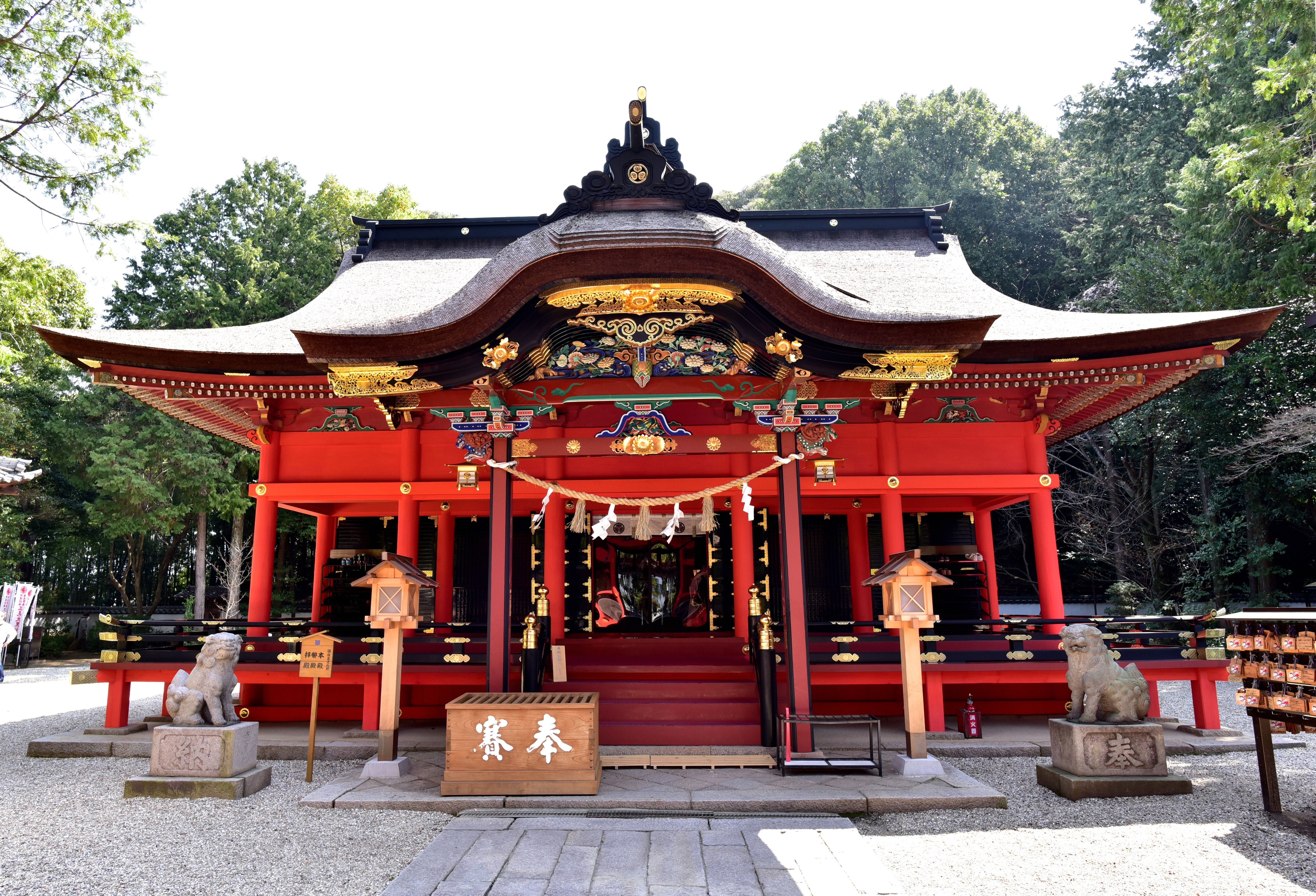
六所神社拝殿 （2018年（平成30年）3月）
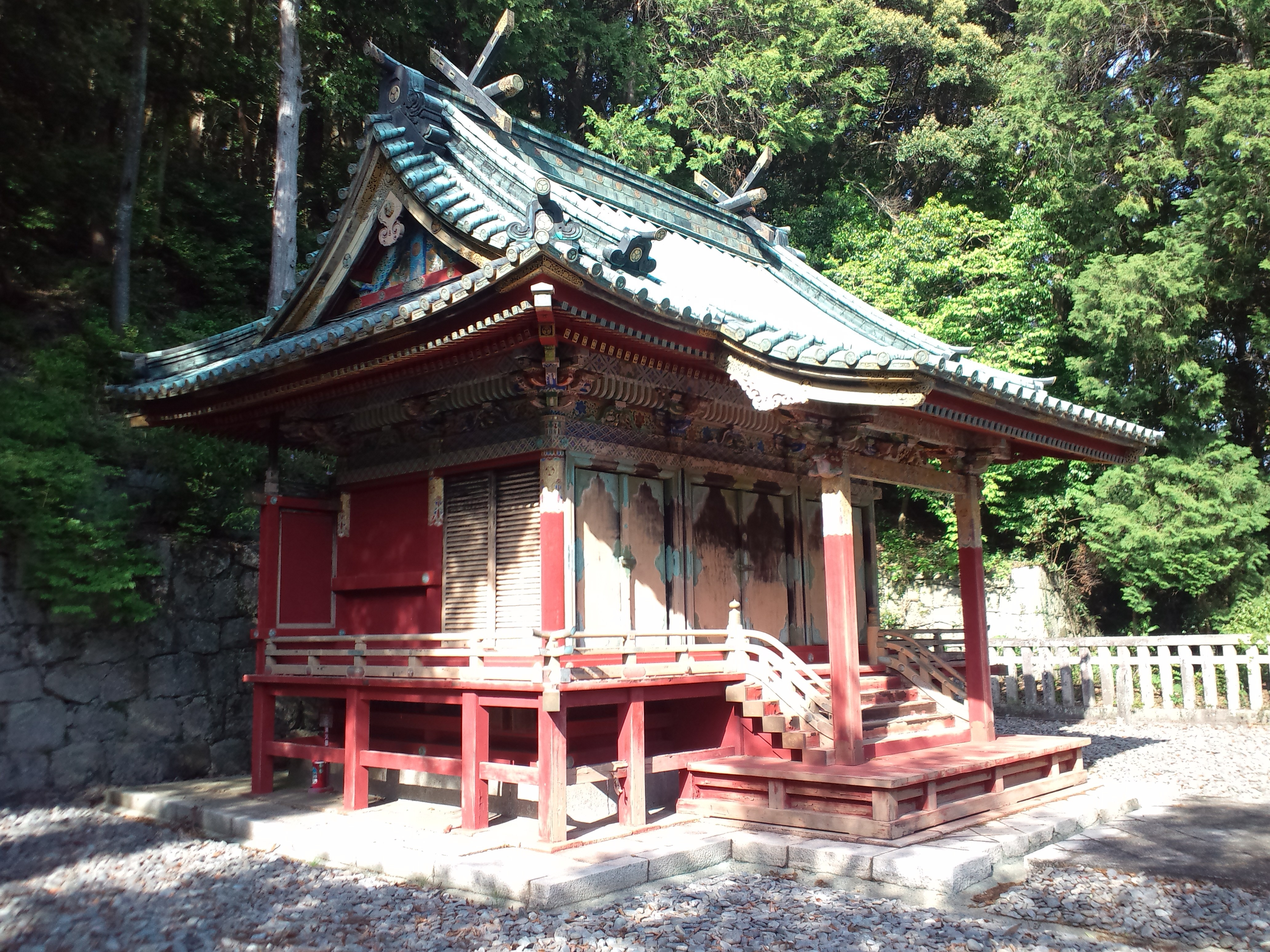
滝山東照宮本殿 （2014年（平成26年）5月）
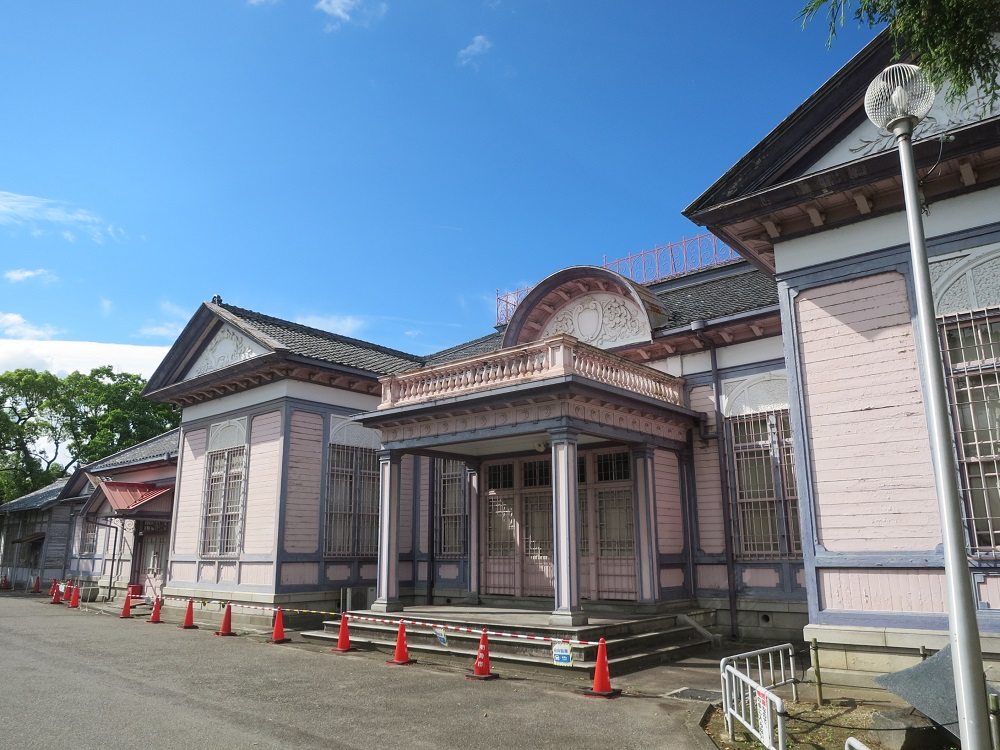
旧額田郡公会堂及物産陳列所 （2015年（平成27年）6月）

愛知県指定有形文化財
| 指定名称                                       | 所有者・管理者 | 指定年月日                | 所在地 | 備考 |
| ---------------------------------------------- | -------------- | ------------------------- | ------ | ---- |
| 大樹寺伽藍（三門、総門、裏二門、鐘楼、大方丈） | 大樹寺         | 1955年（昭和320年）6月6日 | 鴨田町 |      |
| 淇篆庵並水屋                                   | 明願寺         | 1979年（昭和54年）6月13日 | 伊賀町 |      |

- 大樹寺三門
（2019年（令和元年）11月）
- 大樹寺総門
（2018年（平成30年）8月）
- 大樹寺裏二門
（2019年（令和元年）11月）
- 大樹寺鐘楼
（2019年（令和元年）11月）

岡崎市指定有形文化財
| 指定名称                               | 所有者・管理者 | 指定年月日                 | 所在地   | 備考 |
| -------------------------------------- | -------------- | -------------------------- | -------- | ---- |
| 真福寺仁王門                           | 真福寺         | 1960年（昭和35年）3月10日  | 真福寺町 |      |
| 切越八面塔                             | 切越町         | 1967年（昭和42年）9月14日  | 切越町   |      |
| 足利尊氏石宝塔                         | 八剣神社       | 1967年（昭和42年）9月14日  | 大門     |      |
| 久世平太夫石宝塔                       | 長福寺         | 1967年（昭和42年）9月14日  | 竜泉寺町 |      |
| 酒井広親石宝塔                         | 信光明寺       | 1967年（昭和42年）9月14日  | 岩津町   |      |
| 大久保浄源石宝塔                       | 個人           | 1967年（昭和42年）9月14日  | 竜泉寺町 |      |
| 大久保忠員石宝塔                       | 個人           | 1967年（昭和42年）9月14日  | 竜泉寺町 |      |
| 諏訪神社石灯籠                         | 諏訪神社       | 1967年（昭和42年）9月14日  | 梅園町   |      |
| 犬頭神社石鳥居                         | 糟目犬頭神社   | 1967年（昭和42年）9月14日  | 宮地町   |      |
| 弟也斎                                 | 明願寺         | 1978年（昭和53年）6月15日  | 伊賀町   |      |
| 明神型石鳥居                           | 菅生神社       | 1990年（平成2年）3月22日   | 康生町   |      |
| 甲山寺本堂（護摩堂）（附 棟札）        | 甲山寺         | 2005年（平成17年）12月20日 | 六供町   |      |
| 日吉山王社本殿                         | 滝山東照宮     | 2006年（平成18年）12月21日 | 滝町     |      |
| 大樹寺本堂                             | 大樹寺         | 2008年（平成20年）6月16日  | 鴨田町   |      |
| 大樹寺開山堂                           | 大樹寺         | 2008年（平成20年）6月16日  | 鴨田町   |      |
| 伊賀八幡宮末社上総社社殿、牟久津社社殿 | 伊賀八幡宮     | 2011年（平成23年）3月23日  | 伊賀町   |      |

- 真福寺仁王門
（2016年（平成28年）11月）
- 切越八面塔
（2022年（令和4年）5月）
- 酒井広親石宝塔
（2021年（令和3年）2月）
- 犬頭神社石鳥居
（2017年（平成29年）1月）
- 甲山寺本堂（護摩堂）
（2022年（令和4年）1月）
- 日吉山王社本殿
（2022年（令和4年）5月）
- 大樹寺本堂
（2019年（令和元年）11月）

登録有形文化財
| 指定名称                                                           | 所有者・管理者               | 指定年月日                 | 所在地   | 備考                     |
| ------------------------------------------------------------------ | ---------------------------- | -------------------------- | -------- | ------------------------ |
| 八丁味噌本社事務所                                                 | 合資会社八丁味噌             | 1996年（平成8年）12月20日  | 八帖町   |                          |
| 八丁味噌蔵（史料館）                                               | 合資会社八丁味噌             | 1996年（平成8年）12月20日  | 八帖町   |                          |
| 本光寺本堂                                                         | 本光寺                       | 2007年（平成19年）10月2日  | 上青野町 |                          |
| 本光寺山門                                                         | 本光寺                       | 2007年（平成19年）10月2日  | 上青野町 |                          |
| 岡崎信用金庫資料館（旧岡崎銀行本店）                               | 岡崎信用金庫                 | 2008年（平成20年）3月7日   | 伝馬通   |                          |
| 旧石原家住宅主屋                                                   | 個人                         | 2011年（平成23年）7月25日  | 六供町   |                          |
| 旧石原家住宅土蔵                                                   | 個人                         | 2011年（平成23年）7月25日  | 六供町   |                          |
| 旧石原家住宅庭門                                                   | 個人                         | 2011年（平成23年）7月25日  | 六供町   |                          |
| 旧愛知県第二尋常中学校講堂                                         | 岡崎市                       | 2013年（平成25年）3月29日  | 針崎町   |                          |
| 旧愛知県岡崎師範学校武道場                                         | 国立大学法人愛知教育大学     | 2013年（平成25年）12月24日 | 六供町   |                          |
| 日本福音ルーテル岡崎教会教会堂                                     | 宗教法人日本福音ルーテル教会 | 2013年（平成25年）12月24日 | 伝馬通   |                          |
| 旧本多家住宅主屋                                                   | 岡崎市                       | 2014年（平成26年）10月7日  | 欠町     | 2012年（平成24年）移築。 |
| 善立寺本堂                                                         | 善立寺                       | 2015年（平成27年）11月17日 | 祐金町   |                          |
| 善立寺七面堂                                                       | 善立寺                       | 2015年（平成27年）11月17日 | 祐金町   |                          |
| 善立寺玄関                                                         | 善立寺                       | 2015年（平成27年）11月17日 | 祐金町   |                          |
| 善立寺山門                                                         | 善立寺                       | 2015年（平成27年）11月17日 | 祐金町   |                          |
| 愛知県立岡崎高等学校正門門柱（旧愛知県立第二中学校正門）           | 愛知県                       | 2017年（平成29年）6月28日  | 明大寺町 |                          |
| 愛知県立岩津高等学校正門旧門柱（旧岩津町立愛知県岩津農商学校正門） | 愛知県                       | 2017年（平成29年）6月28日  | 東蔵前町 |                          |
| 冨田家住宅木南舎                                                   | 個人                         | 2020年（令和2年）4月3日    | 元宿町   |                          |
| 冨田家住宅土蔵                                                     | 個人                         | 2020年（令和2年）4月3日    | 本宿町   |                          |

- 八丁味噌本社事務所
（2019年（令和元年）12月）
- 八丁味噌蔵（史料館）
（2015年（平成27年）9月）
- 本光寺本堂
（2016年（平成28年）9月）
- 岡崎信用金庫資料館
（2007年（平成19年）4月）
- 旧石原家住宅主屋
（2016年（平成28年）7月）
- 旧愛知県第二尋常中学校講堂
（2015年（平成27年）12月）
- 旧愛知県岡崎師範学校武道場
（2016年（平成28年）9月）
- 日本福音ルーテル岡崎教会教会堂
（2022年（令和4年）7月）
- 旧本多家住宅主屋
（2016年（平成28年）9月）
- 善立寺本堂
（2020年（令和2年）10月）
- 愛知県立岡崎高等学校正門門柱
（2017年（平成29年）8月）
- 愛知県立岩津高等学校正門旧門柱
（2020年（令和2年）7月）
- 冨田家住宅木南舎、同土蔵
（2019年（令和元年）5月）

市景観重要建造物
| 指定名称                       | 指定年月日                 | 所在地   |
| ------------------------------ | -------------------------- | -------- |
| 岡崎城天守                     | 2013年（平成25年）4月17日  | 康生町   |
| 六供配水場配水塔               | 2013年（平成25年）5月31日  | 六供町   |
| 旧石原家住宅                   | 2013年（平成25年）8月30日  | 六供町   |
| 旧野村家住宅（米屋）           | 2013年（平成25年）8月30日  | 藤川町   |
| カクキュー八丁味噌             | 2014年（平成26年）10月30日 | 八帖町   |
| まるや八丁味噌                 | 2014年（平成26年）10月30日 | 八帖町   |
| 本光寺                         | 2015年（平成27年）4月8日   | 上青野町 |
| アイチ味噌溜店舗               | 2015年（平成27年）7月24日  | 本宿町   |
| 善立寺                         | 2017年（平成29年）10月31日 | 祐金町   |
| 岡崎信用金庫資料館             | 2017年（平成29年）10月31日 | 伝馬通   |
| 日本福音ルーテル岡崎教会教会堂 | 2018年（平成30年）9月1日   | 伝馬通   |
| 十王堂                         | 2019年（平成31年）3月1日   | 藤川町   |
| まるや八丁味噌土蔵             | 2020年（令和2年）3月30日   | 八帖町   |

#### 絵画
国の重要文化財
- 絹本著色善光寺如来絵伝　3幅 - 妙源寺
- 絹本著色法然上人絵伝　3幅 - 妙源寺
- 絹本著色親鸞上人絵伝　3幅 - 妙源寺
- 絹本墨画淡彩如意輪観音図　1幅 - 大樹寺（岡崎市美術博物館寄託）
- 大方丈障壁画岡田為恭筆　49面 - 大樹寺
- 絹本著色光明本尊　3幅 - 妙源寺

愛知県指定有形文化財
- 絹本著色山越阿弥陀如来像　1幅 - 大樹寺（岡崎市美術博物館寄託）
- 絹本著色当麻曼荼羅絵　1幅 - 大樹寺（岡崎市美術博物館寄託）
- 絹本著色二十五菩薩来迎図　1幅 - 大樹寺（岡崎市美術博物館寄託）
- 僧月僊作品群　60面 - 昌光律寺
- 絹本著色善光寺如来絵伝　4幅 - 満性寺
- 絹本著色法然上人絵伝　6幅 - 満性寺
- 絹本著色持鉢釈迦如来画像　1幅 - 萬松寺（岡崎市美術博物館寄託）
- 絹本著色太子講讃孝養の図　1幅 - 満性寺

岡崎市指定有形文化財
- 絹本著色十六羅漢像　5幅 - 松應寺
- 絹本著色善導大師像　1幅 - 法蔵寺（岡崎市美術博物館寄託）
- 絹本著色二十五菩薩来迎図　1幅 - 勝鬘皇寺（岡崎市美術博物館寄託）
- 絹本著色般若十六善神像　1幅 - 宝福寺
- 絹本著色三国高僧光明品　1幅 - 満性寺
- 絹本著色十三仏像　1幅 - 専福寺（岡崎市美術博物館寄託）
- 絹本著色聖徳太子絵伝　4幅 - 勝鬘皇寺（岡崎市美術博物館寄託）
- 絹本著色来迎阿弥陀三尊仏像　1幅 - 高隆寺（岡崎市美術博物館寄託）
- 絹本著色山越阿弥陀如来像　1幅 - 法蔵寺（岡崎市美術博物館寄託）
- 絹本著色二十五菩薩来迎図　1幅 - 法蔵寺（岡崎市美術博物館寄託）
- 絹本著色渡唐天神像　1幅 - 法蔵寺
- 絹本著色松平清康像　1幅 - 随念寺（岡崎市美術博物館寄託）
- 絹本著色釈迦涅槃像　1幅 - 随念寺（岡崎市美術博物館寄託）
- 紙本淡彩十六羅漢像　1幅 - 随念寺（岡崎市美術博物館寄託）
- 紙本著色倫誉上人像　1幅 - 随念寺（岡崎市美術博物館寄託）
- 絹本著色倫誉上人像　1幅 - 随念寺（岡崎市美術博物館寄託）
- 絹本著色張良黄石公像　1幅 - 随念寺（岡崎市美術博物館寄託）
- 絹本著色張飛像・玄徳像・関羽像　3幅 - 随念寺（岡崎市美術博物館寄託）
- 紙本十二ヶ月絵巻　1巻 - 随念寺（岡崎市美術博物館寄託）
- 紙本淡彩反古画帖　1冊 - 随念寺（岡崎市美術博物館寄託）
- 紙本墨画淡彩百盲行旅の図　1巻 - 随念寺（岡崎市美術博物館寄託）
- 絹本著色三千仏像　3幅 - 真福寺
- 絹本著色山越阿弥陀如来像　1幅 - 信光明寺（岡崎市美術博物館寄託）
- 絹本著色方便法身尊影　1幅 - 西光寺
- 絹本著色雲中来迎阿弥陀如来像　1幅 - 信光明寺（岡崎市美術博物館寄託）
- 絹本著色釈迦如来像（附 軸金具）　1幅 - 信光明寺（岡崎市美術博物館寄託）
- 絹本著色慈恵大師並侍者像　1幅 - 真福寺
- 絹本著色顕如上人像　1幅 - 安受寺
- 絹本著色源空上人選択付属御影　1幅 - 妙源寺
- 絹本著色当麻曼荼羅絵　1幅 - 妙源寺
- 絹本著色聖徳太子絵伝　3幅 - 妙源寺
- 絹本著色阿弥陀如来十二光仏像　1幅 - 暮戸教会（岡崎市美術博物館寄託）
- 絹本著色蓮如上人像　1幅 - 勝蓮寺
- 絹本著色親鸞上人絵伝　3幅 - 願照寺（岡崎市美術博物館寄託）
- 絹本著色證如上人像　1幅 - 願照寺（岡崎市美術博物館寄託）
- 絹本著色親鸞上人三狭間御影　1幅 - 願照寺（岡崎市美術博物館寄託）
- 曼荼羅仏絵図　1幅 - 阿弥陀寺
- からうすの図　1幅 - 天恩寺
- 蝦蟇、鉄拐仙人図　2幅 - 天恩寺
- 絹本著色法然上人絵伝　6幅 - 浄珠院（岡崎市美術博物館寄託）
- 絹本著色当麻曼荼羅絵　1幅 - 萬福寺
- 絹本著色善導大師像　1幅 - 正願寺
- 絹本著色鶴田卓池賛菅生風景画　1幅 - 岡崎市（岡崎市美術博物館）
- 紙本著色鶴田卓池自画像　1幅 - 岡崎市（岡崎市立中央図書館）
- 絹本著色当麻曼荼羅　1幅 - 崇福寺
- 絹本著色十王図　10幅 - 崇福寺
- 絹本著色芳春院妙西尼公像　1幅 - 本宗寺
- 板地著色三十六歌仙図扁額　36面 - 滝山東照宮（岡崎市美術博物館寄託）
- 絹本著色徳川信康像　1幅 - 勝蓮寺
- 絹本著色八相涅槃図　1幅 - 竜泉寺
- 那智参詣曼荼羅（附 大黒天版木 1枚）　1幅 - 明星院
- 絹本著色勢誉上人像　1幅 - 大樹寺（岡崎市美術博物館寄託）
- 絹本著色聖徳太子六臣像　1幅 - 願照寺（岡崎市美術博物館寄託）
- 絹本著色両界曼荼羅図　2幅 - 甲山寺（岡崎市美術博物館寄託）
- 絹本著色十二天像　12幅 - 甲山寺（岡崎市美術博物館寄託）
- 絹本著色超誉上人像　1幅 - 信光明寺（岡崎市美術博物館寄託）
- 絹本著色登誉上人像　1幅 - 大樹寺（岡崎市美術博物館寄託）

#### 彫刻
国の重要文化財
- 木造慈恵大師坐像　1躯 - 真福寺
- 木造観音菩薩・梵天・帝釈天立像　3躯 - 滝山寺
- 木造兜跋毘沙門天立像　2躯 - 庚申講

愛知県指定有形文化財
- 木造狛犬1対 - 滝山寺
- 木造南無仏太子像　1躯 - 満性寺
- 木造阿弥陀如来坐像　1躯 - 土呂八幡宮
- 塑像仏頭1個 - 真福寺
- 木造阿弥陀如来坐像　1躯 - 大樹寺
- 木造勢誉上人坐像　1躯 - 大樹寺

木造阿弥陀如来坐像　1躯 - 称名寺
- 木造毘沙門天立像　1躯 - 滝山寺
- 木造菩薩立像（伝十一面観音）　1躯 - 滝山寺

岡崎市指定有形文化財
- 木造馬頭観世音菩薩立像　1躯 - 実相寺
- 木造聖観音菩薩立像　1躯 - 法蔵寺
- 木造釈迦如来坐像　1躯 - 安心院
- 木造観世音菩薩立像　1躯 - 清泰寺
- 木造金剛界大日如来坐像　1躯 - 大日堂
- 木造聖観世音菩薩立像　1躯 - 大日堂
- 木造定印阿弥陀如来坐像　1躯 - 天徳院
- 木造地蔵菩薩坐像　1躯 - 善国寺
- 木造来迎阿弥陀如来立像　1躯 - 善国寺
- 木造孝養太子立像　1躯 - 妙源寺
- 木造親鸞上人坐像　1躯 - 妙源寺
- 木造孝養太子立像　1躯 - 聖善寺
- 阿弥陀如来石像　1躯 - 西光寺
- 犬頭神社石造唐猫　1対 - 糟目犬頭神社
- 犬頭神社石造狛犬　1対 - 糟目犬頭神社
- 延命地蔵菩薩　1躯 - 広祥院
- 木造来迎阿弥陀如来立像　1躯 - 来迎院
- 木造来迎阿弥陀如来坐像　1躯 - 円跡寺（岡崎市美術博物館寄託）
- 木造来迎阿弥陀如来立像　1躯 - 誓法寺
- 木造烏枢沙摩明王立像　1躯 - 正蔵寺
- 木造仁王像　2躯 - 真福寺
- 木造円空作 毘沙門天像・不動明王像　2躯 - 経津主神社（岡崎市美術博物館寄託）
- 塑像仏頭　2個 - 真福寺
- 木造男神・女神像　2躯 - 村積神社
- 木造仁王像　2躯 - 滝山寺
- 木造十一面観音菩薩立像　1躯 - 滝山寺
- 木造慈恵大師坐像　1躯 - 滝山寺
- 木造日光・月光菩薩立像　2躯 - 滝山寺
- 木造薬師如来坐像　1躯 - 真如寺
- 木造阿弥陀如来立像　1躯 - 菩提院
- 銅造阿弥陀三尊立像（善光寺式）　2躯 - 成就院
- 木造地蔵菩薩坐像　1躯 - 欣浄寺
- 木造出山釈迦立像　1躯 - 満性寺
- 木造釈迦立像（附 光背）　1躯 - 清涼寺
- 木造神像（附 薬師如来坐像）　9躯 - 八剣神社
- 木造東照権現（徳川家康）坐像　1躯 - 大樹寺
- 木造大日如来坐像　1躯 - 甲山寺
- 木造十二天立像　12躯 - 甲山寺
- 木造阿弥陀三尊像　3躯 - 円福寺
- 木造善導大師坐像　1躯 - 円福寺
- 木造法然上人坐像　1躯 - 円福寺
- 木造十二神将立像　12躯 - 滝山寺
- 木造天台大師坐像　1躯 - 滝山寺
- 木造不動明王坐像　1躯 - 滝山寺
- 木造弁財天坐像　1躯 - 滝山寺
- 木造地蔵菩薩坐像・不動明王坐像・愛染明王坐像（附 地蔵菩薩坐像内納入品）　3躯 - 天恩寺
- 木造随身像（附 像内納入銘札1枚）　2躯 - 伊賀八幡宮
- 木造日吉山王神坐像（附　台座5基）　7躯 - 滝山東照宮（岡崎市美術博物館寄託）

#### 工芸品
国の重要文化財
- 太刀 銘正恒（附 糸巻太刀拵）　1口 - 滝山東照宮（岡崎市美術博物館寄託）
- 太刀 銘長光（附 糸巻太刀拵）　1口 - 滝山東照宮（岡崎市美術博物館寄託）
- 鉦鼓用引架　1掛 - 昌光律寺

愛知県指定有形文化財
- 大身の鎗　1口 - 個人（三河武士のやかた家康館寄託）
- 錫杖　2柄 - 滝山寺
- 孔雀文磬　1面 - 滝山寺
- 根来塗払子　1柄 - 萬松寺（岡崎市美術博物館寄託）
- 藍染繍衣陣羽織　1枚 - 萬松寺（岡崎市美術博物館寄託）
- 白麻二十五条袈裟　1領 - 萬松寺（岡崎市美術博物館寄託）
- 唐絹萌黄七条甲袈裟　1領 - 萬松寺（岡崎市美術博物館寄託）
- 磬（大治二年在銘）　1面 - 桜井寺
- 木造菩薩面(附 4点)　6面 - 滝山寺
- 銅鉦鼓（附 鉦架）　1口 - 信光明寺（岡崎市美術博物館寄託）
- 蒔絵曲禄　1基 - 滝山寺

岡崎市指定有形文化財
- 松平広忠使用床几　1基 - 松應寺（三河武士のやかた家康館寄託）
- 鎌倉彫大香合　1合 - 松應寺（三河武士のやかた家康館寄託）
- 雲版　1面 - 随念寺（岡崎市美術博物館寄託）
- 利剣名号御下帷子　1枚 - 法蔵寺
- 位牌　6基 - 長福寺
- 松平広忠使用青貝鞍　1背 - 松應寺（三河武士のやかた家康館寄託）
- 破魔弓　1張 - 法蔵寺（岡崎市美術博物館寄託）
- 青磁花瓶　1口 - 法蔵寺（岡崎市美術博物館寄託）
- 雲版　1面 - 信光明寺（岡崎市美術博物館寄託）
- 孔雀文磬　1面 - 妙源寺
- 舎利厨子　1基 - 妙源寺
- 瓦焼阿弥陀如来坐像　1躯 - 妙源寺
- 懸仏大日如来　1面 - 渡八幡宮
- 雲珠形松平親氏位牌　1基 - 光明寺
- 瀬戸染付香炉　4口 - 個人（岡崎市美術博物館寄託）
- 鰐口　1口 - 高之御前神社
- 太刀　1口 - 熱田神社（岡崎市美術博物館寄託）
- 鰐口　1口 - 高薄八幡宮
- 熊毛兜　1頭 - 観音寺（岡崎市美術博物館寄託）
- 位牌　6基 - 正蔵寺
- 乱舞面　1面 - 山中八幡宮（岡崎市美術博物館寄託）
- 亀甲文地銀貼膳　1組 - 岡崎市（三河武士のやかた家康館）
- 葵紋桐唐草文蒔絵什器　1組 - 岡崎市（三河武士のやかた家康館）
- 蔵王権現懸仏　1面 - 明星院
- 懸仏　1面 - 八剣神社
- 梵鐘　1口 - 大樹寺
- 梵鐘　1口 - 法蔵寺
- 鰐口　1口 - 真福寺
- 獅子牡丹文鎌倉彫香合　1合 - 勝蓮寺
- 梔子文堆朱香合　1合 - 随念寺（岡崎市美術博物館寄託）
- 秋草文平蒔絵提箱　1組 - 松應寺（岡崎市美術博物館寄託）
- 熱田神社の脇差　1口 - 熱田神社（岡崎市美術博物館寄託）
- 木造雲珠型袖附位牌　7基 - 大樹寺
- 木造札型平頭位牌　2基 - 大樹寺
- 黒漆嵌装舎利厨子　1基 - 大樹寺（岡崎市美術博物館寄託）
- 刀 銘薬王寺 主真助 文亀二年八月日　1口 - 岡崎市（三河武士のやかた家康館寄託）
- 刀 銘薬王寺 助次　1口 - 岡崎市（三河武士のやかた家康館寄託）
- 鞍　1背 - 滝山寺
- 孔雀文磬　1面 - 信光明寺
- 鰐口　1口 - 白髭神社（岡崎市美術博物館寄託）

#### 書跡・典籍・古文書
国の重要文化財
- 色紙阿弥陀経　1巻 - 満性寺

愛知県指定有形文化財
- 大樹寺文書　243点 - 大樹寺（岡崎市美術博物館寄託）

岡崎市指定有形文化財
- 紺紙金字法華経（開結共）　10巻 - 長福寺（岡崎市美術博物館寄託）
- 観無量寿経四帖之疏　4冊 - 満性寺
- 紙本墨書法華題目抄　1幅 - 円頓寺
- 墨紙金泥梵字六字名号　1幅 - 満性寺
- 蓮如上人六字名号　5幅 - 浄専寺
- 絹本金字六字名号　1幅 - 随念寺
- 仮名書阿弥陀経　1巻 - 勝鬘寺（岡崎市美術博物館寄託）
- 紙本墨書真福寺勧進帳　1巻 - 真福寺
- 紙本墨書後柏原天皇綸旨　1幅 - 信光明寺（岡崎市美術博物館寄託）
- 紙本墨書後土御門天皇綸旨　1幅 - 信光明寺（岡崎市美術博物館寄託）
- 写本称賛浄土仏摂受経　1巻 - 妙源寺
- 紙本墨書親鸞上人十字名号　1幅 - 妙源寺
- 版本選択本願念仏集　2冊 - 妙源寺
- 写本蓮如上人御文章　1冊 - 正法寺
- 明版大蔵経　770冊 - 暮戸教会
- 総持尼寺文書　19点 - 総持尼寺（岡崎市美術博物館寄託）
- 藤川宿駒曳朱印状　1枚 - 関山神社（岡崎市美術博物館寄託）
- 高階惟行・坂上惟伴連署田地寄進状　1通 - 滝山寺
- 往生要集 巻上　1冊 - 西方寺（岡崎市美術博物館寄託）
- 親鸞聖人門侶交名牒　1巻 - 妙源寺
- 妙源寺文書　77点 - 妙源寺

#### 考古資料
愛知県指定有形文化財
- 洞（伝）の銅鐸　1個 - 法蔵寺（岡崎市美術博物館寄託）
- 岩津第1号古墳出土品　約100点 - 岡崎市（岡崎市美術博物館）

岡崎市指定有形文化財
- 林福寺海獣葡萄鏡　1面 - 個人（岡崎市美術博物館寄託）
- 亀山第2号古墳出土遺物　一括 - 岡崎市（岡崎市美術博物館）

#### 歴史資料
岡崎市指定有形文化財
- 松平蔵人佐元康制札　1面 - 法蔵寺
- 藤川宿高札　6枚 - 関山神社（岡崎城・藤川宿資料館・藤川小学校）
- 鶴田卓池旅日記　3冊 - 個人（岡崎市立中央図書館寄託）
- 懐玉三河州地理図鑒版木　8点 - 西方寺（岡崎市美術博物館寄託）

#### 無形民俗文化財
愛知県指定無形民俗文化財
- 滝山寺鬼祭り - 滝山寺鬼まつり保存会
- 千万町の神楽 - 千万町神楽保存会

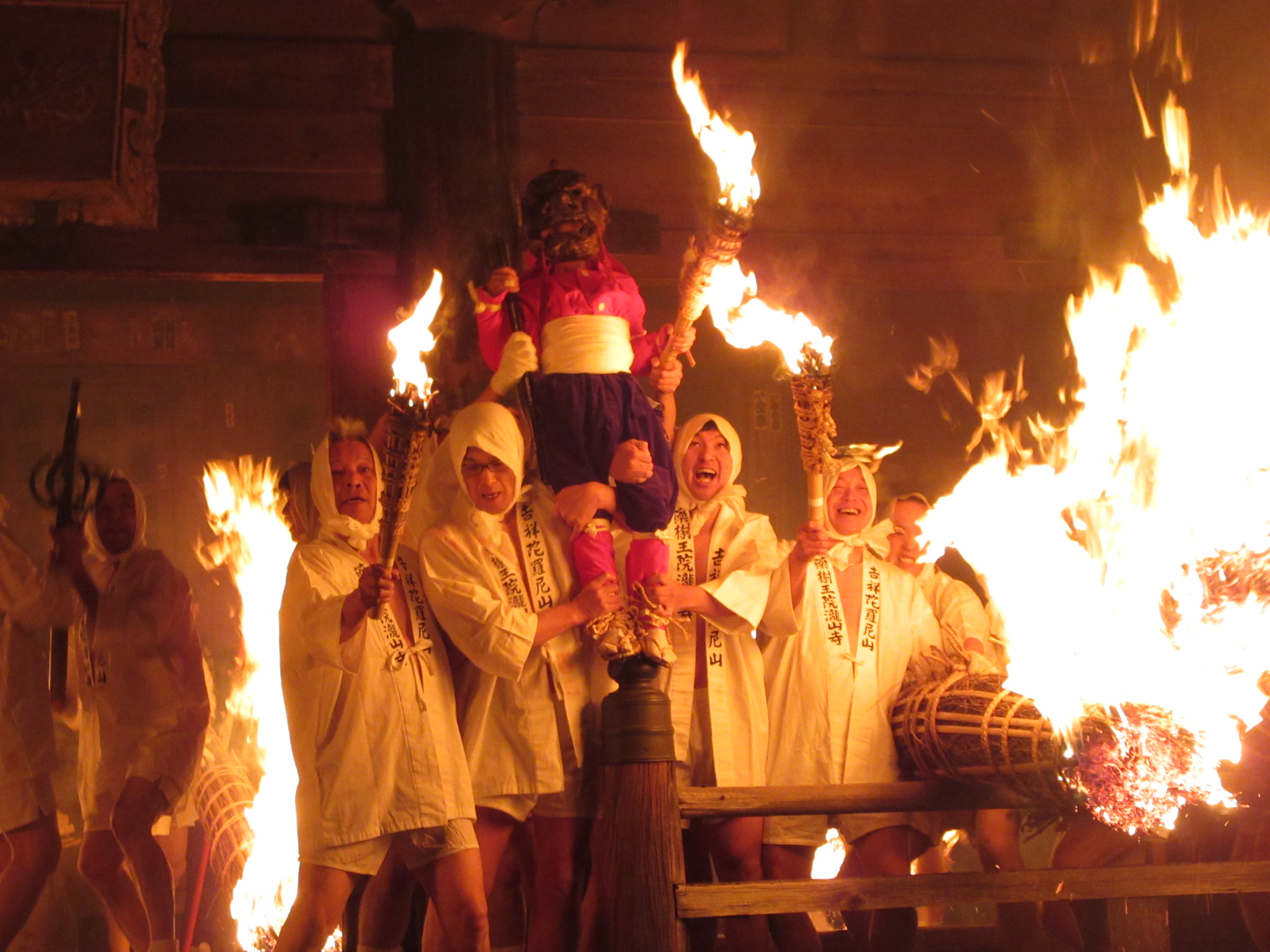
滝山寺鬼祭り （2019年（平成31年）2月）

岡崎市指定無形民俗文化財
- 大嘗祭悠紀斎田（田植唄、踊り、用具、装束一式） - 六ツ美悠紀斎田保存会・岡崎市
- デンデンガッサリ - デンデンガッサリ保存会
- 須賀神社祭礼山車及び祭りばやし - 須賀神社祭礼山車及び祭りばやし保存会
- 夏山八幡宮火祭り - 夏山八幡宮
- 堤通手永御田扇祭り - 堤通手永御田扇祭り保存会
- 山方手永御田扇祭り - 山方手永御田扇祭り保存会

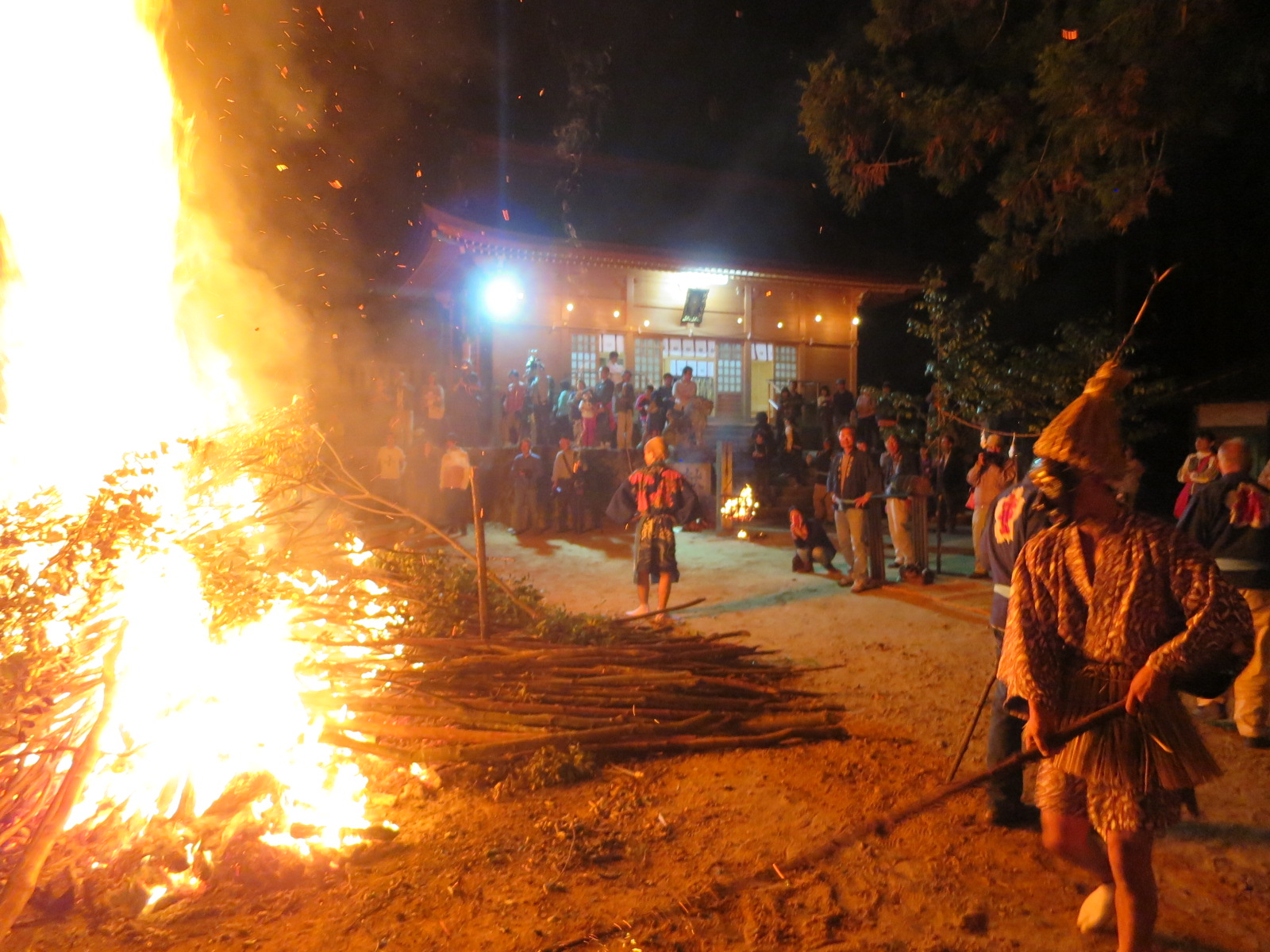
夏山八幡宮火祭り （2015年（平成27年）10月）

#### 有形民俗文化財
愛知県指定有形民俗文化財
- 大川神明宮の舞台　1棟 - 大川神明宮
- 万足平の猪垣　612メートル - 万足平を考える会

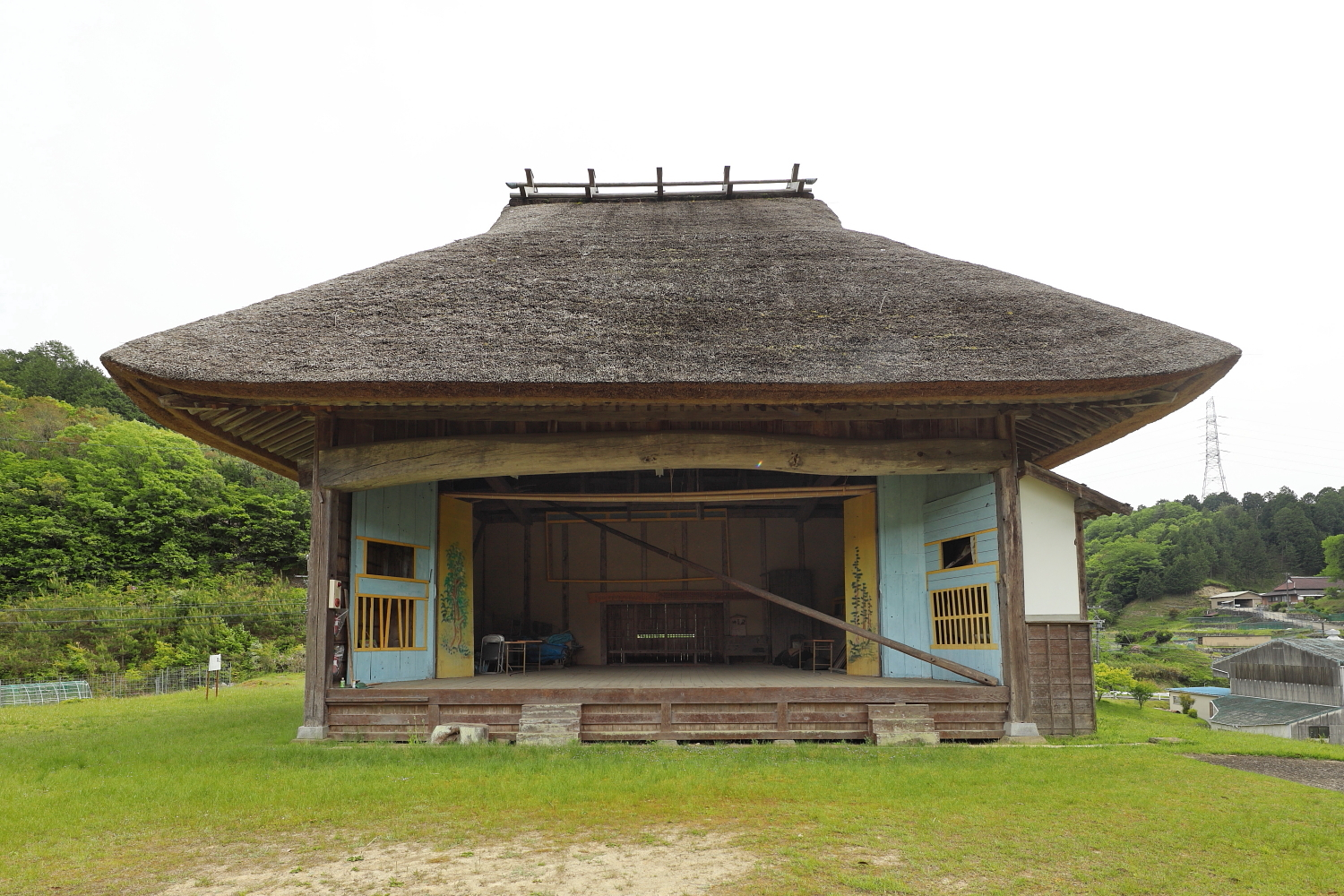
大川神明宮の舞台 （2022年（令和4年）5月）
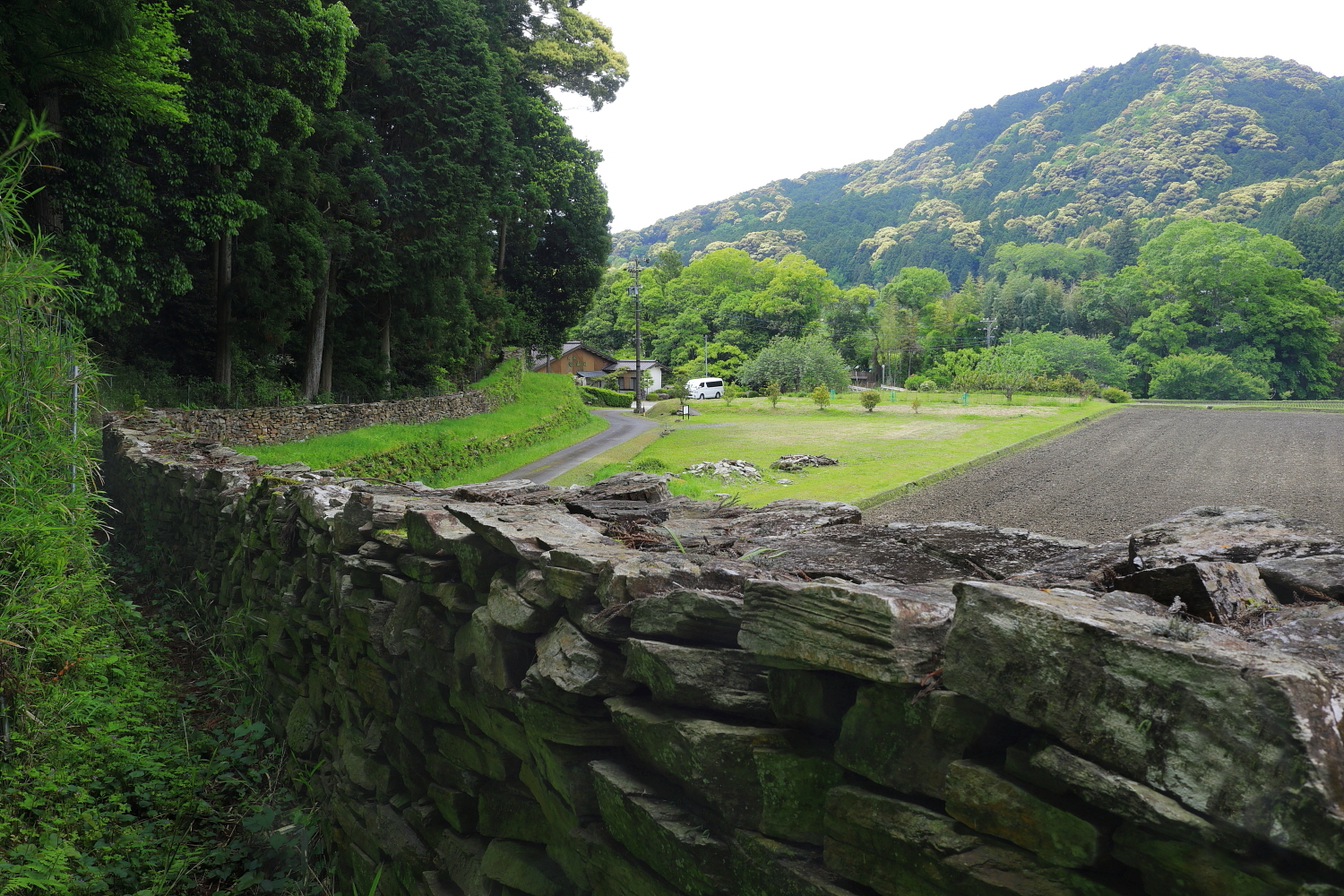
万足平の猪垣 （2022年（令和4年）5月）

岡崎市指定有形民俗文化財
- 祭礼山車　1台 - 矢作町3区
- 祭礼山車　1台 - 矢作町2区
- 渭信寺絵馬群　95点 - 渭信寺
- 八帖諏訪神社絵馬群　10点 - 諏訪神社
- 六所神社絵馬群　83点 - 六所神社
- 矢作神社絵馬群　12点 - 矢作神社
- 保久八幡宮舞台　1棟 - 保久八幡宮

#### 史跡

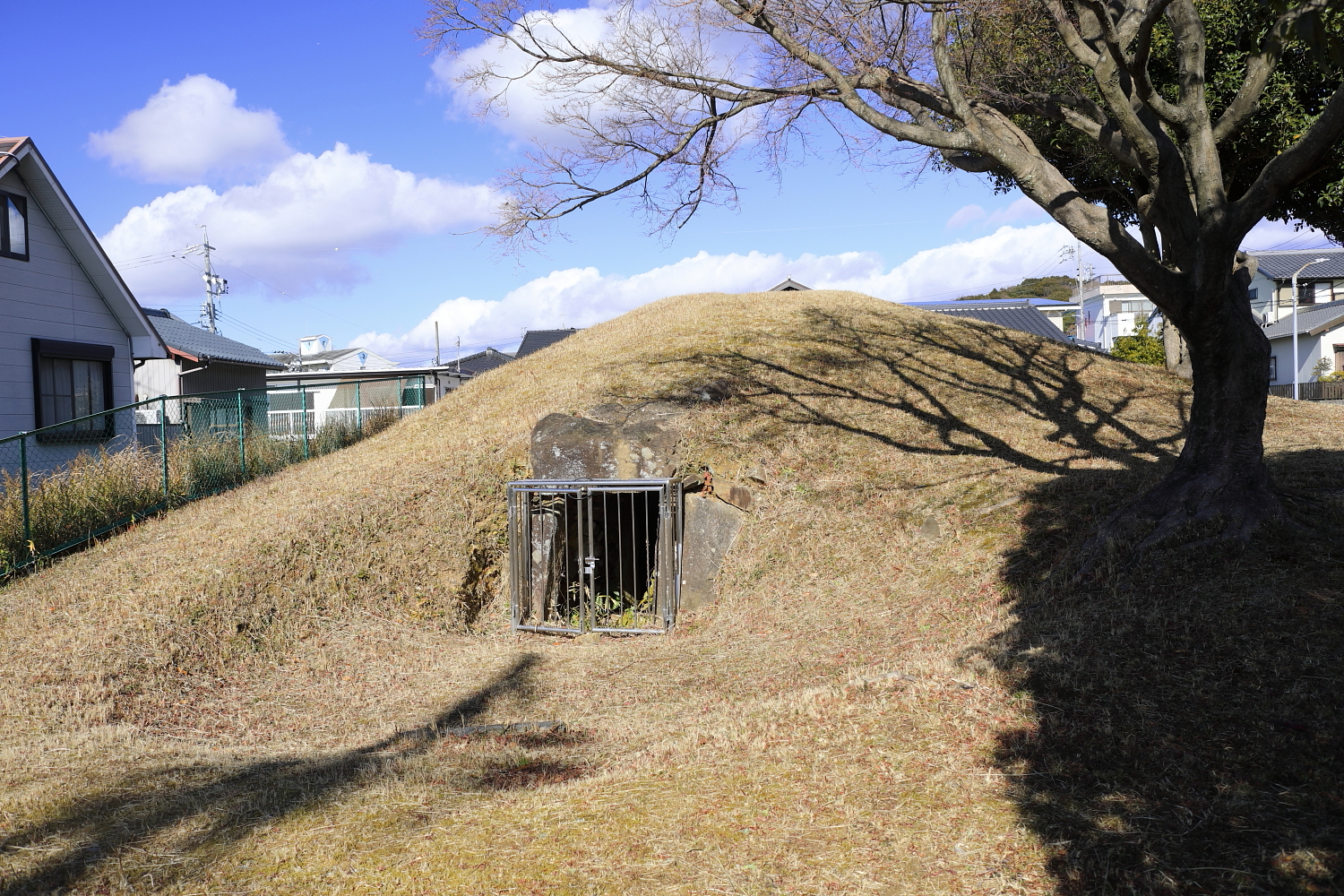
岩津第1号古墳 （2022年（令和4年）1月）
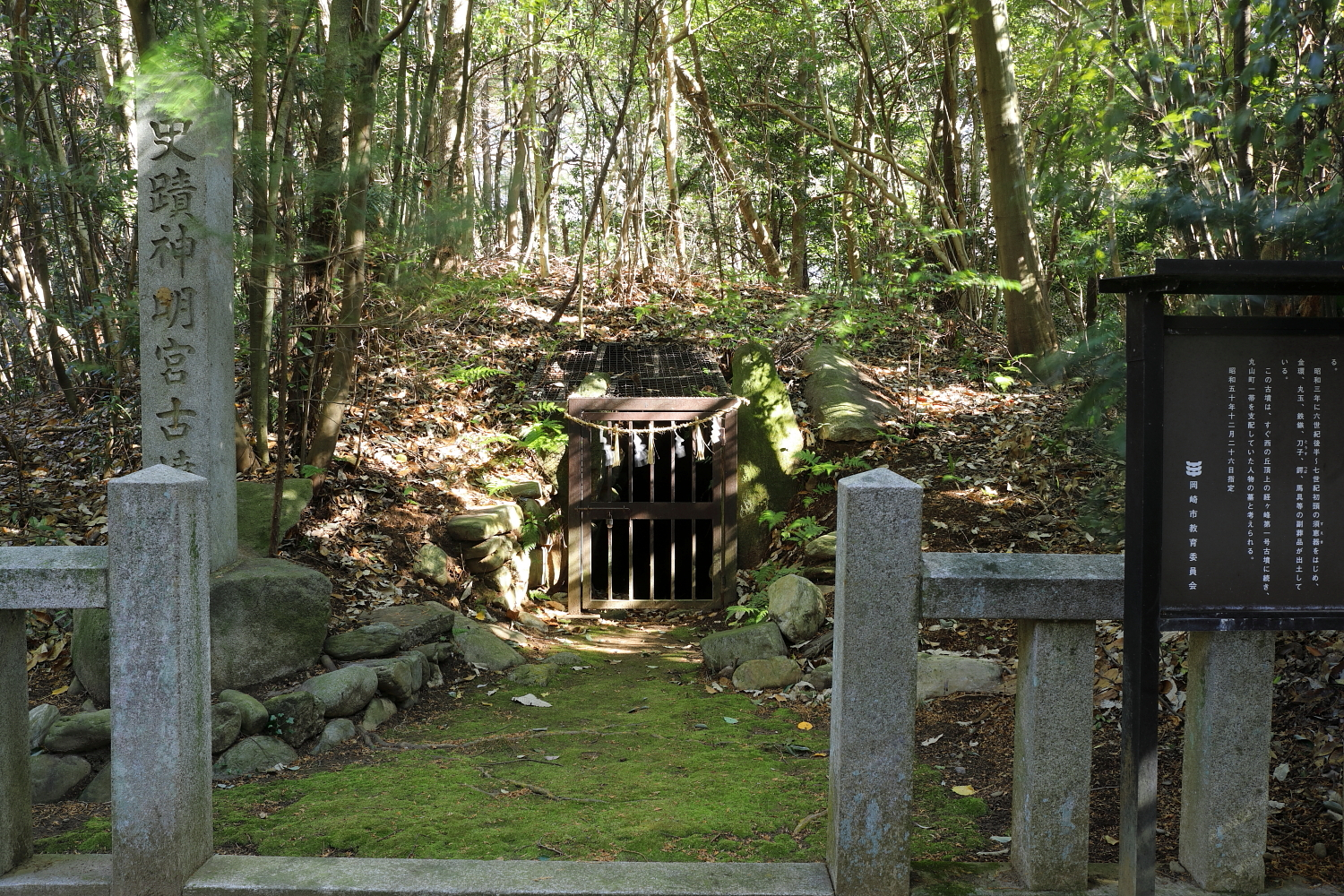
神明宮第1号古墳 （2022年（令和4年）1月）

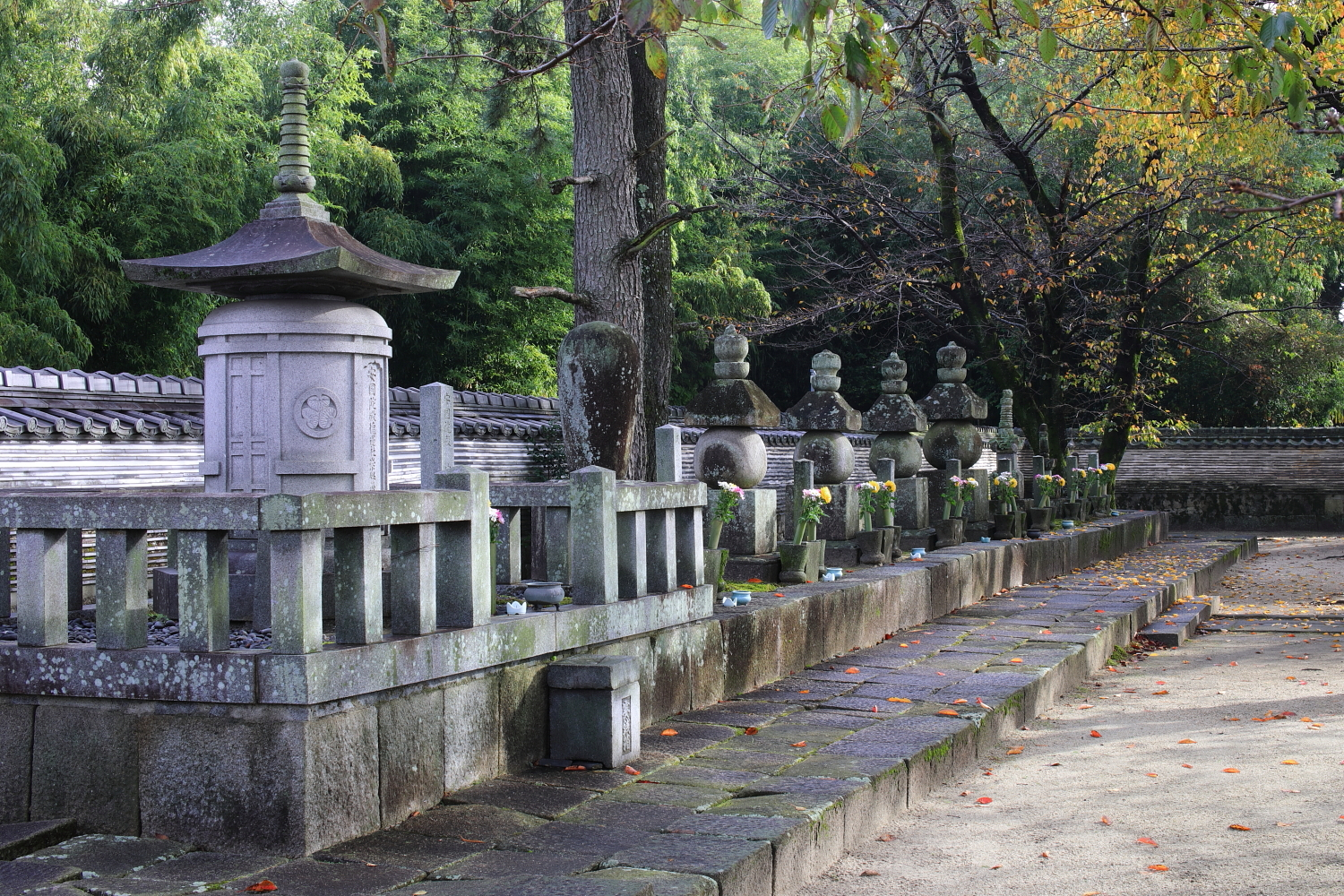
松平八代墓 （2019年（令和元年）11月）
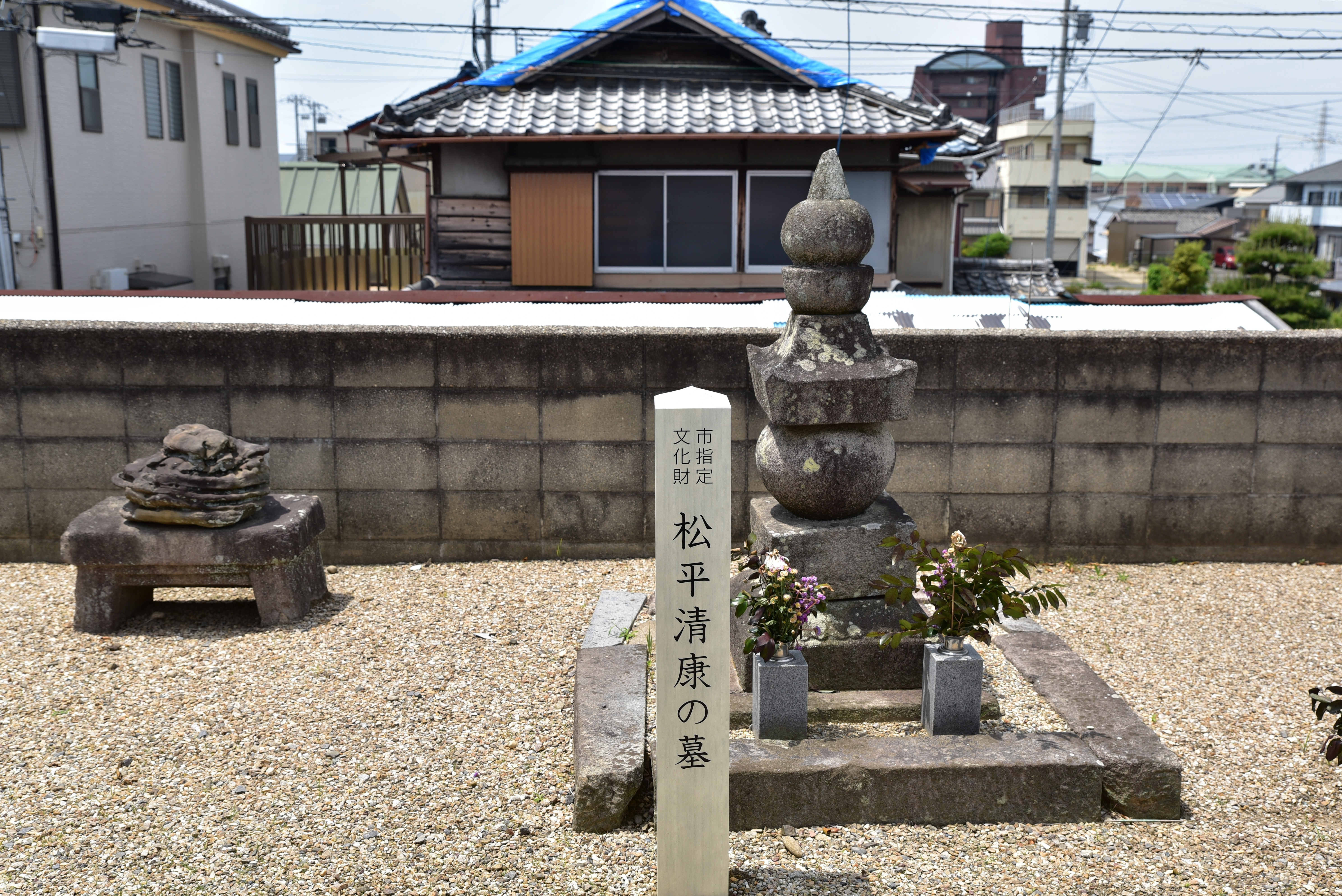
松平清康墓 （2019年（令和元年）5月）
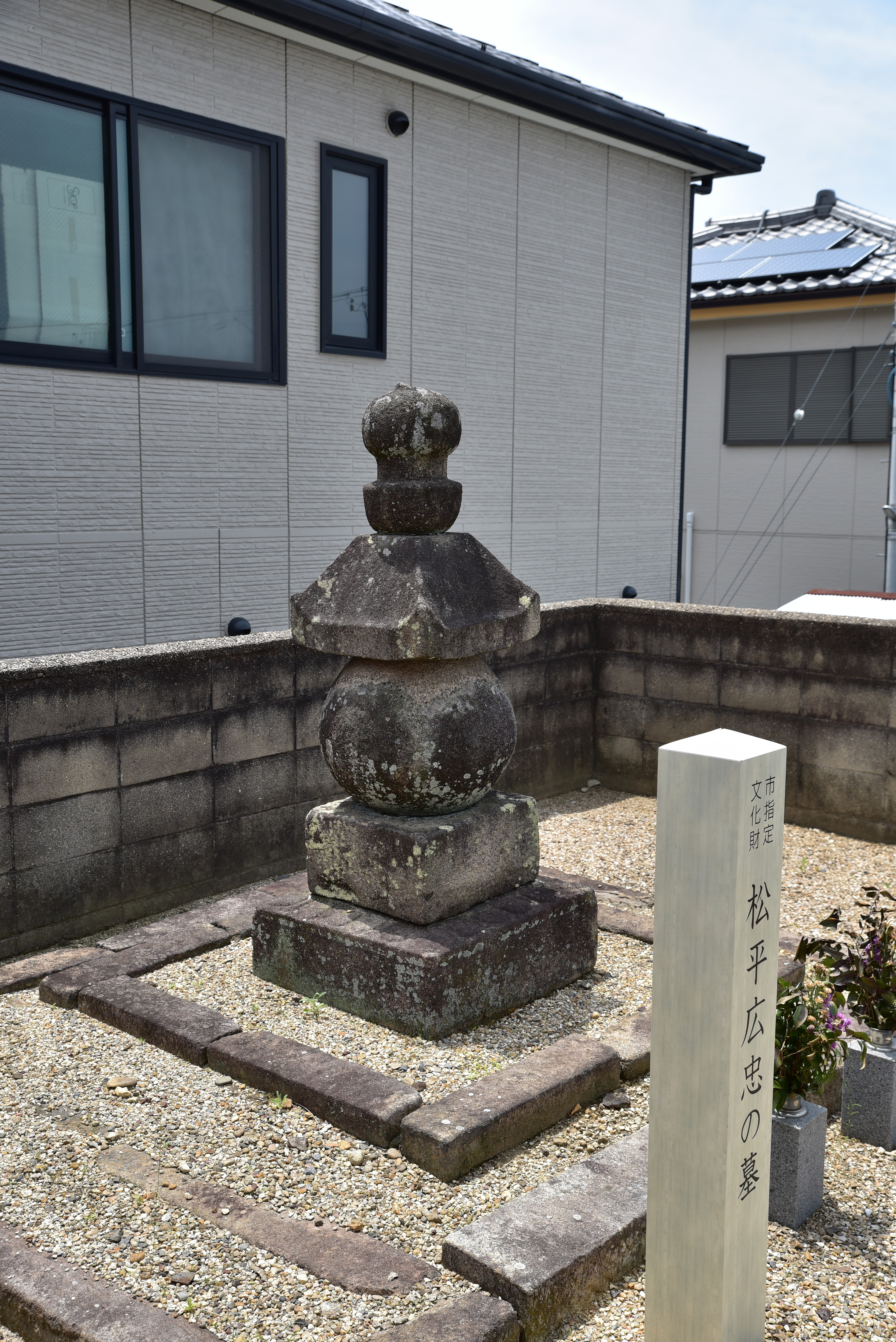
松平広忠墓 （2019年（令和元年）5月）
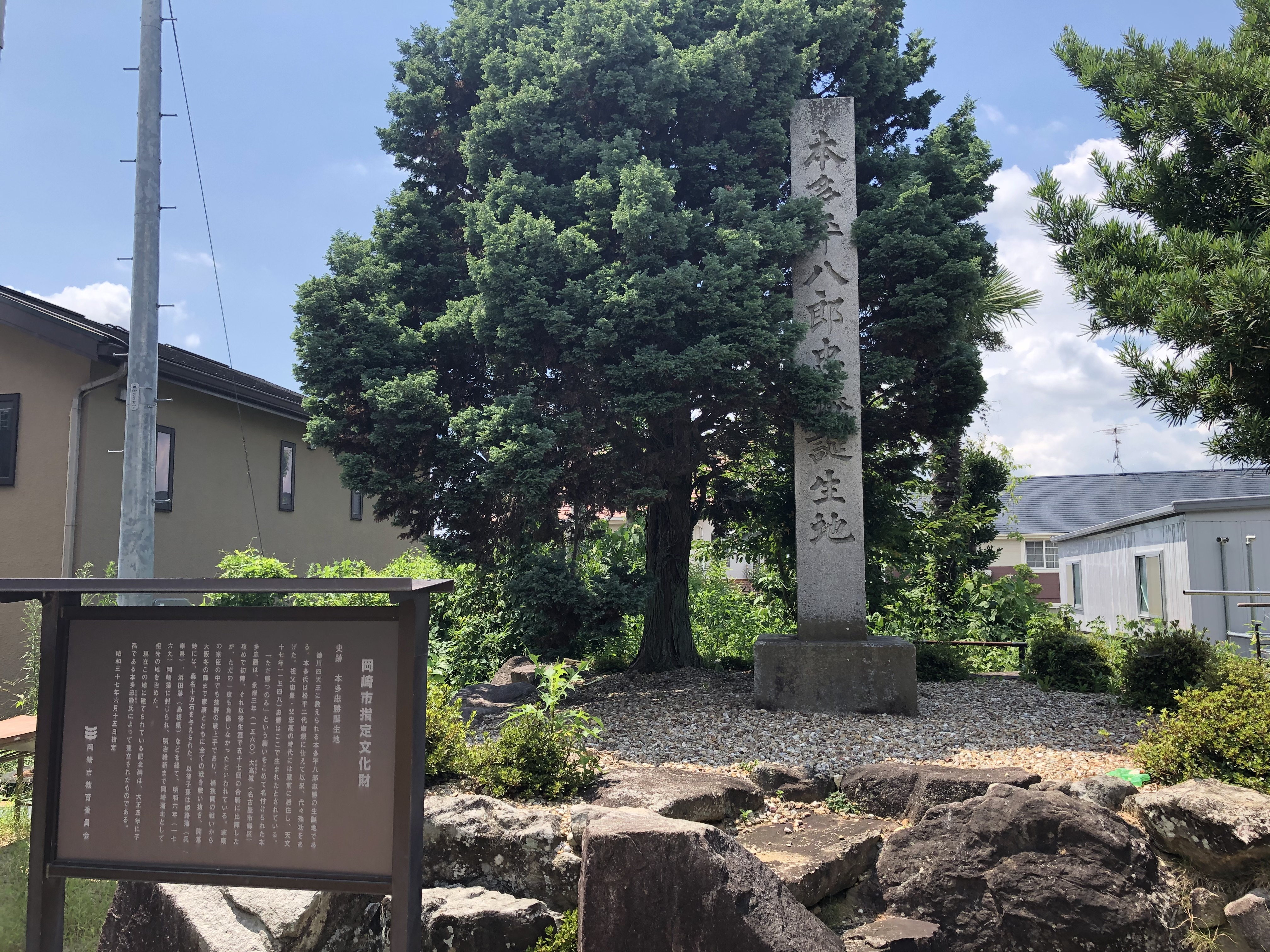
本多忠勝誕生地 （2021年（令和3年）7月）
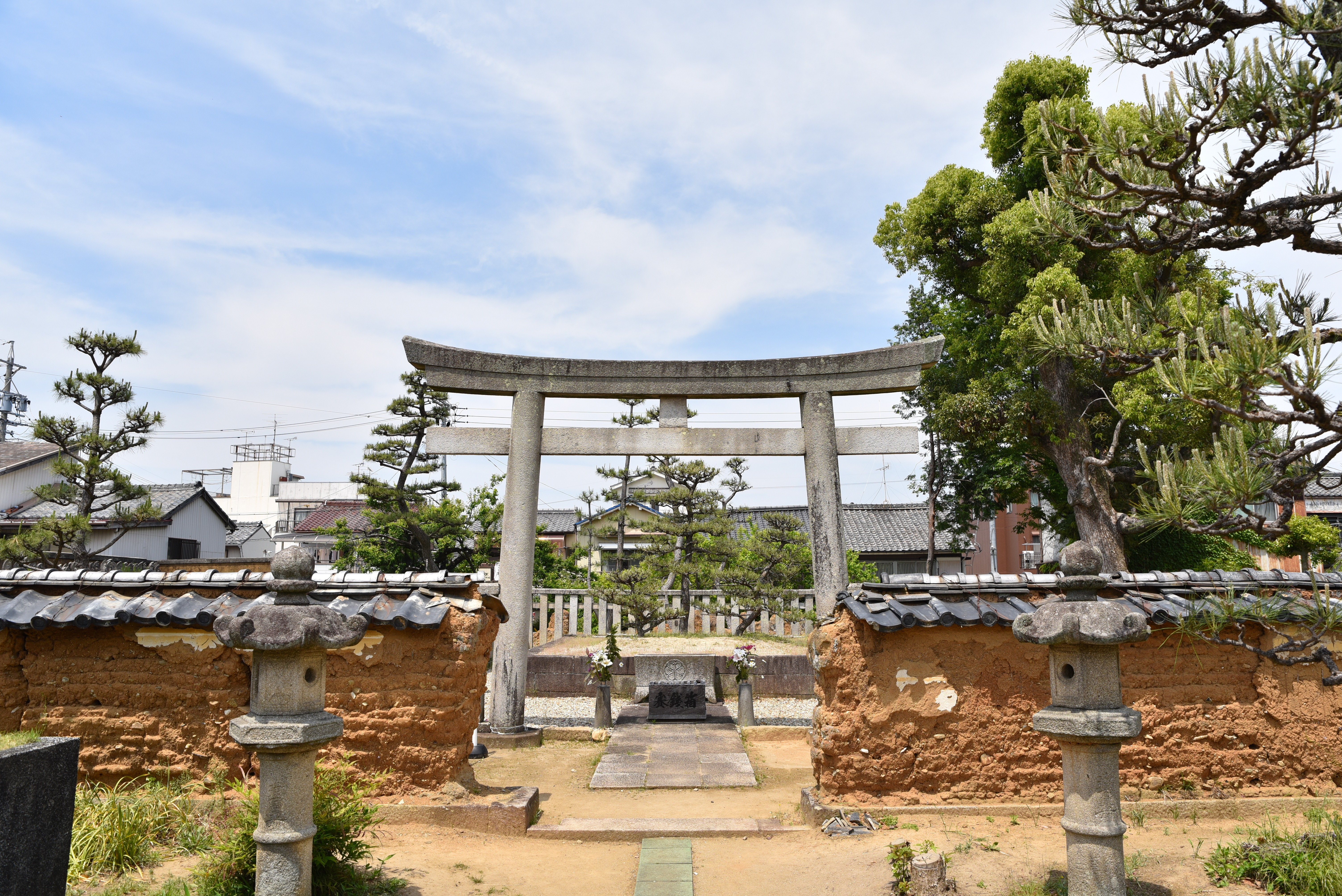
松平広忠公御廟所（附　灯籠2基） （2019年（令和元年）5月）
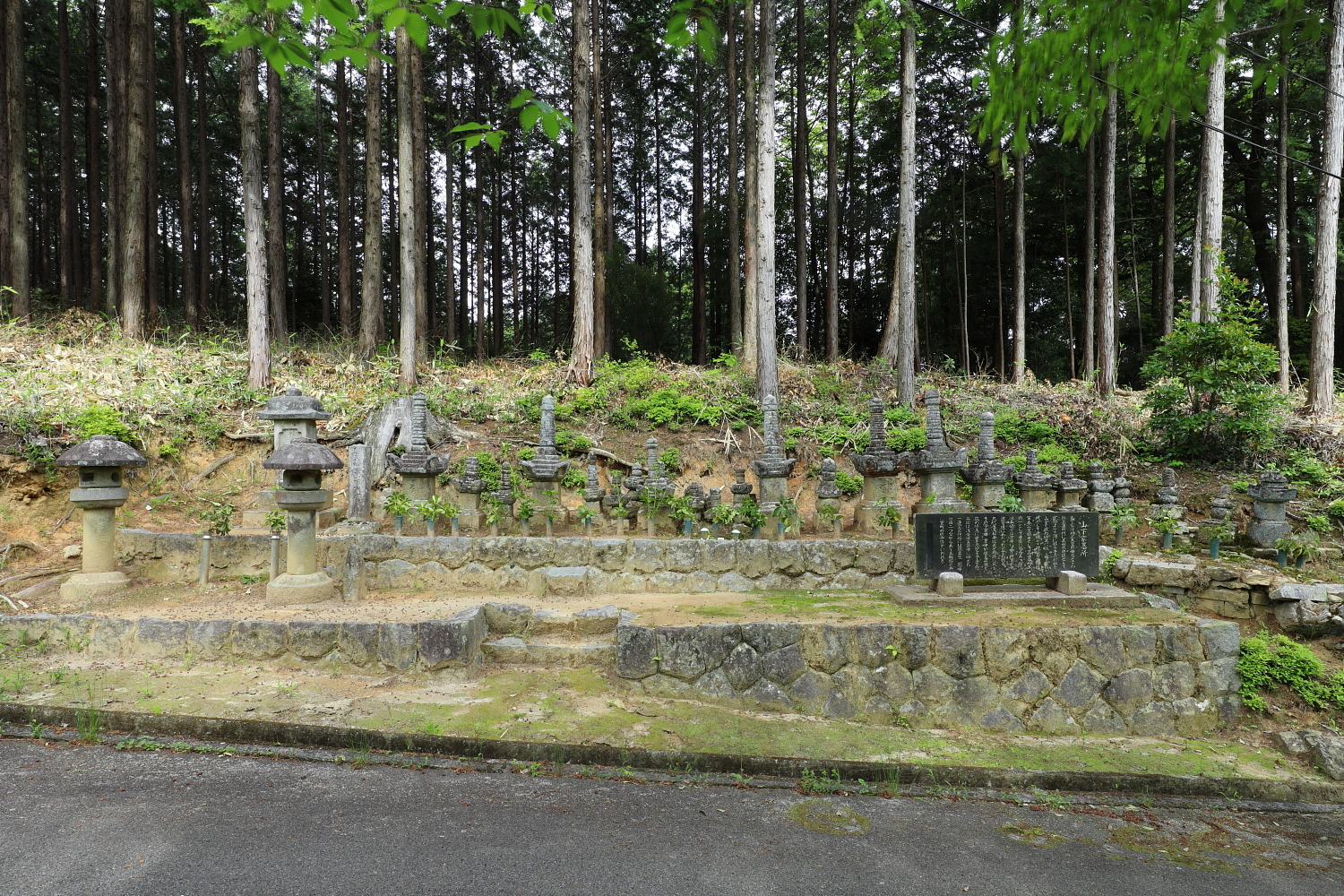
保久城主山下家墓所 （2022年（令和4年）5月）
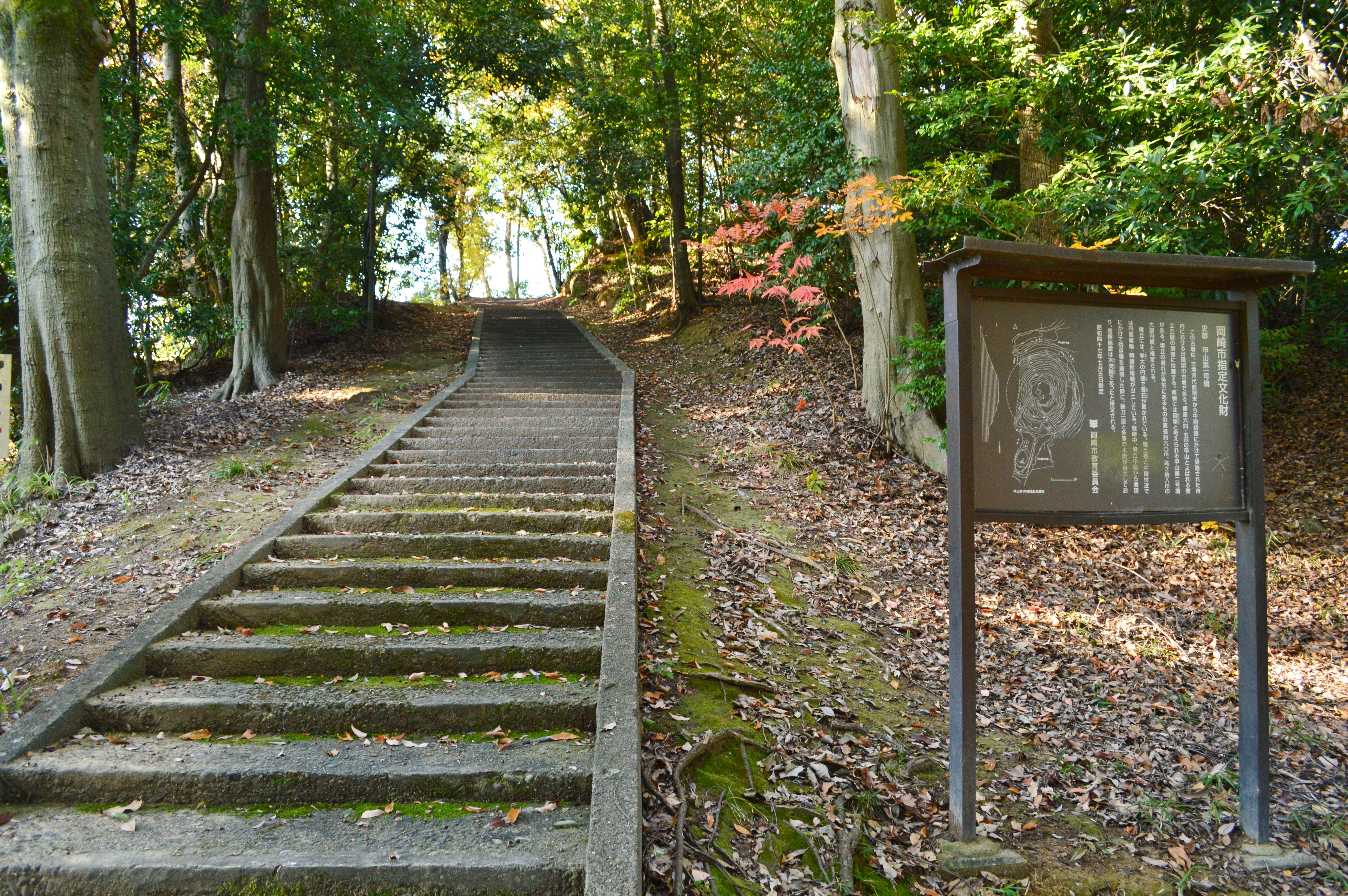
甲山第1号墳 （2017年（平成29年）12月）
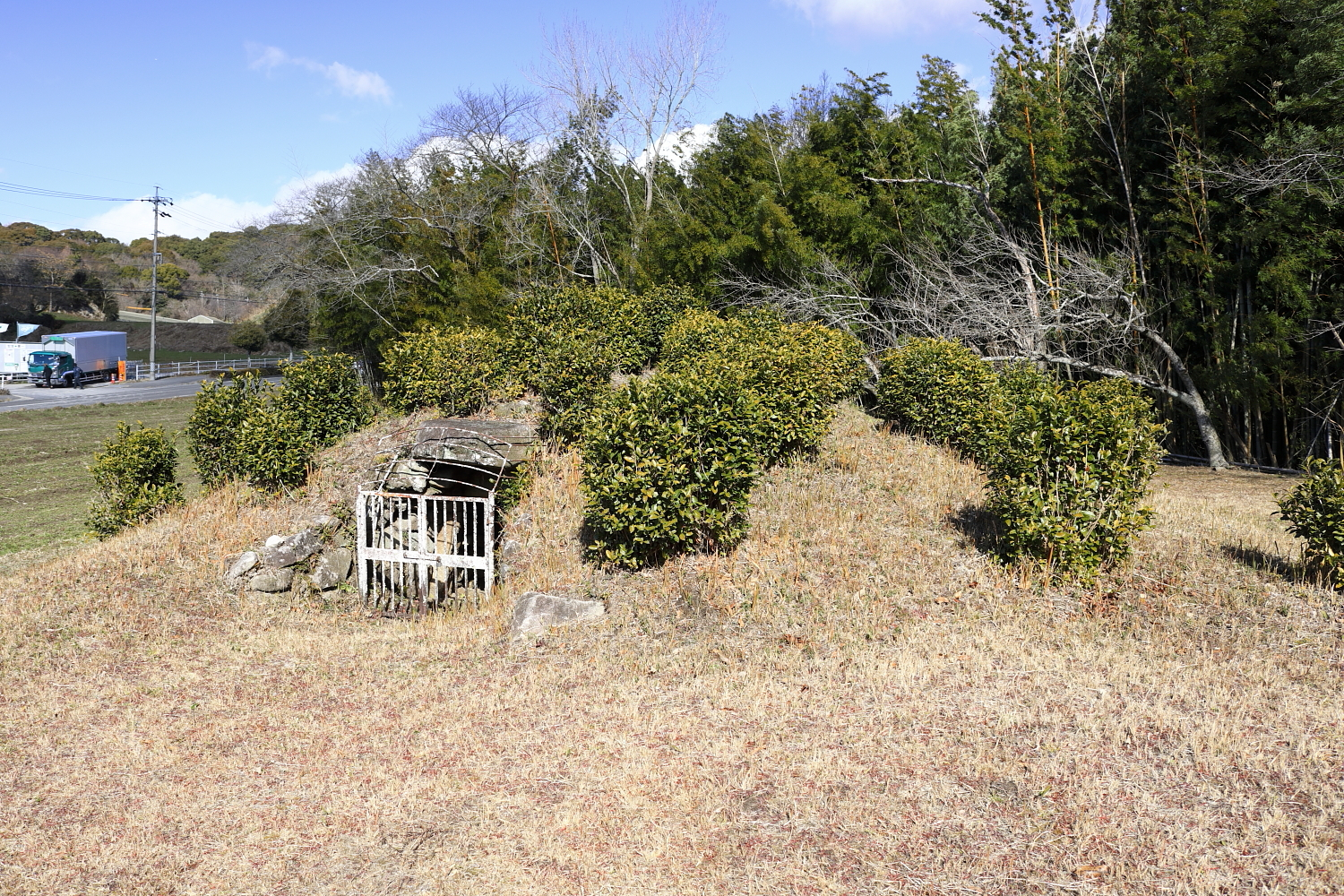
村上古墳 （2022年（令和4年）1月）
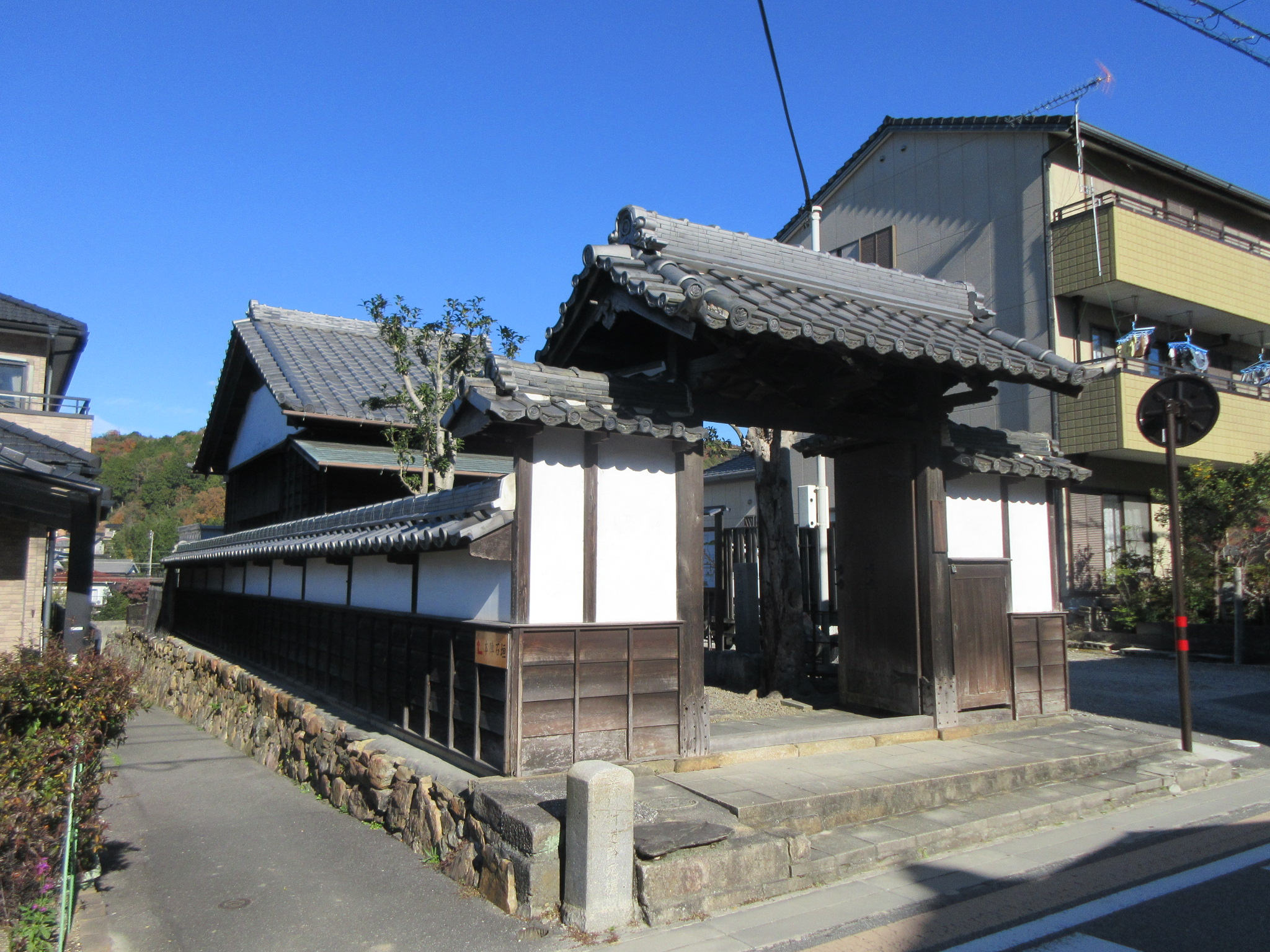
藤川宿脇本陣跡 （2017年（平成29年）12月）
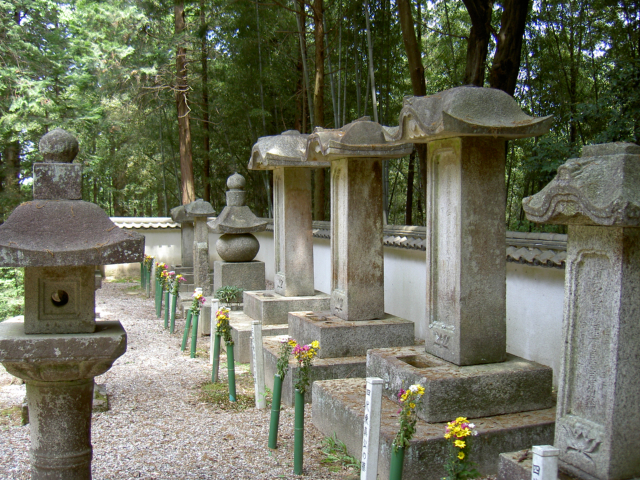
奥殿藩藩主廟所 （2005年（平成17年）5月）
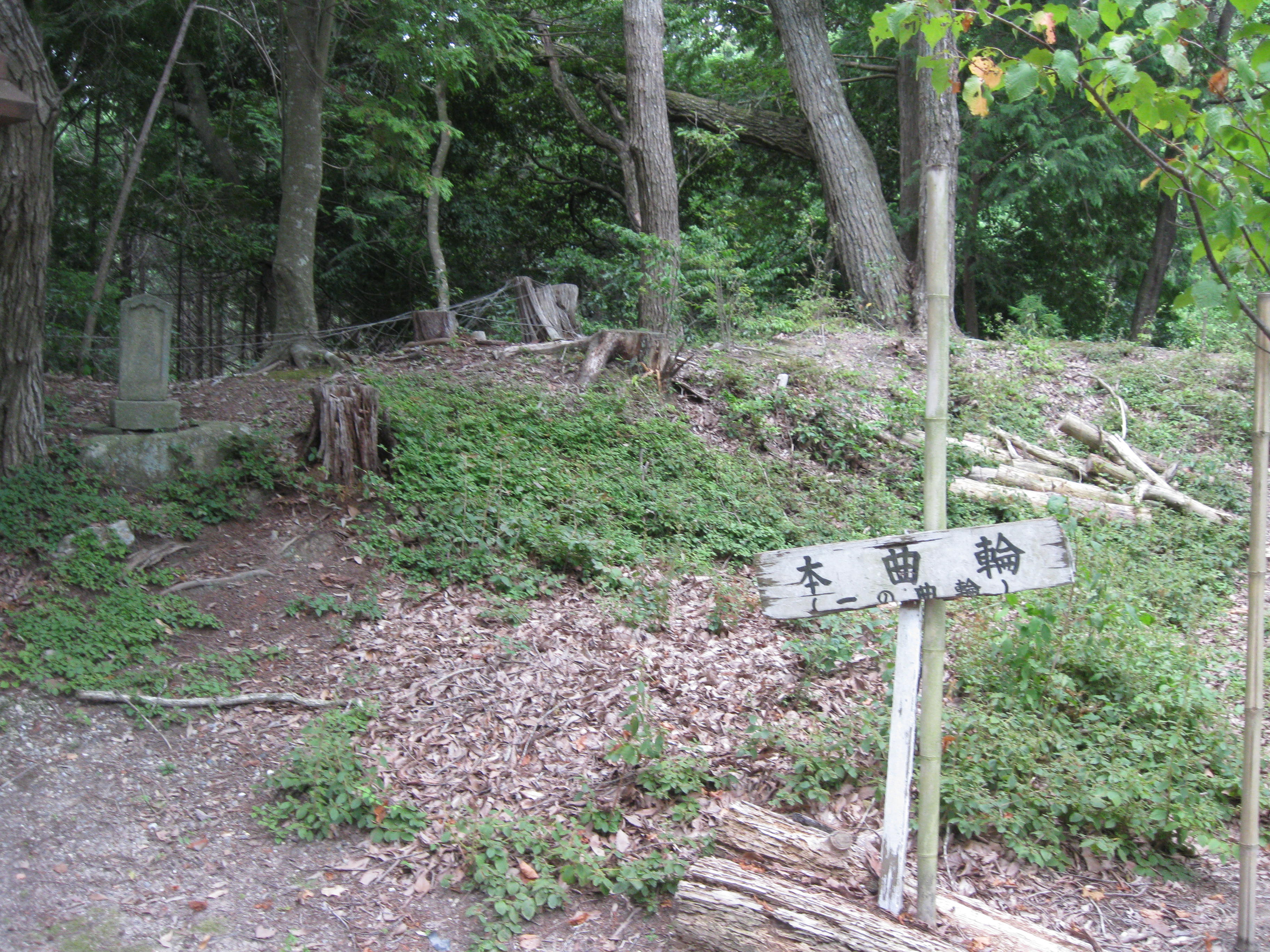
日近城跡（本曲輪） （2013年（平成25年）8月）
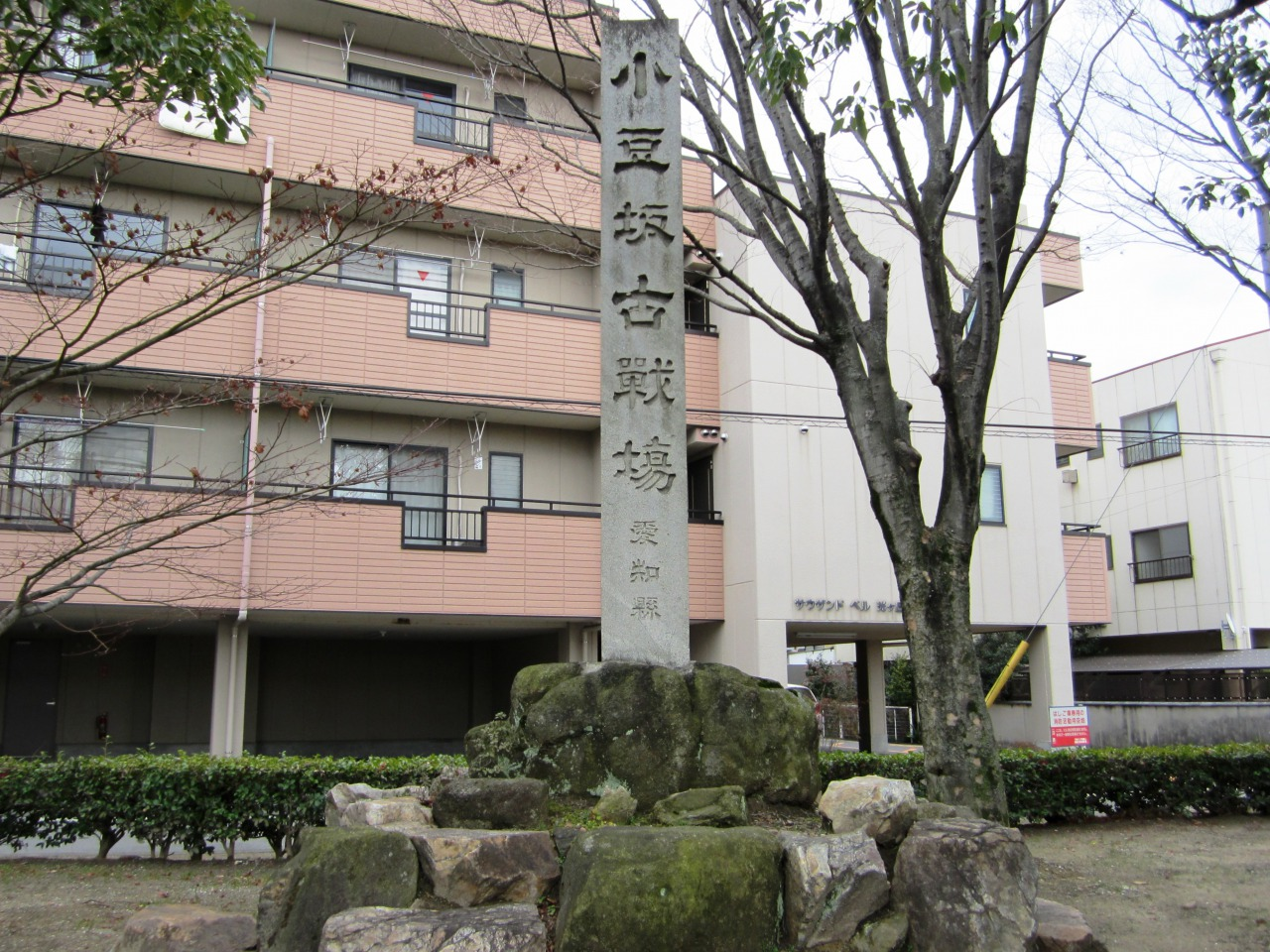
小豆坂古戦場跡 （2012年（平成24年）4月）

国の史跡
| 指定名称   | 所有者・管理者 | 指定年月日                                                                                  | 所在地       | 備考 |
| ---------- | -------------- | ------------------------------------------------------------------------------------------- | ------------ | ---- |
| 北野廃寺跡 | 岡崎市         | 1929（昭和4年）12月17日 1966年（昭和41年）3月3日追加指定 1988年（昭和63年）12月21日追加指定 | 北野町       |      |
| 大平一里塚 | 岡崎市         | 1937年（昭和12年）12月21日                                                                  | 大平町       |      |
| 真宮遺跡   | 岡崎市         | 1976年（昭和51年）6月7日                                                                    | 六名・真宮町 |      |

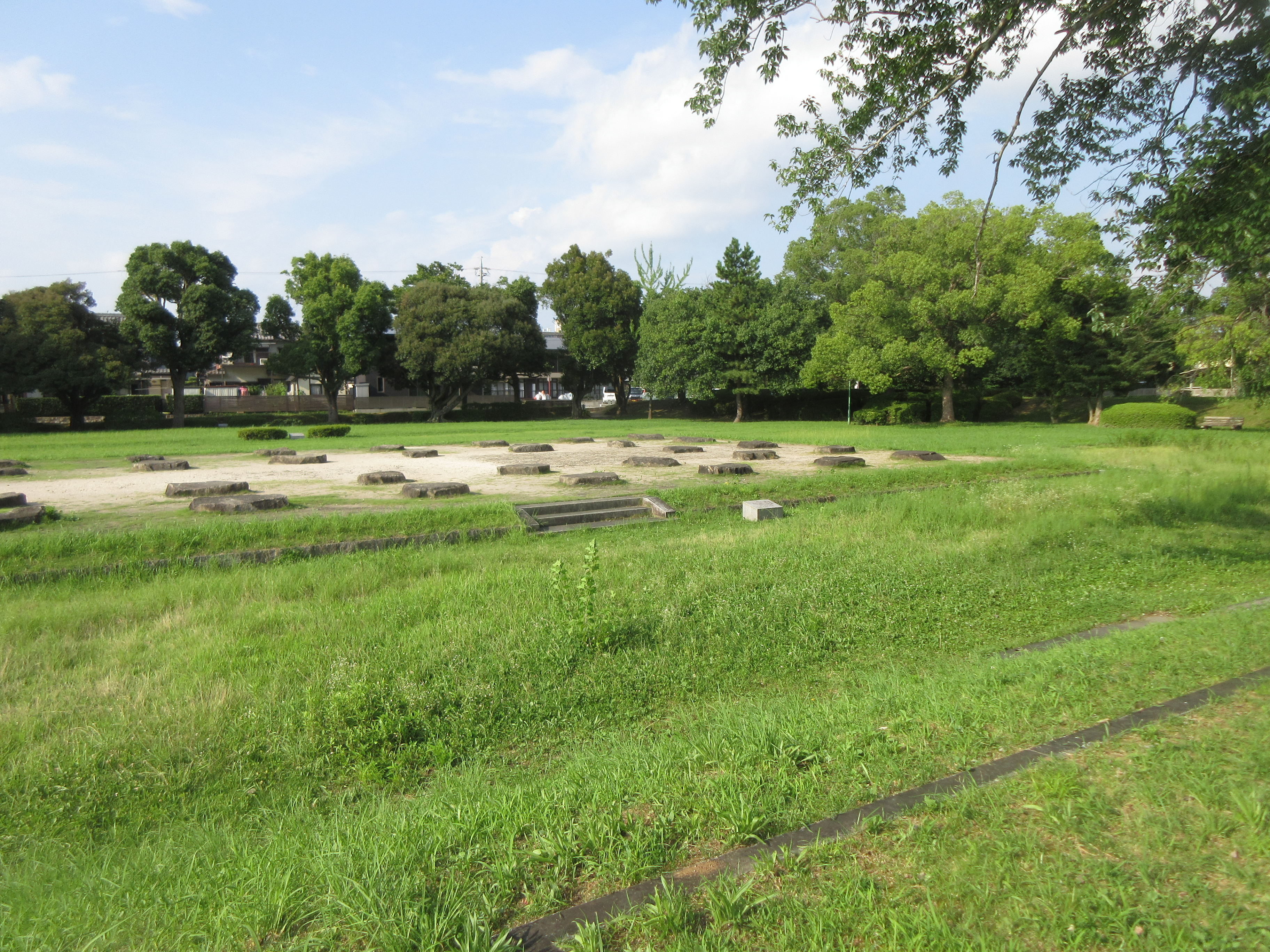
北野廃寺跡 （2020年（令和2年）8月）
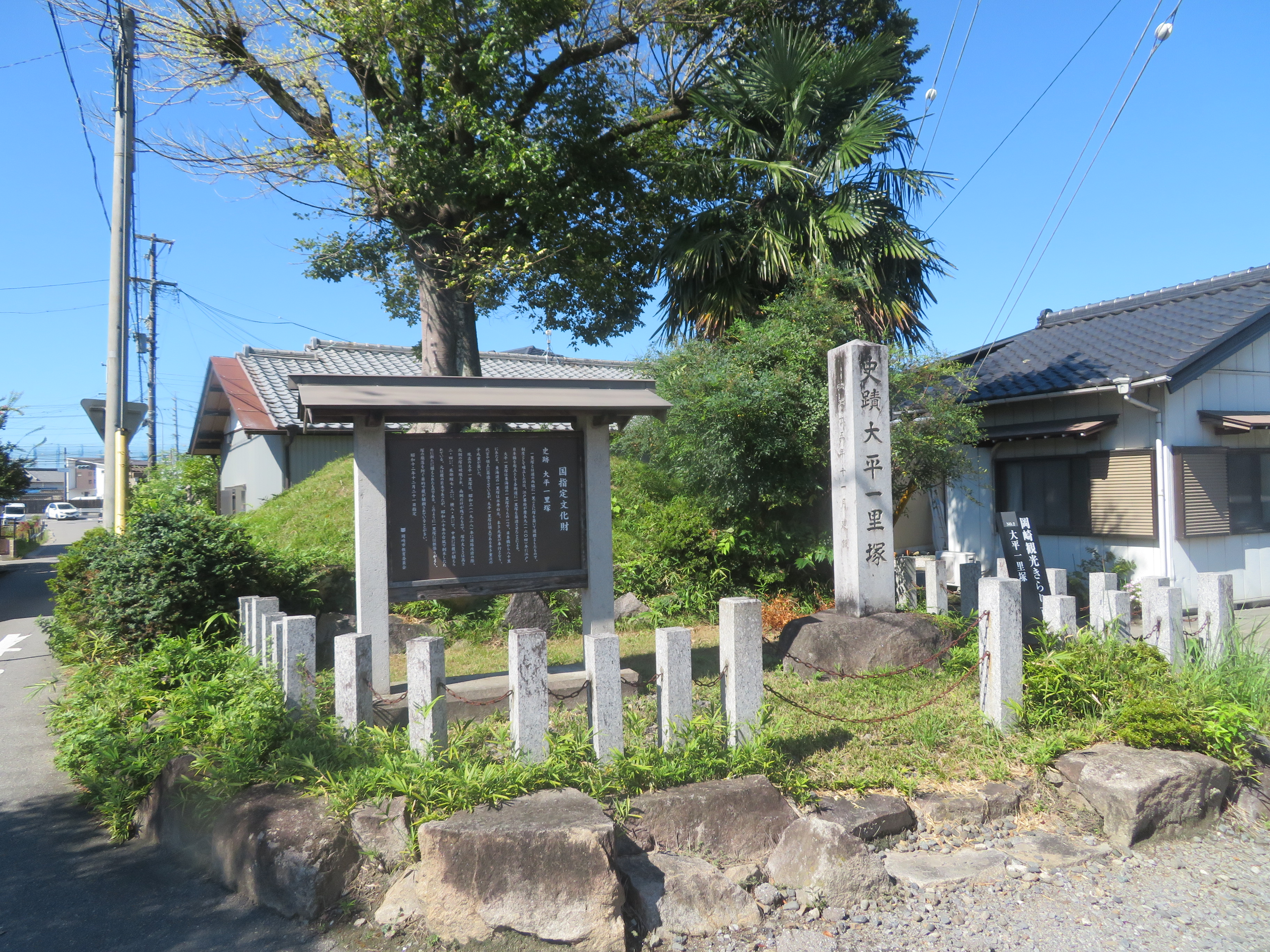
大平一里塚 （2020年（令和2年）9月）
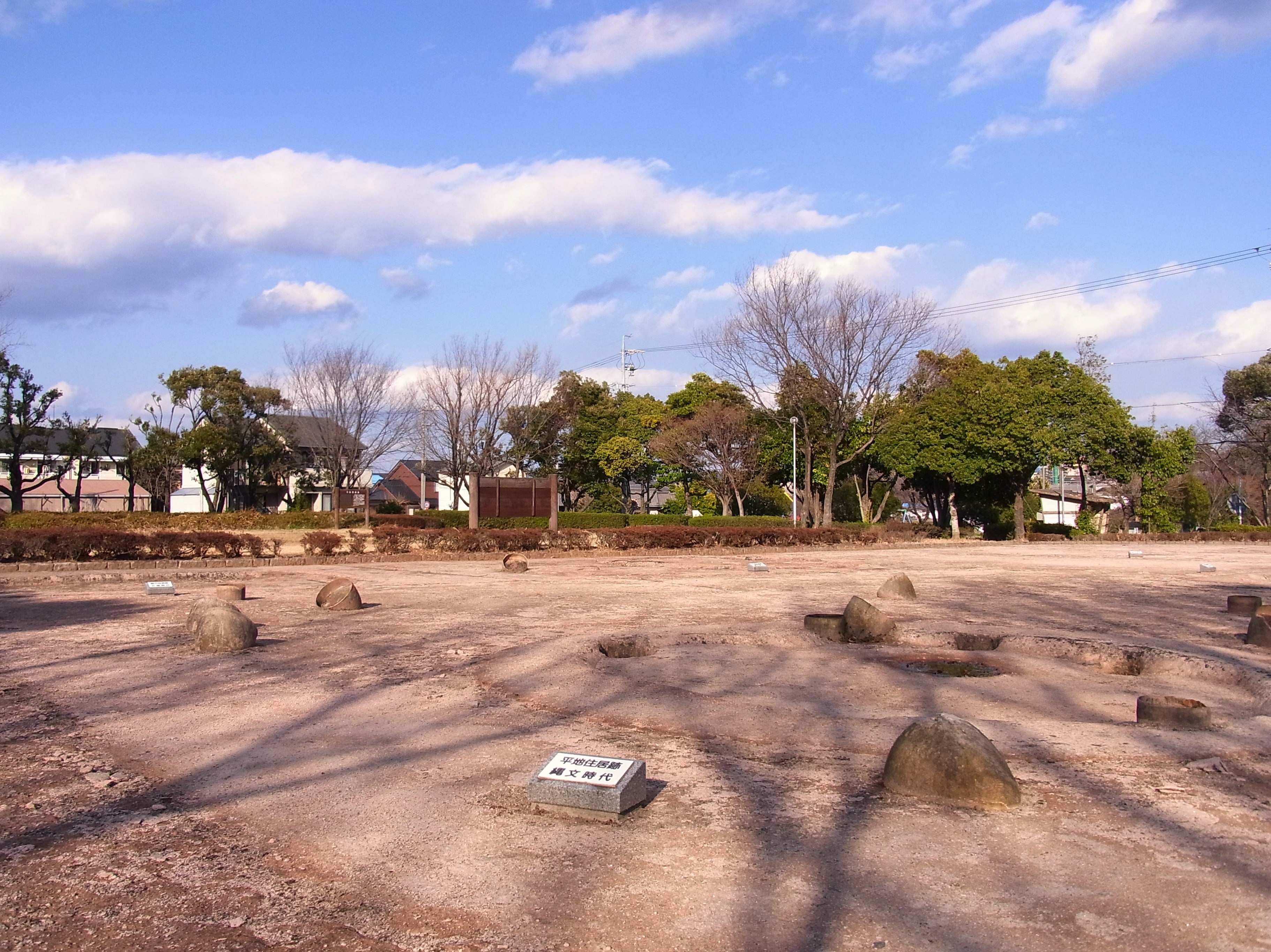
真宮遺跡 （2011年（平成23年）3月）

愛知県指定史跡
| 指定名称        | 所有者・管理者 | 指定年月日                 | 所在地 | 備考 |
| --------------- | -------------- | -------------------------- | ------ | ---- |
| 岩津第1号古墳   | 岡崎市         | 1967年（昭和42年）3月17日  | 岩津町 |      |
| 神明宮第1号古墳 | 神明宮         | 1975年（昭和50年）12月26日 | 丸山町 |      |
| 太夫塚古墳      | 個人・岡崎市   | 1975年（昭和50年）12月26日 | 若松町 |      |

- 岩津第1号古墳
（2022年（令和4年）1月）
- 神明宮第1号古墳
（2022年（令和4年）1月）

岡崎市指定史跡
| 指定名称                             | 所有者・管理者   | 指定年月日                                                   | 所在地     | 備考 |
| ------------------------------------ | ---------------- | ------------------------------------------------------------ | ---------- | ---- |
| 高隆寺跡                             | 個人             | 1962年（昭和37年）6月15日                                    | 高隆寺町   |      |
| 松平八代墓                           | 大樹寺           | 1962年（昭和37年）6月15日                                    | 鴨田町     | 8基  |
| 岡崎城跡                             | 岡崎市・龍城神社 | 1962年（昭和37年）6月15日 2016年（平成28年）12月26日追加指定 | 康生町     |      |
| 山中城跡                             | 岡崎市           | 1962年（昭和37年）6月15日                                    | 舞木町     |      |
| 松平清康墓 松平広忠墓                | 大林寺           | 1962年（昭和37年）6月15日                                    | 魚町       | 2基  |
| 本多忠勝誕生地                       | 岡崎市           | 1962年（昭和37年）6月15日                                    | 西蔵前町   |      |
| 上宮寺境内地                         | 上宮寺           | 1962年（昭和37年）6月15日                                    | 上佐々木町 |      |
| 勝鬘寺境内地                         | 勝鬘寺           | 1962年（昭和37年）6月15日                                    | 針崎町     |      |
| 松平広忠公御廟所（附 灯籠2基）       | 松應寺           | 1962年（昭和37年）6月15日 2018年（平成30年）4月3日追加指定   | 松本町     |      |
| 大久保忠教墓 大久保忠員墓 宇津忠茂墓 | 長福寺           | 1962年（昭和37年）6月15日                                    | 竜泉寺町   | 3基  |
| 保久城主山下家墓所                   | 個人             | 1970年（昭和45年）12月1日                                    | 保久町     |      |
| 甲山第1号墳                          | 甲山寺           | 1972年（昭和47年）7月5日                                     | 六供町     |      |
| 石田第1号墳                          | 個人             | 1972年（昭和47年）7月5日                                     | 細川町     |      |
| 石田第2号墳                          | 個人             | 1972年（昭和47年）7月5日                                     | 細川町     |      |
| 村上遺跡                             | 岡崎市           | 1973年（昭和48年）5月6日                                     | 丸山町     |      |
| 村上古墳                             | 岡崎市           | 1973年（昭和48年）5月6日                                     | 丸山町     |      |
| 松本古窯跡                           | 岡崎市           | 1974年（昭和49年）1月11日                                    | 竜泉寺町   |      |
| 千人塚                               | 鴨田町           | 1974年（昭和49年）1月11日                                    | 鴨田町     |      |
| 藤川宿脇本陣跡                       | 岡崎市           | 1978年（昭和53年）10月21日                                   | 藤川町     |      |
| 猿投塚古墳                           | 岡崎市           | 1980年（昭和55年）7月11日                                    | 橋目町     |      |
| 奥殿藩藩主廟所                       | 個人             | 1988年（昭和63年）11月7年                                    | 奥殿町     |      |
| 日近城跡                             | 広祥院           | 1990年（平成2年）7月6日                                      | 桜形町     |      |
| 雨山砦跡及び雨山合戦地               | 個人             | 1992年（平成4年）6月15日                                     | 雨山町     |      |
| 小豆坂古戦場跡                       | 愛知県           | 1999年（平成11年）10月7日                                    | 戸崎町     |      |

- 松平八代墓
（2019年（令和元年）11月）
- 松平清康墓
（2019年（令和元年）5月）
- 松平広忠墓
（2019年（令和元年）5月）
- 本多忠勝誕生地
（2021年（令和3年）7月）
- 松平広忠公御廟所（附　灯籠2基）
（2019年（令和元年）5月）
- 保久城主山下家墓所
（2022年（令和4年）5月）
- 甲山第1号墳
（2017年（平成29年）12月）
- 村上古墳
（2022年（令和4年）1月）
- 藤川宿脇本陣跡
（2017年（平成29年）12月）
- 奥殿藩藩主廟所
（2005年（平成17年）5月）
- 日近城跡（本曲輪）
（2013年（平成25年）8月）
- 小豆坂古戦場跡
（2012年（平成24年）4月）

#### 天然記念物
国の天然記念物
- 岡崎ゲンジボタル発生地　 - 美合・河合地区

愛知県指定天然記念物
- 寺野の大クス　1本 - 寺野薬師堂
- 切山の大スギ　1本 - 皇太神社
- 北山湿地　26.595ヘクタール - 岡崎市
- 下山小学校のヤマザクラ　1樹 - 岡崎市（岡崎市立下山小学校）
- 藤川の松並木　1件
- 岡崎城跡の五万石ふじ　7株 - 岡崎市（岡崎公園）

- 寺野の大クス
（2022年（令和4年）5月）
- 岡崎城跡の五万石ふじ
（2021年（令和3年）4月）

岡崎市指定天然記念物
- ごばん山第三紀末波蝕巨礫群 - 個人等
- 聖善寺のしだれ桜　1本 - 聖善寺
- 白山神社の大くす　1本 - 白山神社

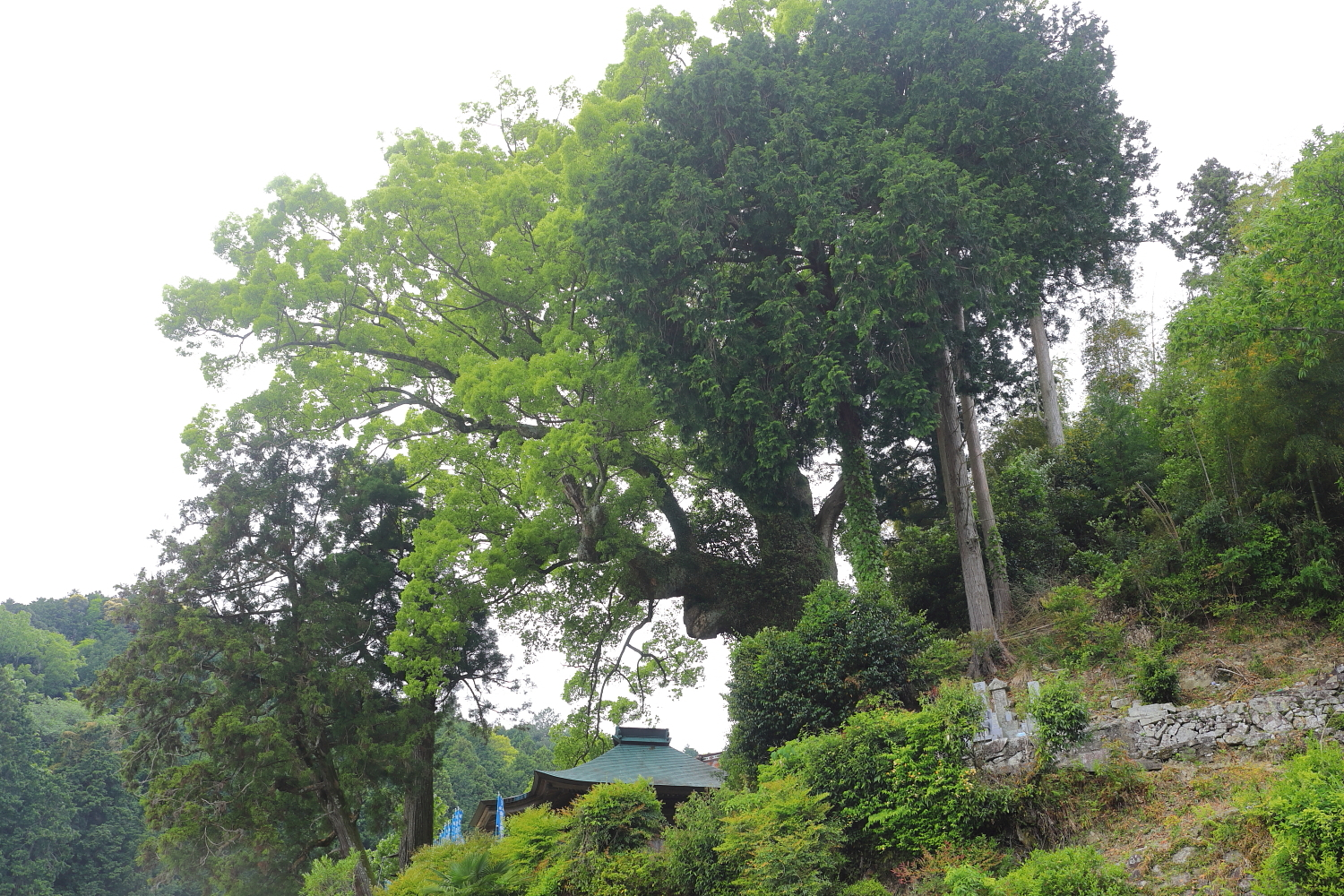
寺野の大クス （2022年（令和4年）5月）
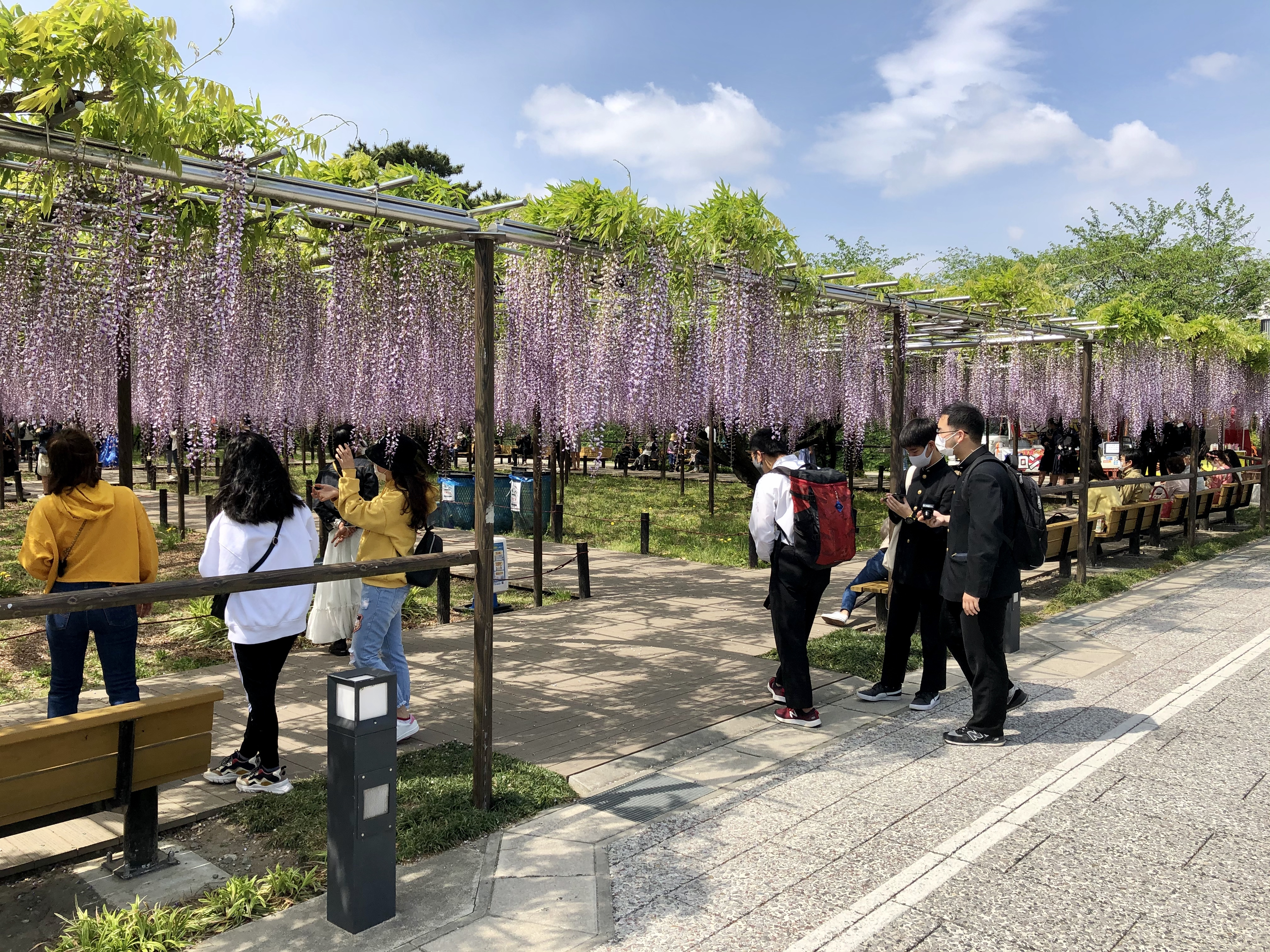
岡崎城跡の五万石ふじ （2021年（令和3年）4月）

- 土呂陣屋の松　5本 - 岡崎市（岡崎市立福岡小学校）
- 法蔵寺の桜　1本 - 法蔵寺
- 奥山田のしだれ桜　1本 - 奥山田のしだれ桜保存会
- 石神のちょうせんがや　1株 - 個人
- 大樹寺のしい　1本 - 大樹寺
- 見返りの大スギ　1本 - 天恩寺
- 夏山の大スギ　1本 - 諏訪神社
- 牛乗山第三紀末波蝕巨礫群 - 薬師寺
- 瓶井神社の大ケヤキ　1本 - 瓶井神社
- 才栗のイチイガシ　1本 - 白髭神社
- 才栗のムクノキ　1本 - 個人
- 須淵素盞嗚神社社叢 - 素盞嗚神社
- 法蔵寺のイヌマキ　1本 - 法蔵寺
- 浄光寺のイチョウ　1本 - 浄光寺
- 切越の夫婦ヒノキ　2本 - 須佐之男社
- 茅原沢神明宮社叢 - 個人
- ゲンジボタル - 額田地区の河川
- 瑞雲寺クロガネモチ　1本 - 瑞雲寺
- 山中八幡宮のヒメハルゼミ生息地 - 山中八幡宮
- 山中八幡宮のクスノキ　1本 - 山中八幡宮
- 浄光寺のハマボウ　1本 - 浄光寺
- とよとみ梨　1本 - 個人
- キシノウエトタテグモ生息地 - 岡崎市
- 桜井寺のシロバイ自生地　8,576平方メートル - 桜井寺

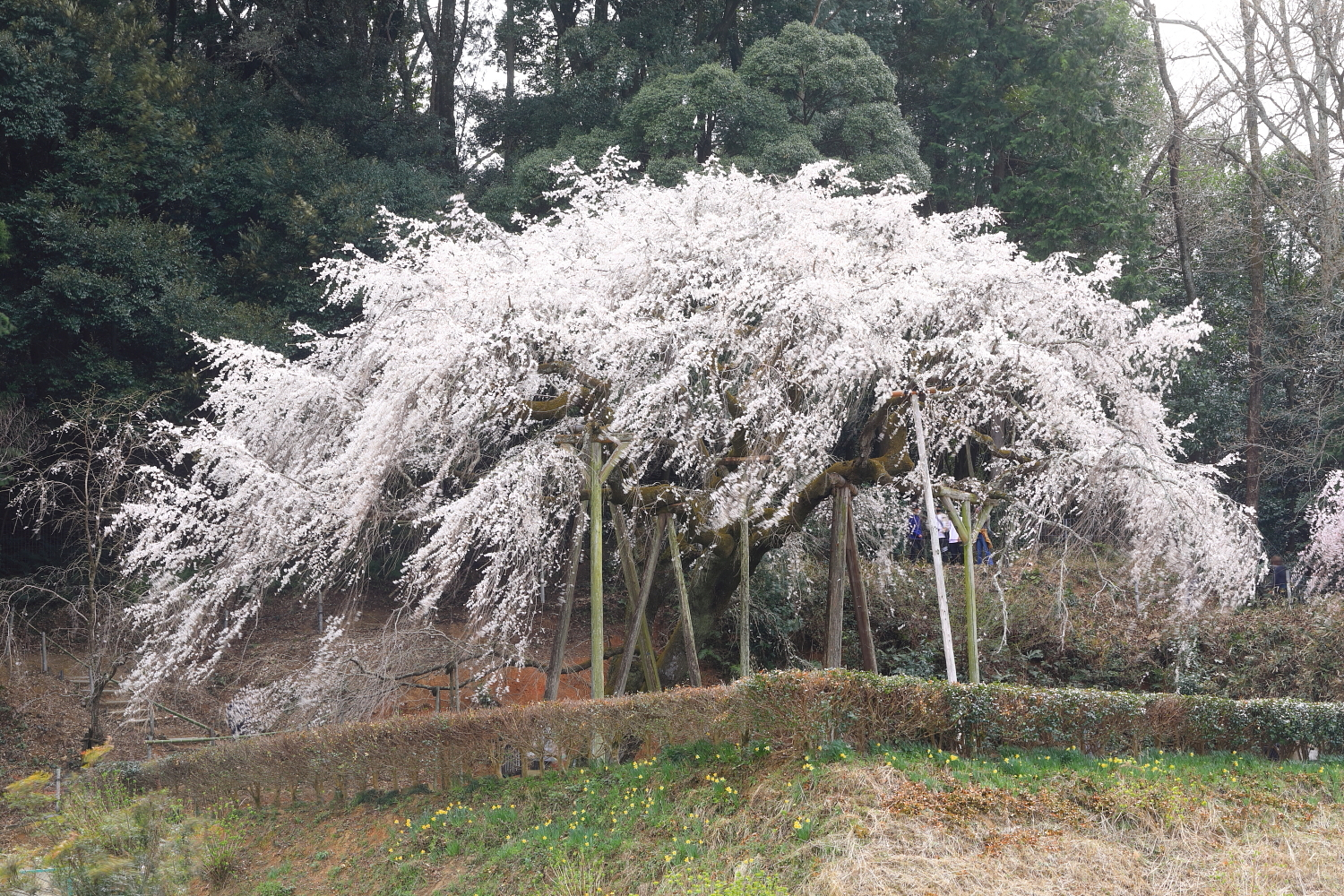
奥山田のしだれ桜 （2022年（令和4年）4月）
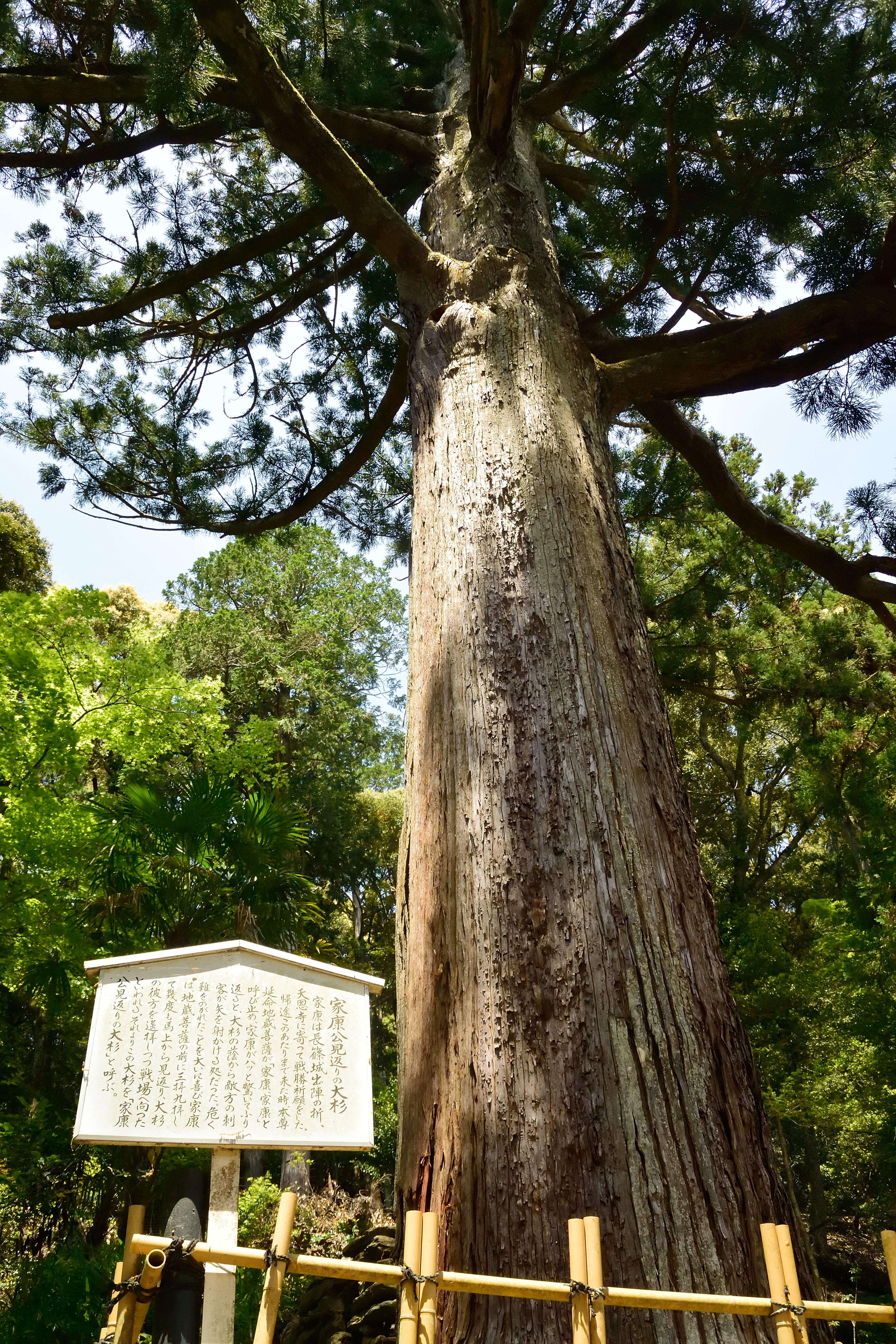
見返りの大スギ （2015年（平成27年）5月）
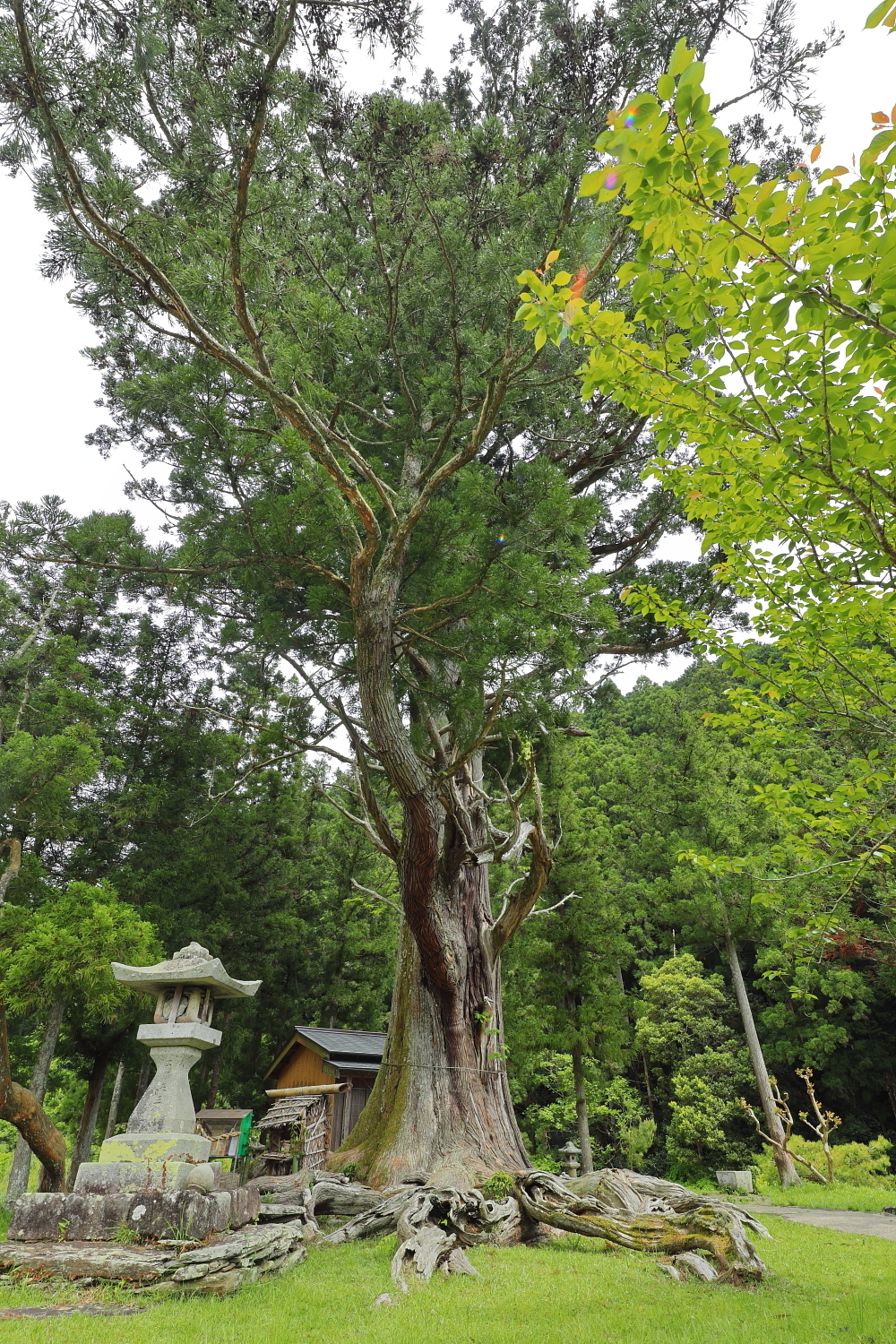
夏山の大スギ （2022年（令和4年）5月）
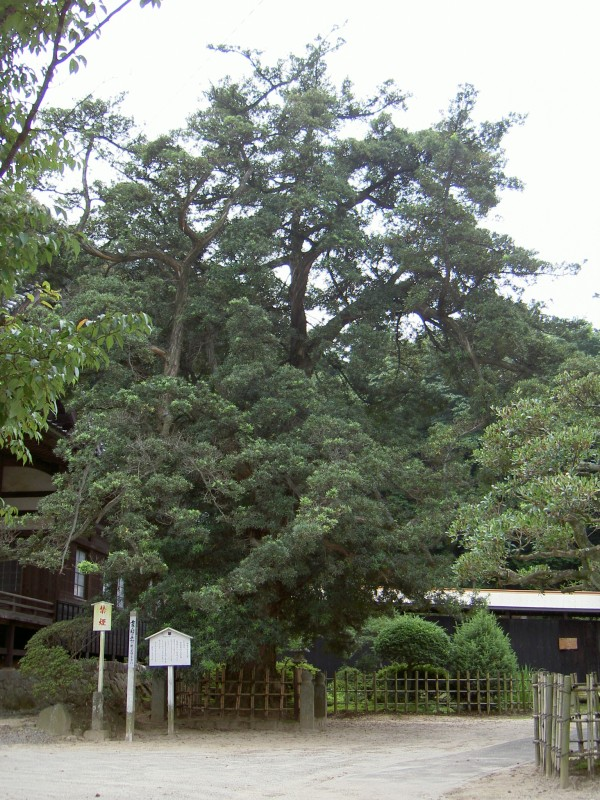
法蔵寺のイヌマキ （2005年（平成17年）7月）
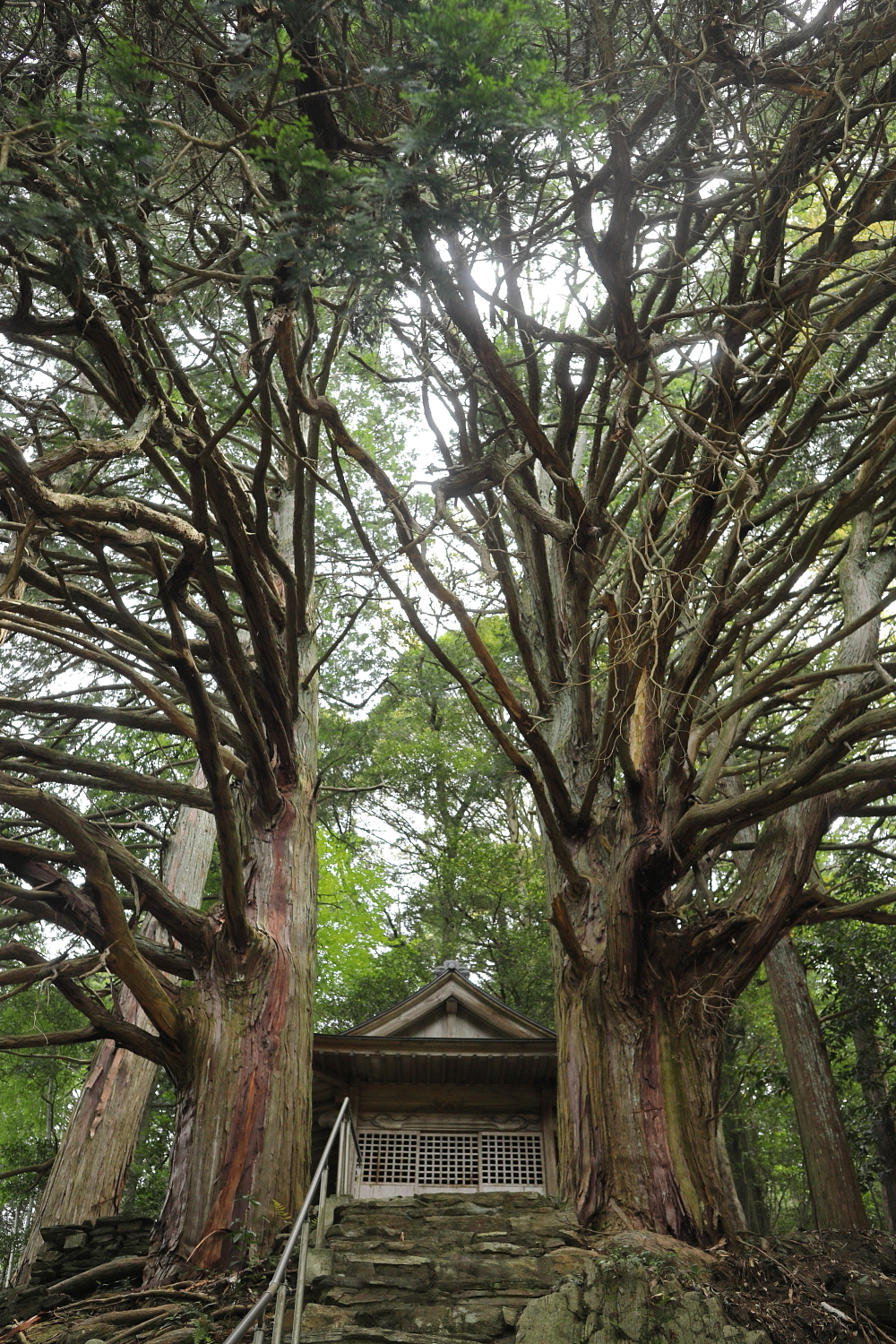
切越の夫婦ヒノキ （2022年（令和4年）5月）
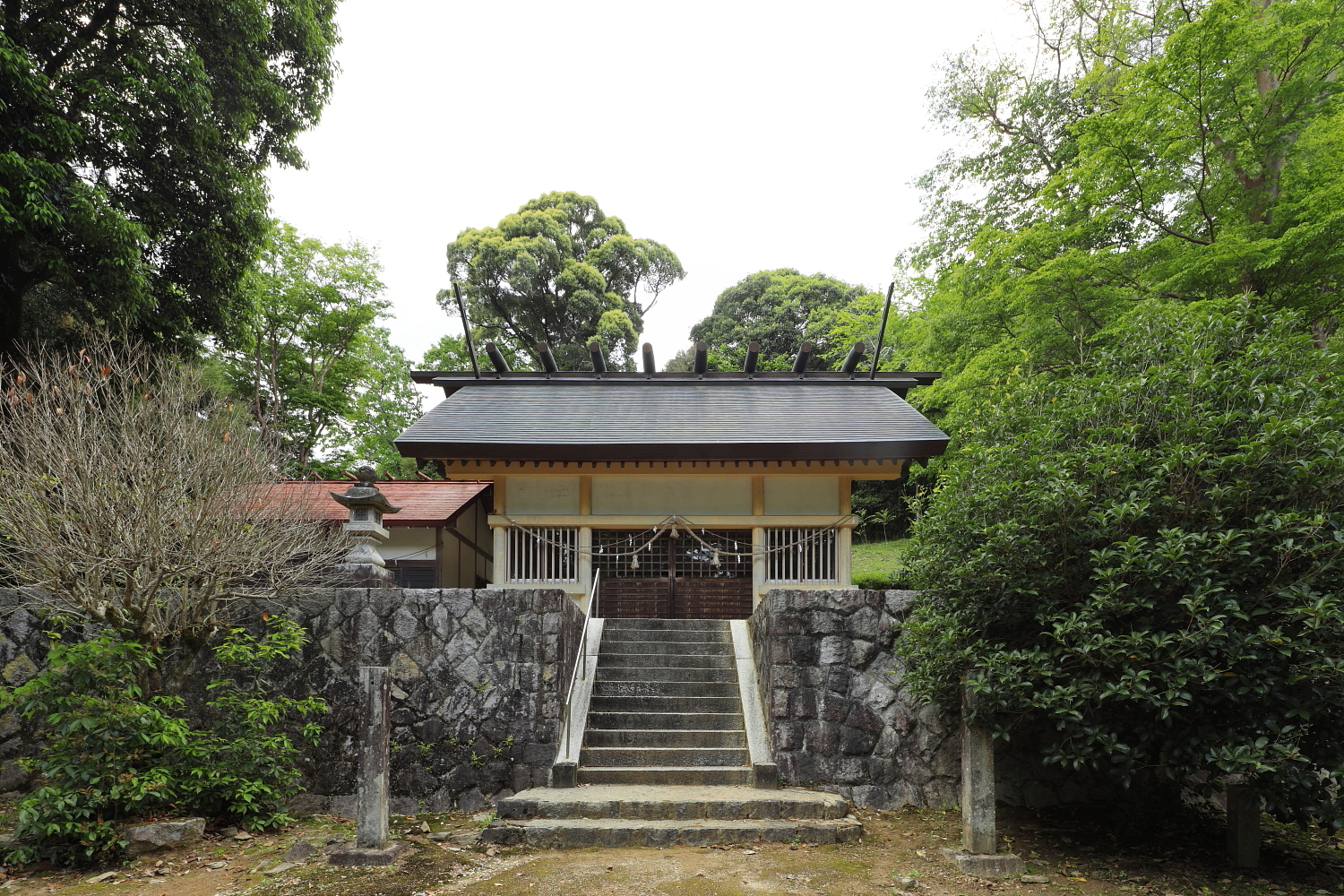
茅原沢神明宮社叢 （2022年（令和4年）5月）
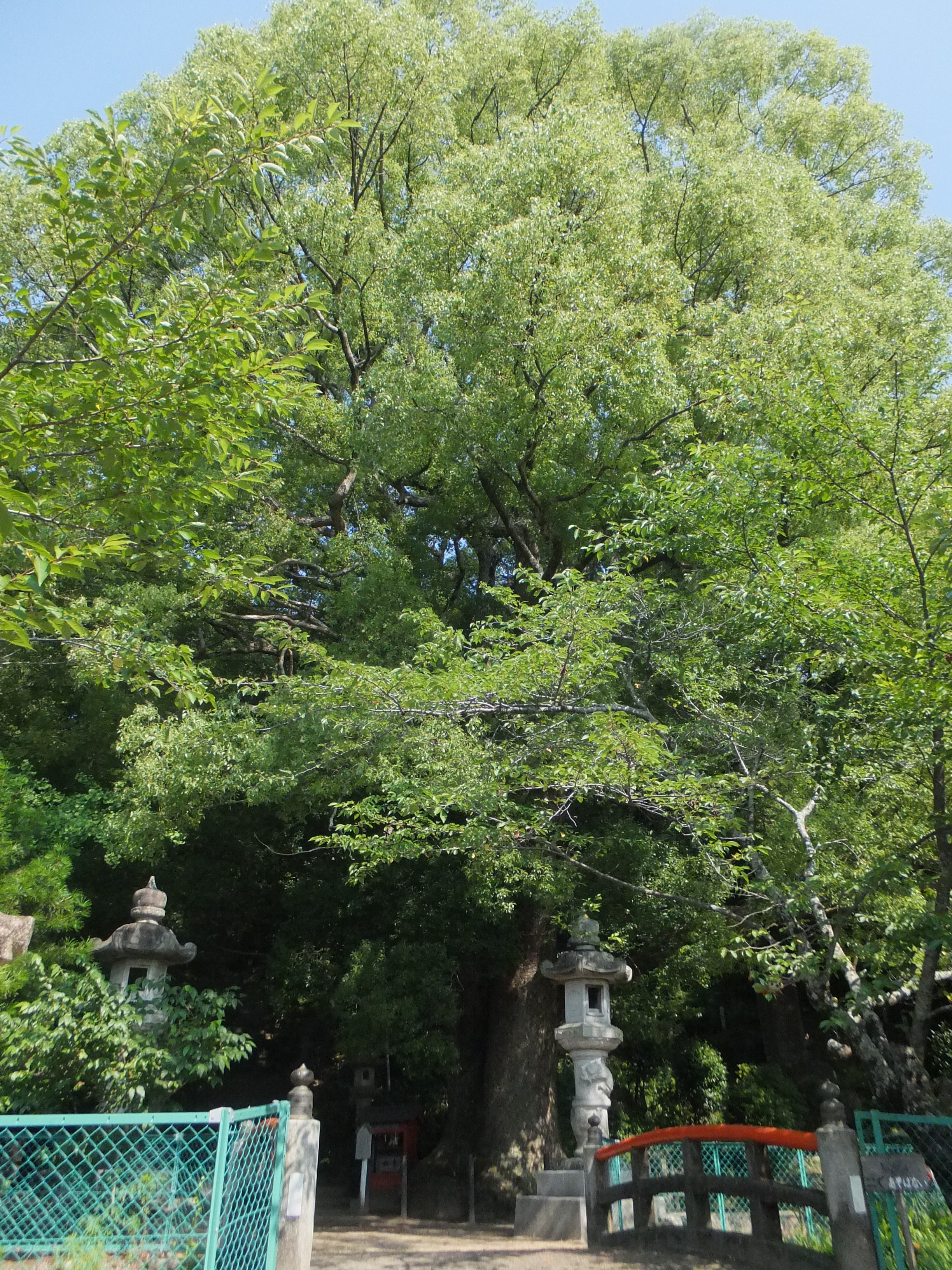
山中八幡宮のクスノキ （2013年（平成25年）7月）

### 祭事・催事
1月〜3月
- 山中八幡宮デンデンガッサリ（1月3日）
- 岡崎市民駅伝競走大会（1月中旬）
- 滝山寺鬼まつり（2月 ※旧暦1月7日に近い土曜日）

4月〜6月
- 桜まつり
- 家康行列（4月、第1または第2日曜日）
- 須賀神社大祭（4月第2日曜日）
- 五万石藤まつり（4月下旬〜5月上旬）
- 将棋まつり（4月下旬〜5月上旬）
- 土呂蓮如祭り（4月下旬、土・日曜日）
- 能見神明宮大祭（5月、第2土・日曜日）
- 六ツ美悠紀斎田お田植えまつり（6月、第1日曜日）

7月〜9月
- 堤通手永御田扇祭り（7月、日曜日）[86]
- 山方手永御田扇祭り（7月、日曜日）[86]
- 岡崎城下 家康公夏まつり（7月下旬〜8月初旬）[87][注 8]
- 岡崎観光夏まつり花火大会（8月、第1土曜日）
- 岡崎天満宮天満天神祭（9月23日〜26日）[88]

10月〜12月
- 矢作神社秋の大祭（10月1日、2日）
- 夏山八幡宮火祭り（10月）
- 造形おかざきっ子展（10月下旬）
- 秋の市民まつり（11月上旬）
- 岡崎ジャズストリート（11月、第1土・日曜日）
- おかざきマラソン（11月）

- 岡崎市民駅伝競走大会
- 滝山寺鬼まつり
- 岡崎の桜まつり
- 家康行列
- 須賀神社大祭
- 土呂蓮如祭り
- 五万石藤まつり
- 能見神明宮大祭
- 悠紀斎田お田植えまつり
- 岡崎の花火大会
- 矢作神社秋の大祭
- 夏山八幡宮火祭り
- 秋の市民まつり
- 岡崎ジャズストリート
- おかざきマラソン

### 名産・特産
名品・郷土料理
- 八丁味噌
- どて煮[注 9]
- あわ雪

### スポーツ
男子
| 名称                           | 競技種目 | 所属リーグ          | 本拠地                                            | 運営会社・団体 | 設立   |
| ------------------------------ | -------- | ------------------- | ------------------------------------------------- | -------------- | ------ |
| マルヤス工業フットボールクラブ | サッカー | JFL                 | 名古屋市港サッカー場 豊田市運動公園・岩田運動公園 | マルヤス工業   | 1968年 |
| 三菱自動車岡崎硬式野球部       | 野球     | JABA （社会人野球） | 三菱大府グランド                                  | 三菱自動車工業 | 1993年 |

## 出身関連著名人

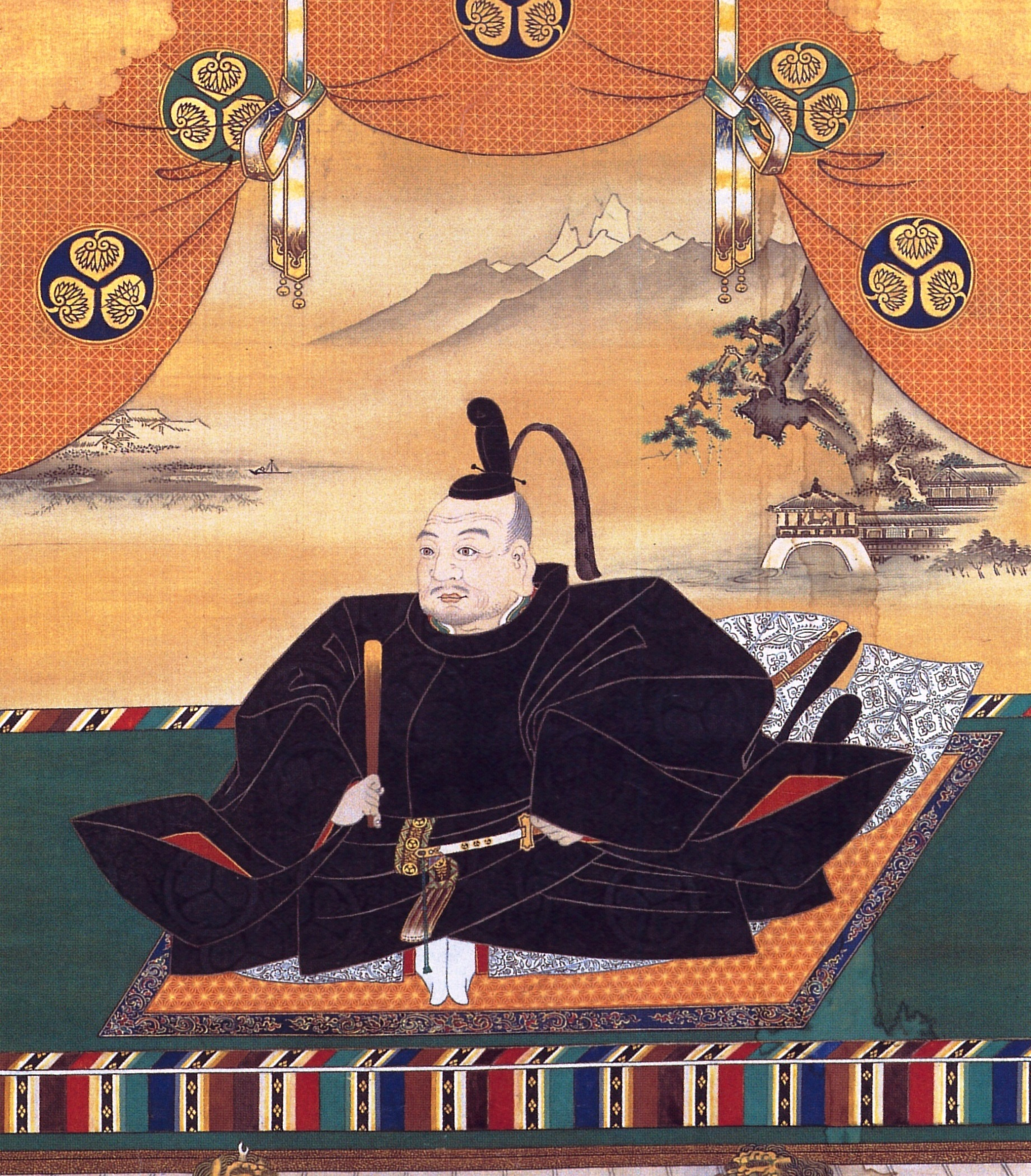
徳川家康

### 出身著名人

#### 歴史上の人物
- 細川氏
  - 細川和氏（武将）
  - 細川頼春（守護）
  - 細川清氏（管領）
  - 細川頼之（管領）
- 松平氏 徳川氏
  - 松平広忠（大名）
  - 徳川家康（江戸幕府初代征夷大将軍）
- 大久保氏
  - 大久保忠世（大名）
  - 大久保忠佐（大名）
  - 大久保忠隣（老中）
  - 大久保忠教（三河物語著者）
- 鳥居氏
  - 鳥居元忠（大名）
  - 鳥居忠政（大名）
- 板倉氏
  - 板倉勝重（大名）
- 本多氏
  - 本多忠勝（大名）
  - 本多重次
  - 本多広孝
  - 本多富正
- 酒井氏
  - 酒井忠次（大名）
- 渡辺氏
  - 渡辺守綱
- 青山氏
  - 青山忠成（大名）
- 内藤氏
  - 内藤清成
- 水野氏
  - 水野勝成（大名）
  - 水野忠辰（大名）
- 蜂屋氏
  - 蜂屋貞次
- 大須賀氏
  - 大須賀康高
- 植村氏
  - 植村氏明
- 服部氏
  - 服部正成（服部半蔵）
- 永井尚志

#### 政界
- 本多忠敬（元貴族院議員、子爵）
- 早川龍介（元衆議院議員）
- 手島鍬司（元衆議院議員）
- 千賀康治（元衆議院議員）
- 永田安太郎（元衆議院議員、弁護士）
- 太田一夫（元衆議院議員）
- 杉浦正健（元衆議院議員、元法務大臣）
- 成瀬守重（元参議院議員）
- 内藤正光（元参議院議員）
- 中根康浩（元岡崎市長、元衆議院議員）
- 青山周平（元衆議院議員）
- 内田康宏（岡崎市長）
- 千賀又市（元岡崎市長）
- 本多敏樹（元岡崎市長）
- 小野庄造（元岡崎市長、陸軍少将）
- 小瀧喜七郎（元岡崎市長）
- 菅野経三郎（元岡崎市長）
- 内田喜久（元岡崎市長）
- 中根鎭夫（元岡崎市長）
- 柴田紘一（元岡崎市長）

#### 財界
- 中川嘉兵衛（実業家、横浜氷会社の創立者）
- 橋本増治郎（実業家、快進社（現日産自動車）創業者、小松鉄工所（現小松製作所）初代所長、日本自動車殿堂入り）
- 5代目深田三太夫（実業家、初代岡崎町長）
- 千賀千太郎（実業家、衆議院議員）
- 藤川一秋（実業家、参議院議員）
- 小柳津要人（実業家、元丸善社長）
- 津田信吾（実業家、元鐘紡社長）
- 賀来龍三郎（実業家、元キヤノン社長）
- 鈴木俊三（実業家、元鈴木自動車社長）
- 鈴木正雄（実業家、元松坂屋社長・会長）
- 畔柳昇（実業家、元名古屋証券取引所社長、元中部電力副社長）
- 左右田稔（実業家、東建コーポレーション創業者・社長兼会長）
- 内山田竹志（実業家、トヨタ自動車会長、元日本経団連副会長）
- 芦田信（実業家、JCRファーマ創業者・会長兼社長）
- 小林宏史（実業家、元旭化成建材社長）
- 白井昭（実業家、元大井川鐵道副社長）
- 梅田優祐（実業家、ユーザベース創業者・元CEO、元ニューズピックス会長CEO）
- 稲垣裕介（実業家、ユーザベース創業者・元CEO、元ニューズピックスCo-CEO）
- 杉山司（実業家、中野区議会議員）
- 林要（実業家、『GROOVE X』創業者、CEO代表取締役）

#### 法曹・官吏
- 織田完之（農商務官僚、農政家、歴史学者）
- 沖修司（元林野庁長官）
- 加藤新太郎（元裁判官、中央大学大学院法務研究科教授）
- 天野末治（弁護士、社会運動家）
- 杉浦ひとみ（弁護士） ※出生地は奈良県
- 浅岡齋（元岡崎市助役、元愛知県議会議員）
- 木村三郎（官僚、造園技術者）
- 黒田直樹（元資源エネルギー庁長官、国際石油開発帝石代表取締役会長）

#### 学界・教育界
- 志賀重昂（地理学者）
- 本多光太郎（物理学者）
- 木村資生（遺伝学者）
- 永田武（地球物理学者）
- 鷹部屋福平（工学者）
- 木村克美（分子科学者）
- 杉浦光夫（数学者）
- 飛田武幸（数学者）
- 杉浦昌弘（植物学者）
- 石川成章（地質学者）
- 太田功平（農学者、教育者）
- 岩槻信治（農業技師）
- 近藤康男（農業経済学者）
- 内田智雄（中国思想史学者）

- 森部豊（東洋史学者）
- 石田茂作（仏教考古学者）
- 清水孝之（国文学者）
- 鈴木勝忠（日本文学研究者）
- 柴田顕正（郷土史家、教育者）
- 石田利作（郷土史家、教育者）
- 足立一平（教育者、政治活動家）
- 新家光雄（金属工学者）
- 山本隆司（行政法学者）
- 中村哲（経済史学者）
- 青木脩（会計学者）
- 小林健吾（会計学者）
- 青山浩之（書写研究家、教育者）

#### 文化人
- 岡田撫琴（新聞社経営者、出版人、俳人）
- 近藤孝太郎（思想家、社会運動家）
- 大竹博吉（出版人、ソ連研究者、翻訳家）
- 榊原金之助（新聞記者、元愛知県議会議員）
- 山本鼎（版画家、洋画家）
- 瀬川康男（版画家、絵本作家）
- 村山槐多（洋画家）
- 杉山新樹（画家、大学教授）
- 中根寛（洋画家）
- 野本喜石（彫刻家）
- 天白松嵐（画家、工芸家）
- 柄澤照文（ペン画家） ※出生地は宝飯郡赤坂町（現・豊川市）
- 内藤ルネ（イラストレーター）
- 辻村益朗（装丁家、絵本作家）
- 広野多珂子（画家、絵本作家）
- 竹内元紀（漫画家）
- 竹内じゅんや（漫画家）

- とりいかずよし（漫画家）
- ほったゆみ（漫画原作者）
- 近藤高光（アニメーター）
- いしづかあつこ（アニメーション監督）
- くろやなぎてっぺい（映像作家）
- 加藤孝男（歌人）
- 松平盟子（歌人）
- 広小路尚祈（小説家）
- 坂本葵（文筆家）
- 早坂隆（ルポライター）
- 浅井久仁臣（ジャーナリスト）
- 各務三郎（海外ミステリ編集者、翻訳家）
- 天野健太郎（台湾文学翻訳家）
- 牧野圭祐（脚本家、小説家、音楽家）
- 鈴木宏彦（将棋ライター）
- 竹内敏信（写真家）
- 志賀理江子（写真家）
- 奥山文弥（魚類研究家、著述家）

#### スポーツ選手
- 杉浦清（元プロ野球選手、監督）[90]
- 服部受弘（元プロ野球選手）[91]
- 近藤貞雄（元プロ野球選手、監督）
- 本間勝（元プロ野球選手）
- 青山久人（元プロ野球選手）
- 加藤英夫（元プロ野球選手）
- 木俣達彦（元プロ野球選手）
- 大宮龍男（元プロ野球選手）
- 佐藤武夫（元プロ野球選手）
- 本田威志（元プロ野球選手）
- 鎌田圭司（元プロ野球選手）
- 大西寛介（元プロ野球選手）
- 斉藤俊雄（元プロ野球選手）
- 河井学（元プロ野球選手）
- 伊藤光（プロ野球選手）
- 長谷部銀次（プロ野球選手）
- 上田希由翔（プロ野球選手）
- 琴光喜啓司（元大相撲力士）※出生地は豊田市
- 舛名大周一（元大相撲力士）
- 出羽疾風龍二（大相撲力士）
- 中嶋悟（元レーシングドライバー）
- 中嶋一貴（レーシングドライバー）
- 中嶋大祐（レーシングドライバー）
- 小河等（レーシングドライバー）
- 鈴木雷太（自転車競技選手）
- 鈴木弘（競泳選手）
- 中森智佳子（競泳選手）
- 麻場一徳（元陸上競技選手）
- 鷲見知彦（元陸上競技選手）

- 山本聖途（陸上競技選手）
- 中村明彦（陸上競技選手）
- 重見高好（陸上競技選手）
- 天野義裕（元陸上競技選手）
- 蟹江美貴（アーチェリー選手）
- 都築有美子（バレーボール選手）
- 石川祐希（バレーボール選手）
- 石川真佑（バレーボール選手）
- 中川美柚（バレーボール選手）
- 深谷友基（サッカー選手）
- 宮市亮（サッカー選手）
- 宮市剛（サッカー選手）
- 山本浩正（サッカー選手）
- 太田圭祐（サッカー選手）
- 新里亮（サッカー選手）
- 石井綾（サッカー選手）
- 田村優（ラグビー選手）
- 田村熙（ラグビー選手）
- 増田遼太（ラグビー選手）
- 鈴木理紗（ハンドボール選手）
- 江藤正博（フットサル選手）
- 深津尚子（元卓球選手）
- 栗田勝（元騎手）
- 佐原秀泰（騎手）
- 西千明（元女子プロレスラー）

#### 音楽家
- 冨田勲（作曲家）※出生地は東京府豊多摩郡（現・東京都杉並区）
- 近藤嶺（作曲家）
- 桃井聖司（作曲家）
- 河合優子（ピアニスト）
- 三橋桜子（チェンバリスト）
- 中木健二（チェリスト）
- 悠情（ヴァイオリニスト）
- 大野真澄（シンガーソングライター、ガロのメンバー）
- 加藤久仁彦（歌手、狩人のメンバー）
- 加藤高道（歌手、狩人のメンバー）
- 岡村孝子（シンガーソングライター、あみんのメンバー）
- SCREAMING SOUL HILL（ミュージシャン）
- immi（ミュージシャン）
- Split BoB（ミュージシャン）
- H△G（ミュージシャン）
- GLORY HILL（ミュージシャン）
- 岩崎洵奈（ピアニスト）

#### 芸能人
- 三遊亭愛楽（落語家）
- 桂鷹治（落語家）
- 柳亭市次郎（落語家）
- 杉浦直樹（俳優）
- 平泉成（俳優）
- 杉浦理史（俳優）
- 河合美佐（俳優）
- 八神蓮（俳優）
- 図師光博（俳優）
- 伊沢勉（俳優）
- 菅沼翔也（俳優）
- 小笠原健（俳優）
- 佐野勇斗（M!LK、俳優）
- 六車勇輝（元俳優）
- 龍城のぼる（元宝塚歌劇団俳優）
- 小林由希子（ミュージカル俳優）
- 櫻井孝宏（声優）[92]
- 鈴木達央（声優）[93]
- 近藤隆（声優）
- 尾崎恵（声優）

- 瀧村直樹（声優）
- 武田羅梨沙多胡（声優）
- 長縄まりあ（声優）
- 天野ひろゆき（タレント）
- 森崎まみ（タレント）
- 岸田あさみ（タレント）
- 原さやか（タレント）
- 小林優介（タレント）
- キンタロー。（タレント）
- 柴田アイスピック（お笑い芸人）
- 清水誠（お笑い芸人）
- 神野三枝（タレント）
- 坂口美奈子（タレント）
- 石田真以（タレント）
- ウッチィ（タレント）
- 神道裕（元タレント）
- 鶴田真理子（モデル）
- 天野由加里（モデル）
- 杉浦美帆（元モデル）
- 竹内のぞみ（グラビアアイドル）
- 橘香恋（レースクイーン）

#### アナウンサー
- 近藤英恵（元テレビ静岡アナウンサー）
- 杉浦友紀（NHKアナウンサー）
- 川島葵（東海ラジオアナウンサー）
- 竹内梢（南日本放送アナウンサー）
- 天野ひかり（フリーアナウンサー、NPO法人代表）
- 山本祐歌（フリーアナウンサー）
- 山本匠晃（TBSアナウンサー）
- 小川健太（CBCアナウンサー）
- 森田京之介（元テレビ東京アナウンサー、現トヨタ自動車社員）
- 大川立樹　(フジテレビアナウンサー)

#### その他
- 土屋光春（陸軍大将）
- 土屋光金（海軍中将）
- 他阿真円（時宗の74世法主、元岡崎市議会議員）
- 杉本誠（牧師）
- 津端修一（建築家）
- 内田修（医師、ジャズ愛好家）
- 石田和雄（将棋棋士）
- 酒井通温（将棋棋士）
- 柴田惣一（スポーツ新聞記者）
- 中根駒十郎（編集者）
- 萱野稔人（哲学者、津田塾大学総合政策学部長・教授）
- 松田隆智（中国武術研究家）
- 大場美和（フリークライマー）
- 巴一作（医師、国内最高齢の男性）

- 廣中邦充（教育評論家、住職）
- 糟谷銑司（音楽プロデューサー）
- 長坂信人（テレビ・映画プロデューサー）
- 正木敦（テレビプロデューサー）
- 藤田亨（テレビプロデューサー、放送作家）
- 藤井賢二（グラフィックデザイナー）
- 里岡美津奈（キャビンアテンダント、コンサルタント）
- 永谷亜矢子（実業家、立教大学経営学部 客員教授、東京ガールズコレクション初代プロデューサー）
- 渡辺順子（ワインスペシャリスト）
- 清水泰地（ボディビルダー）
- 東海オンエア（6人組のYouTuber。6人中5人が岡崎市出身）[94]
- 度會亜衣子（第51代ミス日本グランプリ）[95][96]
- 深田崇敬（水景クリエイター）
- 石井友規（写真家・映画監督 『時の絲ぐるま』など）

### マスコットキャラクター

#### オカザえもん

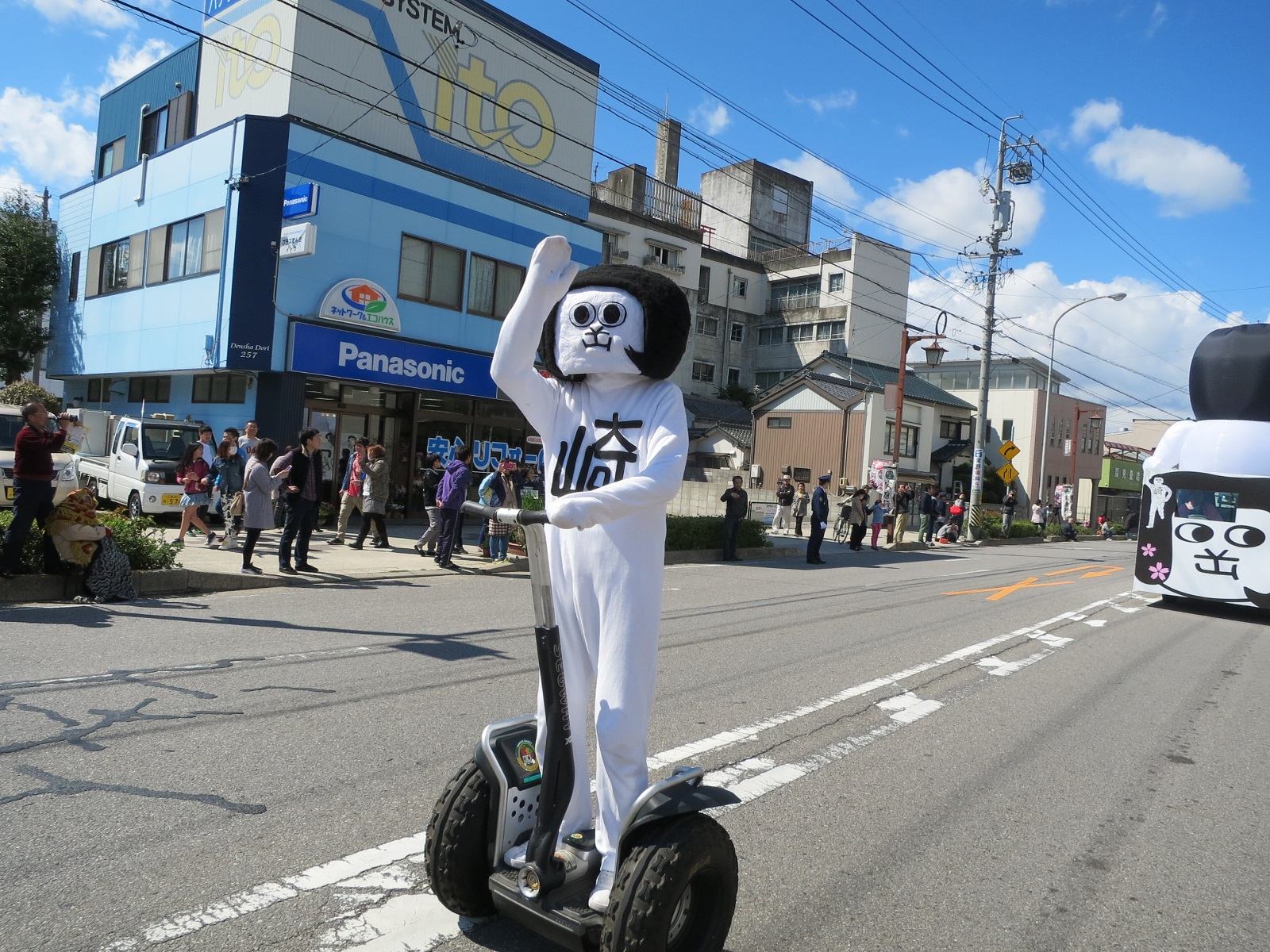
オカザえもん（2014年4月6日）

オカザえもんは、愛知県日進市出身の現代美術作家・斉と公平太の作品。「あいちトリエンナーレ2013」のプレイベント「岡崎アート&ジャズ2012」の出品作品である。イラストと着ぐるみ、2つのキャラクターが存在する。2012年10月31日に行われた同イベントの内覧会で初めて公の場に姿を現す。
2013年4月1日、岡崎市から「岡崎アート広報大臣」に委嘱された（任期は1年間）。同年7月10日には「ご当地キャラ総選挙2013」の中部地区予選で1位となった。同年8月6日には決勝大会で全国2位となった。2013年11月24日、「ゆるキャラグランプリ2013」において、全国22位となった。
市内業者が作る関連商品については、作者の承諾により著作権料は発生しない。その効果もあって多くの商品が生み出されるようになった。売れ行きも好調で、2013年12月に市内郵便局で限定発売された「オカザえもん切手シート」は1日で完売した。また同年12月22日、日本経済新聞が発表した「ゆるキャラスイーツ・ベスト10」で、康生地区の和菓子屋が製造した「オカザえもんどら焼き」が全国5位に選ばれた。
2014年3月31日、岡崎アート広報大臣を退任。オカザえもんが1年間の間に岡崎市内に及ぼした経済波及効果は約42億5千万円、新聞や雑誌への掲載による広告効果は約6億6千万円であったことが退任式で発表された。2016年4月2日、市から再び「岡崎アート広報大臣」に委嘱された。
2019年のゆるキャラグランプリ2019において、全国10位となった。

## 広報・公聴関係

### 映像・ラジオ広報事業
- チャンネルおかざき（ケーブルテレビ/ミクスネットワーク株式会社 地上デジタル121チャンネル）
- 市政情報763（コミュニティーFM/株式会社エフエム岡崎 周波数76.3MHzで岡崎市広報番組「市政情報763」を放送）